# Marches
 (mai 2025).
Pour les articles homonymes, voir Marches (homonymie).
Les Marches (en italien le Marche [ˈmarke]) sont une région d'Italie centrale dont le siège se situe sur les bords de l’Adriatique, à savoir la ville portuaire d'Ancône, et qui compte 1 528 210 habitants sur 9 401,38 km2 au 30 avril 2018.
Elle est divisée en cinq provinces, celles d'Ancône, de Macerata, de Pesaro-Urbino, d'Ascoli Piceno et de Fermo, situées entre la chaîne des Apennins et la mer Adriatique.

## Histoire

### Les Picéniens

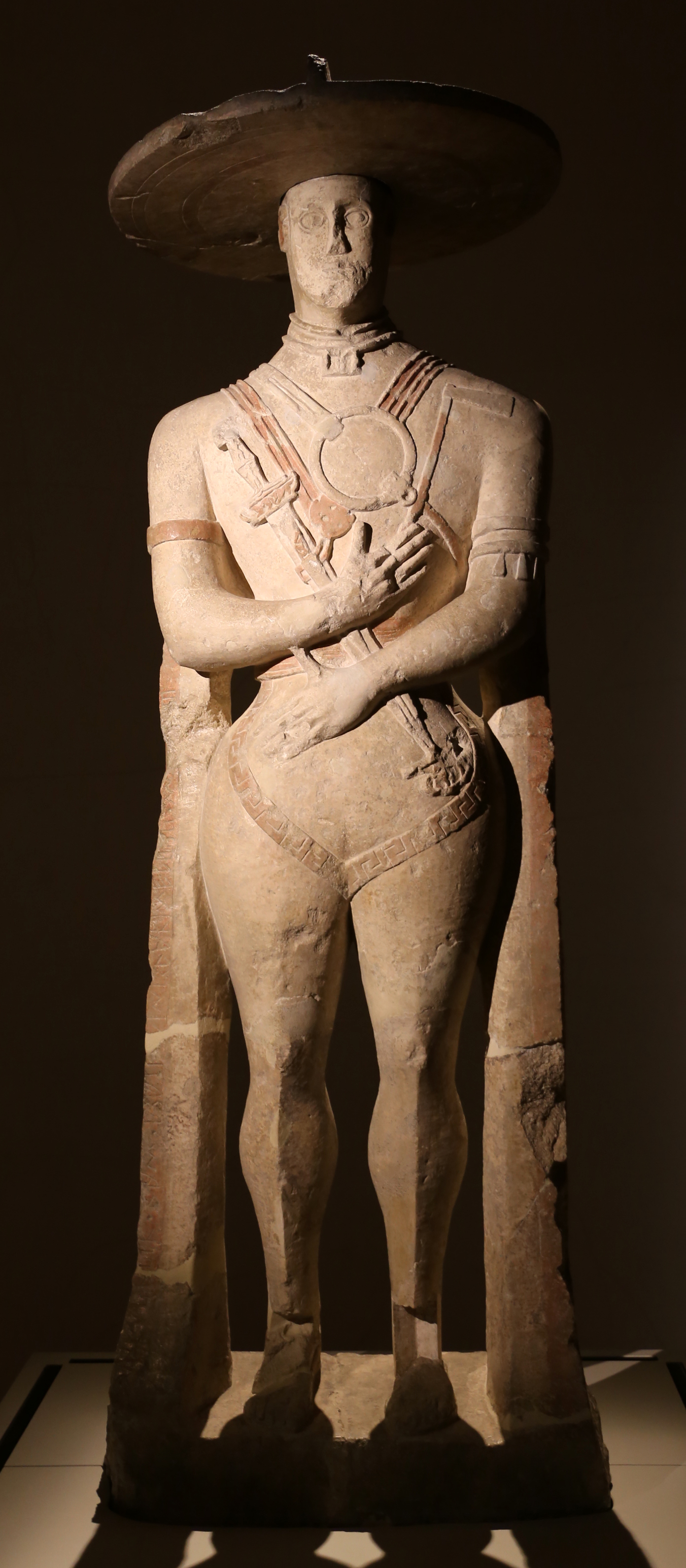
Guerrier de capestrano, 600-550 av. J-C. conservé dans le Musée Archéologique National des Abruzzes à Chieti.

La première période d’unité culturelle des Marches a eu lieu à l’âge du fer, quand la région était habitée presque entièrement par les Picèniens.
La propagation de la civilisation picène marque le passage de l’âge du bronze à celui du fer, ainsi que le passage à l’Histoire, avec l’introduction de l’écriture.
Les témoignages laissés par cette civilisation sont très riches et fortement caractérisés, en particulier dans la sculpture, parfois de dimension monumentale, dans l’Art figuratif, par une imagination remarquable des figures produites et une tendance à l’abstraction, dans l’originalité des formes de la céramique, dans l’utilisation abondante de l’Ambre, dans la grande variété d’armes, dans les kits féminins voyants.
La langue de la plupart des inscriptions est italique et dite Sud-picène; quatre inscriptions retrouvées atteste l’existence d'une énigmatique Langue de Novilara.

### Antiquité
Les Grecs fondent Ancône et s’établissent sur quelques territoires voisins au IVe siècle av. J.-C. Grecs et romains ont alors des échanges commerciaux. Ancône est annexée par les Romains au IIIe siècle av. J.-C. et les Marches sont envahies par le peuple gaulois des Sénons qui fondent Senigallia. Il en demeure des vestiges en particulier à Fano et à Ancône. Ces derniers sont chassés par les Romains avec l'aide des Picéniens, qu'ils défont ensuite vers 300 av. J.-C.

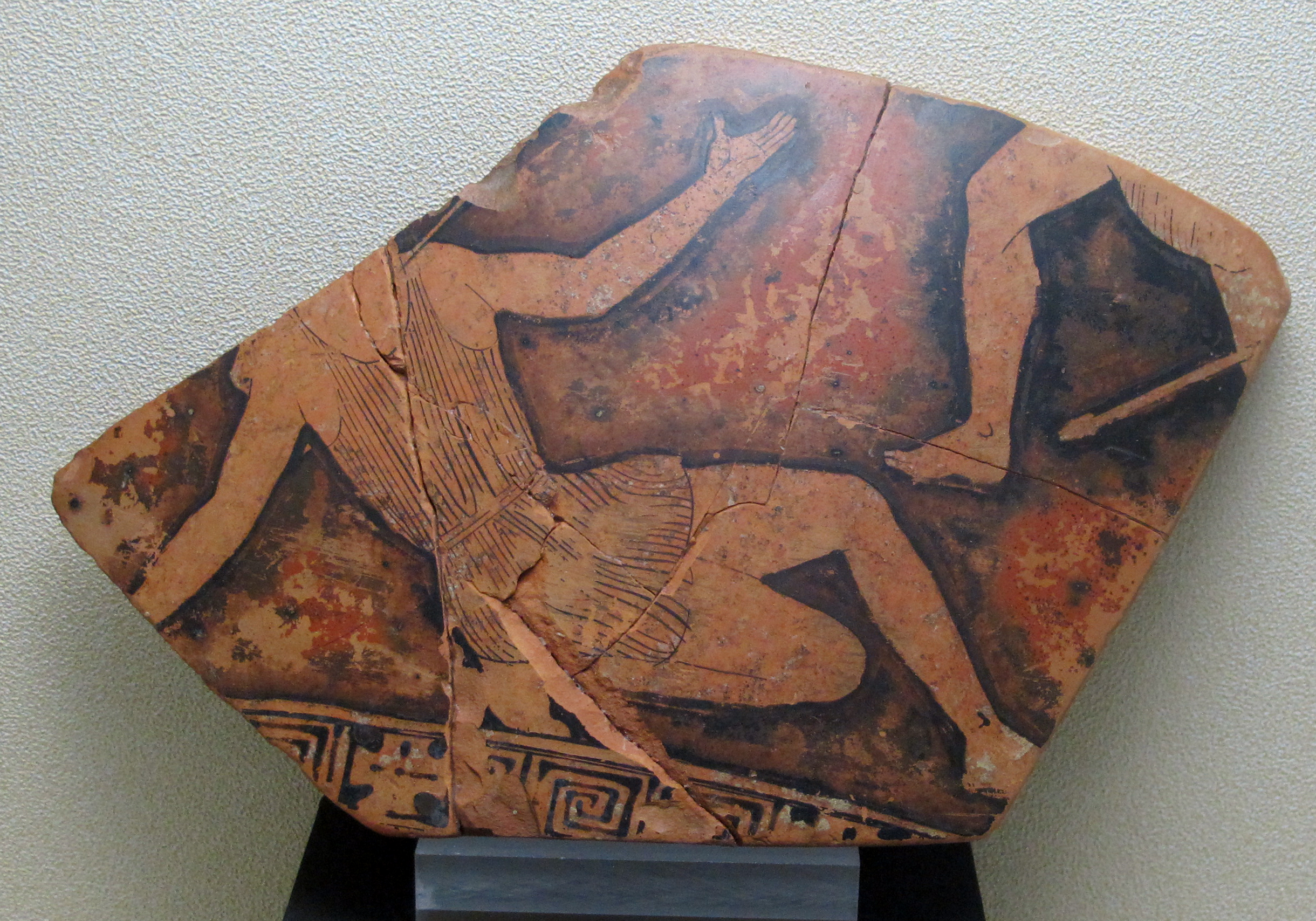
Fragment de cratère attique datant du (Pesaro).

### Période médiévale
Après la chute de l'Empire romain d'Occident lors des migrations germaniques, se produit l'invasion des Ostrogoths.
Au haut Moyen Âge, les villes d'Ancône, Fano, Pesaro, Rimini et Senigallia forment la Pentapole d’Italie avant de devenir le théâtre d'affrontements de deux maisons seigneuriales : les Malatesta de Rimini, et les Montefeltro d'Urbino.
C’est au Xe siècle, sous les Ottoniens qu’est apparu le nom de « Marca » (du germanique marka « signe de frontière »).
Au IXe siècle, les nombreuses razzias des Sarrazins expliquent l’installation, le long des côtes, sur les hauteurs des collines, de nombreuses forteresses et villes fortifiées, et plus particulièrement dans la moitié sud de la région.
Au XIIe siècle des communes libres se constituent et la région voit l'affrontement entre Gibelins et Guelfes.
Les Marches deviennent durant le XIIIe siècle l’une des terres de prédilection des communautés franciscaines naissantes qui luttent contre la surpopulation et le désordre alimentaire.

### Renaissance
C'est à la Renaissance que la République d'Ancône, république maritime connait la prospérité.
Cette dernière s'émancipe du marquisat d'Ancône et s'enrichit du commerce avec l'Orient, ce, malgré la redoutable concurrence Vénitienne.
L’archéologue Cyriaque d'Ancône nait en 1391 à Ancône.
Les Marches feront partie des territoires des États pontificaux de 1532 à 1860.

### Risorgimento
Durant cette période, elle donne naissance à neuf papes qui contribuent pour la plupart au renouveau urbanistique et architectural de ses villes.
À la suite de l'invasion française au début du XIXe siècle, et après quelques vicissitudes (création de la République cisalpine, annexion à Naples, tentatives de Murat), le congrès de Vienne structure la région en cinq provinces dont les chefs-lieux sont : Ancône, Ascoli Piceno, Fermo, Macerata et Pesaro.
Une bataille décisive du Risorgimento a lieu en 1860 à Castelfidardo, où Enrico Cialdini défait les troupes pontificales du général Lamoricière : elle permet l'union des territoires du Sud, libérés (ou conquis) par Garibaldi et de ceux du Nord, dépendants du roi Victor-Emmanuel II.

### Période contemporaine
Dans l’histoire plus récente, on se souvient de la Semaine rouge, de la révolte des bersagliers et de la participation à la resistance italienne, parmi les plus massives et populaires d’Italie.

## Géographie

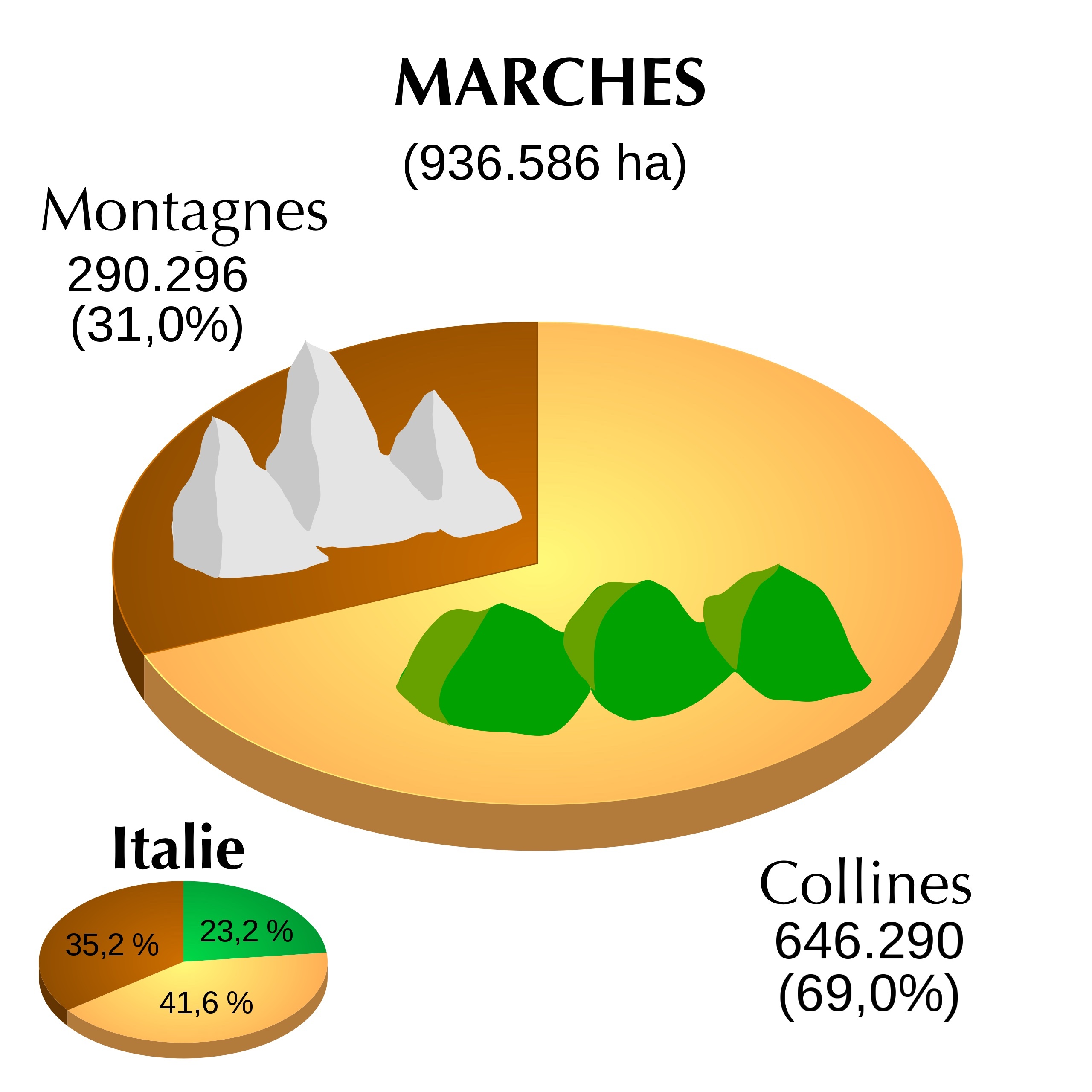
Altimétrie des Marches.

La région des Marches se situe au centre-est de l'Italie, le long de la mer Adriatique, entre la Romagne au nord, l'Ombrie et la Toscane à l'ouest, le Latium au sud-ouest et les Abruzzes au sud.
Elle est bordée par la dorsale des Apennins (Appennino Umbro) à l'ouest : l'altitude y varie de 1 702 m au monte Catria au centre-nord à 2 472 m dans les monts Sibyllins au sud au monte Vettore.
Le paysage se compose de :
- 160 km de littoral ;
- 31 % de montagnes et 69 % de collines[2] ;
- huit lacs : lac de Gerosa à Comunanza, lac de Fiastra à Fiastra, lac de Cingoli à Cingoli, lac de San Ruffino à Amandola, lac de Pilate à Montemonaco, lac de Mercatale à Sassocorvaro, lac du Furlo à Fossombrone et lac de Polverina près de Camerino ;

### Monts et lacs des Marches

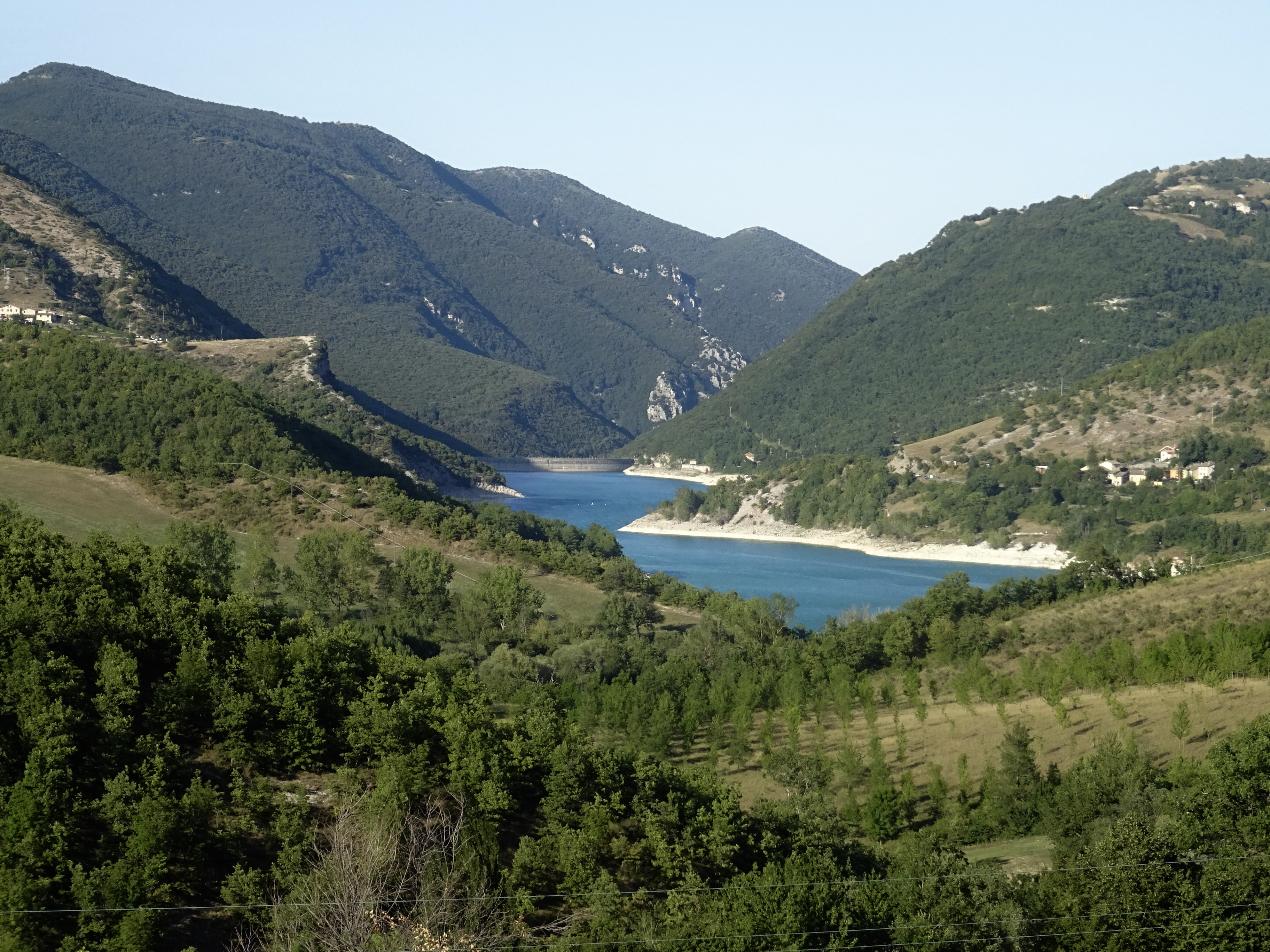
Lac de Fiastra.
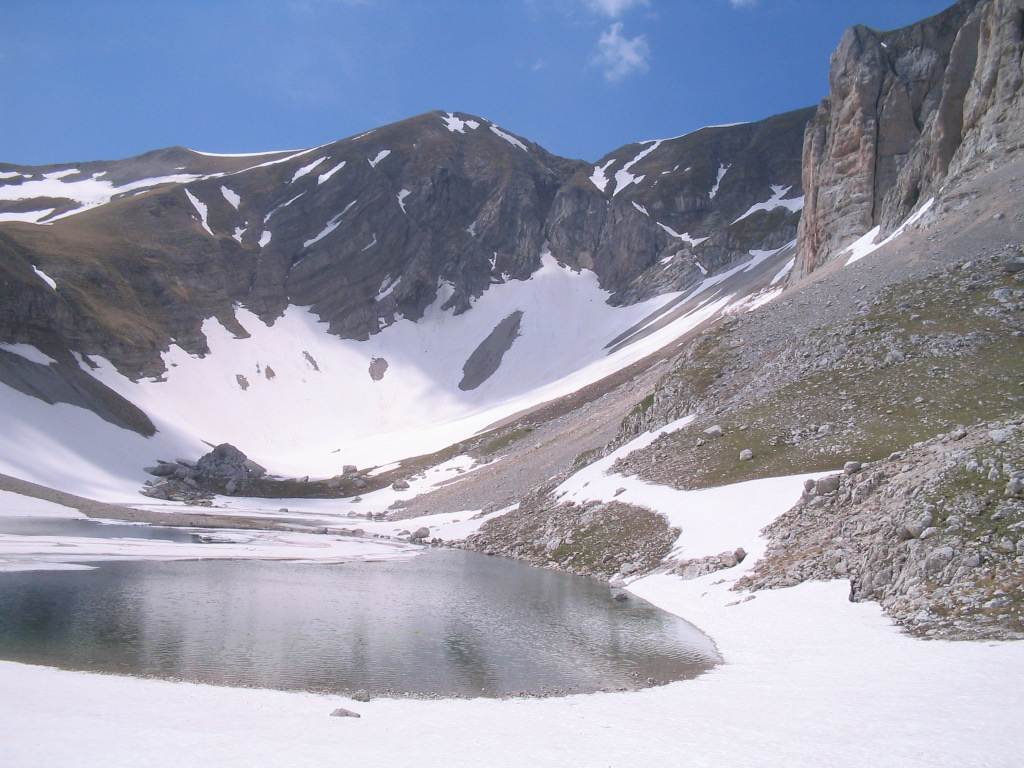
Cimes du Rédempteur des monts Sibyllins.
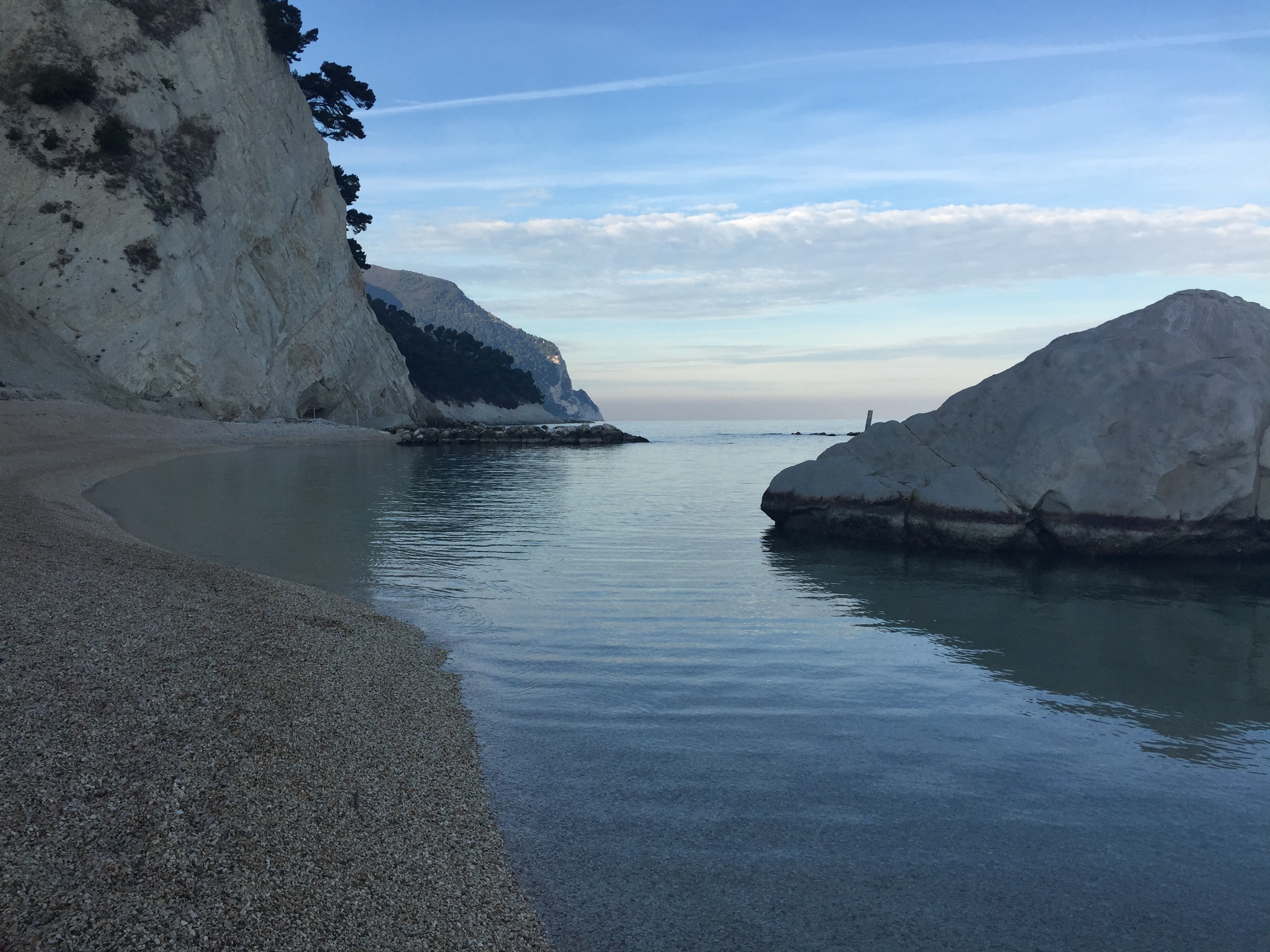
Plage de Numana.
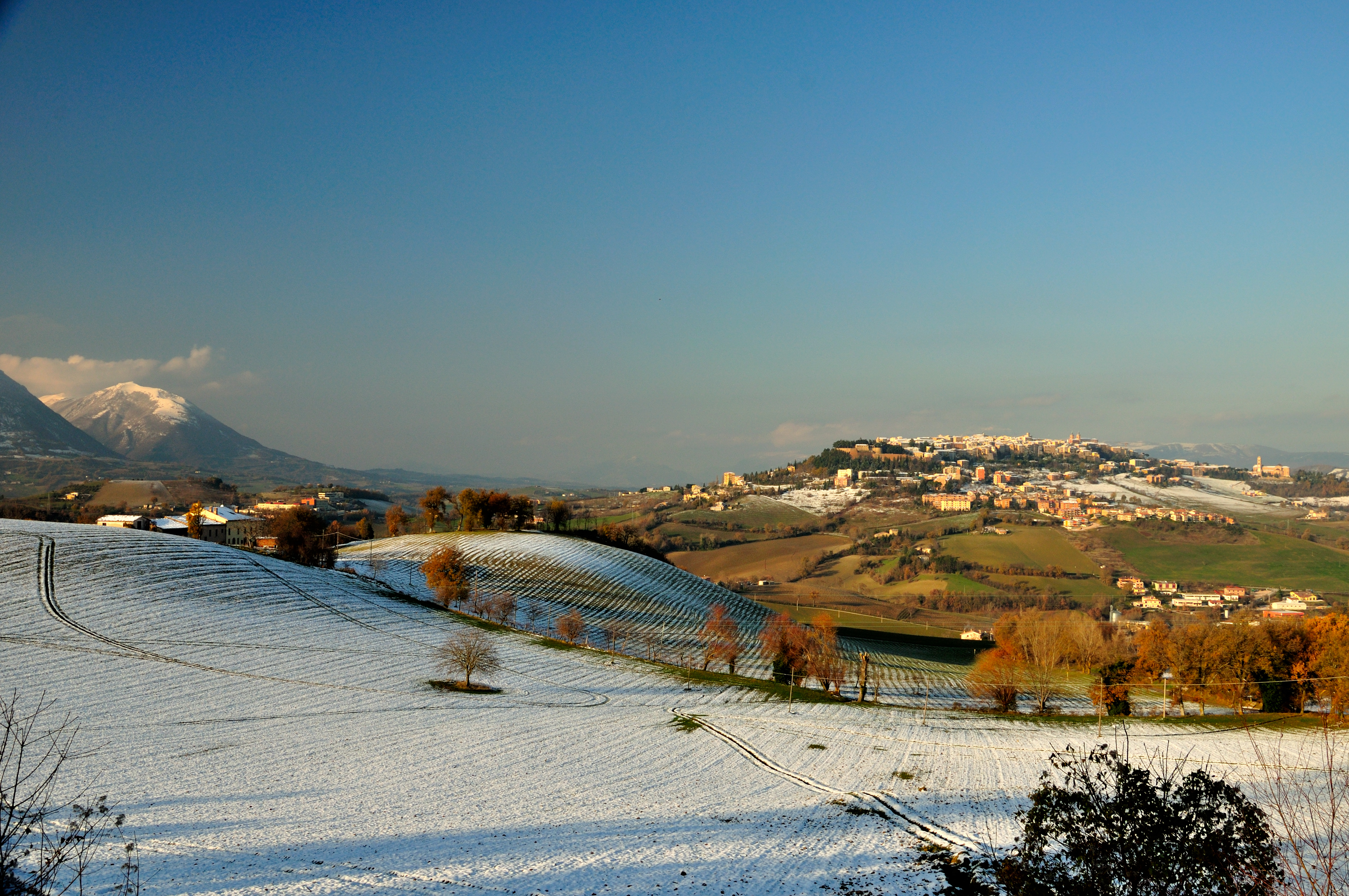
Collines et montagnes près de Camerino.
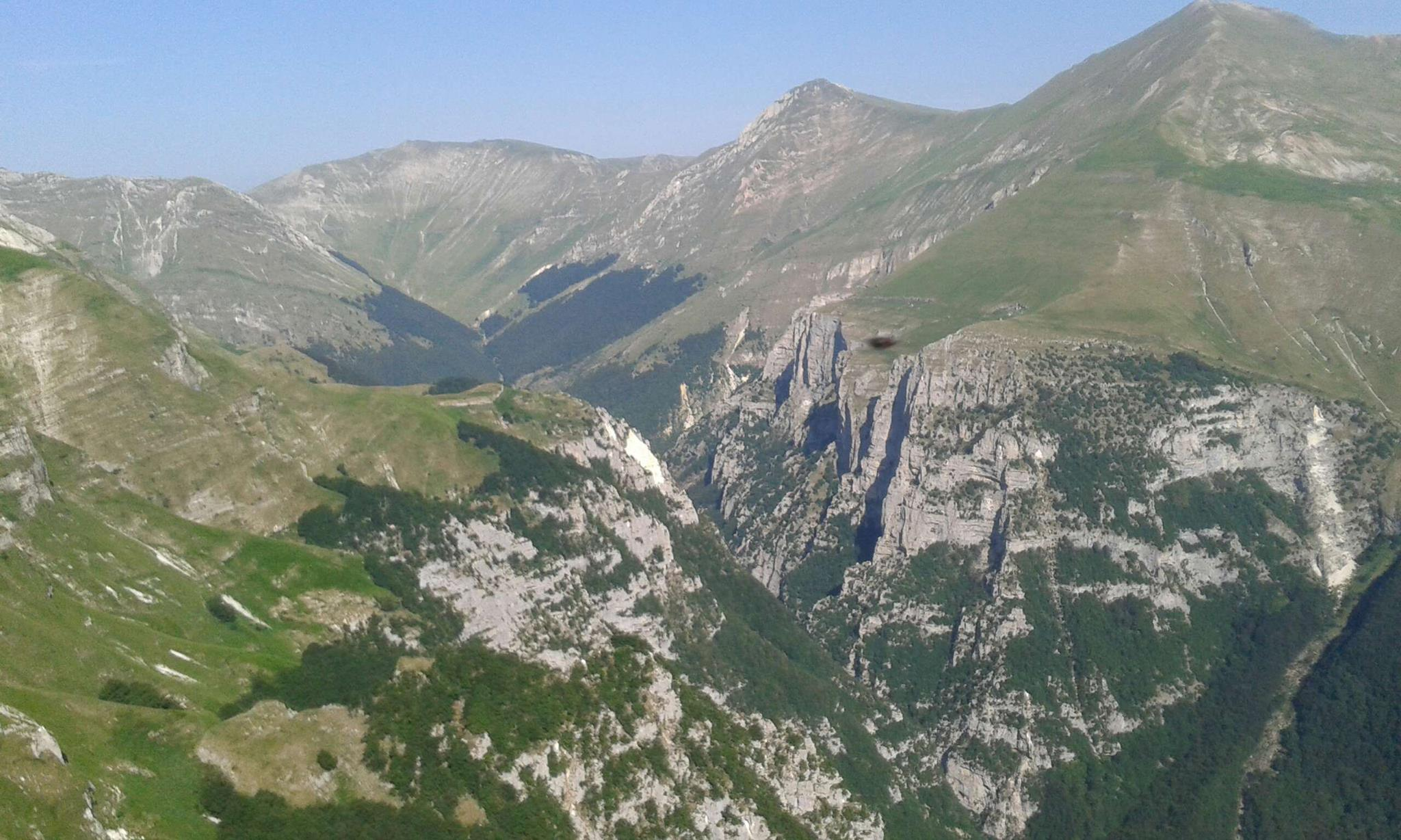
Gorges de l'Infernaccio (gorges du sale Enfer) du mont de la Sibylle.

- 45 cours d'eau dont 18 fleuves côtiers dépassant à peine 100 km de longueur (Foglia, Métaure, Esino, Misa, Chienti, Tenna, Tronto...) qui viennent plonger directement dans la mer Adriatique.

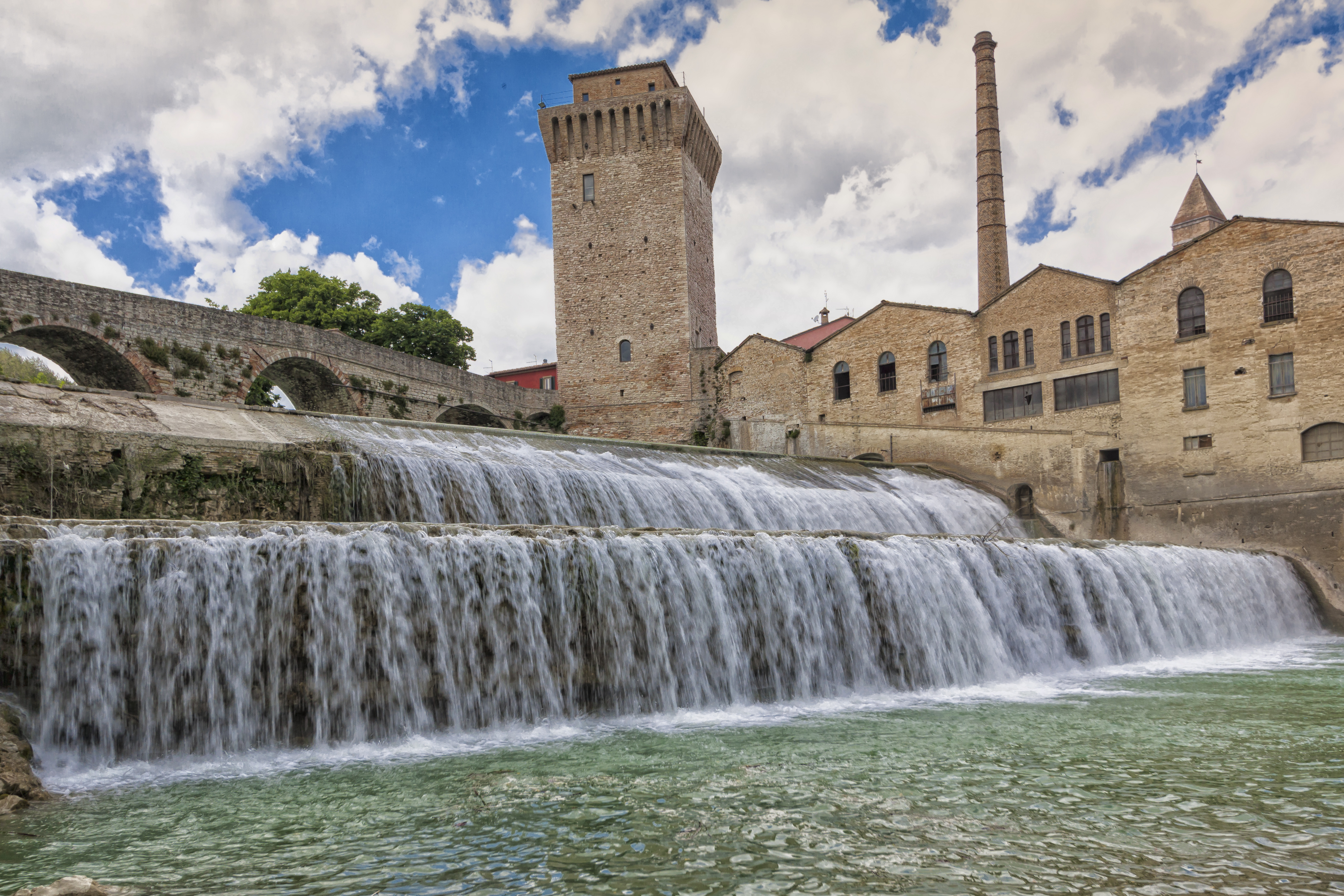
Cascade du fleuve Métaure dans Fermignano, ville natale du grand architecte de la Renaissance Bramante.
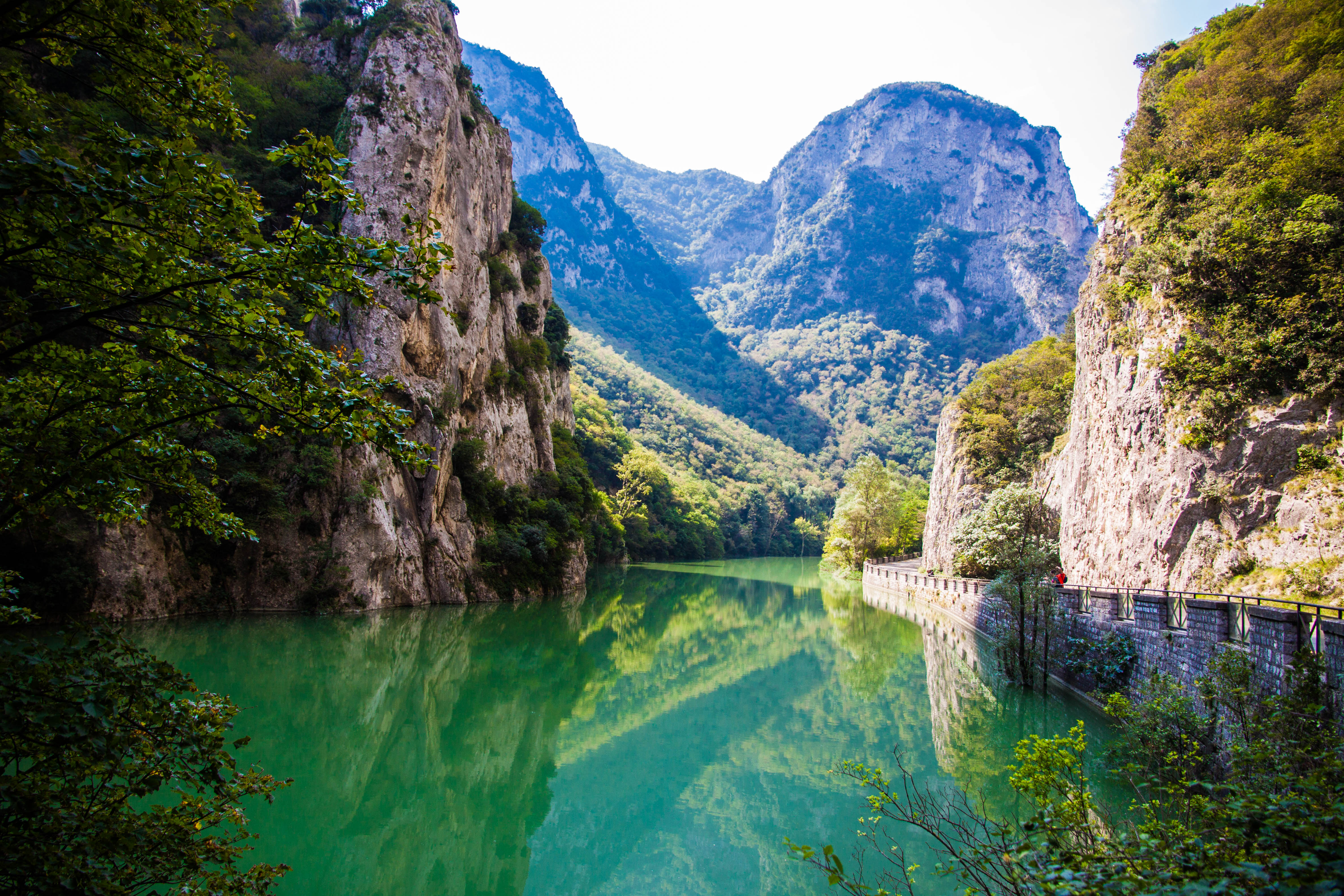
Fleuve Candigliano dans les gorges du Furlo.
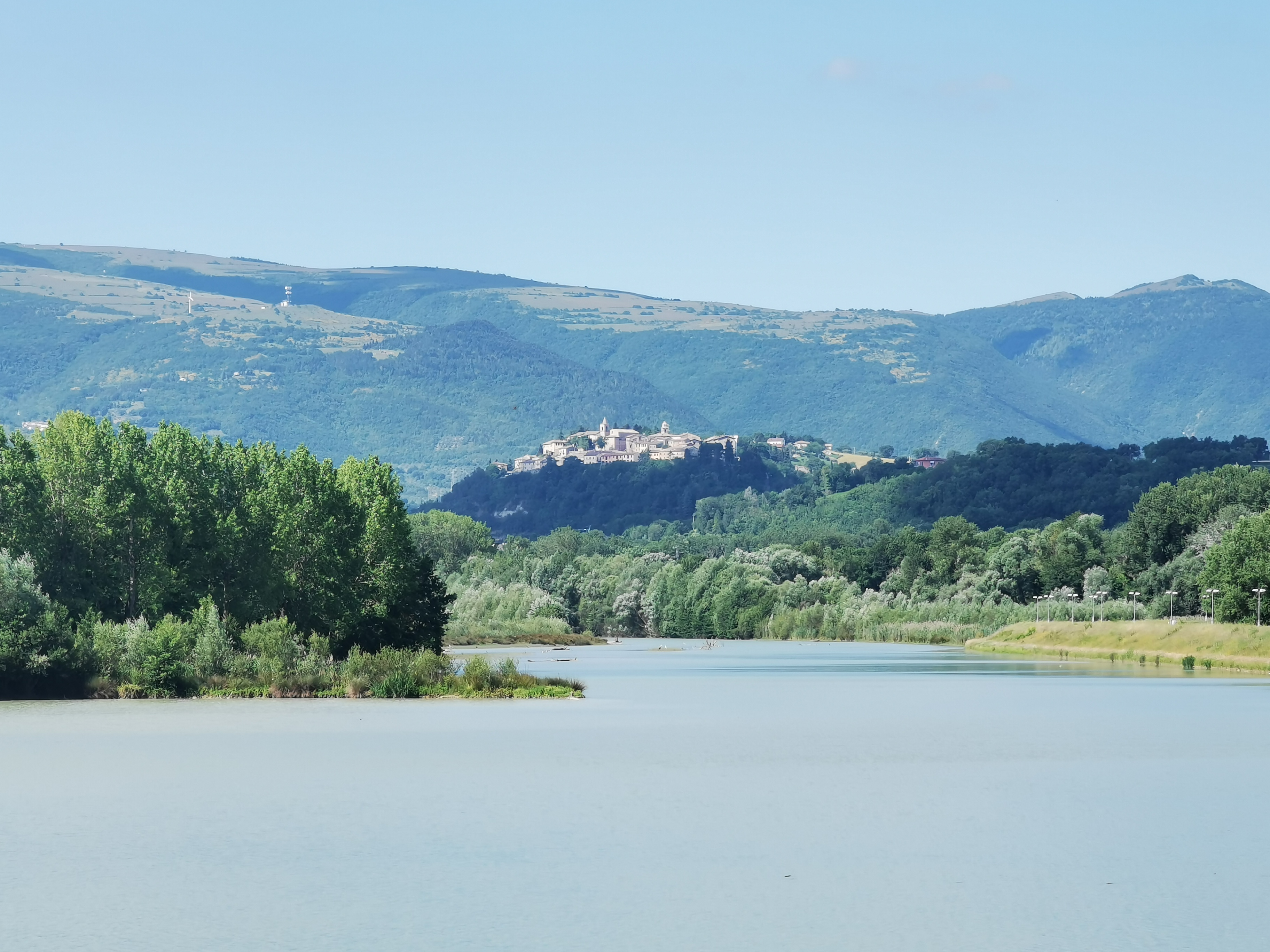
Vue sur Belforte Del Chienti depuis le fleuve Chienti.
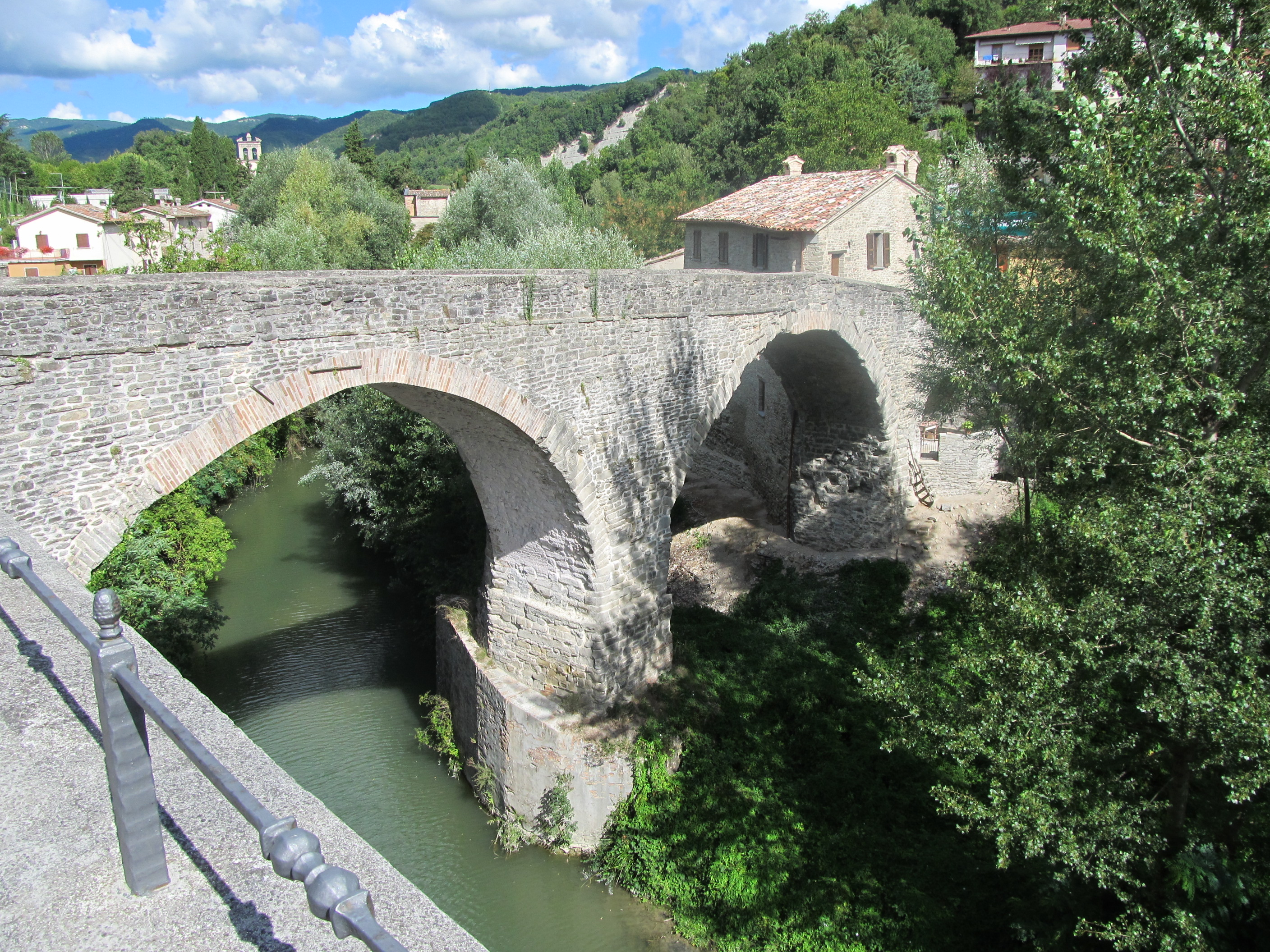
Pont sur le Metauro à Mercatello

## Administration

Les cinq provinces des Marches.

Au 1er janvier 2019, la région des Marches est divisée en cinq provinces :
- province d'Ancône ;
- province d'Ascoli Piceno ;
- province de Fermo ;
- province de Macerata ;
- province de Pesaro et Urbino.

## Nature
La région partage avec l'Ombrie le parc national des Monts Sibyllins, institué en 1993 et caractérisé par une grande variété de paysages et d’animaux.

Les Marches partagent, avec les Abruzzes et le Latium, le parc national du Gran Sasso e Monti della Laga, institué en 1991.
La commune d'Arquata del Tronto est comprise au Nord et au Sud dans ces deux parcs.
- parc régional du Mont Conero ;

Les Marches disposent de quatre parcs régionaux :

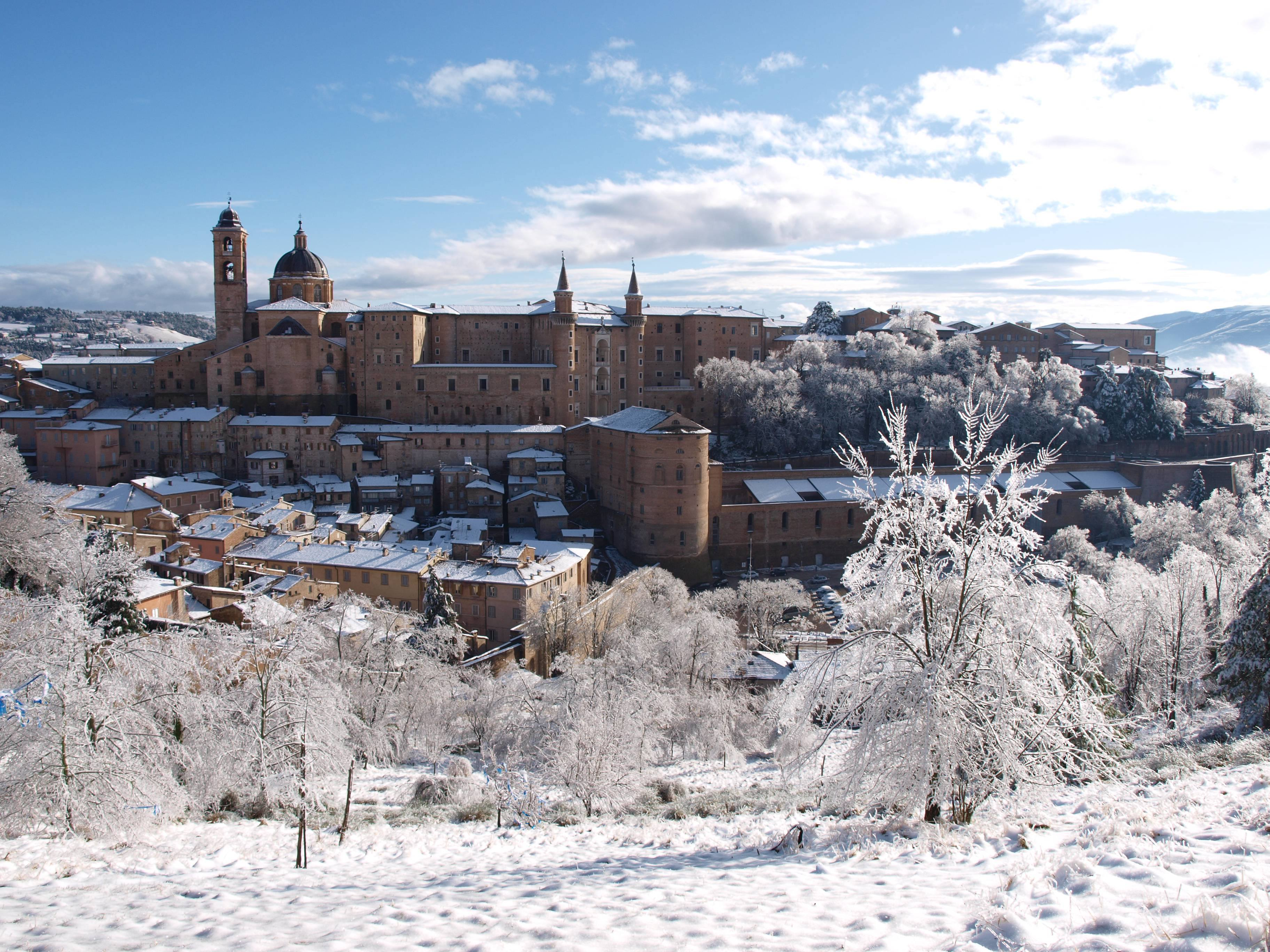
Urbino en hiver.

- parc naturel régional des Gorges de la Rossa et des Grottes de Frasassi[6] ;
- parc naturel du Sasso Simone et Septmoncel ;
- parc naturel régional du Mont San Bartolo.

Elles abritent six réserves naturelles dont trois nationales et trois régionales :
- réserve naturelle nationale des Gorges du Furlo[7] ;
- réserve naturelle nationale de l'Abbaye de Fiastra ;
- réserve naturelle nationale du Mont Torricchio ;
- réserve naturelle régionale du Mont San Vicino et du Mont Canfaito[8] ;
- réserve naturelle régionale Ripa Bianca di Jesi ;
- réserve naturelle régionale della Sentina[9].

Elles comptent 27 zones de protection spéciale Natura 2000.

## Sismicité

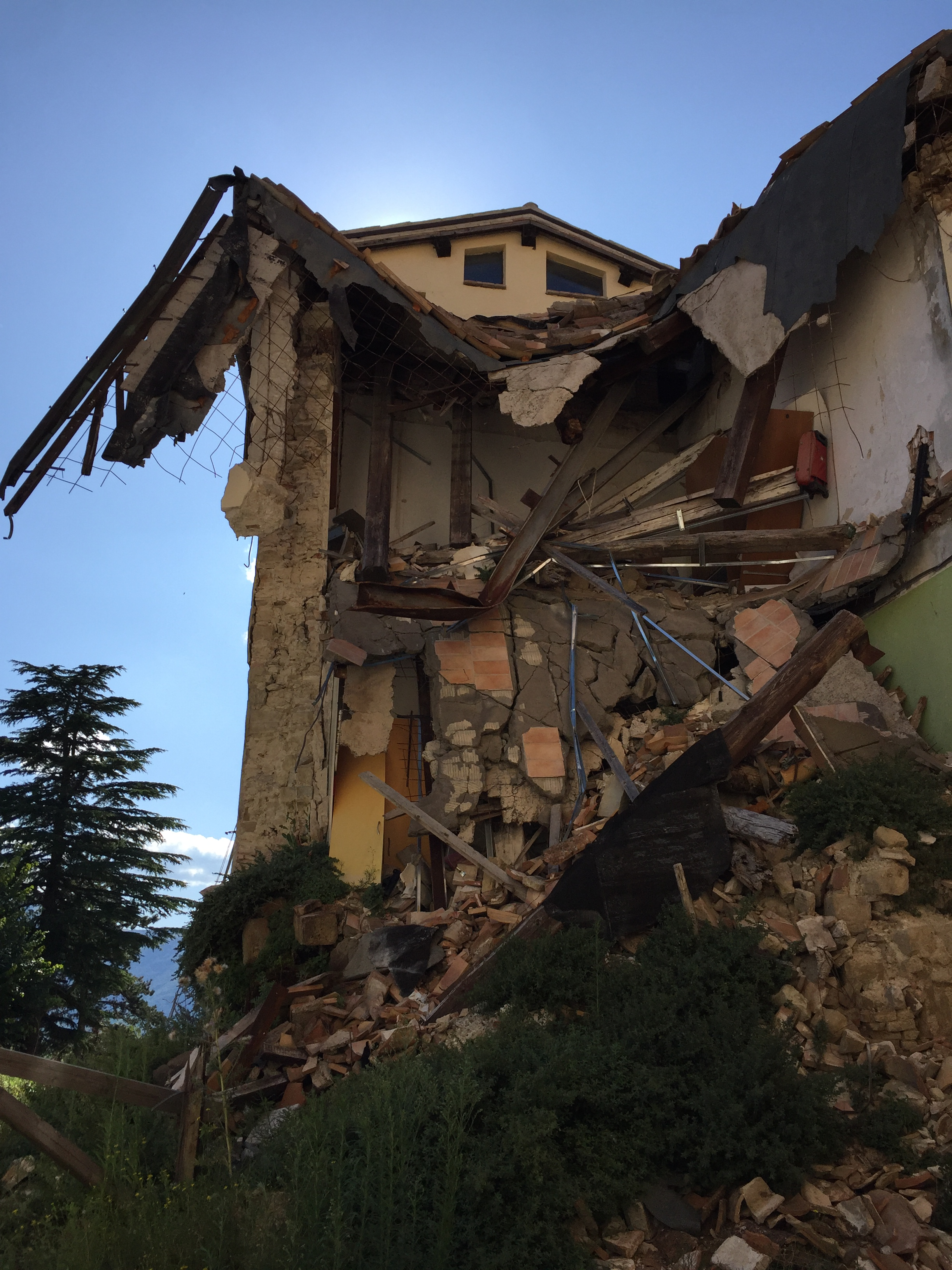
Effet du tremblement de terre de 2016 sur un édifice hors du centre de la ville universitaire de Camerino, moindrement touchée au regard d’autres villes et villages de la région. L’ensemble du centre-ville de Camerino était encore fermé à la population en août 2019.

Le territoire est sujet aux tremblements de terre : en effet, en 2006, 97,3 % de la région, soit 230 municipalités, ont été classées comme étant à risque moyen ou élevé.
En 2016 et 2017, les provinces de Macerata, Fermo et Ascoli Piceno ont été frappées par une longue série de tremblements de terre atteignant des magnitudes au-delà de 6.0 sur l’échelle de Richter.
Les villes d’Amandola, Acquasanta Terme, Arquata del Tronto, Comunanza, Cossignano, Force, Montalto delle Marche, Montedinove, Montefortino, Montegallo, Montemonaco, Palmiano, Roccafluvione, Rotella, Venarotta, Acquacanina, Bolognola, Castelsantangelo sul Nera, Cessapalombo, Fiastra, Fiordimonte Gualdo, Penna San Giovanni, Pievebovigliana, Pieve Torina, San Ginesio, Sant'Angelo in Pontano, Sarnano, Ussita ont été les plus touchées. Et les dommages sont encore visible en 2020.
Les villes d'Urbisaglia, Apiro, Appignano del Tronto, Ascoli Piceno, Belforte del Chienti, Belmonte Piceno, Caldarola, Camporotondo di Fiastrone, Castel di Lama, Castelraimondo, Castignano, Castorano, Cerreto D’esi, Cingoli, Colli del Tronto, Colmurano, Corridonia, Esanatoglia, Fabriano, Falerone, Fiuminata, Folignano, Gagliole, Loro Piceno, Macerata, Maltignano, Massa Fermana, Matelica, Mogliano, Monsapietro Morico, Montappone, Monte Rinaldo, Monte San Martino, Monte Vidon Corrado, Montecavallo, Montefalcone Appennino, Montegiorgio, Monteleone, Montelparo, Muccia, Offida, Ortezzano, Petriolo, Pioraco, Poggio San Vicino, Pollenza, Ripe San Ginesio, San Severino Marche, Santa Vittoria in Matenano, Sefro, Serrapetrona, Serravalle del Chienti, Servigliano, Smerillo, Tolentino et Treia ont également subi des dégâts importants. Les moyens attribués à la reconstruction sont insuffisants et inadaptés au vu des besoins,.

## Démographie
Les Marches comptent 1 470 581 habitants dont la tranche d'âge se trouve en majorité entre 30 et 54 ans, aussi bien chez les hommes que chez les femmes (16 %).
9 % de la population est d'origine étrangère, et contribue à entretenir la jeunesse dans la région puisque 51 % des immigrés ont entre 15 et 39 ans. Parmi ces immigrés, plus de 58 % proviennent du continent européen et 21 % d'entre eux proviennent du continent africain, avec en majorité les nationalités albanaise, roumaine et marocaine.

## Politique
Les Marches constituaient l'un des bastions de la gauche italienne.
À l'issue des élections régionales de 2010, le conseil régional des Marches est composé de quinze élus du Parti démocrate, douze élus du Peuple de la liberté, quatre élus de l'Italie des valeurs, trois élus de l'Union de Centre, deux élus de la Ligue du Nord, un élu de la Fédération de la gauche, un élu de l'Alliance réformiste, un élu de Gauche, écologie et liberté, un élu de l'Alliance pour l'Italie et un élu de la Fédération des verts.
En 2020, a été élu président de la région Francesco Acquaroli du parti de droite extrême des Fratelli d'Italia.

## Économie
L'économie de la région consiste principalement dans un éventail de PME industrielles distribuées sur l'ensemble du territoire.
- Industrie de la Chaussure, avec de nombreux emplacements dans les provinces de Fermo, Macerata et d'Ascoli ;
- Industrie du Meuble et celle de la Mécanique à Pesaro ;
- Entreprises viticoles des Castelli de Jesi, patrie du fameux Verdicchio ;
- Industrie navale de Fano et Ancône ;
- Activité touristique, avec des centres balnéaires et artistiques[2].

La région reste relativement enclavée, ne disposant pas de ligne TGV, avec un petit aéroport international mal desservi, celui d'Ancône-Falconara.
L’autoroute A14 de Bologne à Tarente dessert les localités de villégiature.

## Culture
- Le pourcentage de musées et de bibliothèques par rapport au nombre de Villes fait de la région des Marches l'une des mieux dotée d’Italie.
- L’ensemble de la région regorge de petites villes médiévales aux fondations romaines que les habitants célèbrent par un grand nombre de fêtes et de reconstitutions historiques.
- Ces petites cités de briques ocre jaune — 28 villages sont recensés au titre des plus beaux villages d’Italie — sont pour la plupart cernées de remparts à l’intérieur desquels rivalisent lieux de commerce et lieux de pouvoir, petites places traversées d’anciennes voies romaines et centrées de fontaines renaissantes, palais d’anciennes familles patriciennes, théâtres du Risorgimento, édifices religieux et sièges ecclésiastiques de première importance.

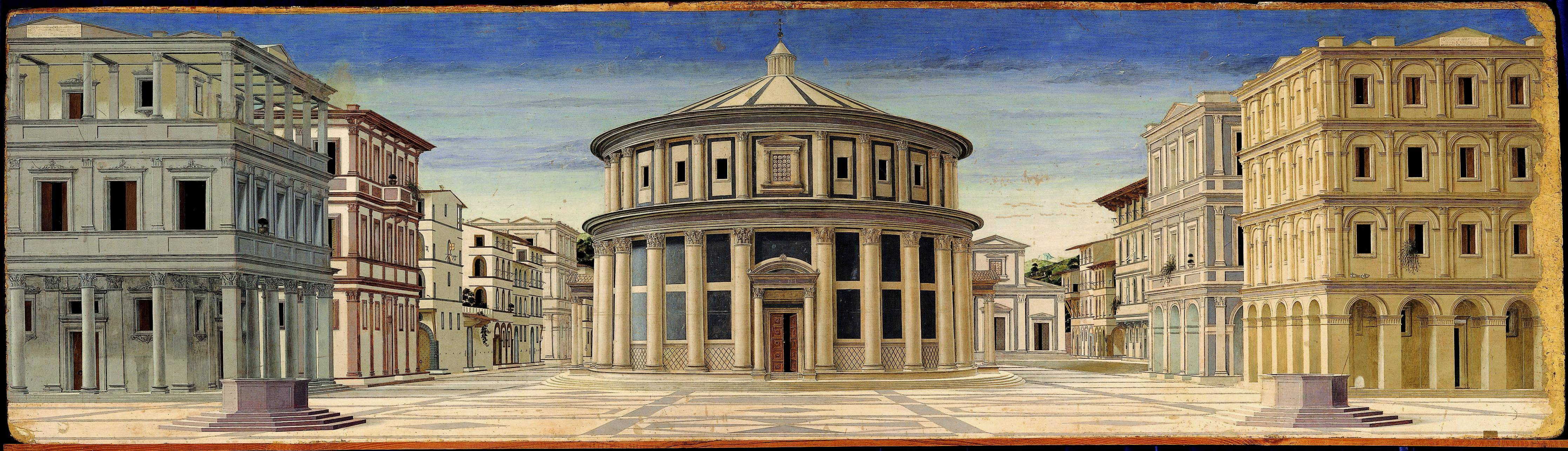
La Città ideale dont l'attribution discutée : Piero della Francesca ? Luca Signorelli ? Luciano Laurana ? Melozzo da Forli ? exposée aujourd’hui dans la Galleria Nazionale d'Urbino est l'une des œuvres emblématiques de la région des Marches.

### Personnalités des Marches

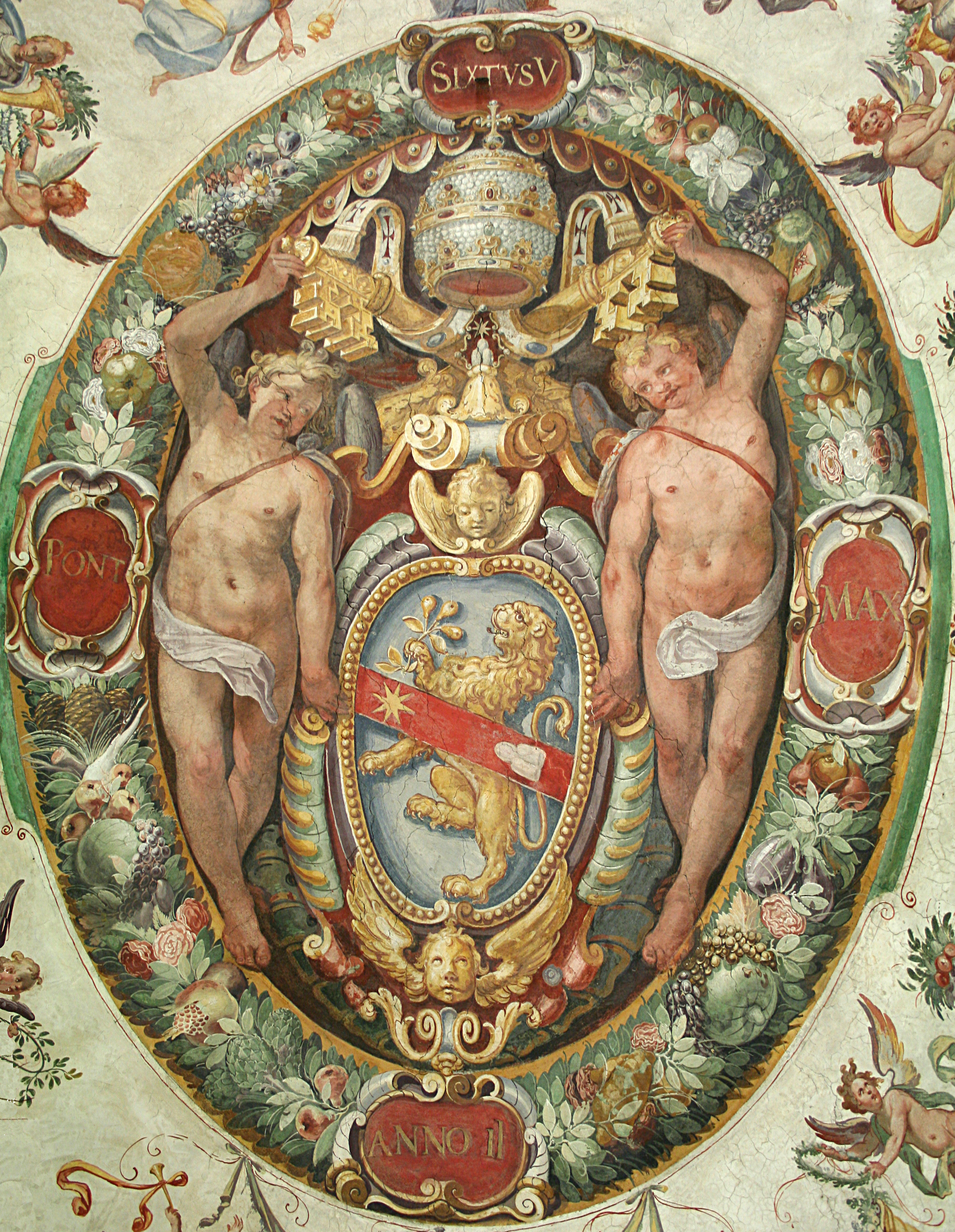
Armoiries de Sixte V figurant au plafond de l’escalier jouxtant la chapelle Sixtine.

La région des Marches fut un pôle culturel et religieux majeur de l’Europe des XIIIe et XVIIe siècles, elle a en outre vu éclore des Génies comme le peintre renaissant Raphaël, l’Architecte et polymathe de la Renaissance Bramante, le compositeur baroque Pergolèse, le compositeur d'Opéra Gioachino Rossini, l’un des fondateurs du mouvement romantique Giacomo Leopardi, l’inventeur de l’Archéologie moderne Cyriaque d'Ancône mais également des figures historiques comme l’ami et rival de Jules César : Pompée ou l'Empereur du Saint-Empire connu comme la Stupeur du Monde : Frédéric II de Hohenstaufen, ainsi qu’un nombre important d’artistes, écrivains, hommes politiques, scientifiques, dont les trésors demeurent encore et pour partie dans la région, citons :

#### Peintres, architectes, musiciens...
- Raffaello Sanzio dit Raphaël (Urbino 1483 - 1520), l’un des peintres majeurs de la Renaissance[15] ;
- Donato Bramante (Fermignano 1444 - 1514), Architecte (mais aussi peintre, poète, polymathe) de la Renaissance ;
- Gioachino Rossini (1792 - 1868), compositeur d’Opéra.
- Giovanni Battista Pergolesi dit Pergolèse, compositeur des Stabat Mater, (1710 - 1736)[16]
- Gentile da Fabriano (Fabriano 1370 - 1427), peintres du gothique international ;
- Federico Barocci (Le Baroche), peintre du maniérisme et de la contre-réforme (Urbino 1535 - Urbino 1612)  initiateur du mouvement Baroque.
- Carlo Crivelli, peintre majeur de la Renaissance installé dans les Marches de 1468 à sa mort ;
- Giovanni Battista Salvi, dit le Sassoferrato. (1609 -1685) Peintre  baroque célèbre de Sassoferrato pour ses sujets religieux ;
- Fra Carnevale,(Urbino 1420- Urbino 1484) peintre, architecte et ingénieur à la cour de Frédéric III de Montefeltro ;
- Les frères Jacopo et Lorenzo Salimbeni, peintres gothiques du Quattrocento ;
- Carlo Maratta dont l’atelier romain compta au XVIIe siècle près d'une cinquantaine de peintres.
- Taddeo et Federico Zuccari (nés lors du 2e quart du XVIe siècle à Sant’Angelo in Vado) dont le dernier est considéré comme l'un des maîtres du maniérisme romain dans la seconde moitié du seizième siècle et fondateur de l'Académie de saint-Luc de Rome ;
- Simone Cantarini, (1612 - 1648)  le peintre de génie et graveur baroque de l’école bolonaise mort à 36 ans ;
- Olivuccio di Ciccarello, (Camerino 1365 - Ancône 1439) et les peintres de l'École de Camerino, qui marquent le passage du style gothique au style renaissant ;
- ( pour une liste un peu plus exhaustive, voir : peintres nés dans les Marches)

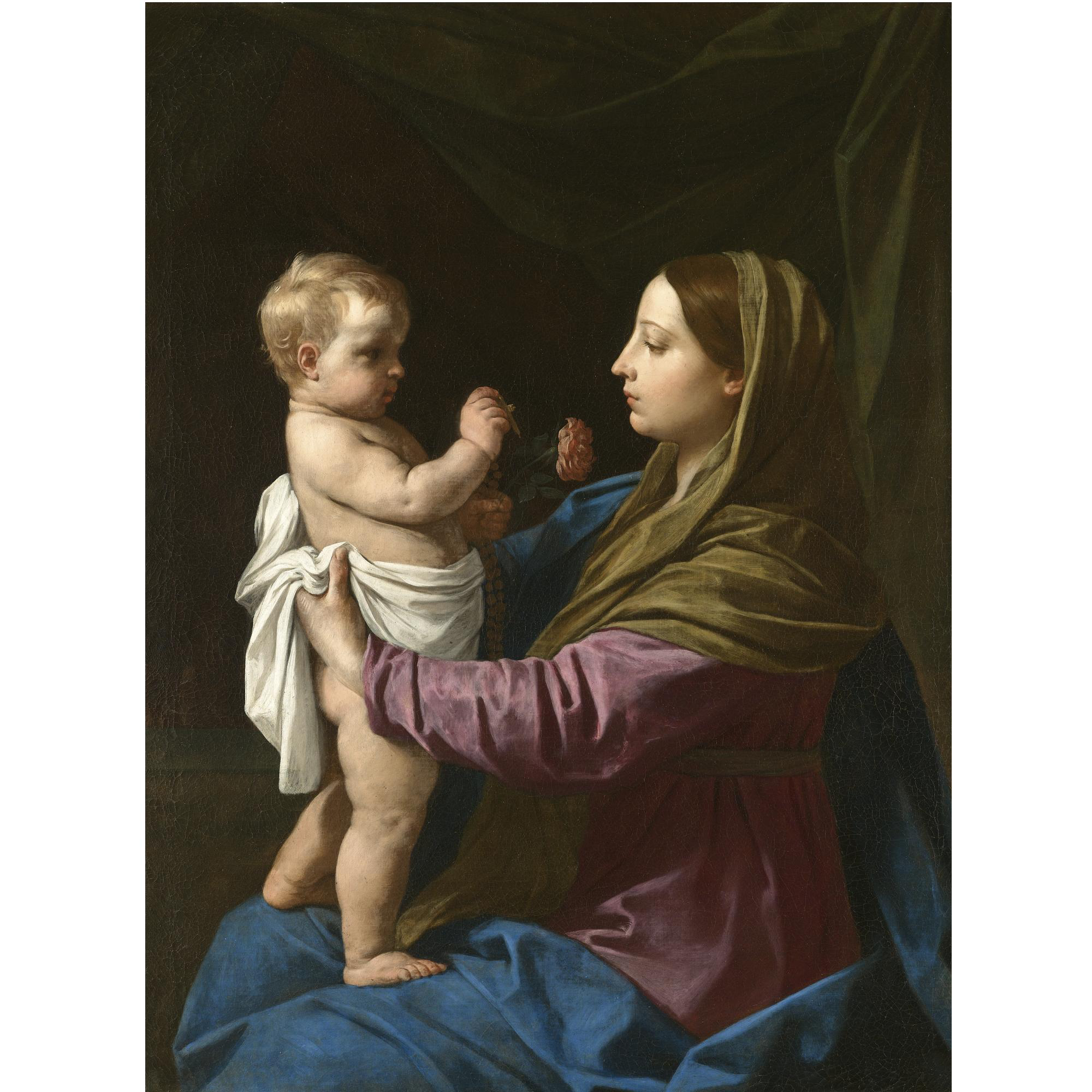
La Madone à la Rose, de Simone Cantarini, Pinacothèque San Domenico di Fano.
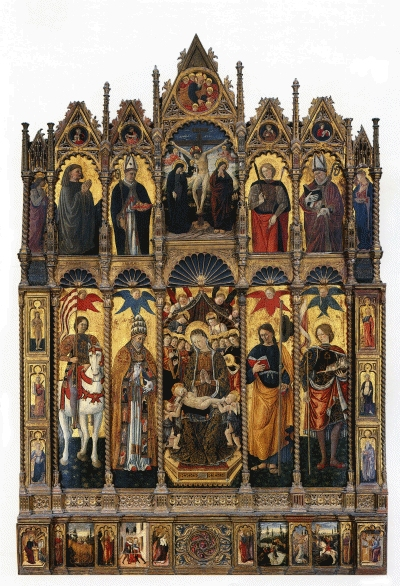
Polyptyque de Giovanni Boccati, église San Pietro à Belforte del Chienti.
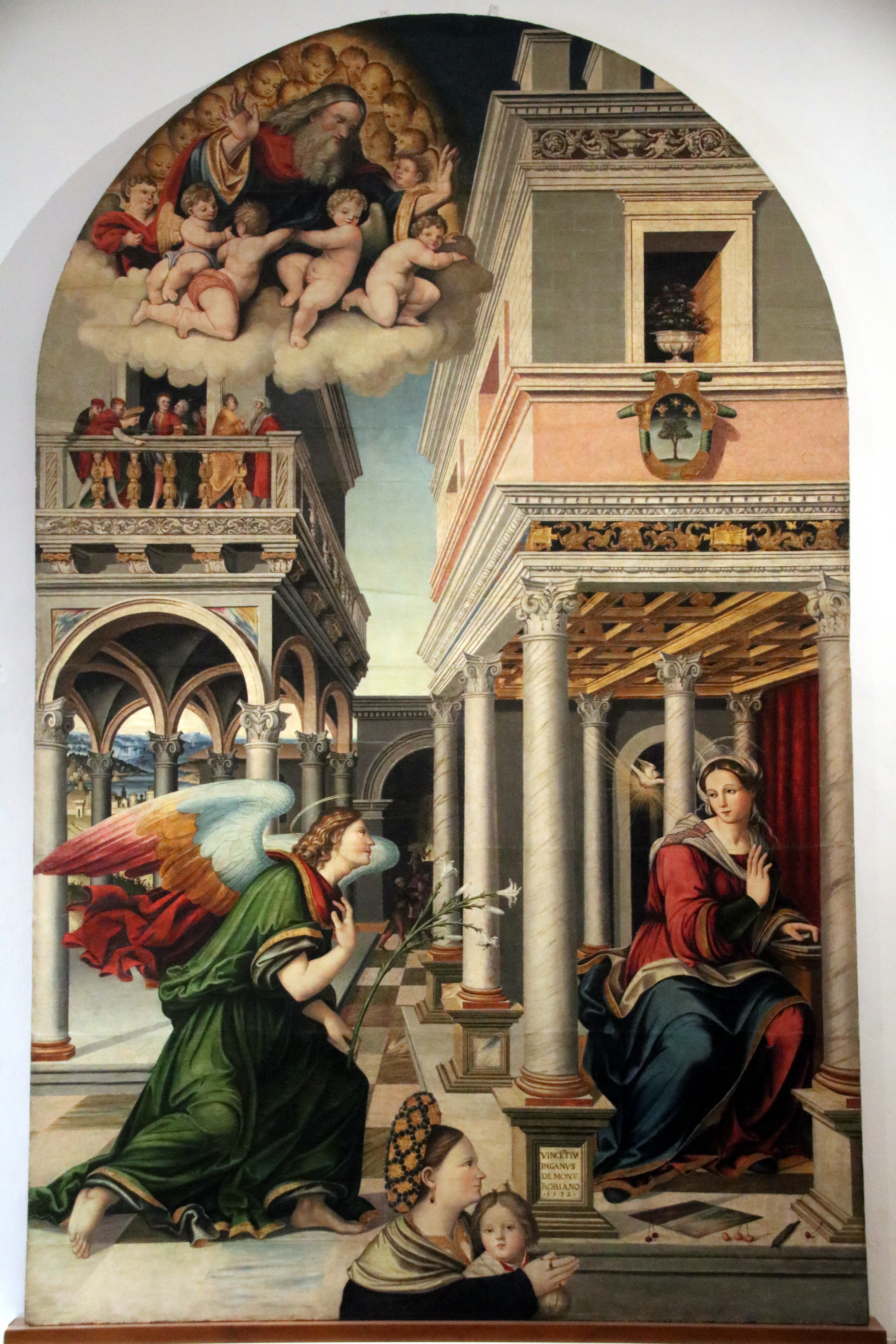
Annonciation de Vincenzo Pagani, Galleria Nazionale delle Marche, Urbino.
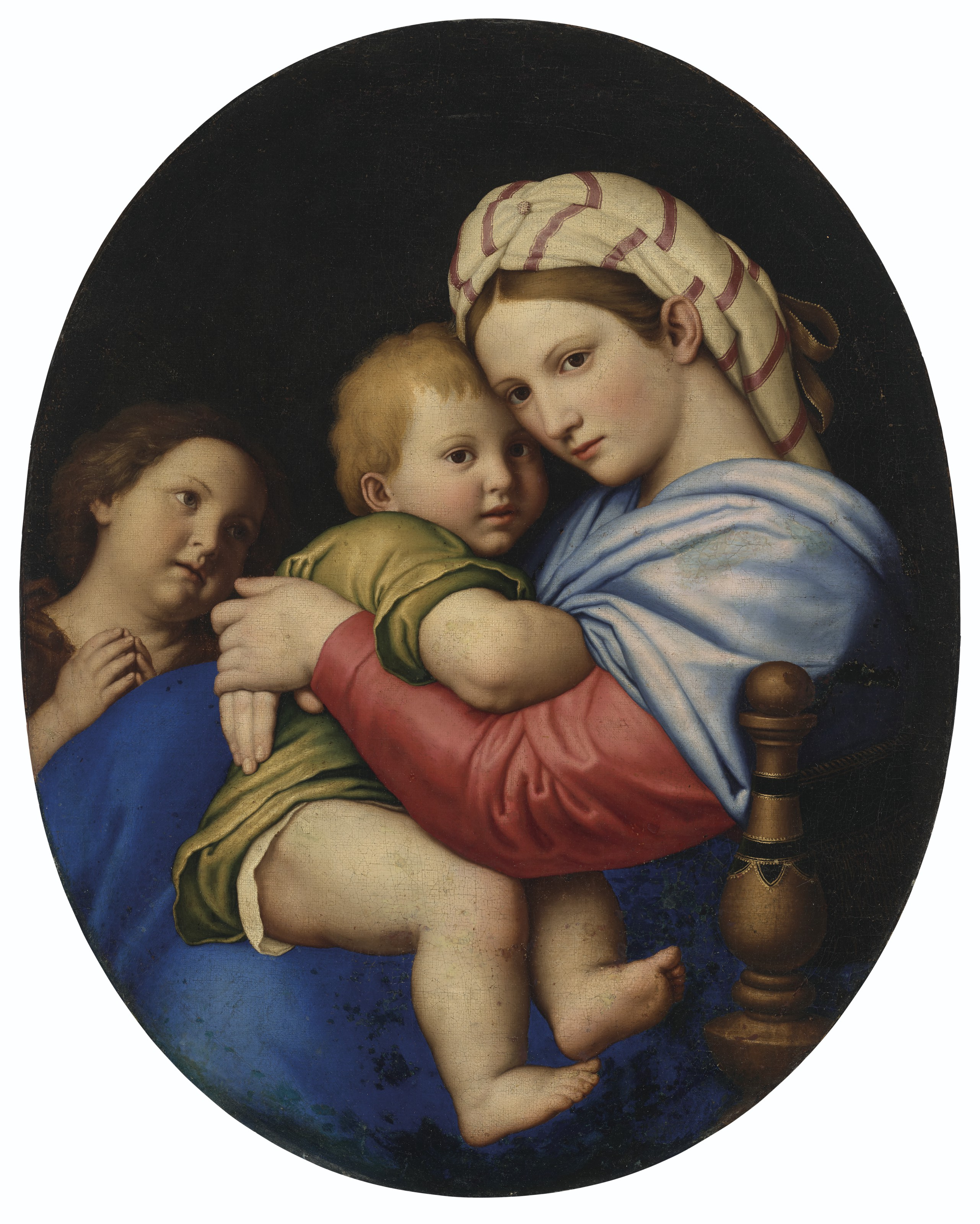
Madone à l’Enfant, Giovanni Battista Salvi dit le Sassoferrato

- Enzo Cucchi, fondateur du mouvement d’art contemporain : la Trans-avant-garde (Transavanguardia ou New Image)[17] né à Morro d'Alba en 1949 ;
- Mario Giacomelli, photographe de renommée internationale, peintre et poète, né et mort à Senigallia.
- Giuseppe Sacconi, architecte de l'emblématique monument à Victor-Emmanuel II à Rome (ledit Vittoriano) né à Montalto delle Marche en 1854;
- Giuseppe Brega, architecte représentant italien du mouvement Liberty (Art nouveau en Italie)
- Ireneo Aleandri, architecte néoclassique, notamment du Sferisterio de Macerata né à San Severino Marche en 1795;

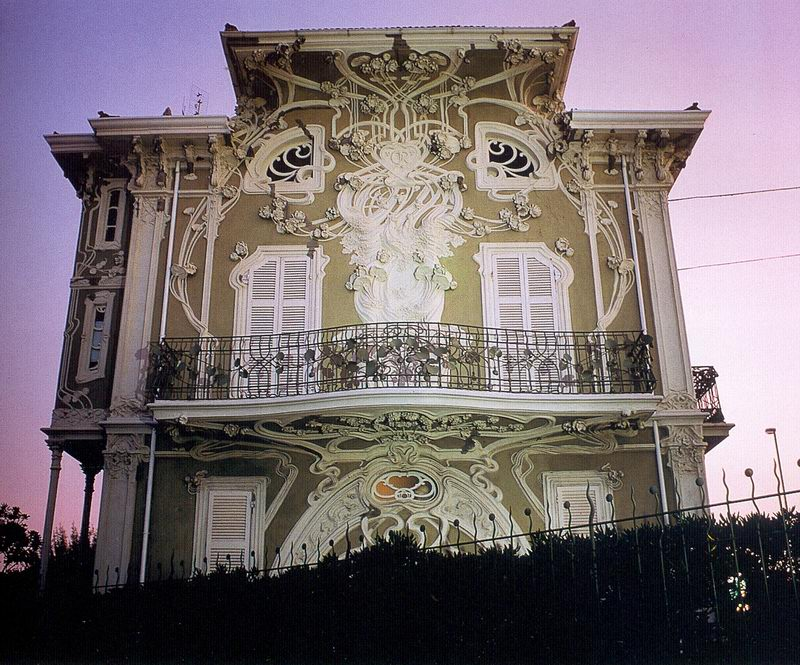
Villa Ruggeri de Pesaro réalisée par Giuseppe Brega
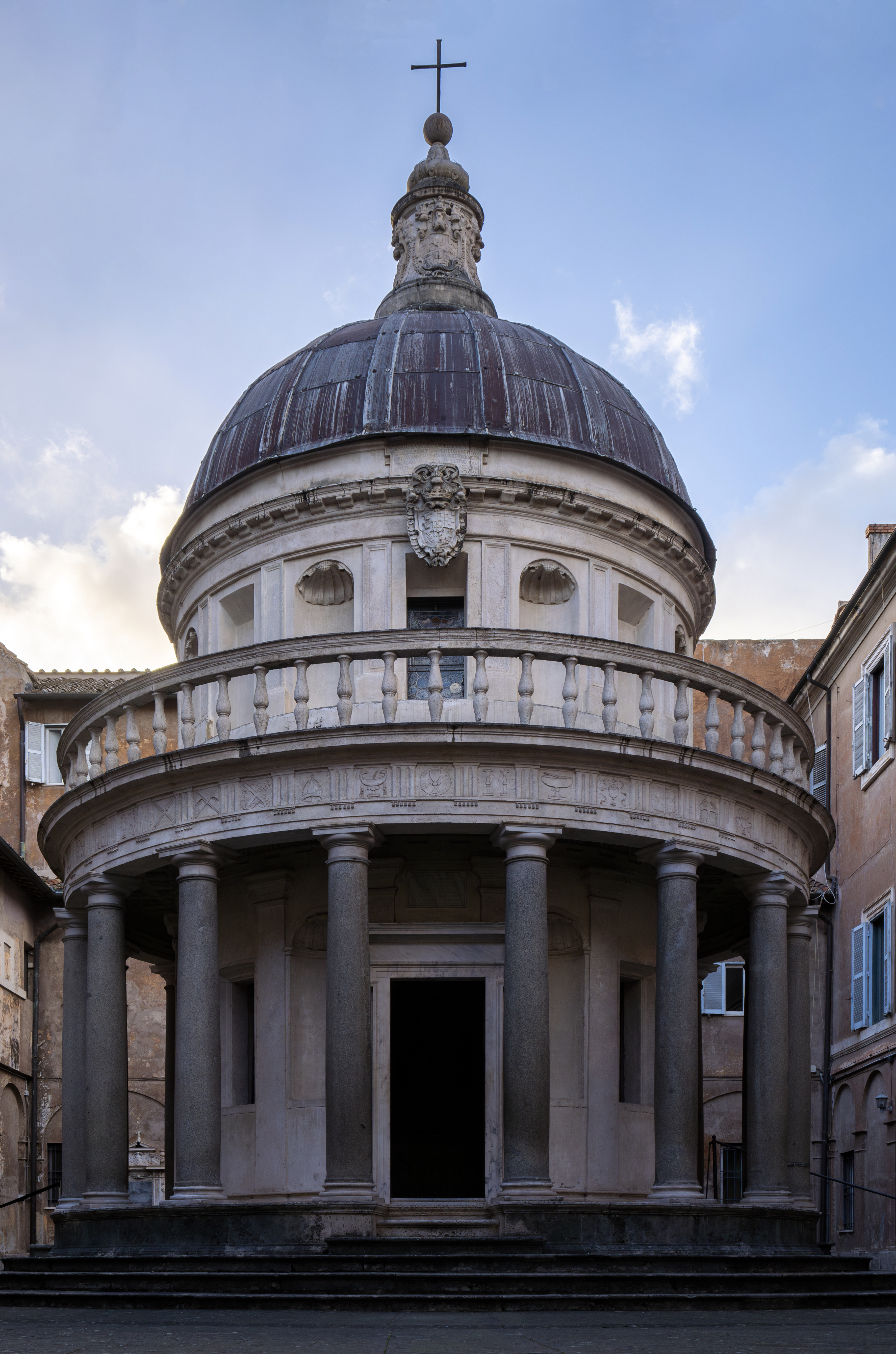
Le Tempietto de San Pietro in Montorio de Donato Bramante
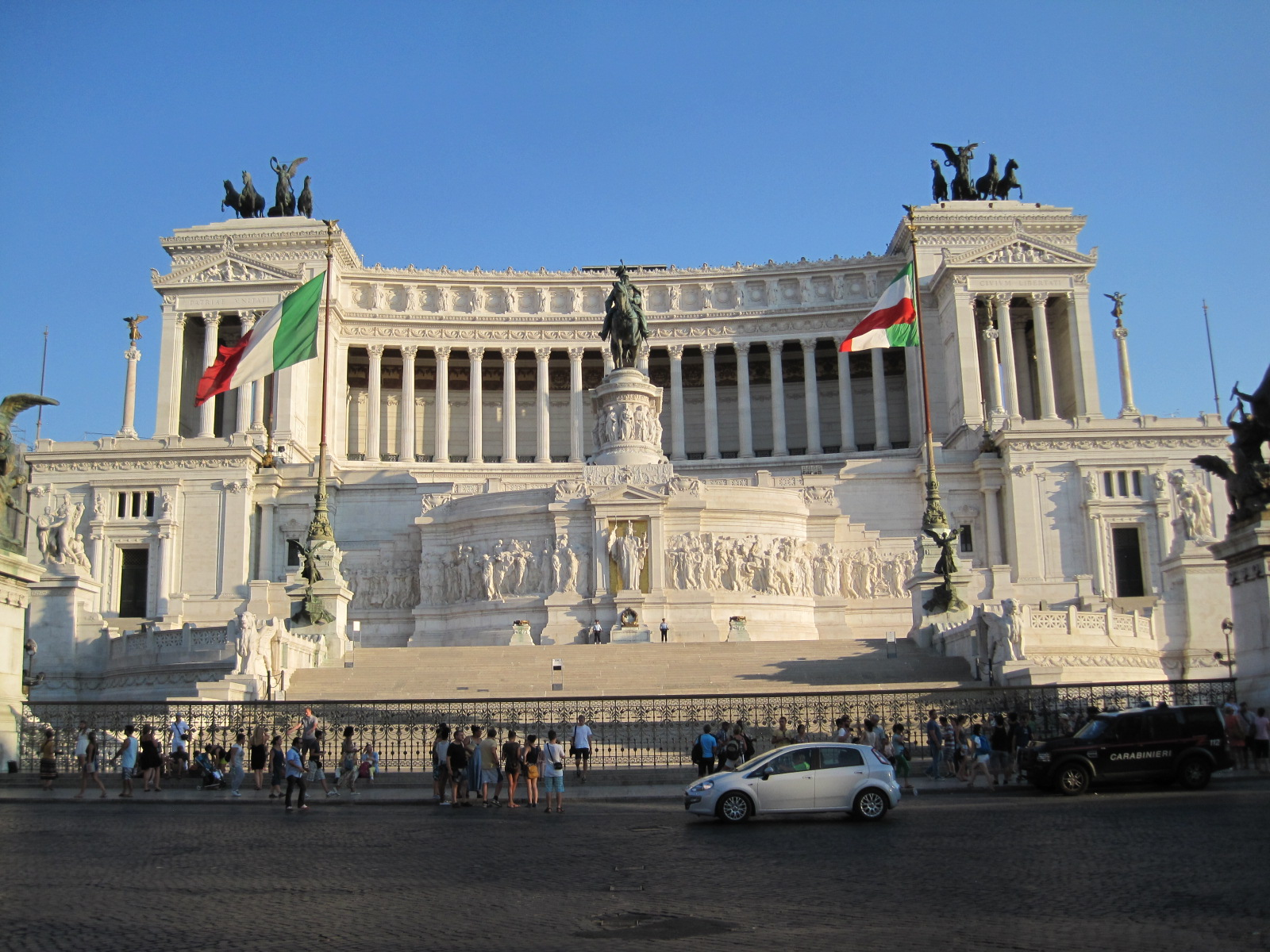
Monument à Victor-Emmanuel II de Giuseppe Sacconi

- Giuseppe Giordani dit le Giordanello (1751-1798) Compositeur et notamment du fameux « Caro mio Ben » tant apprécié de Goethe.
- Gaspare Spontini (1774 - 1851)[16], Compositeur d’opéras, représentant du théâtre musical italien.
- Gasparo Pacchiarotti (1740-1821) castrat de renommée internationale de la fin du XVIIIe siècle.
- Giovanni Battista Velluti (1780 -1861) considéré comme le dernier des grands castrats de renommée internationale.
- Teodorico Pedrini (1671-1746) Missionnaire Lazariste, Compositeur et Claveciniste du pape Clément XI auprès de l’Empereur de la dynastie Qing, Kangxi, à la Cité Interdite.

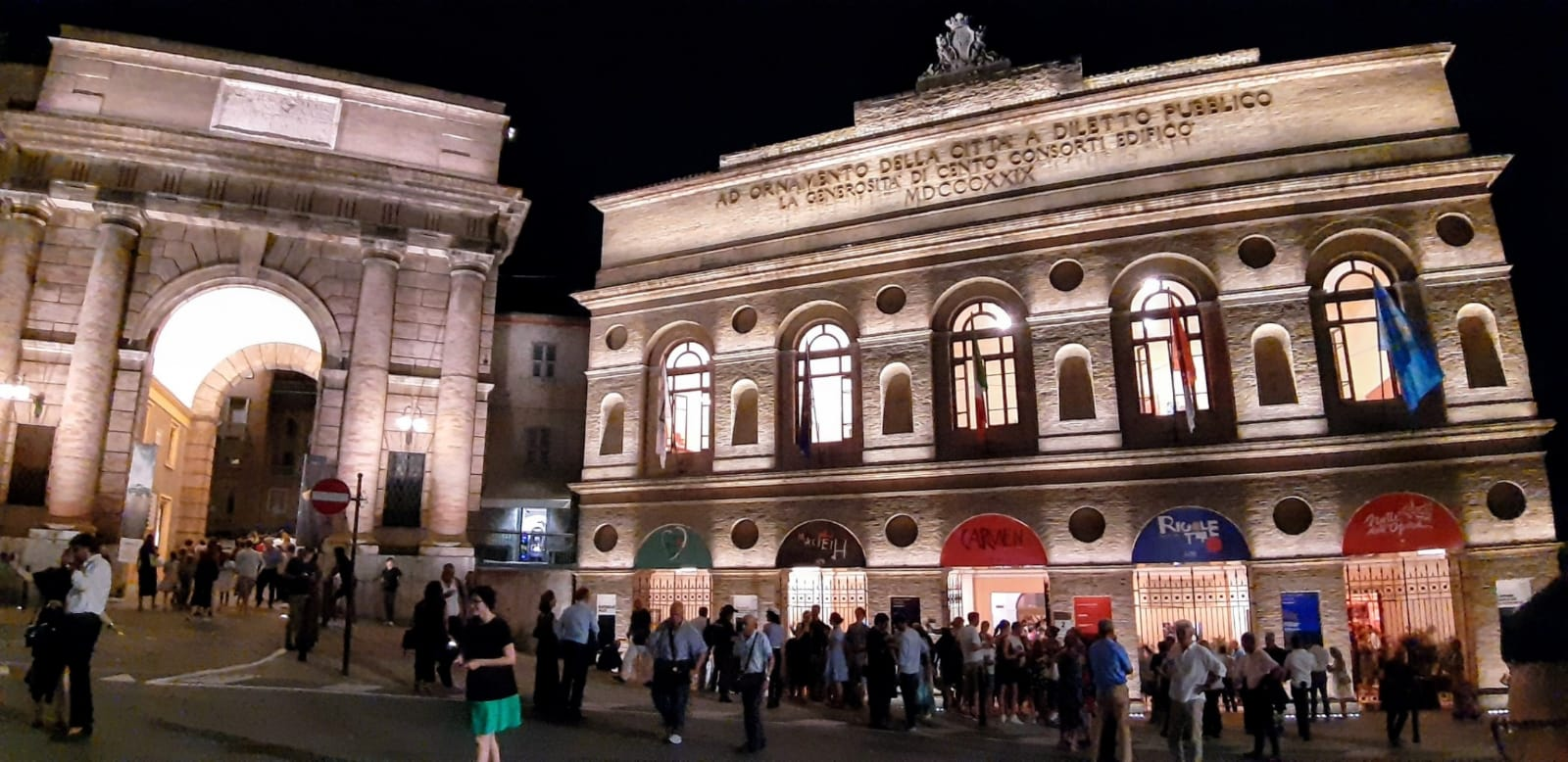
Entrée du Sferisterio de Macerata où se déroule le Festival annuel d’art lyrique à ciel ouvert.
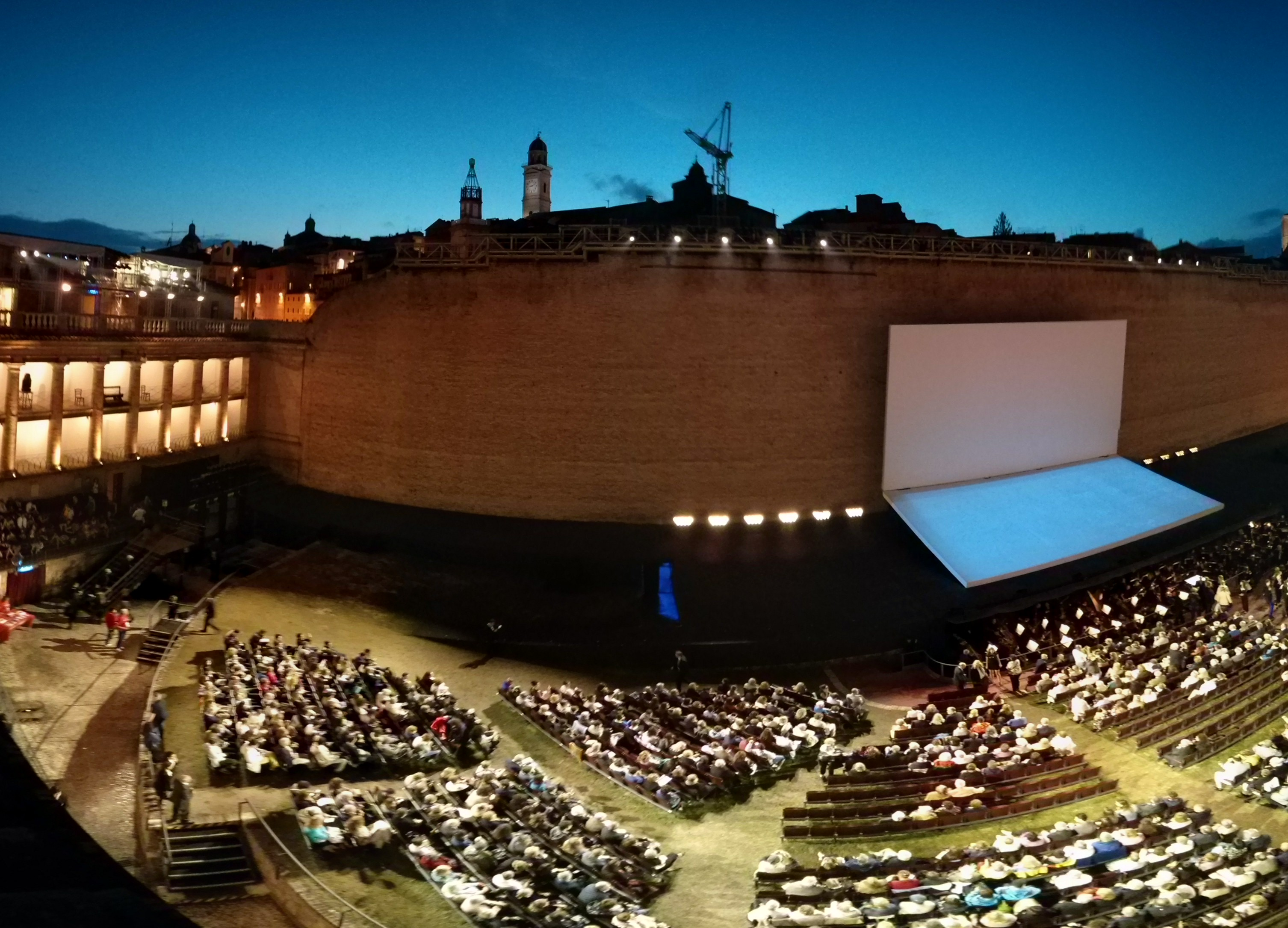
Intérieur Est du Sferisterio d’Ireneo Aleandri.
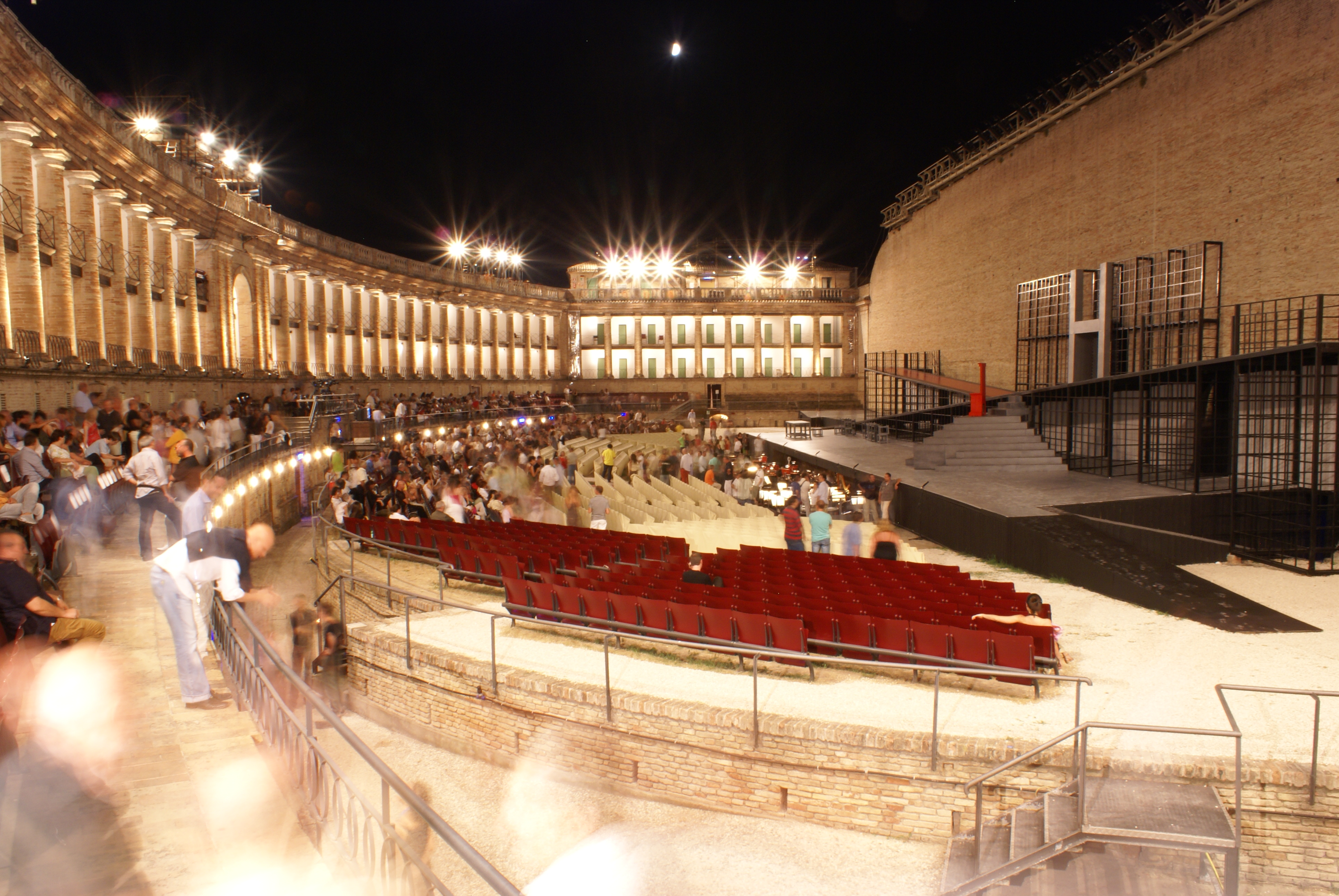
Intérieur Ouest du Sferisterio
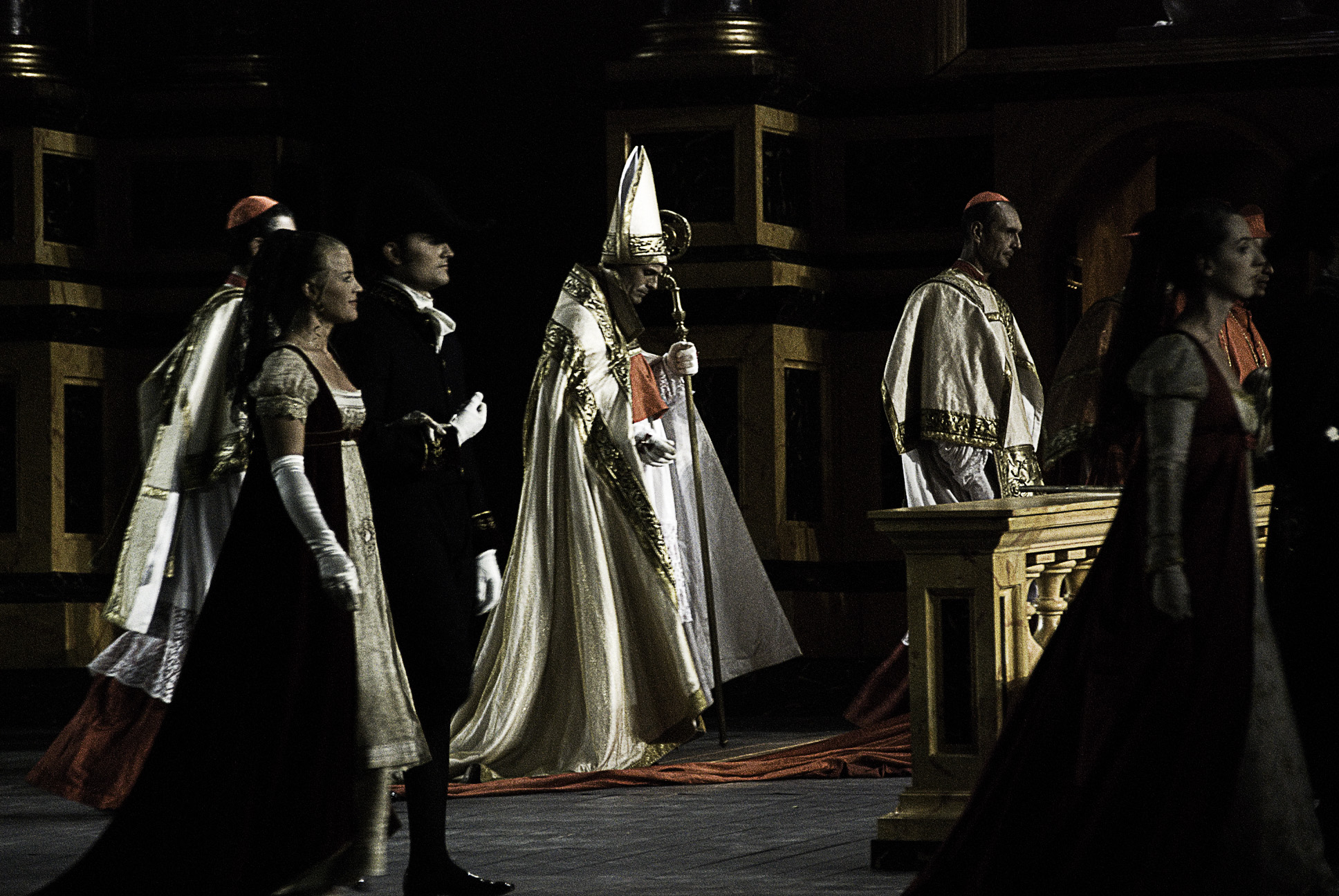
Représentation de la Tosca au Sferisterio.

#### Écrivains et philosophes nés dans les Marches
- Lucius Accius (Pesaro (Pisaurum) -170 / Rome -86), auteur tragique, philologue et critique littéraire latin très populaire à l’époque de Cicéron.
- Ugolino da Brunforte (Sarnano 1262 - 1348), Auteur des fameuses Petites Fleurs de saint François d'Assise, texte fondateur de l'ordre Franciscain.
- Bartole de Sassoferrato (Sassoferrato 1313, Pérouse 1356), jurisconsulte italien, professeur de droit et spécialiste du droit romain.
- Cyriaque d'Ancône (Ancône 1391 - 1452), Marchand, antiquaire, humaniste et Père fondateur de l’Archéologie moderne ;
- Matteo Ricci (Macerata 1552 - 1610), jésuite et missionnaire divulgateur de la culture occidentale en Chine et spécialiste de la civilisation orientale.
- Giacomo Torelli (Fano 1608-1678), scénographe et concepteur de machineries théâtrale connu dans l’Europe entière (auteur notamment du grand sorcier pour Louis XIII).
- Luigi Lanzi (Treia 1732-1810), archéologue, homme de lettres et historien de l'art italien considéré comme le père de l'historiographie moderne.
- Giacomo Leopardi (Recanati 1798 - 1837), précurseur du mouvement romantique et penseurs majeurs du XIXe siècle avec Schopenhauer et Kierkegaard[18].
- Maria Montessori (Chiaravalle 1870 - 1952), pédagogue, connue pour ses écoles et sa méthode d’enseignement ;

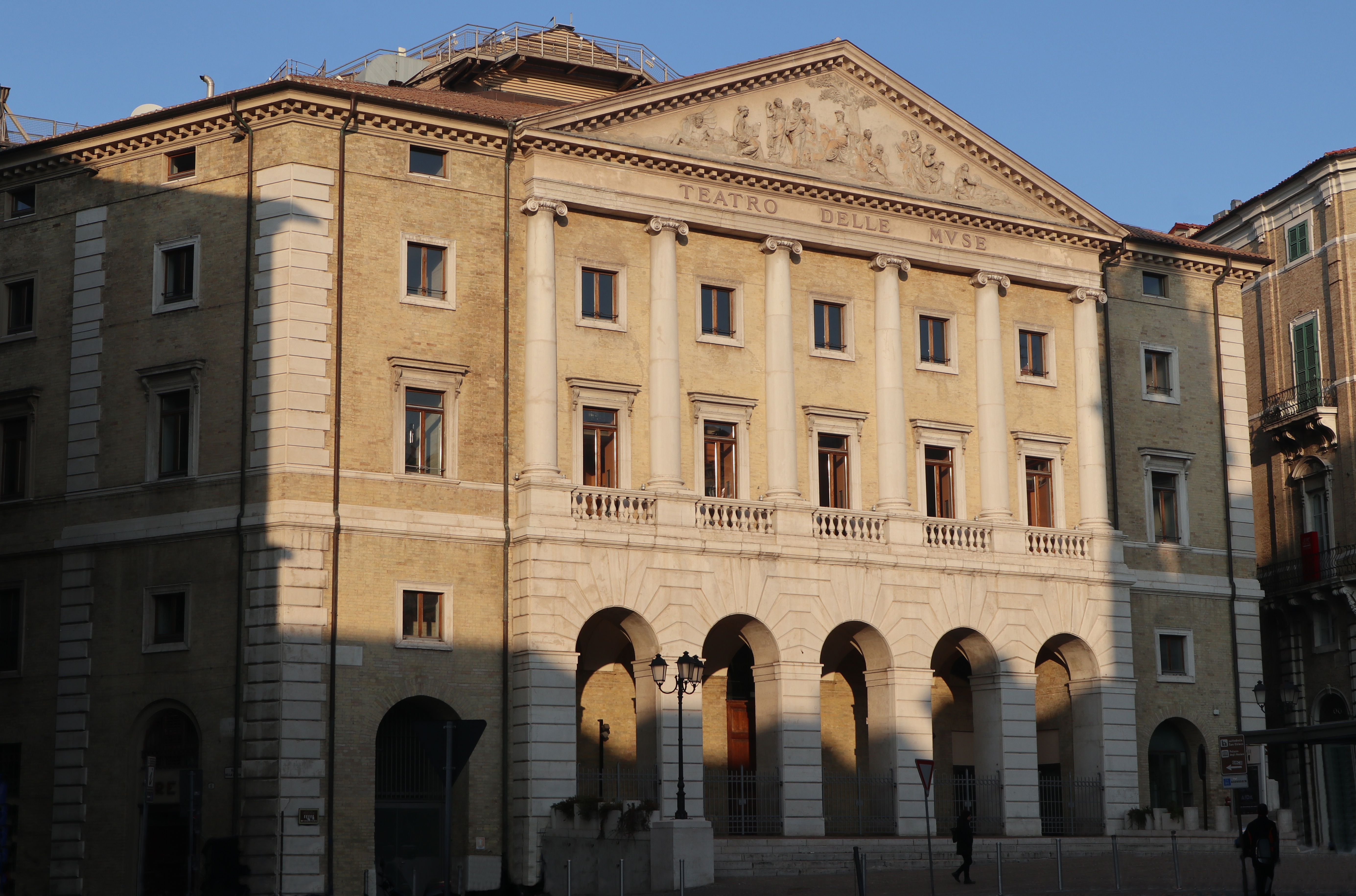
Théâtre des Muses (Teatro delle Muse) à Ancône
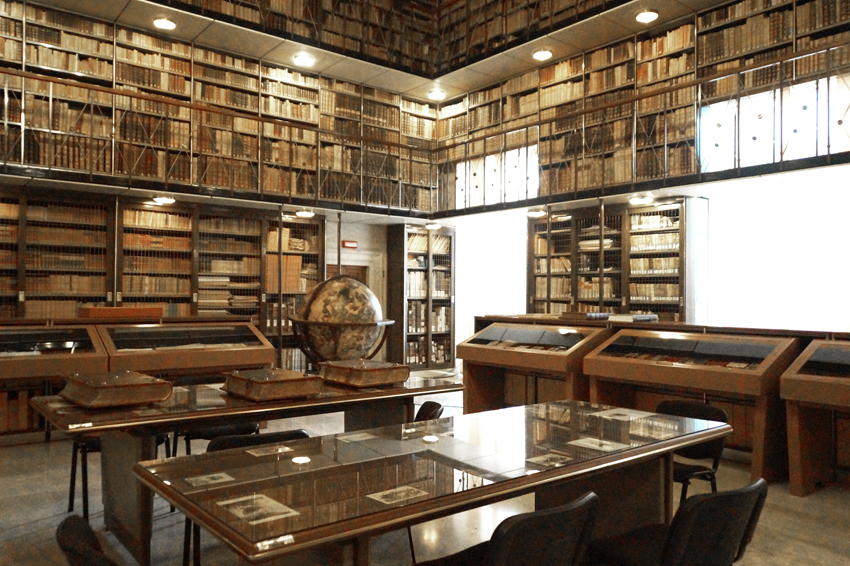
Bibliothèque du Palais apostolique de Jesi
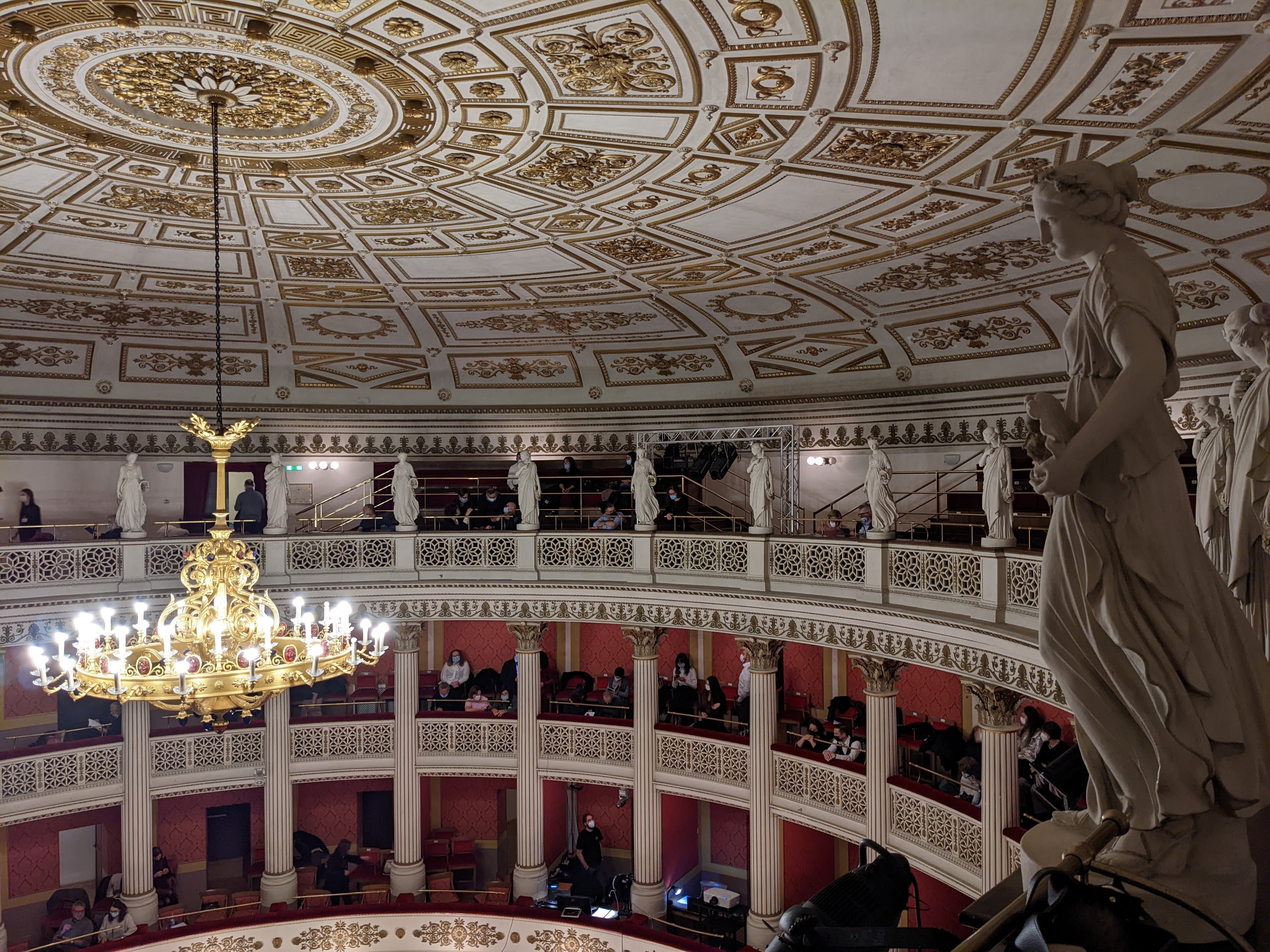
Paradis du Théâtre de la Fortune de Fano

#### Politiques et religieux nés dans les Marches
- Pompée (Gnaeus Pompeius Magnus) (Fermo alors Firmum Picenum le 29 septembre 106 av. J.-C. – Péluse, 28 septembre 48 av. J.-C.), militaire et homme politique romain, premier allié puis adversaire de Jules César.
- Cnæus Pompeius Strabo (Picenum 135 av.J.-C. / 87 av. J.-C.) est un général et consul romain.
- Frédéric II de Hohenstaufen empereur du Saint-Empire Romain-Germanique, né le 26 décembre 1194 à Jesi et mort le 13 décembre 1250 à Fiorentino (près de San Severo), régna sur le Saint-Empire de 1220 à 1250. Il fut roi de Germanie, roi de Sicile, roi de Provence-Bourgogne (ou d'Arles), et roi de Jérusalem.
- Ayant appartenu aux États pontificaux, les Marches ont donné naissance aux papes Jean XVIII, Nicolas IV, Clément VIII, Clément XI, Clément XIV, Léon XII, Pie VIII, Pie IX et le grand pape constructeur Sixte V.
- Pietro Corradini de Mogliano, Jacques de la Marche de Monteprandone, Camilla Battista da Varano ainsi qu’un certain nombre de compagnons de saint François d’Assise présents dans les célèbres récits légendaires d'Ugolino Brunforte, lui-même originaire de Sarnano : les Fioretti de Saint François d’Assise, tels que Jacques de Falerone, frère Bentivoglia de San Severino, frère Conrad d'Offida, Frère Bernard d’Offida.
- Matthieu de Baschi, fondateur de l’ordre des Frères mineurs capucins.
- Joseph de Cupertino qui a donné son nom à la fameuse ville Californienne et évoqué par Blaise Cendrars dans le lotissement du ciel est enterré dans la Basilique d'Osimo.
- Saint Nicolas de Tolentino est né en 1245 à Sant'Angelo in Pontano dans le Maceratais et dont le culte s’est répandu dans toute l'Europe après avoir été canonisé en 1446.
- Enrico Mattei, politique et industriel italien mort dans un accident d'avion en 1962, possiblement causé par une bombe.

## Personnalités originaires des Marches

Pompée dit le Grand, Général et homme d’État romain.
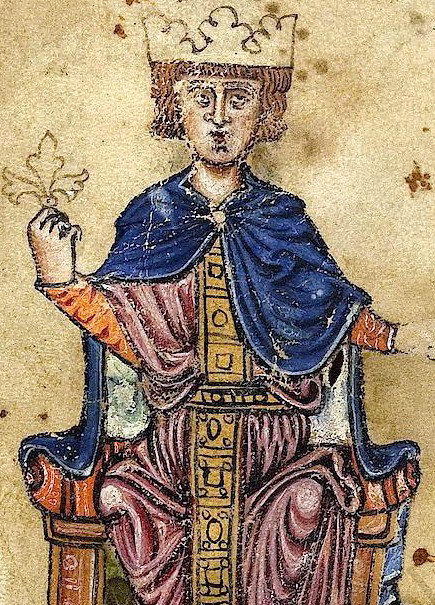
Frédéric II de Hohenstaufen surnommé la Stupeur du Monde.
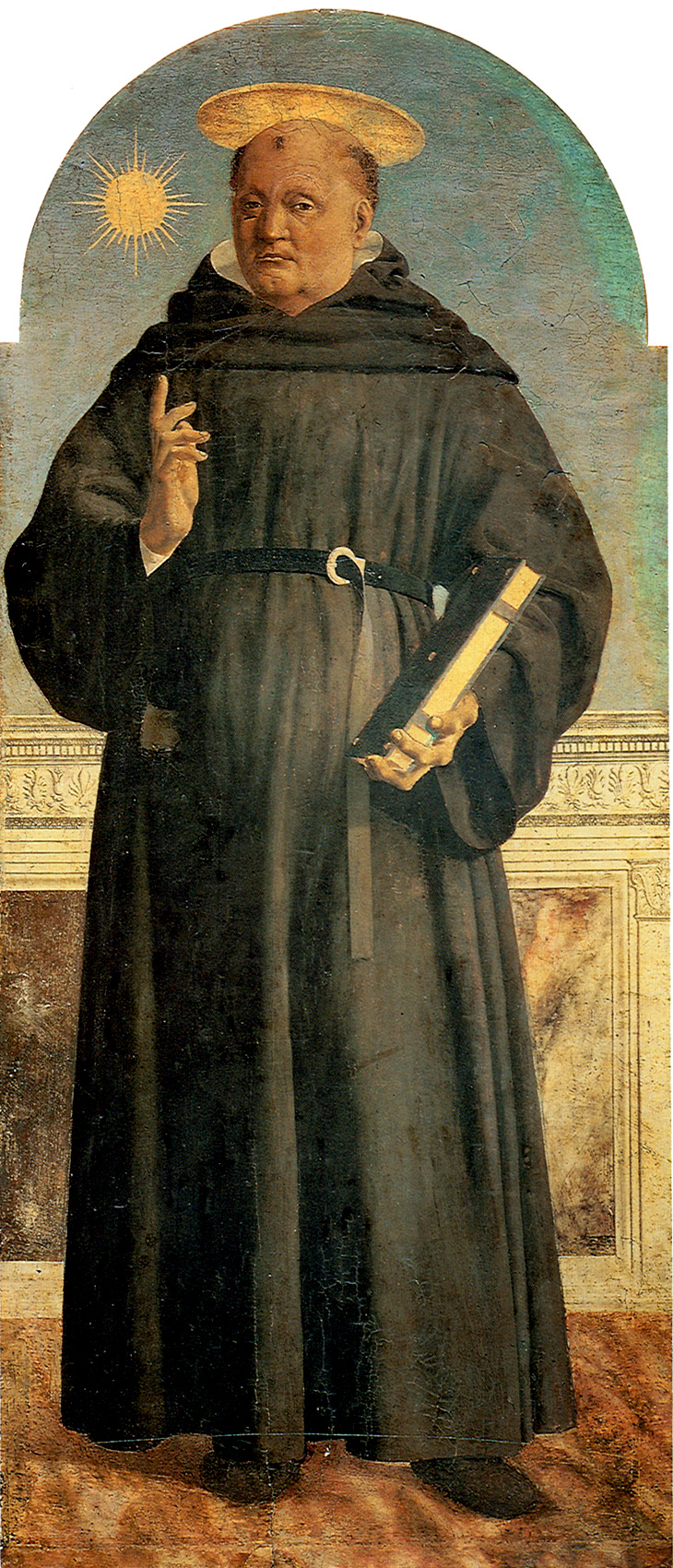
Saint Nicolas de Tolentino peint par Piero della Francesca.
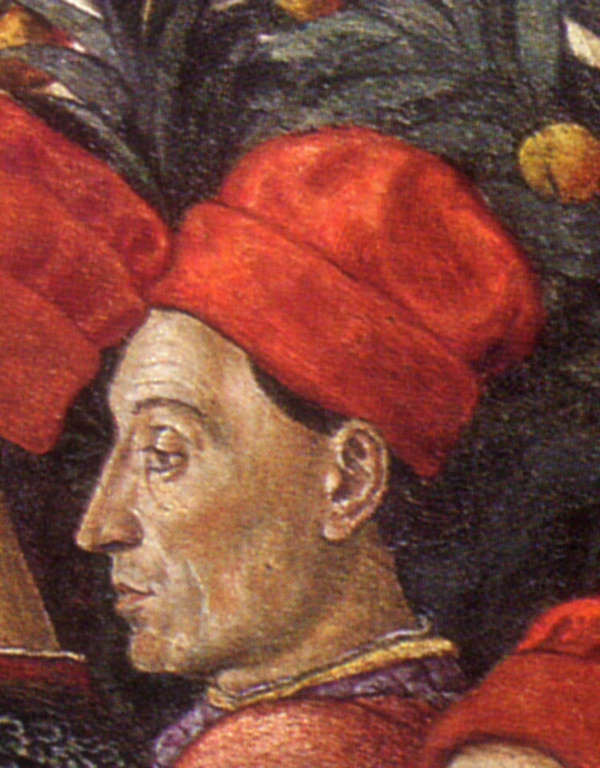
Cyriaque d'Ancône, l’inventeur de l’archéologie moderne.
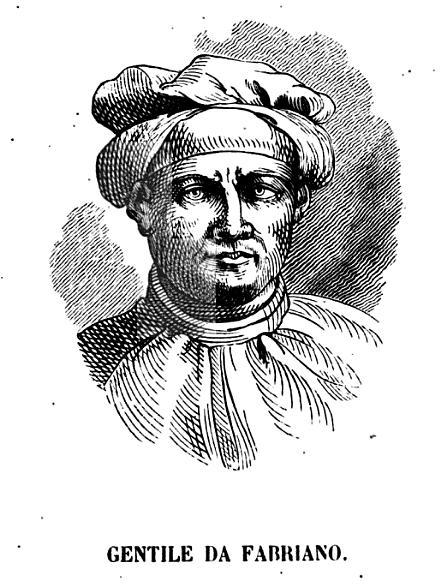
Le peintre gothique Gentile da Fabriano.
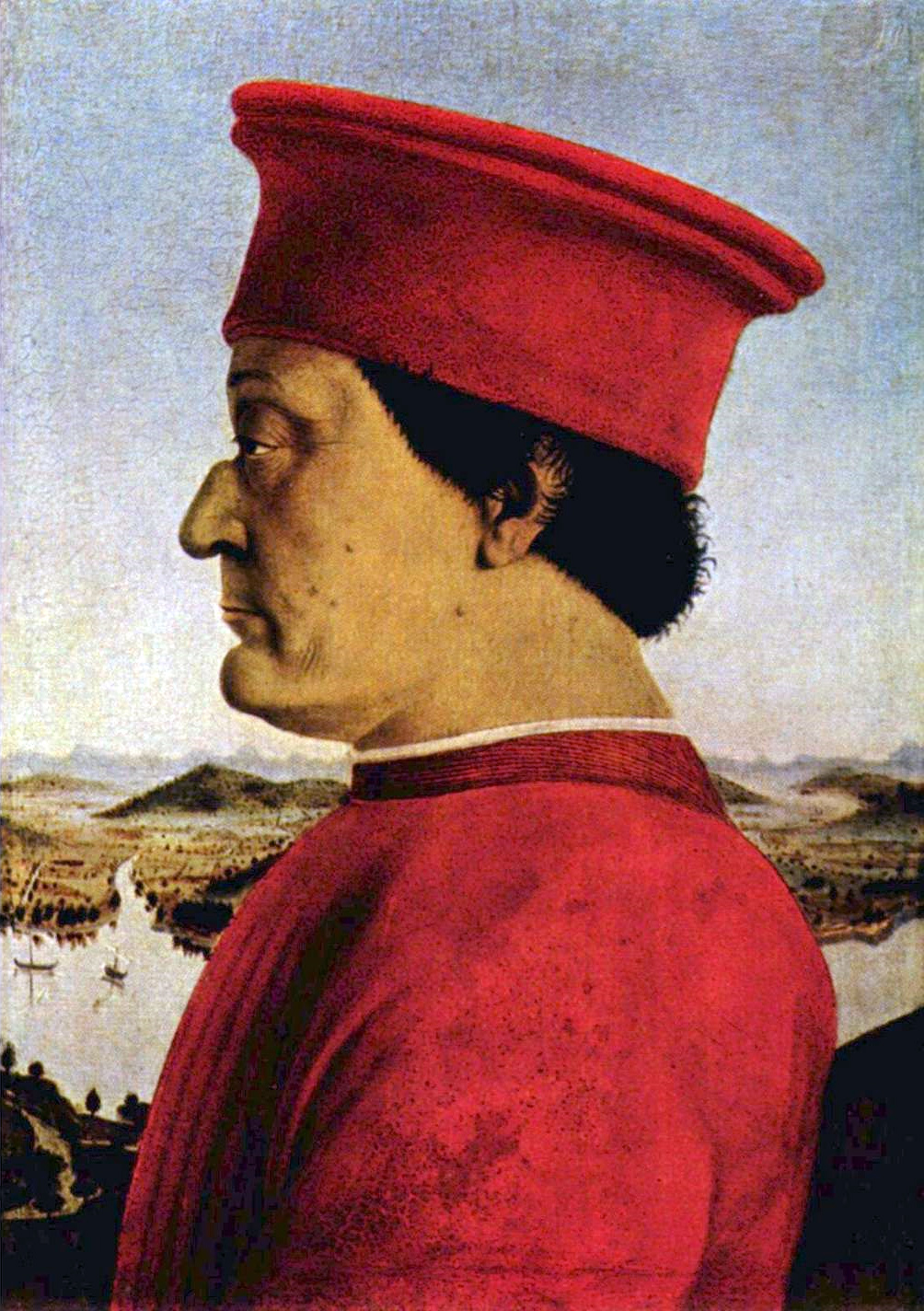
Le duc d’Urbino, Frédéric III de Montefeltro.
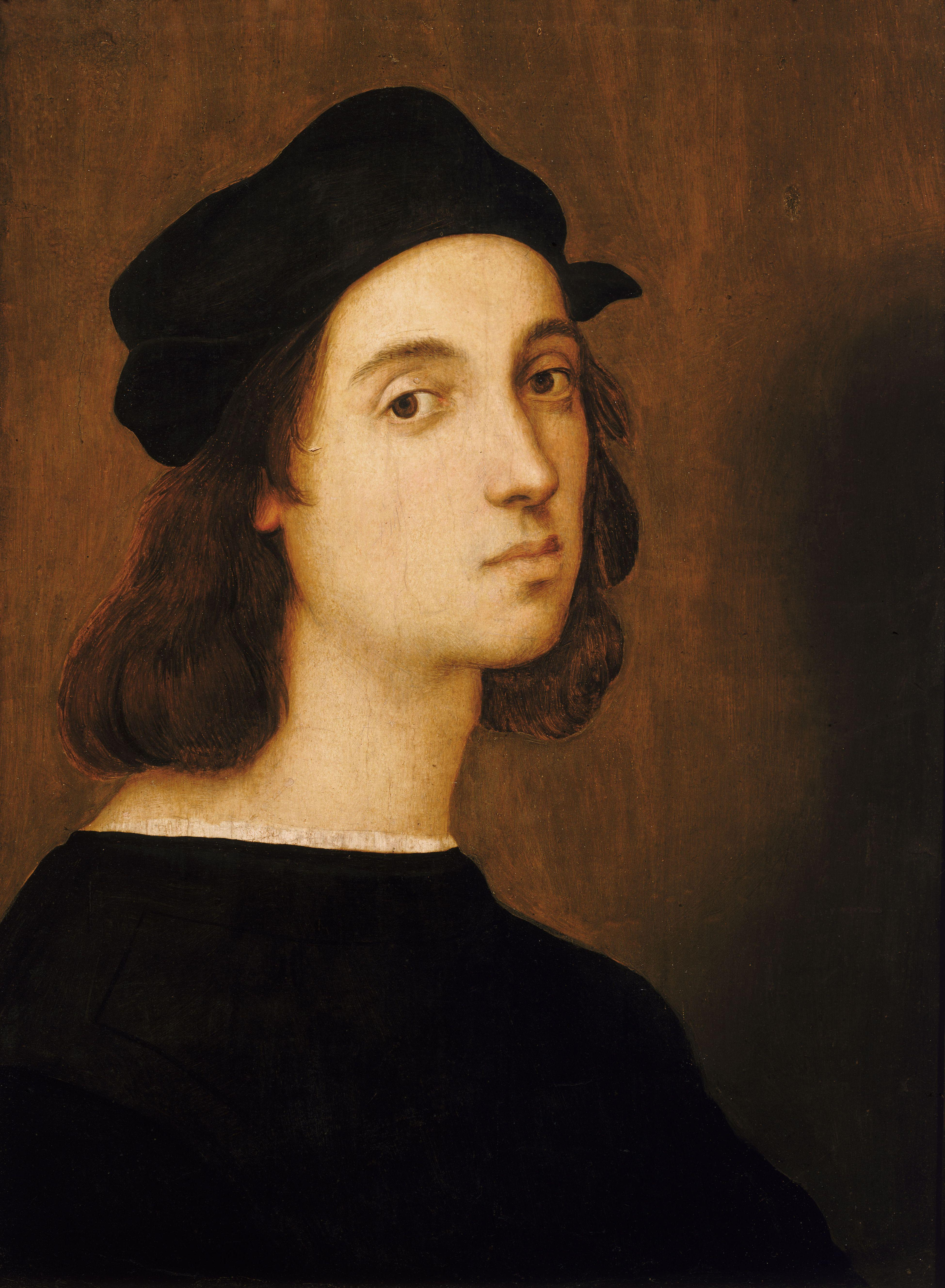
Le peintre de génie Raphaël.
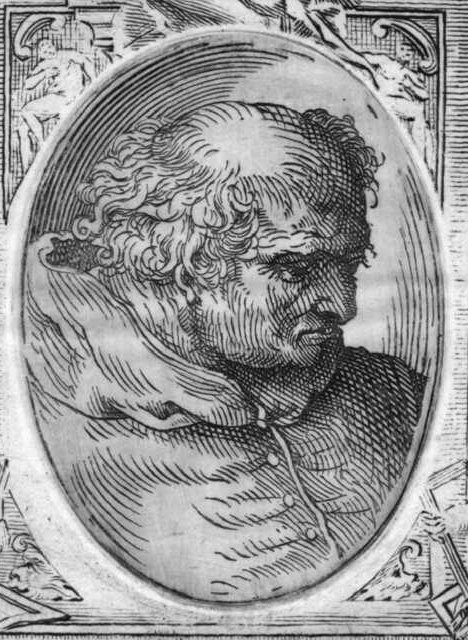
L’architecte, peintre et poète de la Renaissance, Donato Bramante.
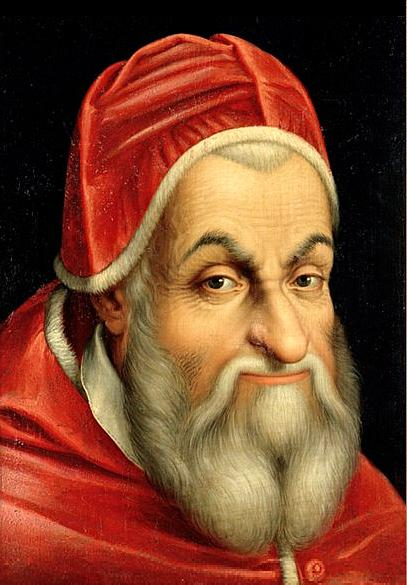
La pape bâtisseur Sixte V.
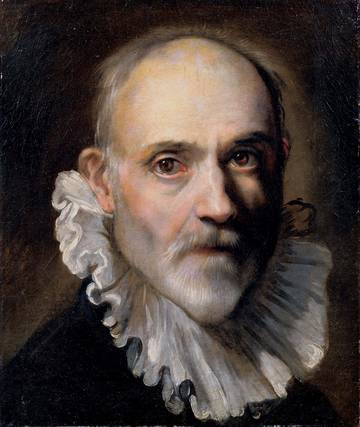
Le peintre Federico Barocci, précurseur du baroque.
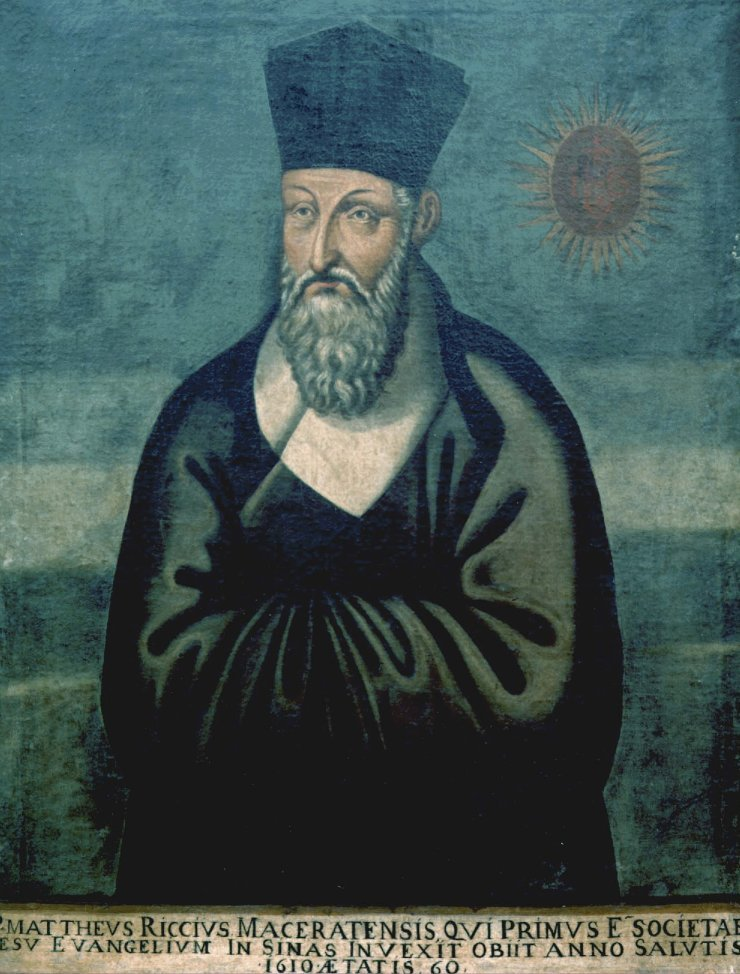
Le jésuite Matteo Ricci à l’origine du processus d'inculturation du christianisme en Chine.
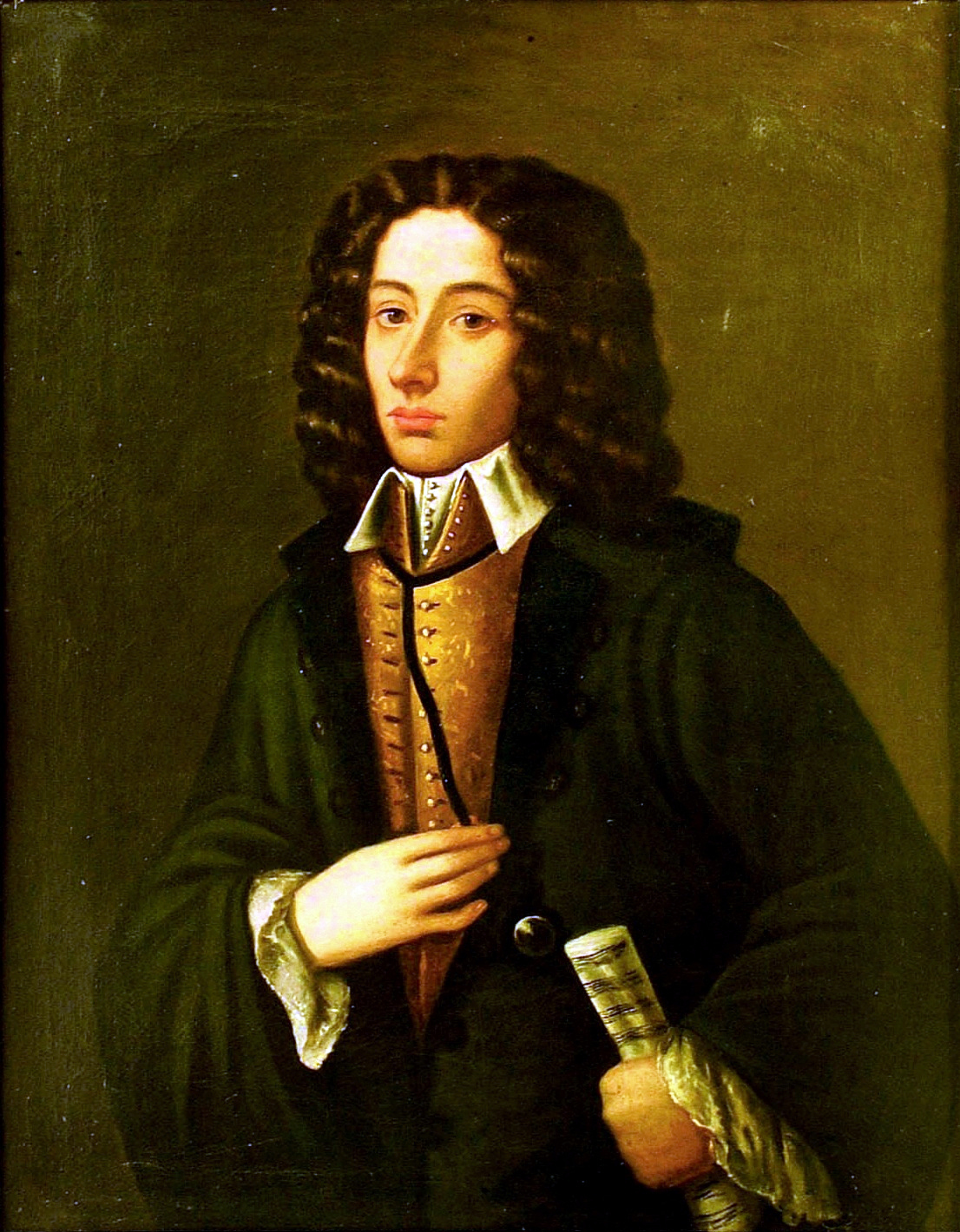
Le célèbre compositeur du Stabat Mater, Giovanni Battista Pergolesi dit le Pergolèse.
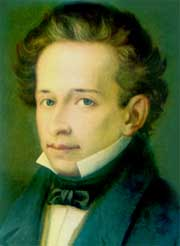
Giacomo Leopardi, précurseur du romantisme.
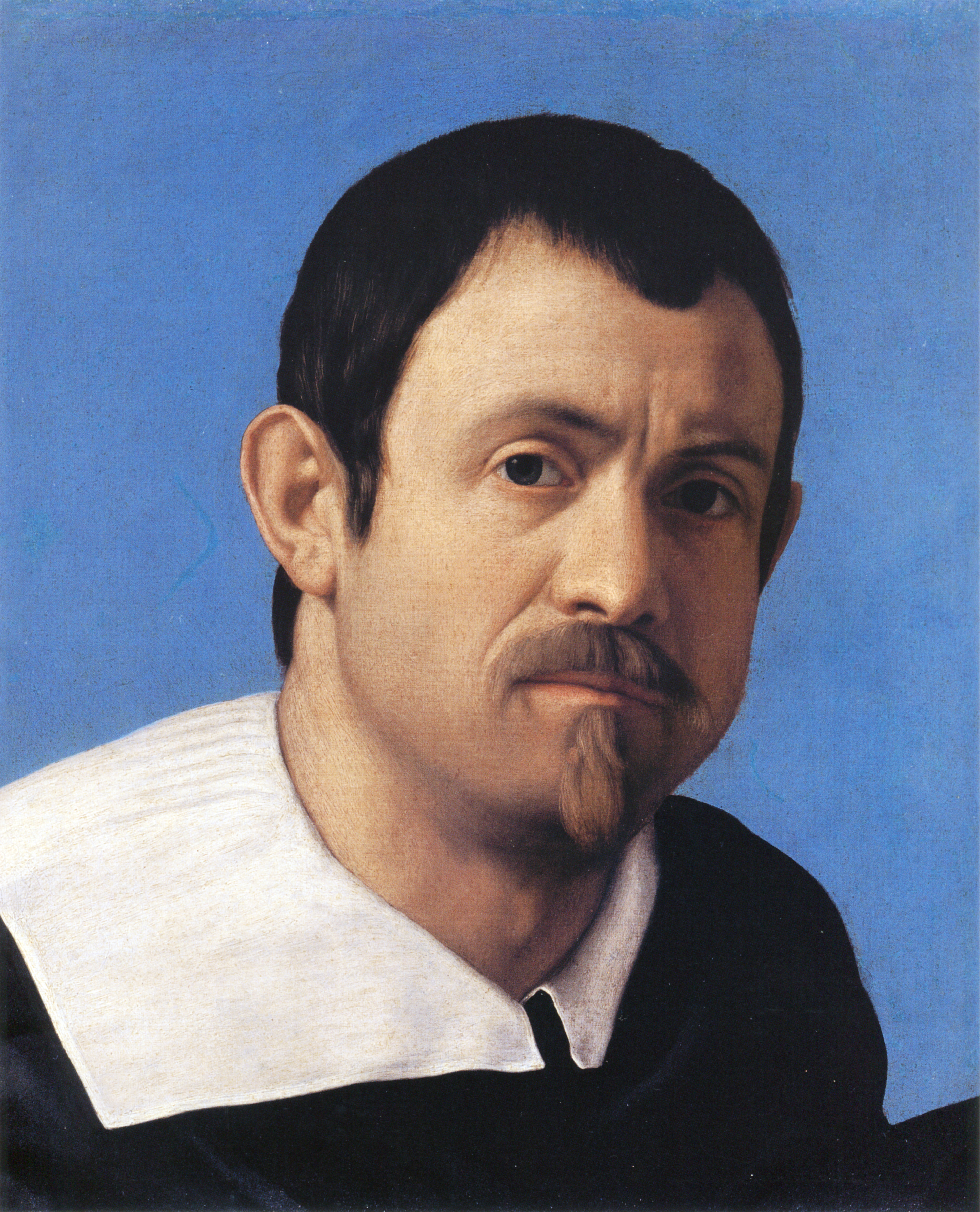
Le fameux peintre des Madones, Giovanni Battista Salvi dit le Sassoferrato.
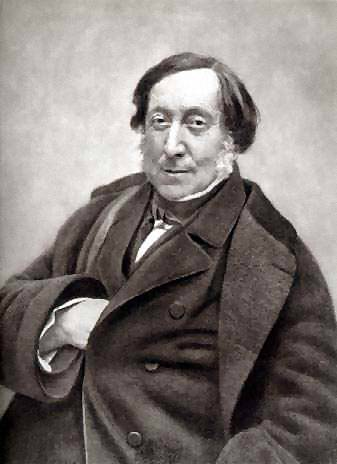
Le compositeur d’opéra et gastronome Gioachino Rossini.
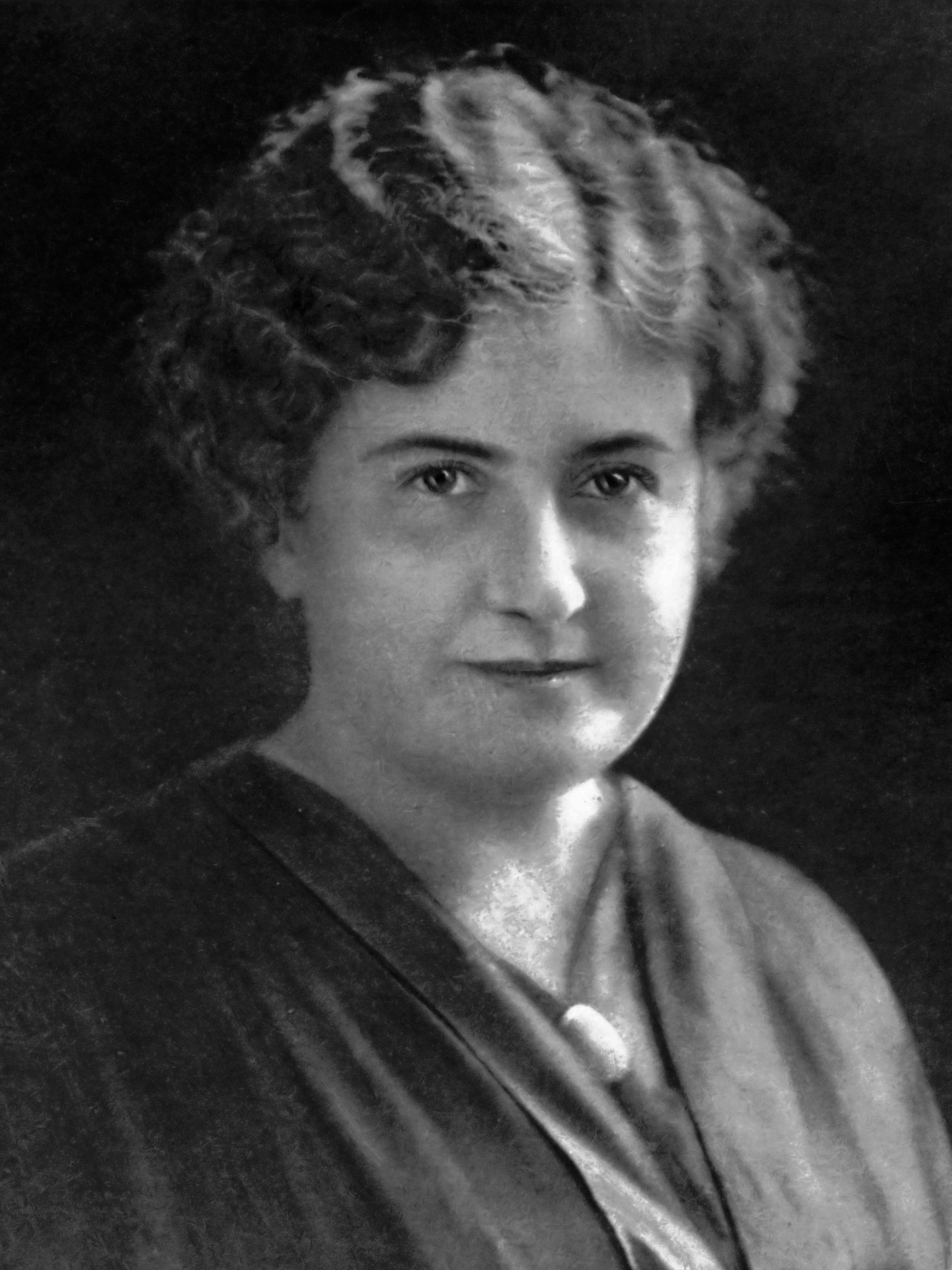
La pédagogue Maria Montessori à l’origine des écoles du même nom.

### Beaux-Arts

#### Exemples d’œuvres d'art conservées dans les Marches
Bien que la majeure partie des œuvres d’art de la région ait atterri dans les plus grands musées du monde, les Marches conservent un patrimoine artistique, archéologique, architectural, religieux et culturel plus que remarquable, qu’il s’agisse des vestiges de l’époque des colonies grecques, romaines, de l’architecture et de l’art gothique cistercien, de la Renaissance ou du Risorgimento.

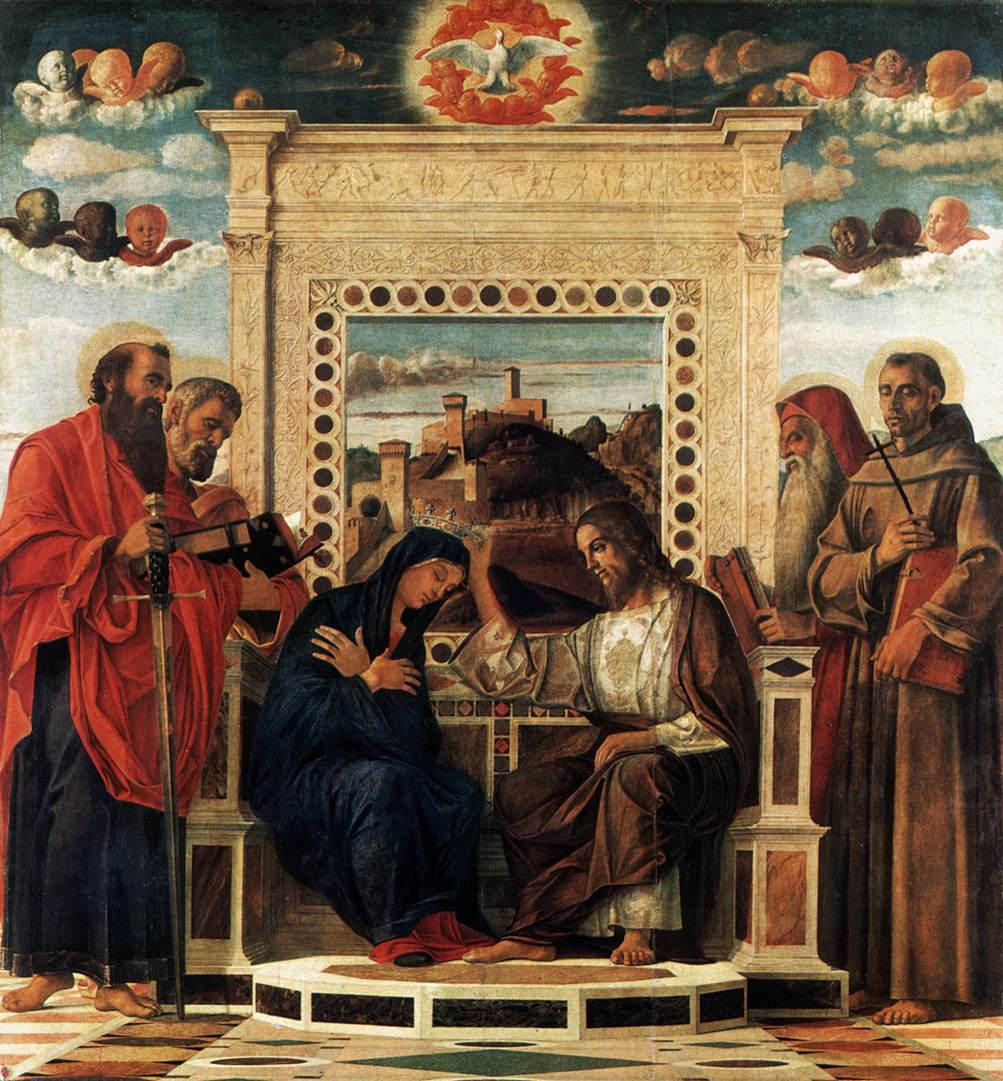
Détail du retable de Pesaro, Giovanni Bellini, 262 × 240 cm, Pesaro.
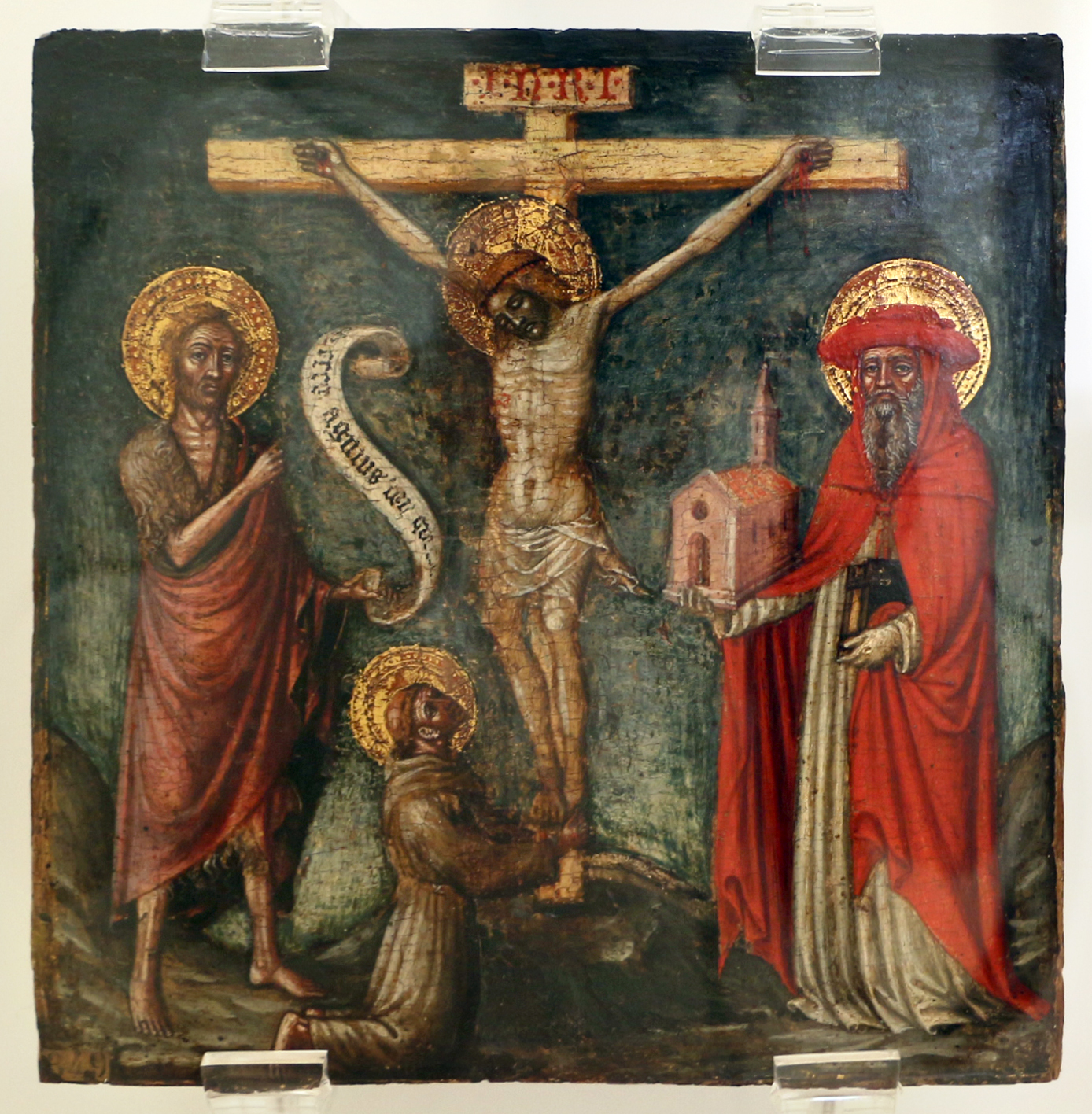
Crucifixion avec saint Jean-Baptiste, saint François et saint Jérôme, 1420/1450, Maestro di Staffolo.
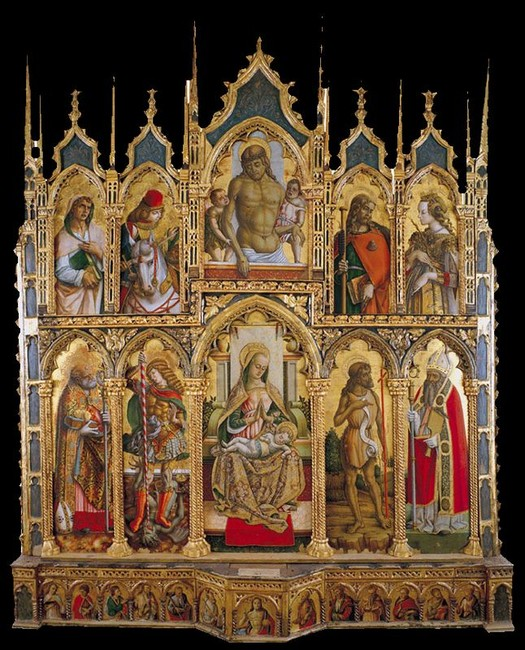
Le polyptyque de Monte San Martino (MC) de Carlo Crivelli.
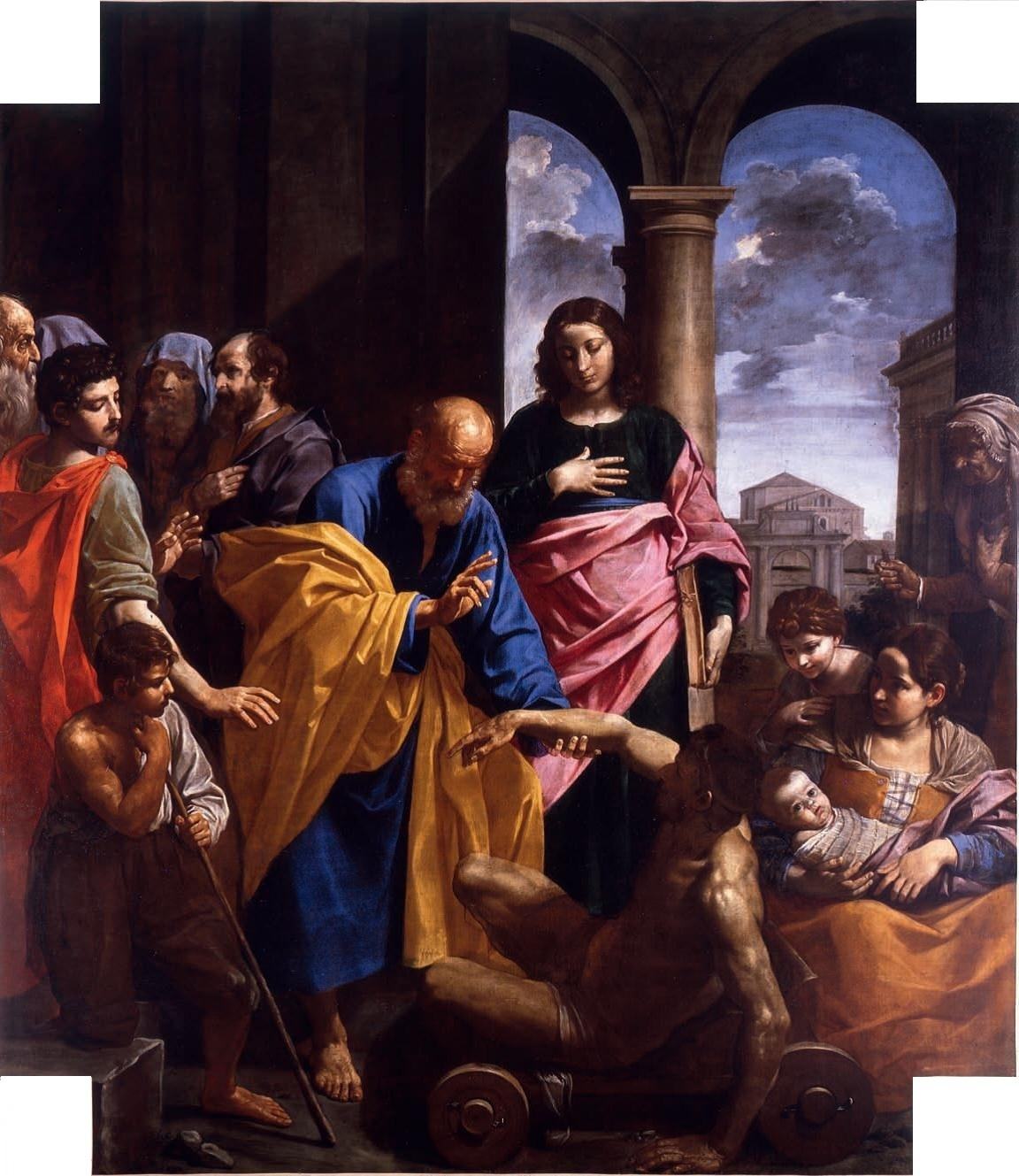
Saint Pierre guérissant l’infirme, de Simone Cantarini, Pinacothèque civique de Fano
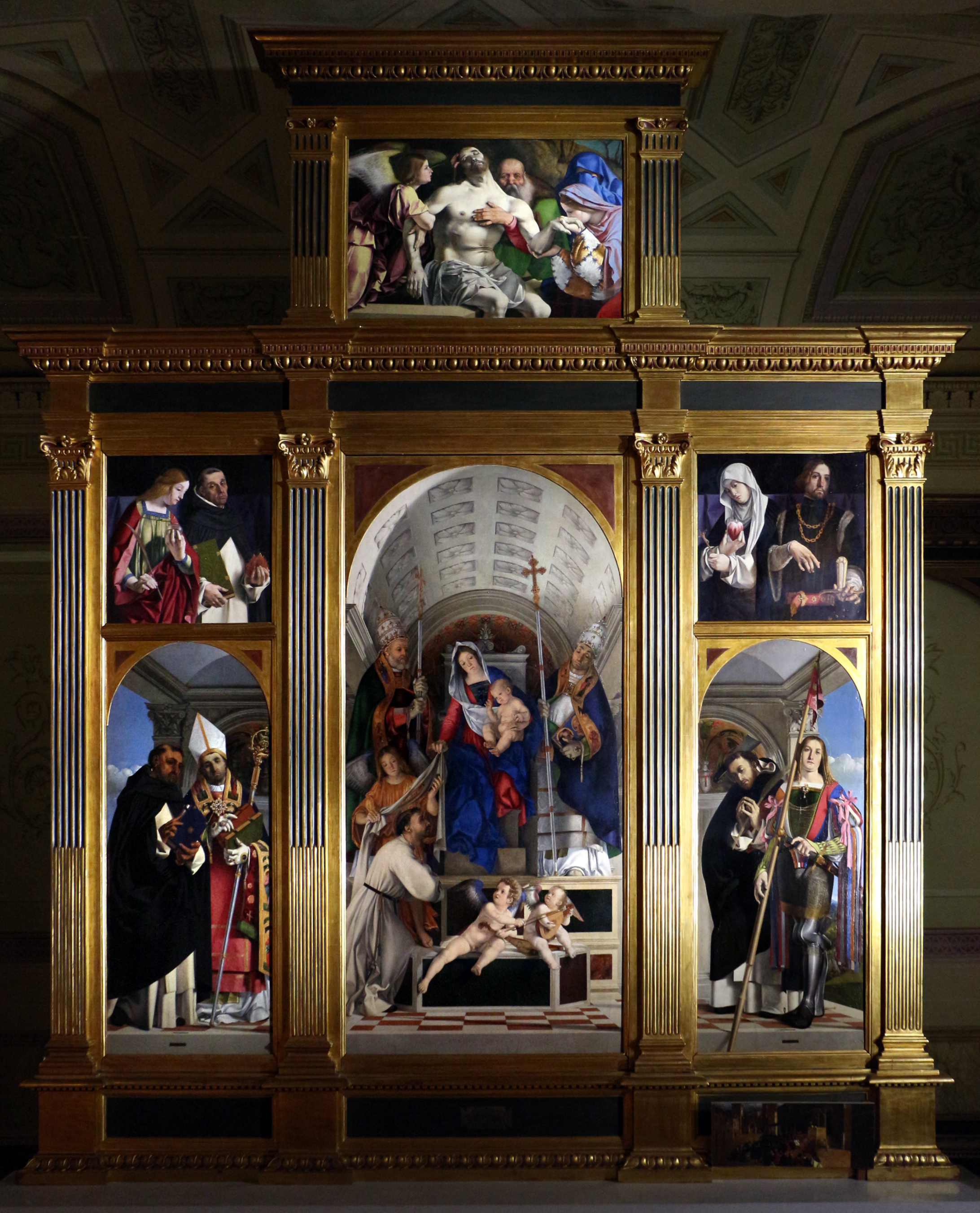
Lorenzo Lotto, polyptyque de saint Dominique, 307 × 242 cm, Recanati, 1508.
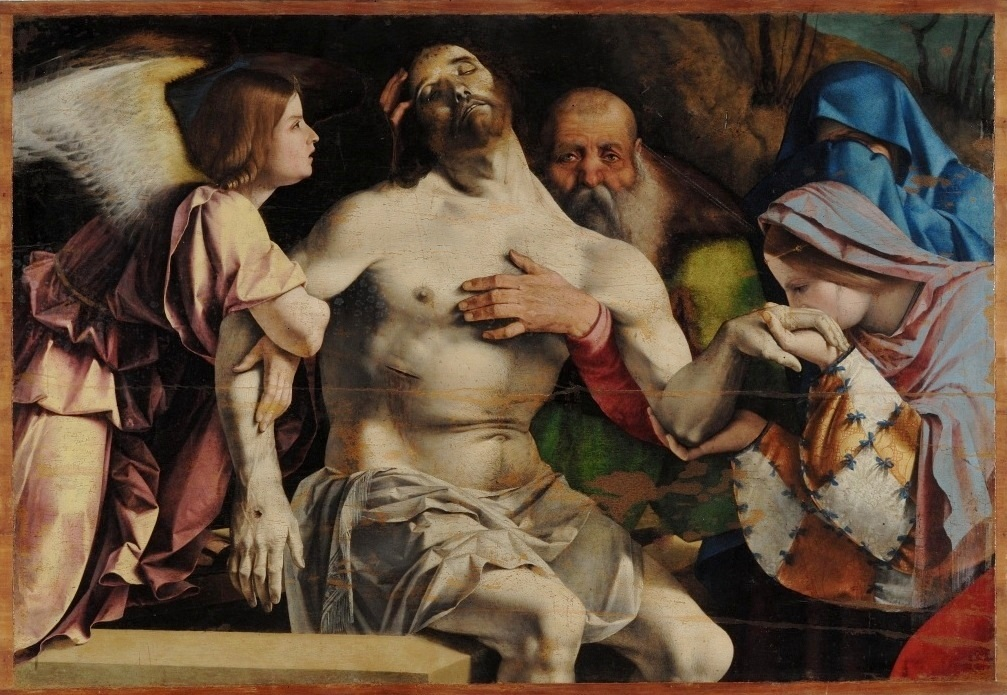
Lorenzo Lotto, détail de la partie supérieure du polyptyque de saint Dominique Recanati.
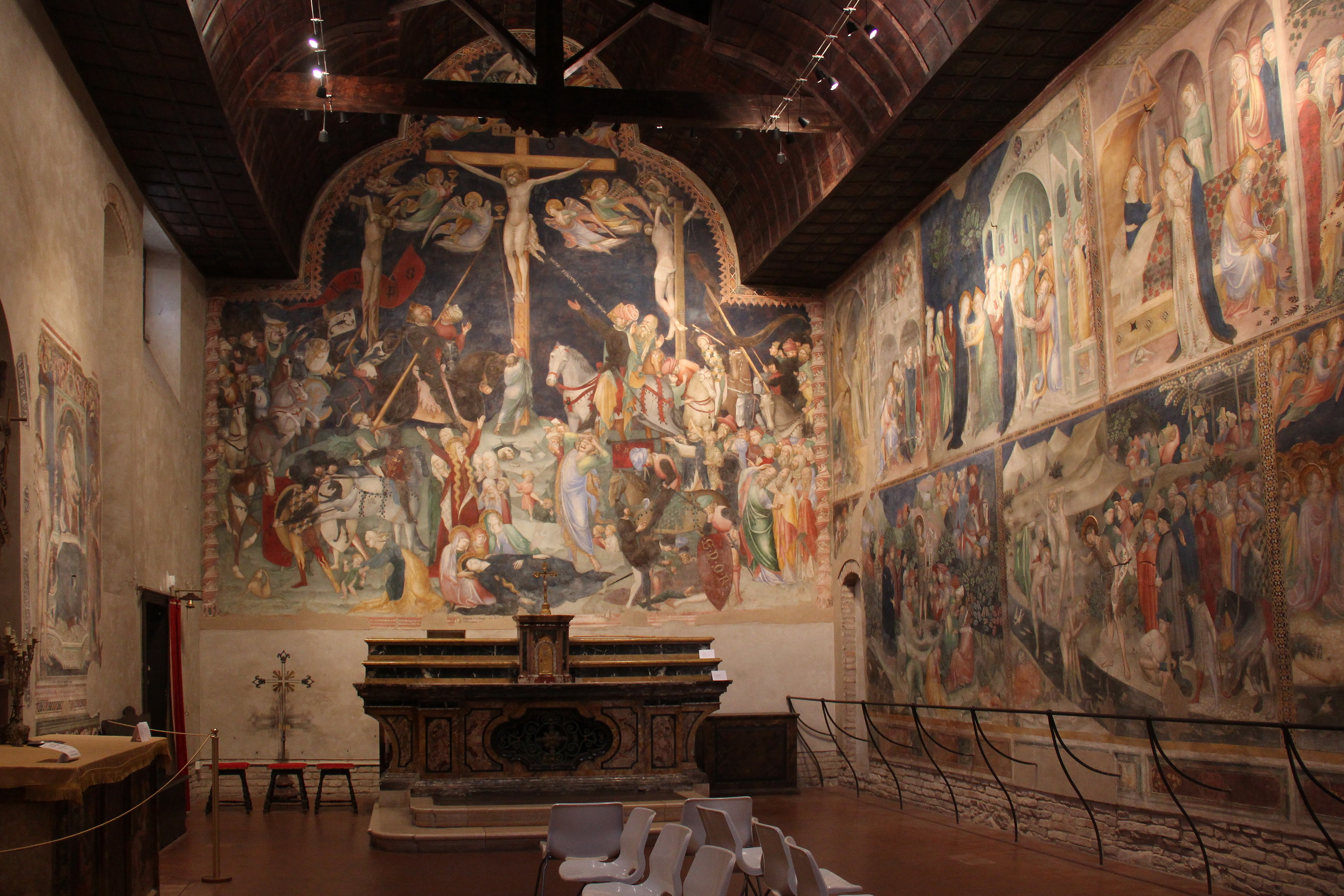
Fresques de l'oratoire Saint-Jean-Baptiste par Lorenzo et Jacopo Salimbeni, Urbino.
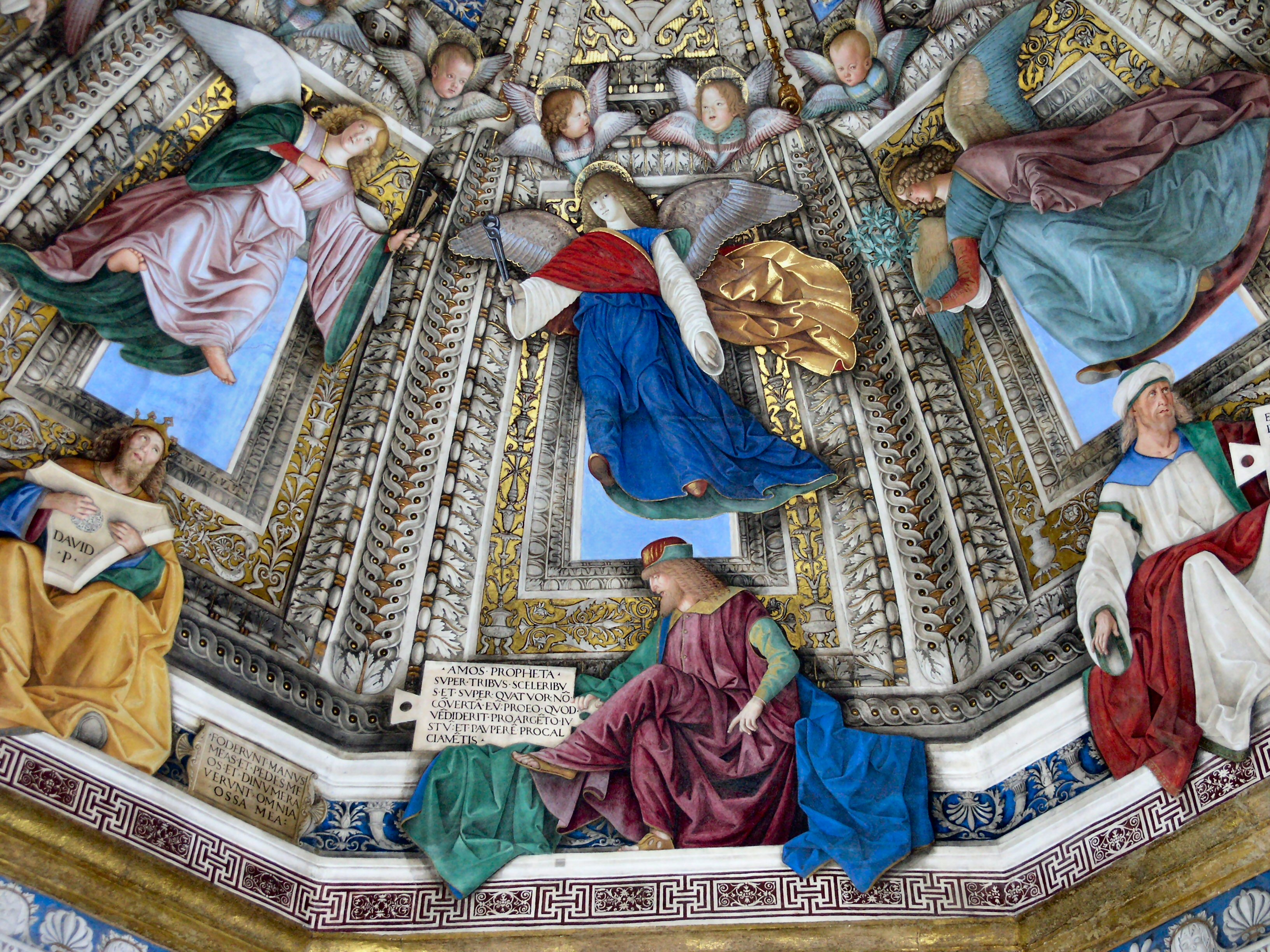
Les corps en lévitation de Melozzo da Forli dans la chapelle Saint-Marc de la sainte Maison de Loreto, 1477.
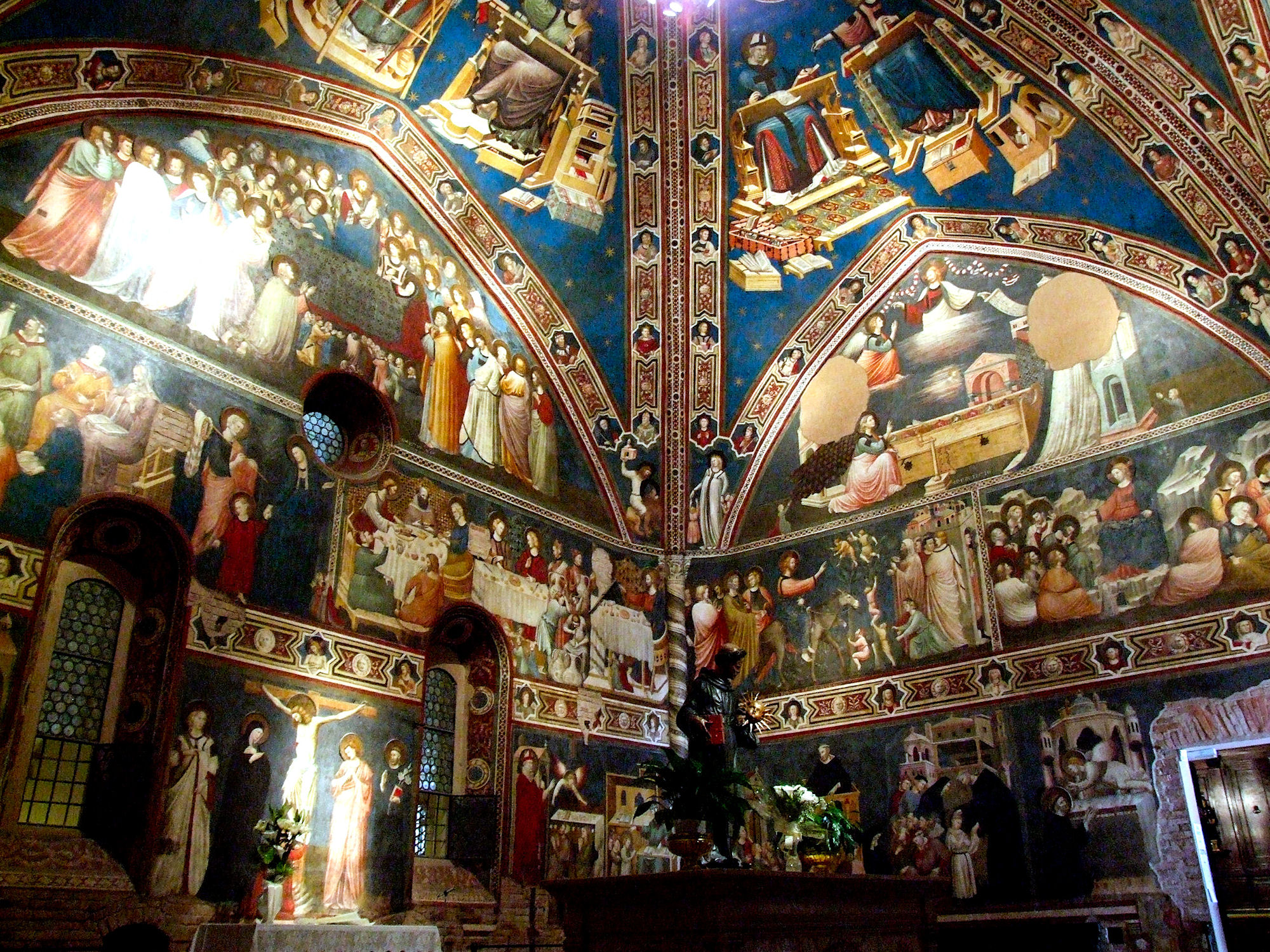
Fresques du Maître de Tolentino, basilique San Nicola de Tolentino, (1335-1345), Tolentino.
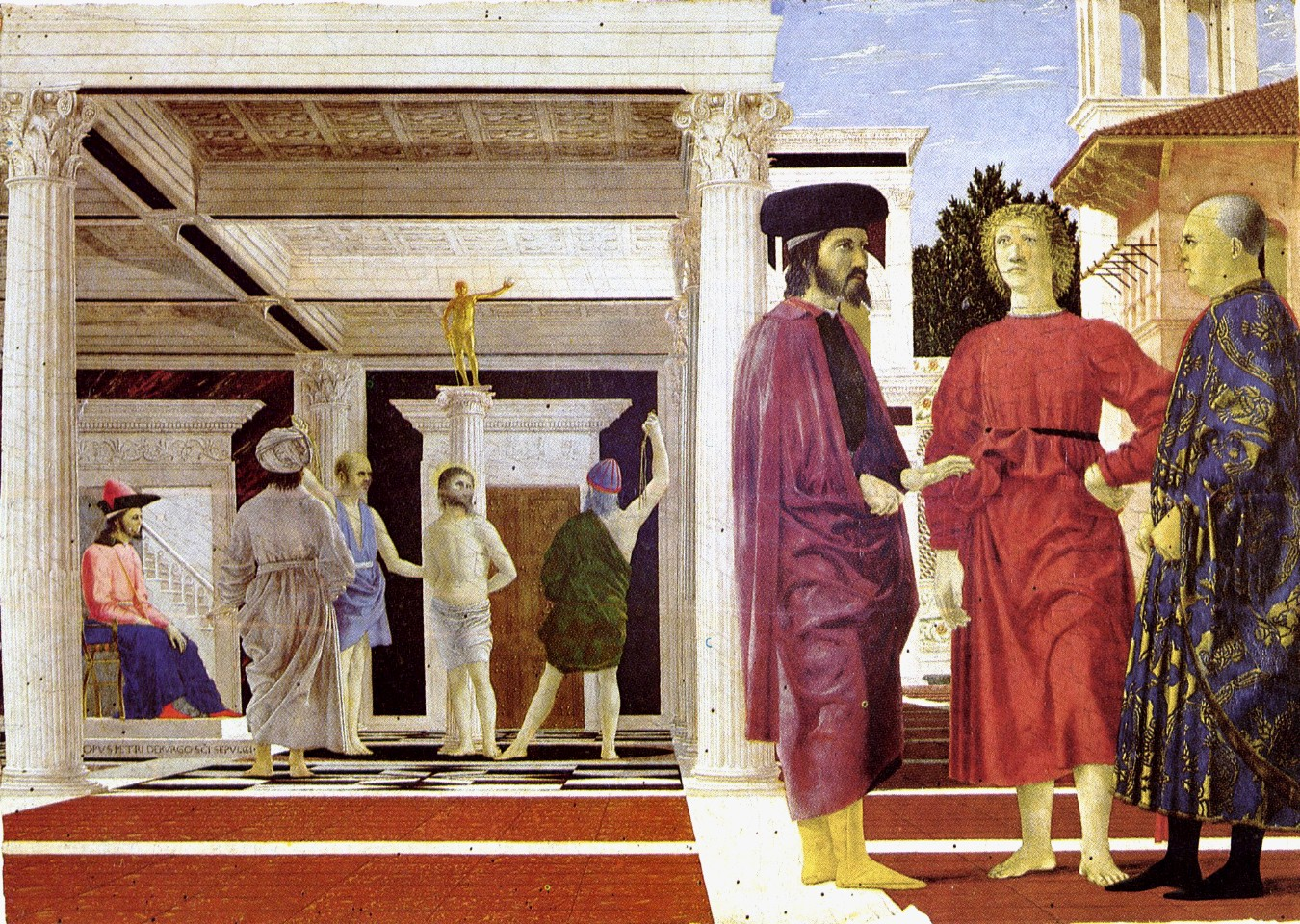
Piero della Francesca, la flagellation du Christ, 1445, Galleria Nazionale delle Marche d'Urbino.
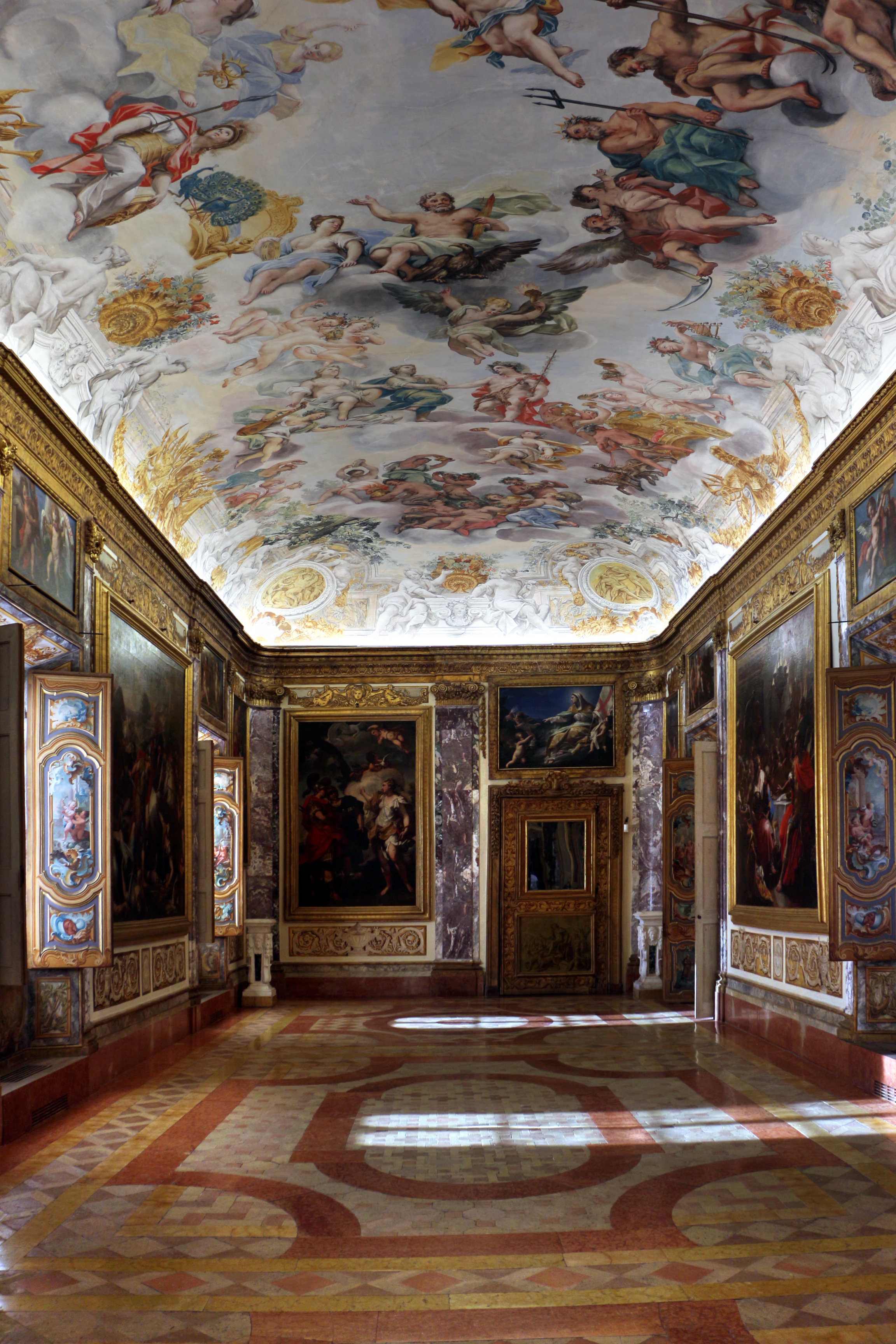
Salon de l’Énéide réalisé par différents artistes, Palais Buonaccorsi, Macerata.
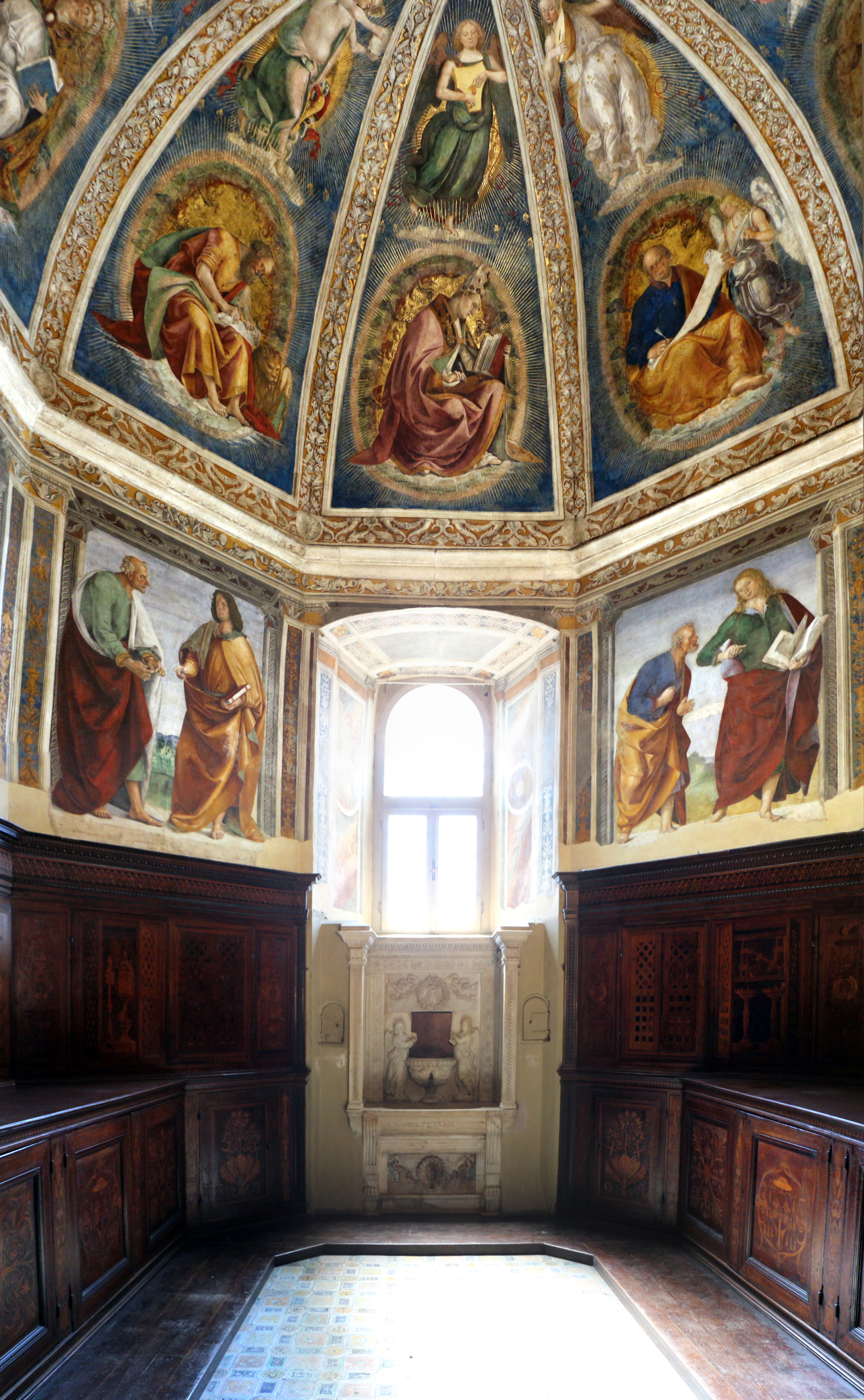
Sacristie saint Jean, fresques de Luca Signorelli, basilique de Loreto.
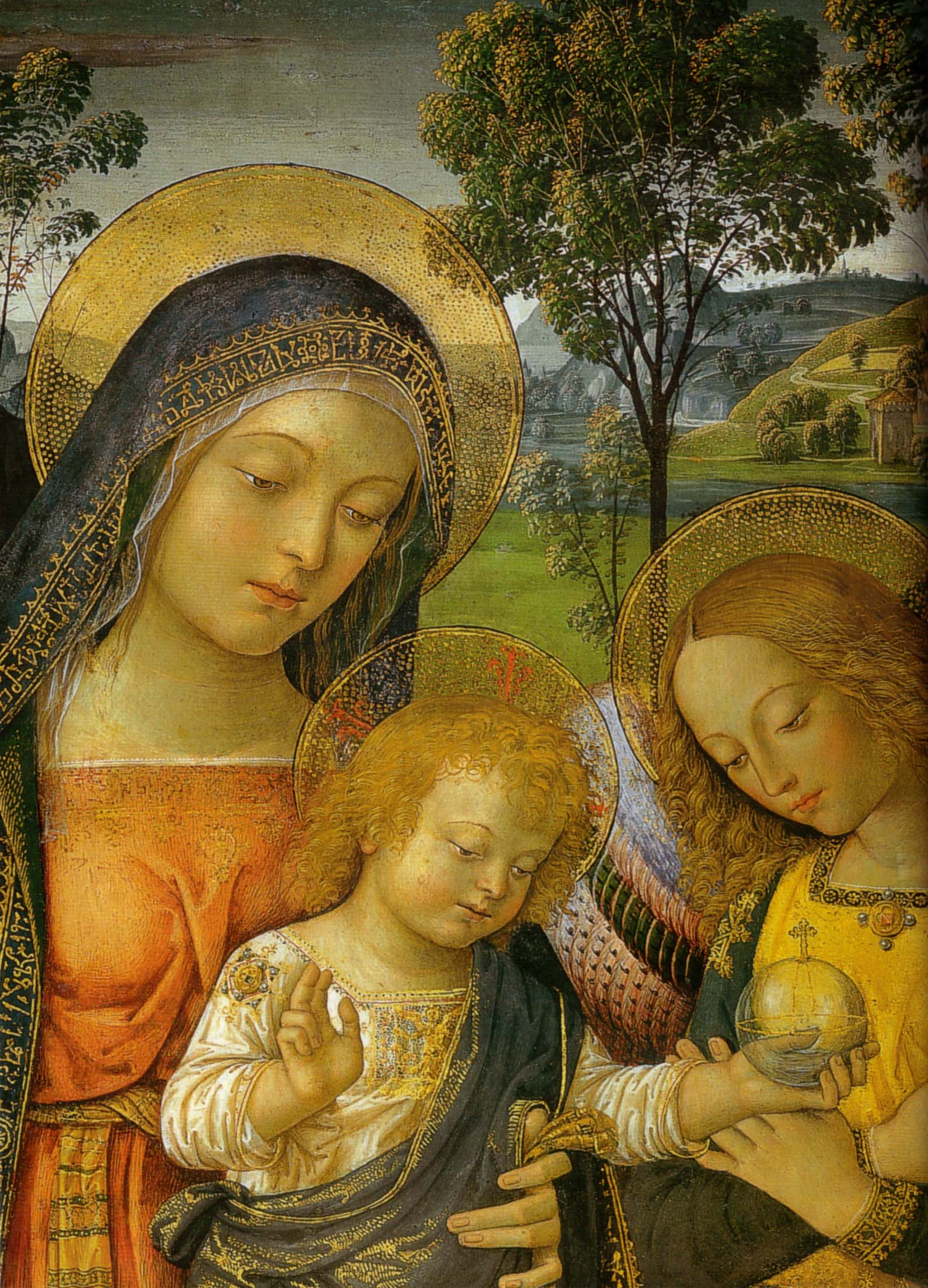
Madone de la paix, Pinturicchio, San Severino Marche, env. 1490.
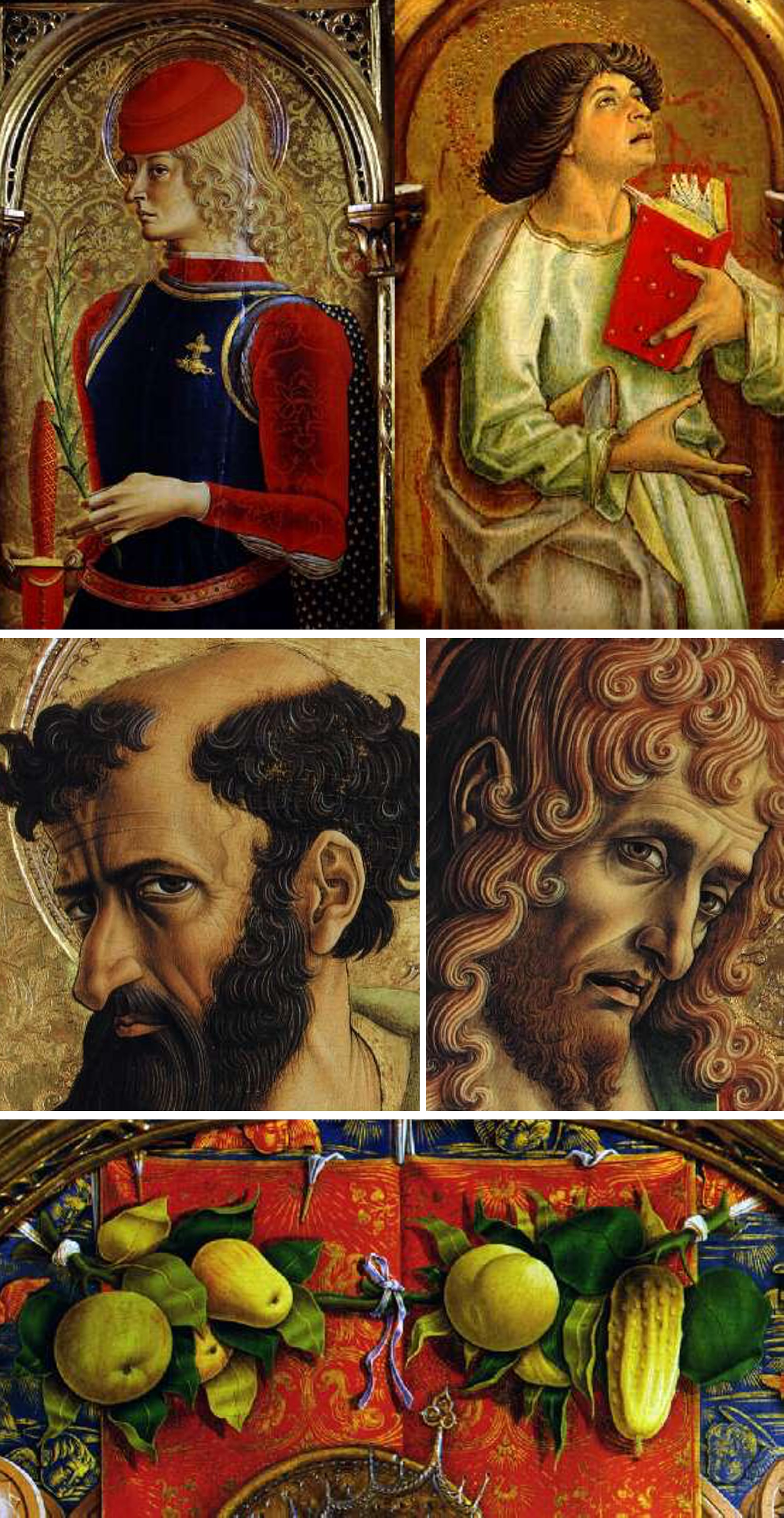
Détails du retable sant’Emidio de Carlo Crivelli dans le dôme d'Ascoli.
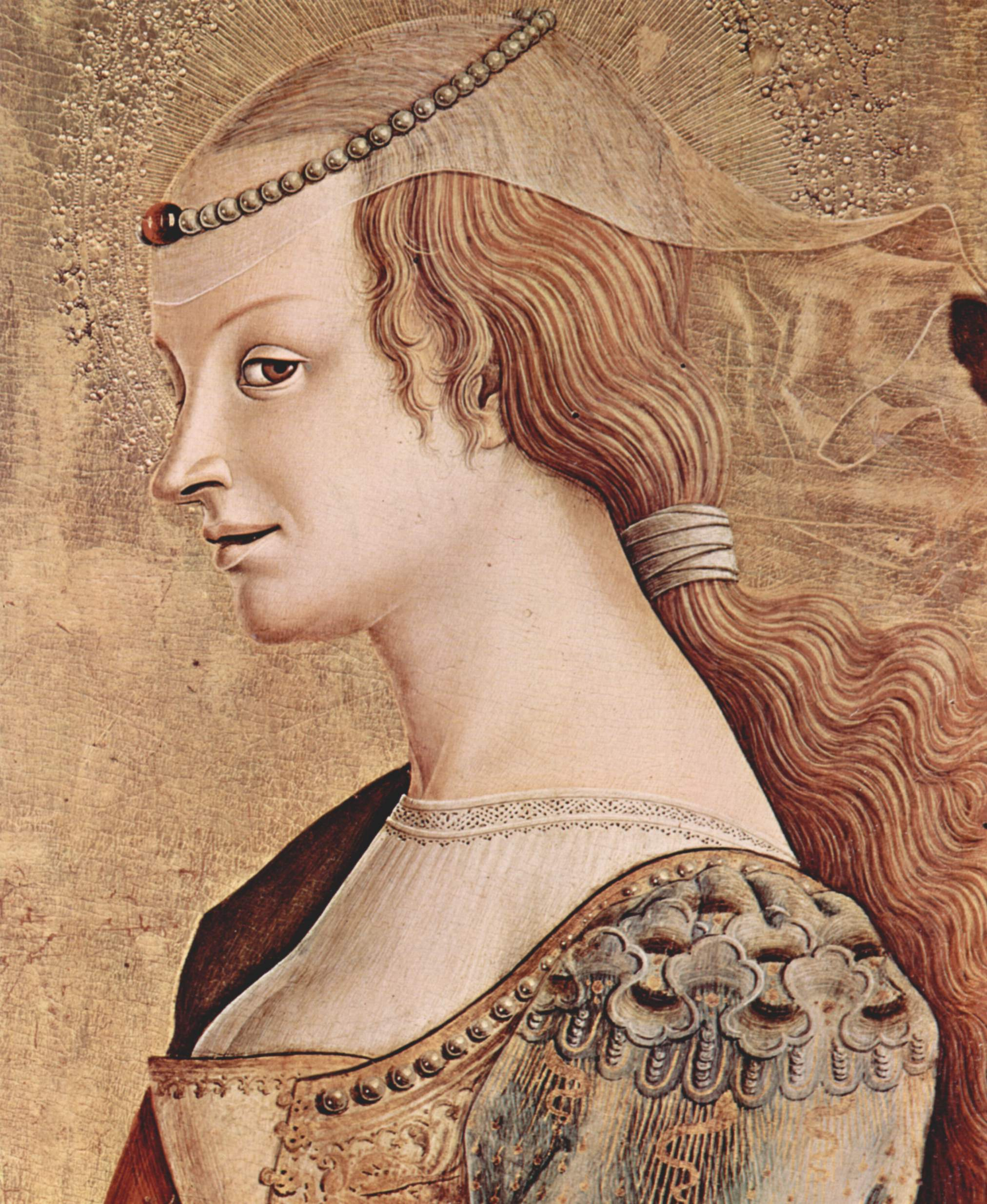
Carlo Crivelli, détail du triptyque de Montefiore dell'Aso.
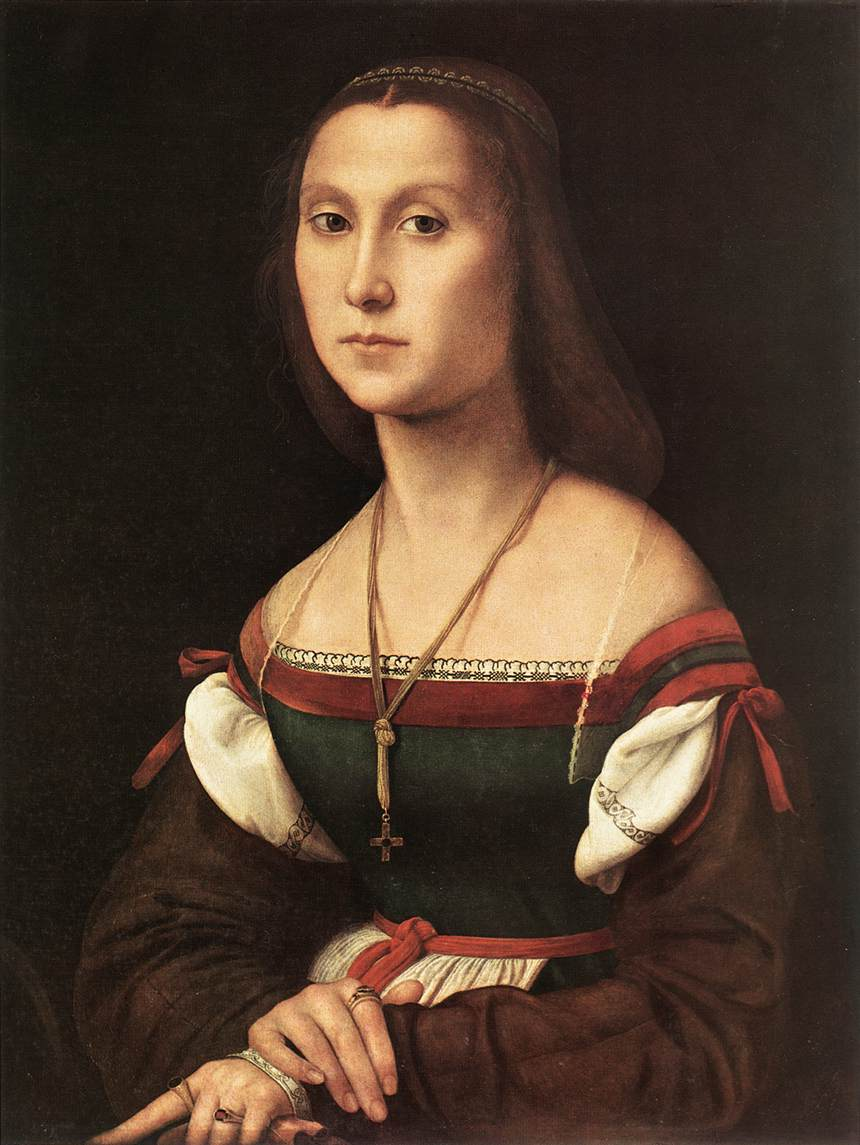
Raphaël, la muette, Galleria Nazionale delle Marche, Urbino.
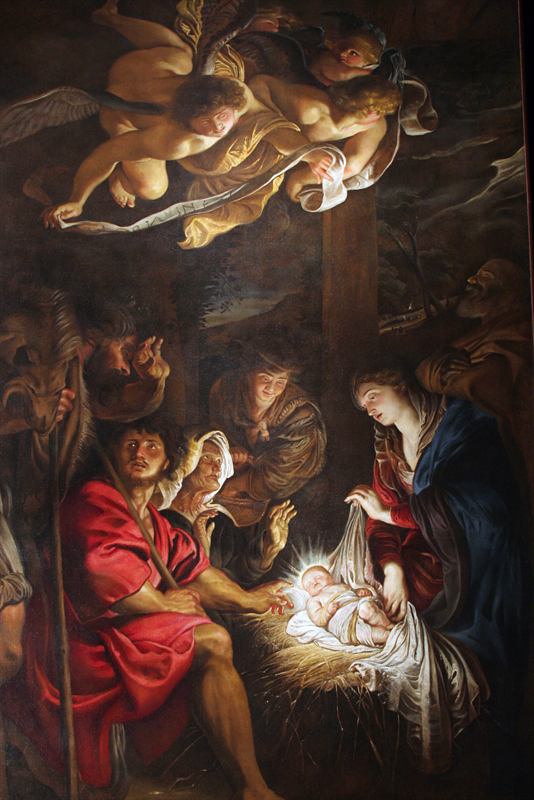
L’adoration des Mages, Rubens, Fermo.
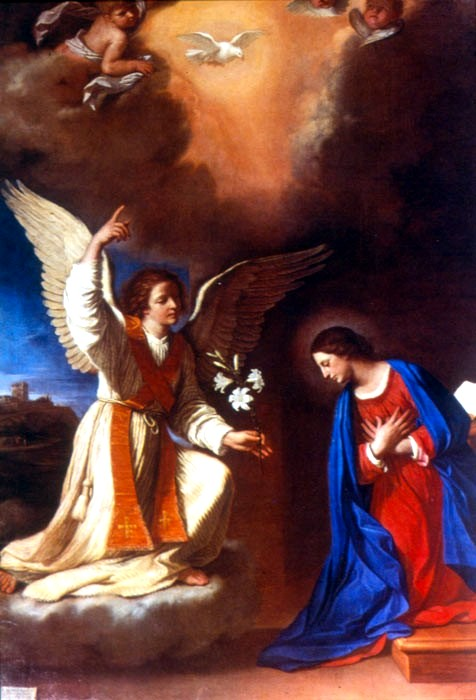
L’Annonciation d’Ancône, Guercino, église San Domenico à Ancône.
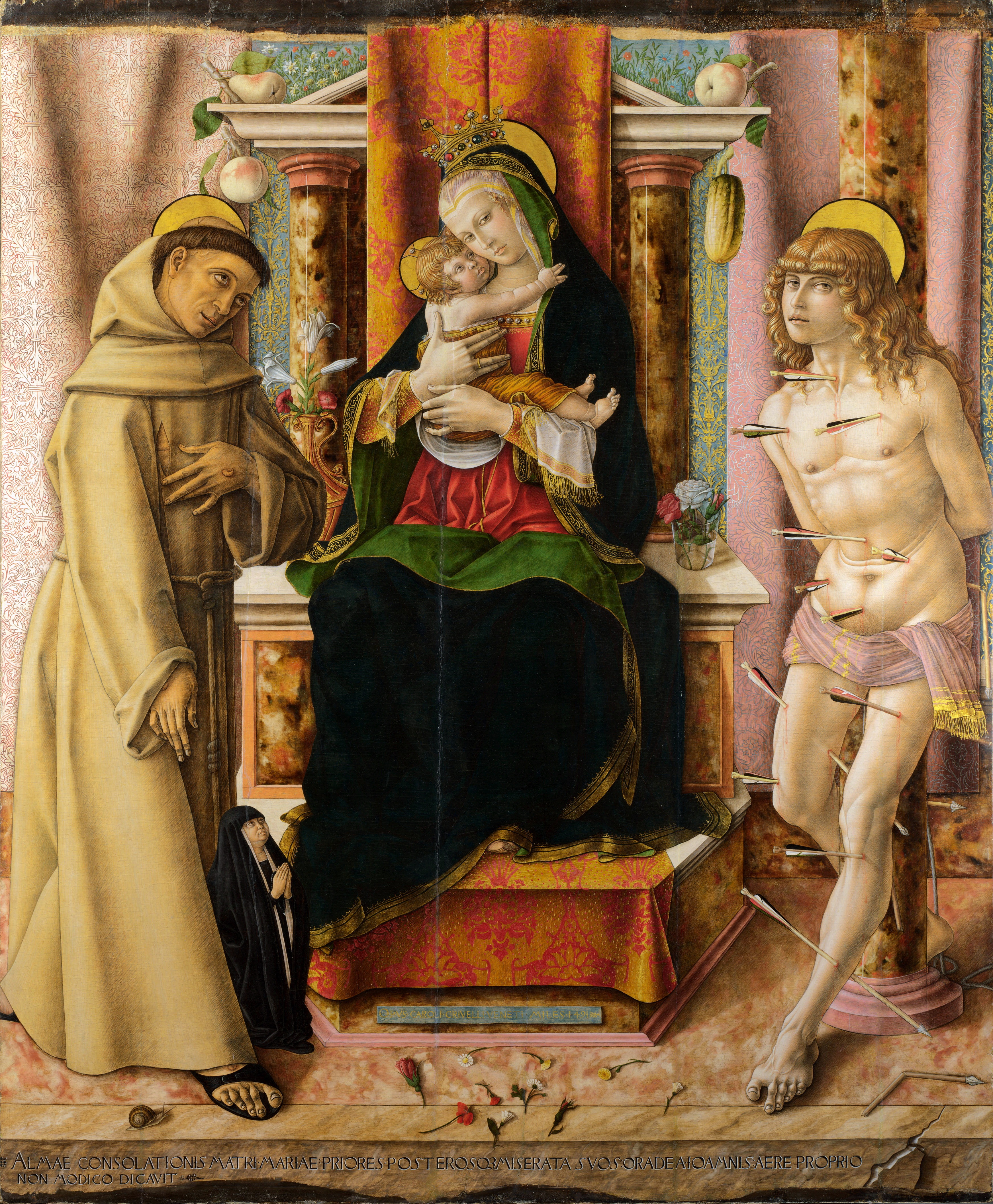
Madone à l’Enfant avec saint François et saint Sébastien, Carlo Crivelli, Fabriano.
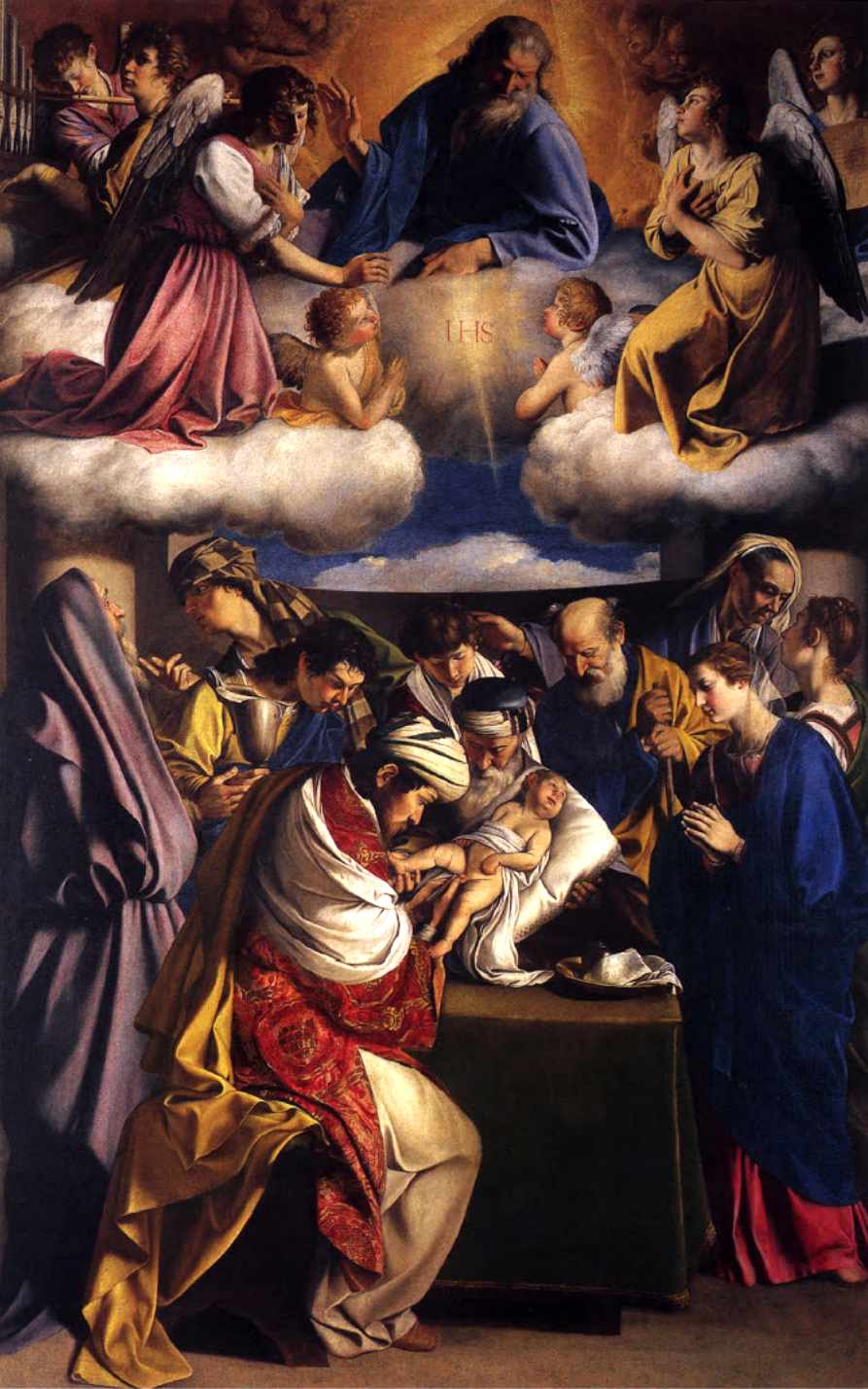
La Circoncision de Jésus, Orazio Gentileschi, pinacothèque civique d'Ancône.
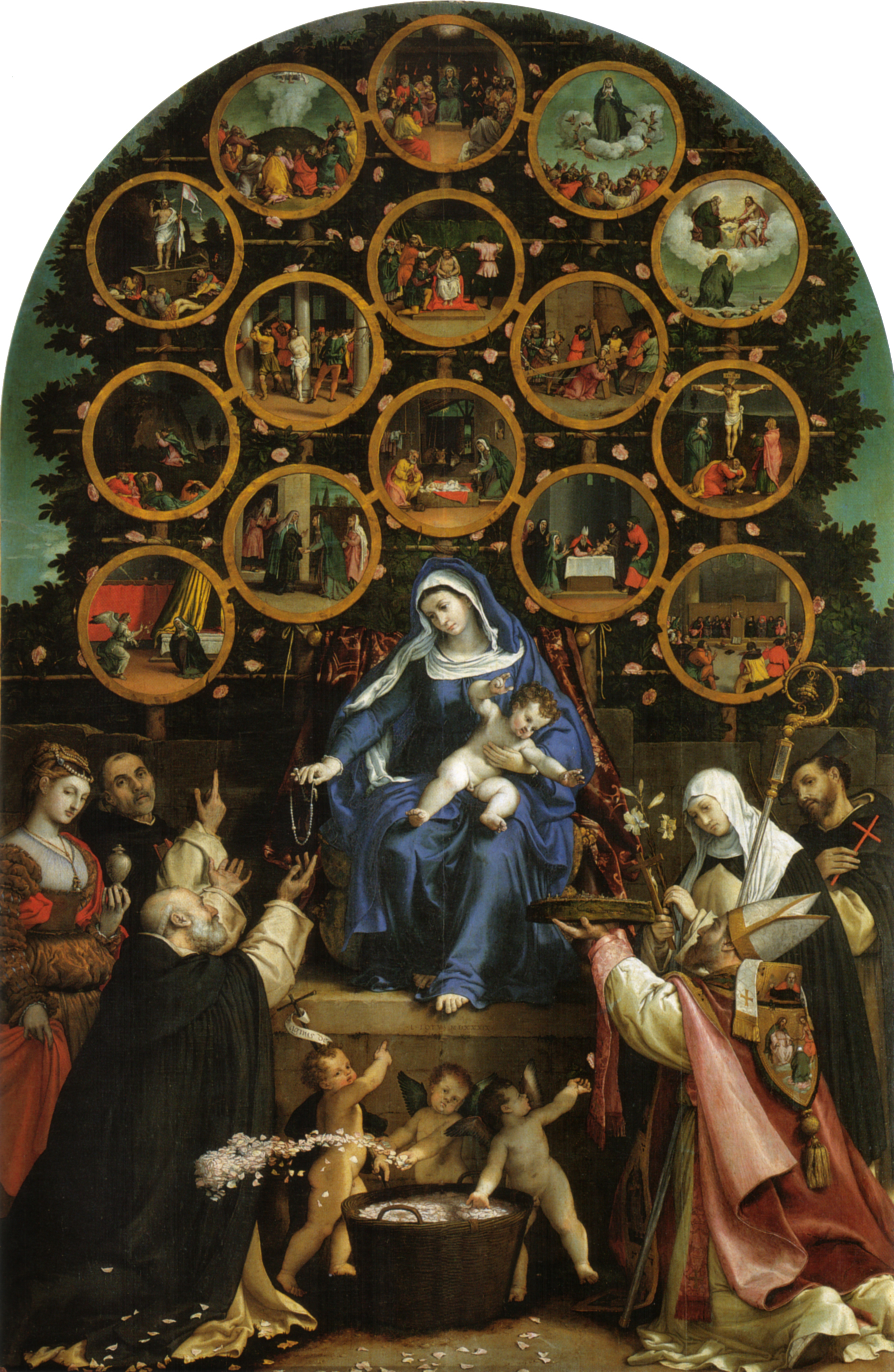
Retable de la Madone au Rosaire, Lorenzo Lotto, Palazzo del commune de Cingoli.
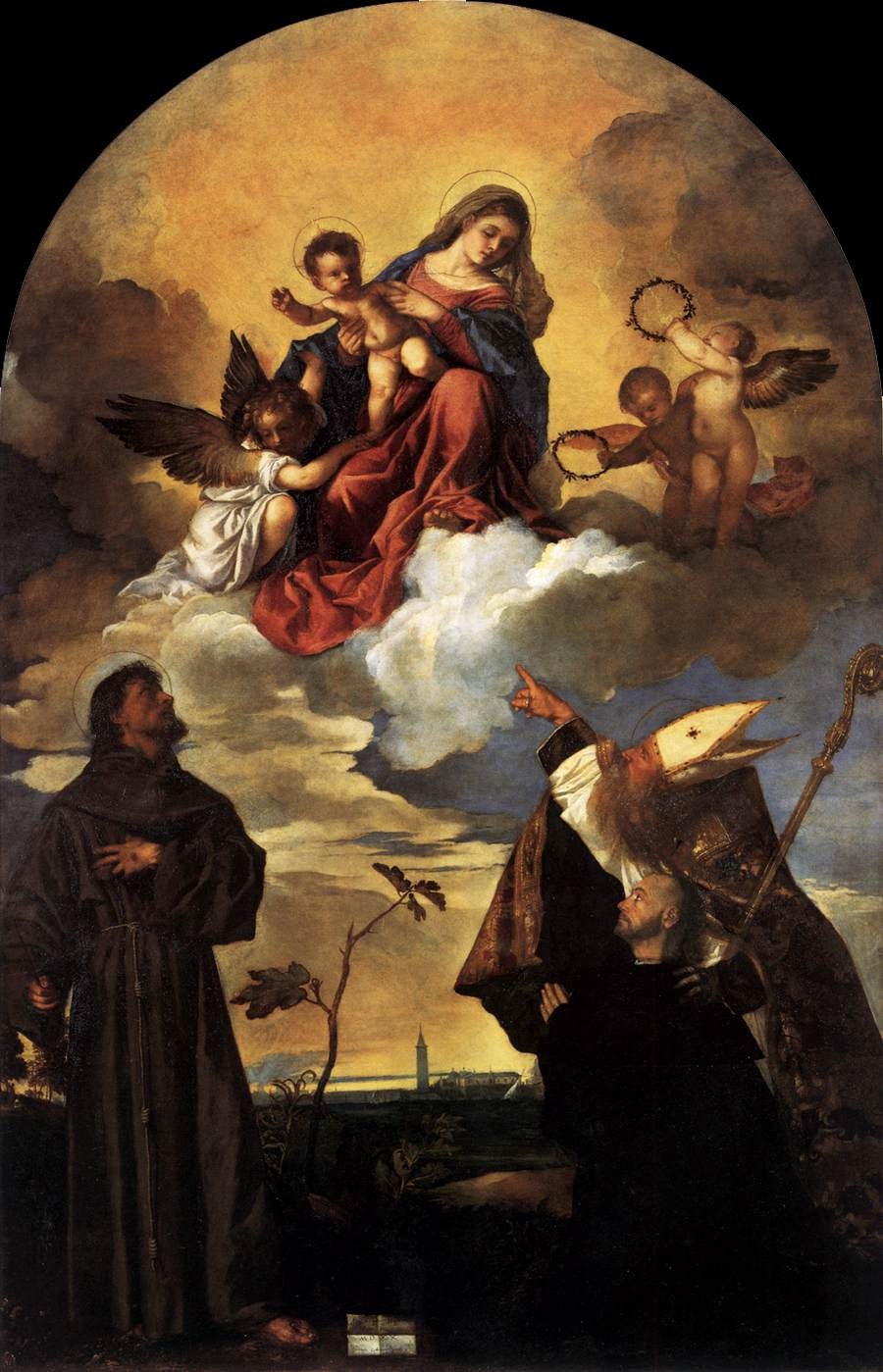
Retable Gozzi du Titien, pinacothèque civique d'Ancône.
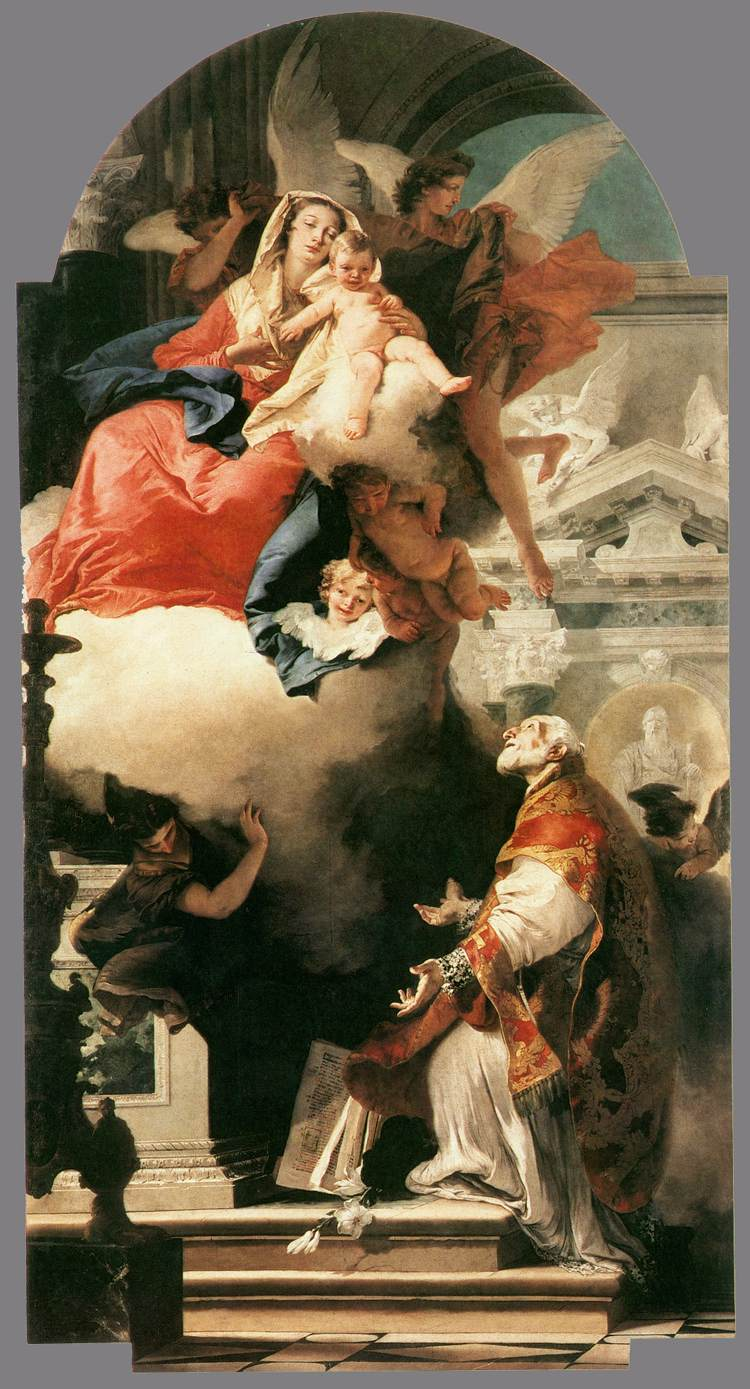
L’apparition de la Vierge à saint Philippe Neri, Jean Baptiste Tiepolo, 360 × 182 cm, Camerino (avant le tremblement de terre de 2016)
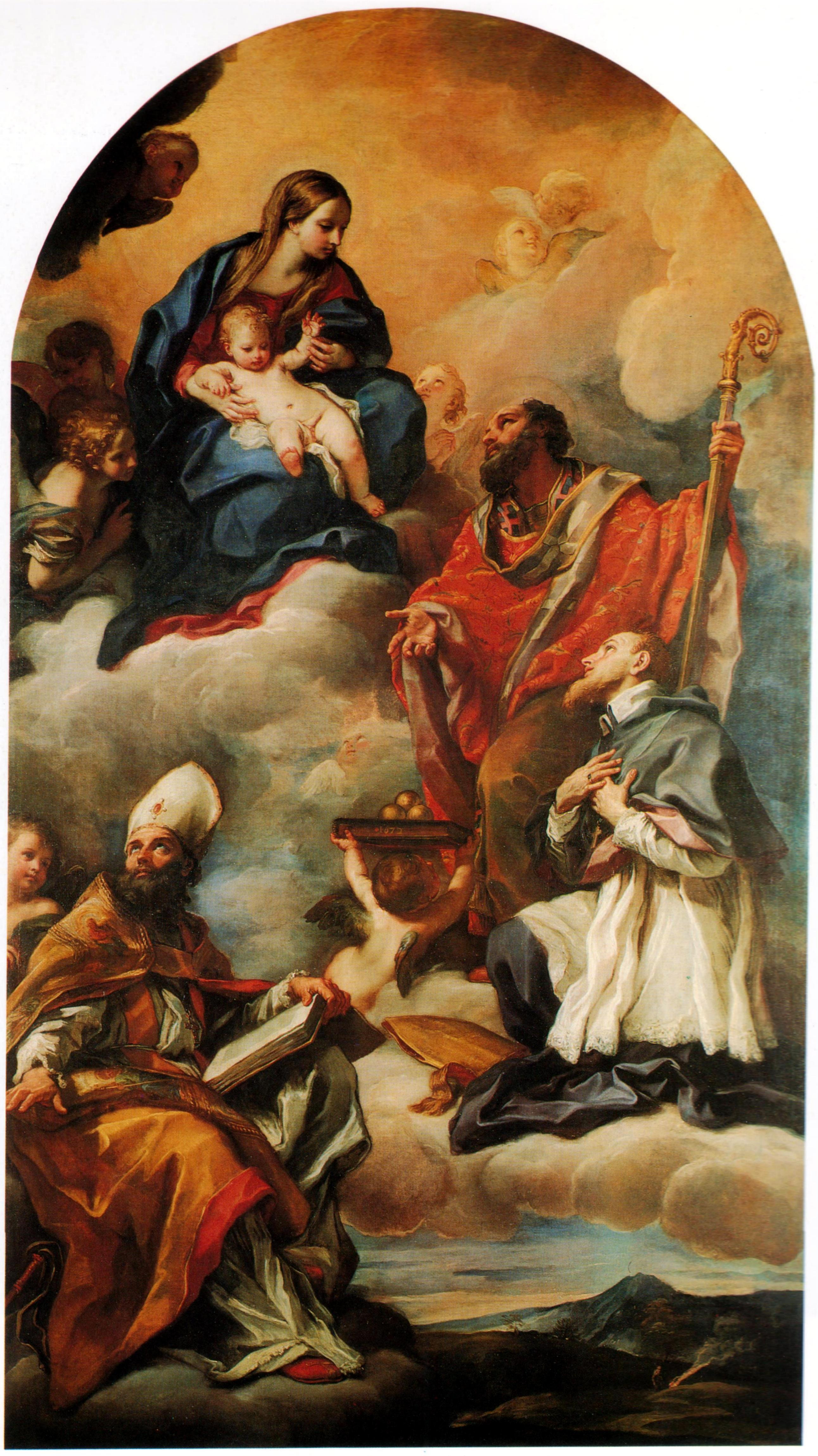
Retable de la Vierge à l’Enfant avec Saint François de Sales, Saint Ambroise et Saint Nicolas, de Carlo Maratta, Pinacothèque Podesti d'Ancône

#### Exemple d'œuvres marchisanes consignées hors des Marches

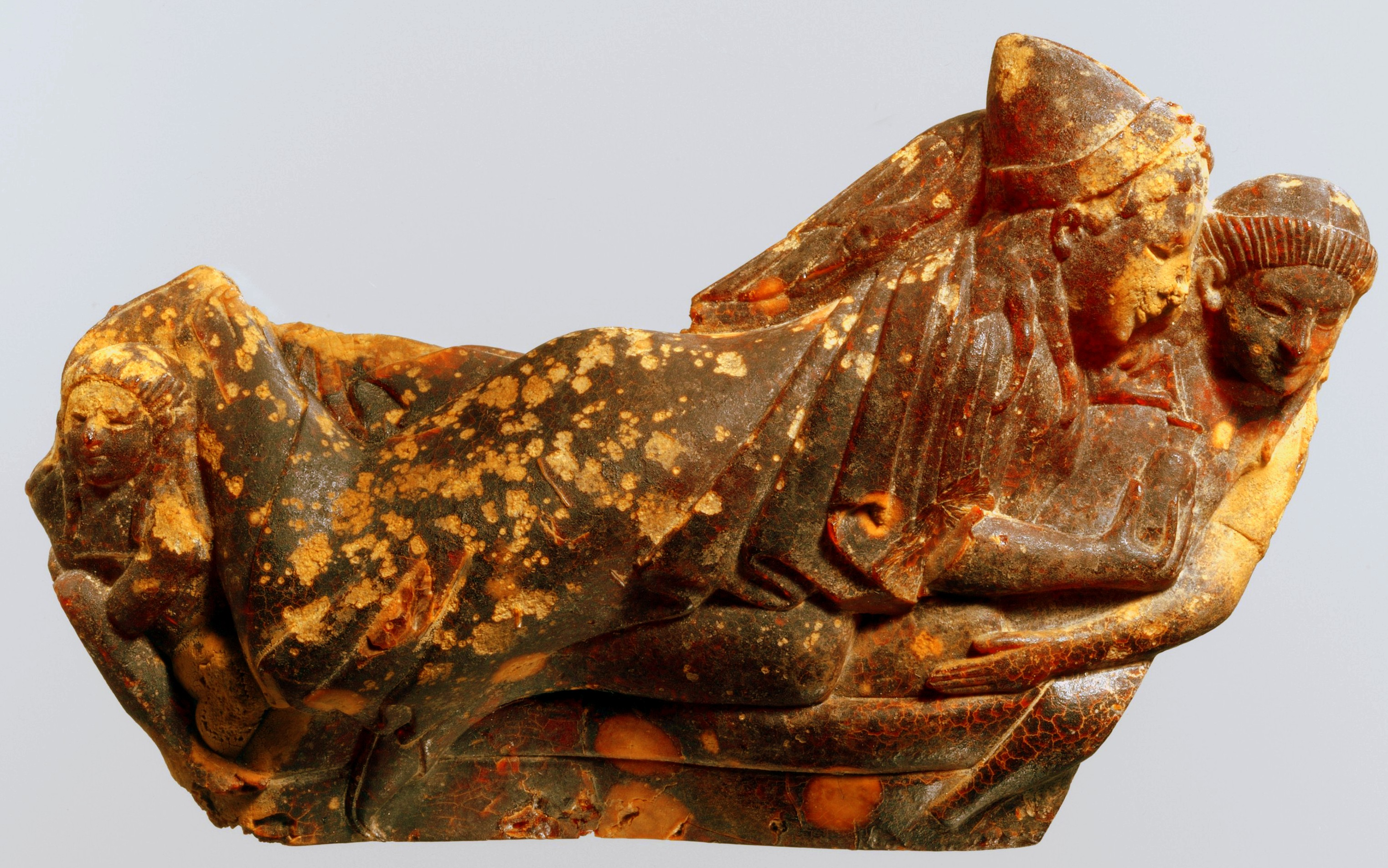
Ambre étrusque avec Aphrodite et Adonis, fouilles d’Ankόn à Falconara M., Metropolitan Museum of Art, New York.
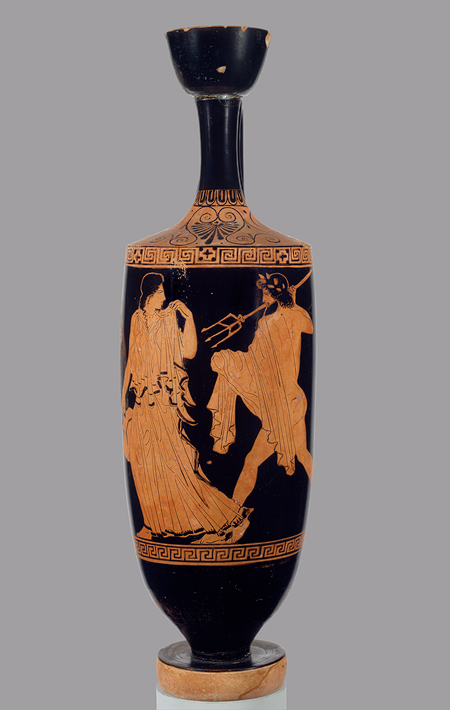
Lekythos, figure rouge trouvée à Ancône, 440 av. J.-C., Metropolitan Museum of Art de New York.
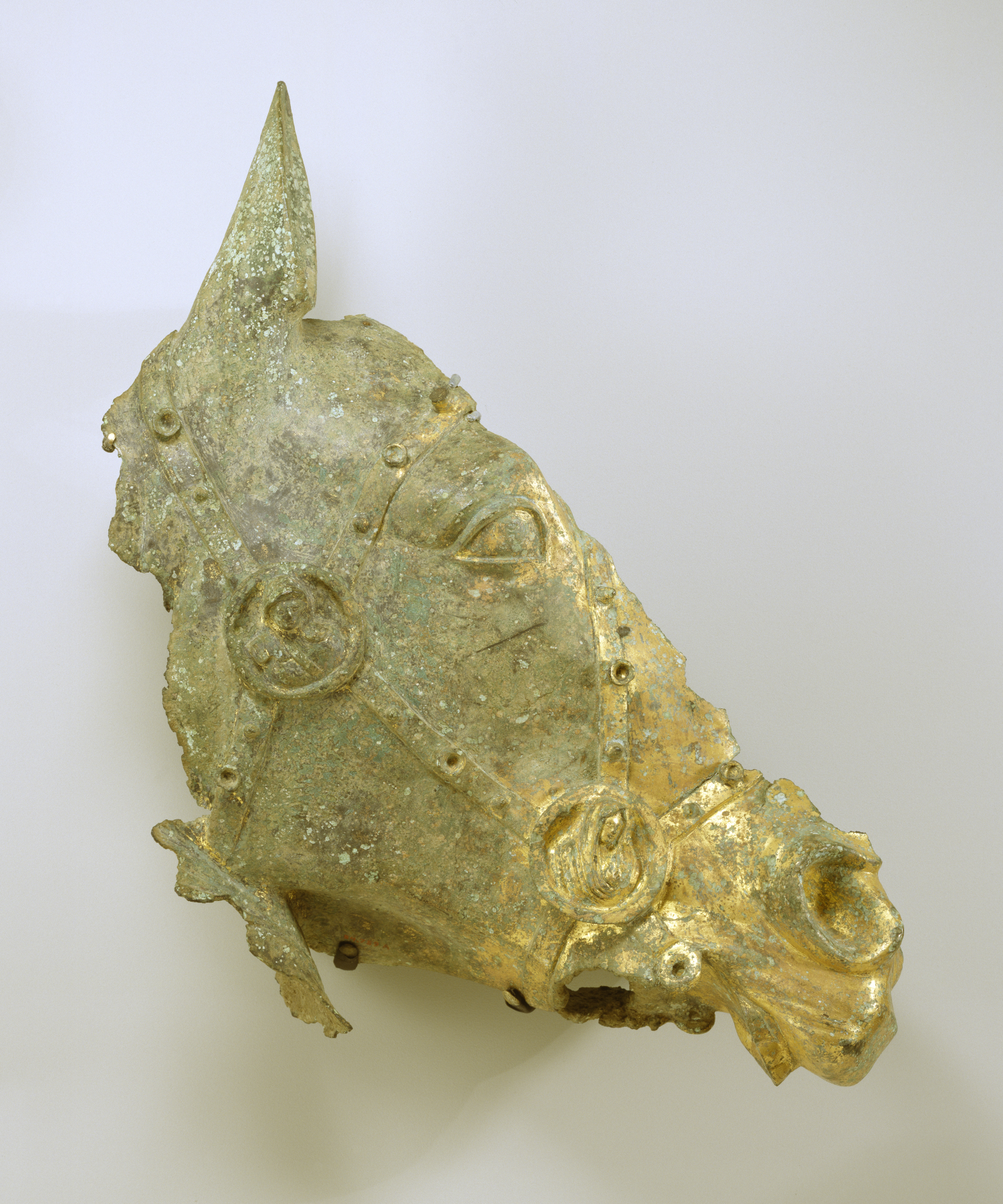
Tête de cheval en bronze doré, 40 av. J.-C., trouvé sur le site archéologique de Suasa, Walters Art Museum de Baltimore.
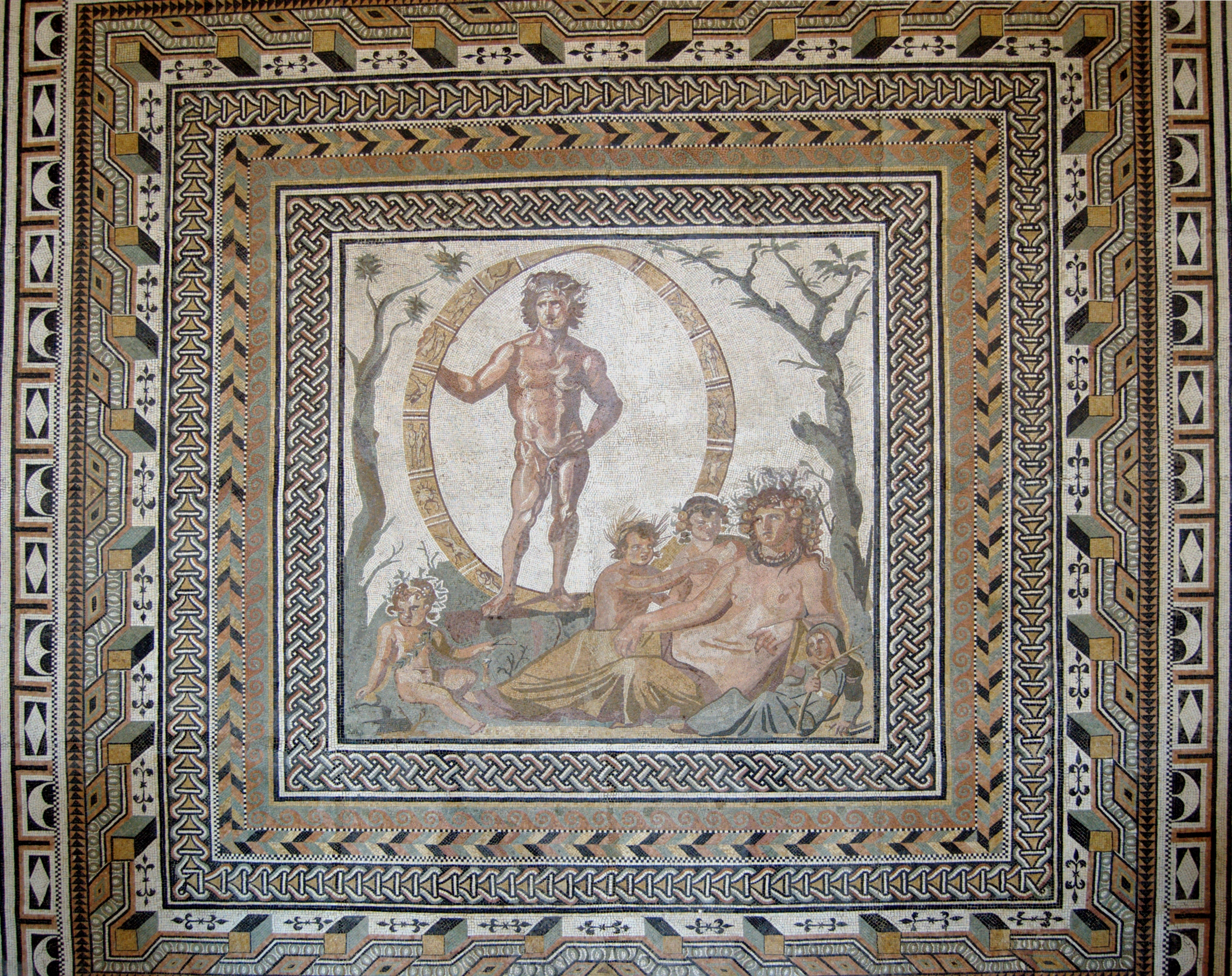
Partie centrale de la grande mosaïque de la villa romaine de Sentinum (actuelle Sassoferrato), v. 200-250 apr. J.-C. conservée dans la Glyptothèque de Munich.
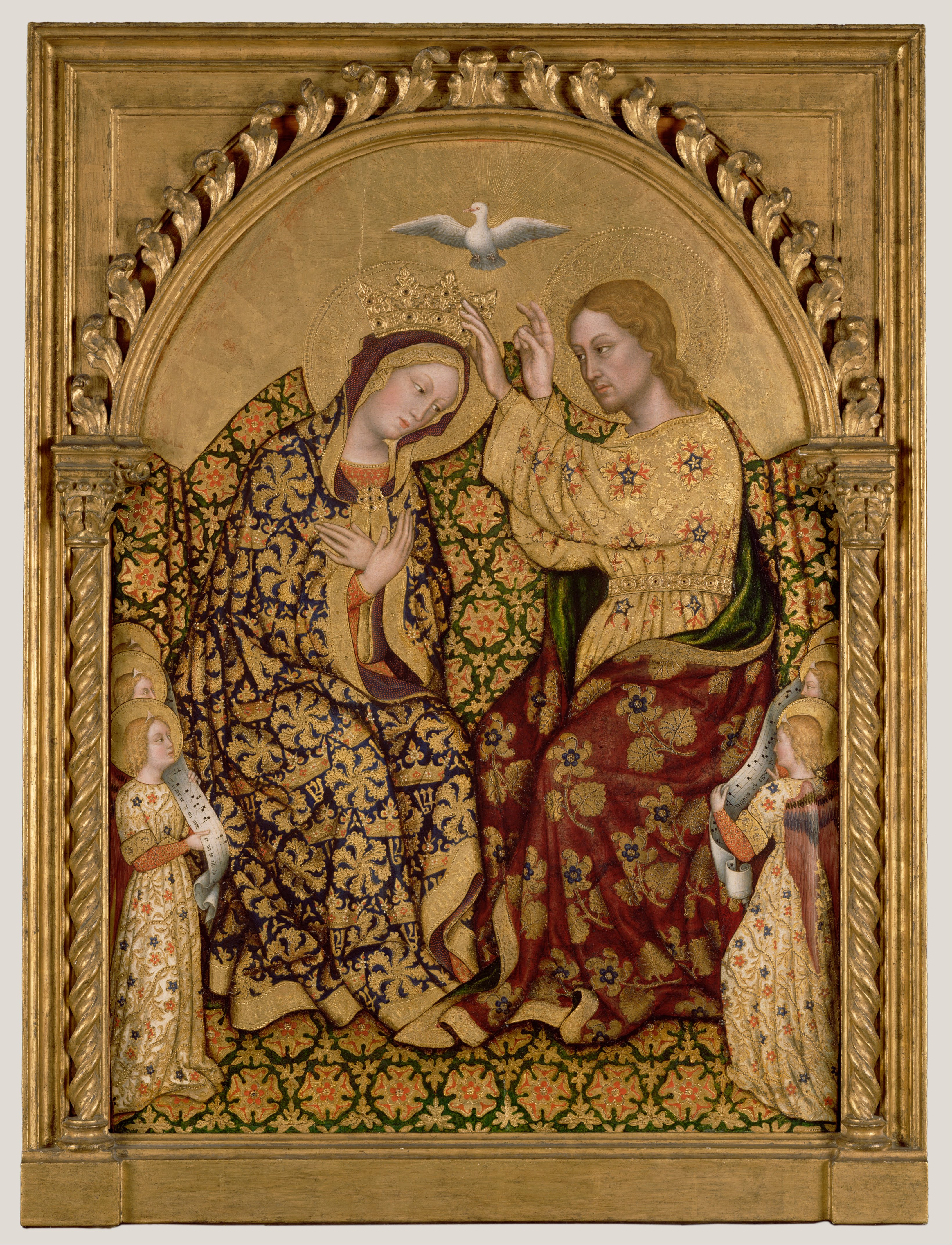
Couronnement de la Vierge de Gentile da Fabriano - Getty Center de Los Angeles.
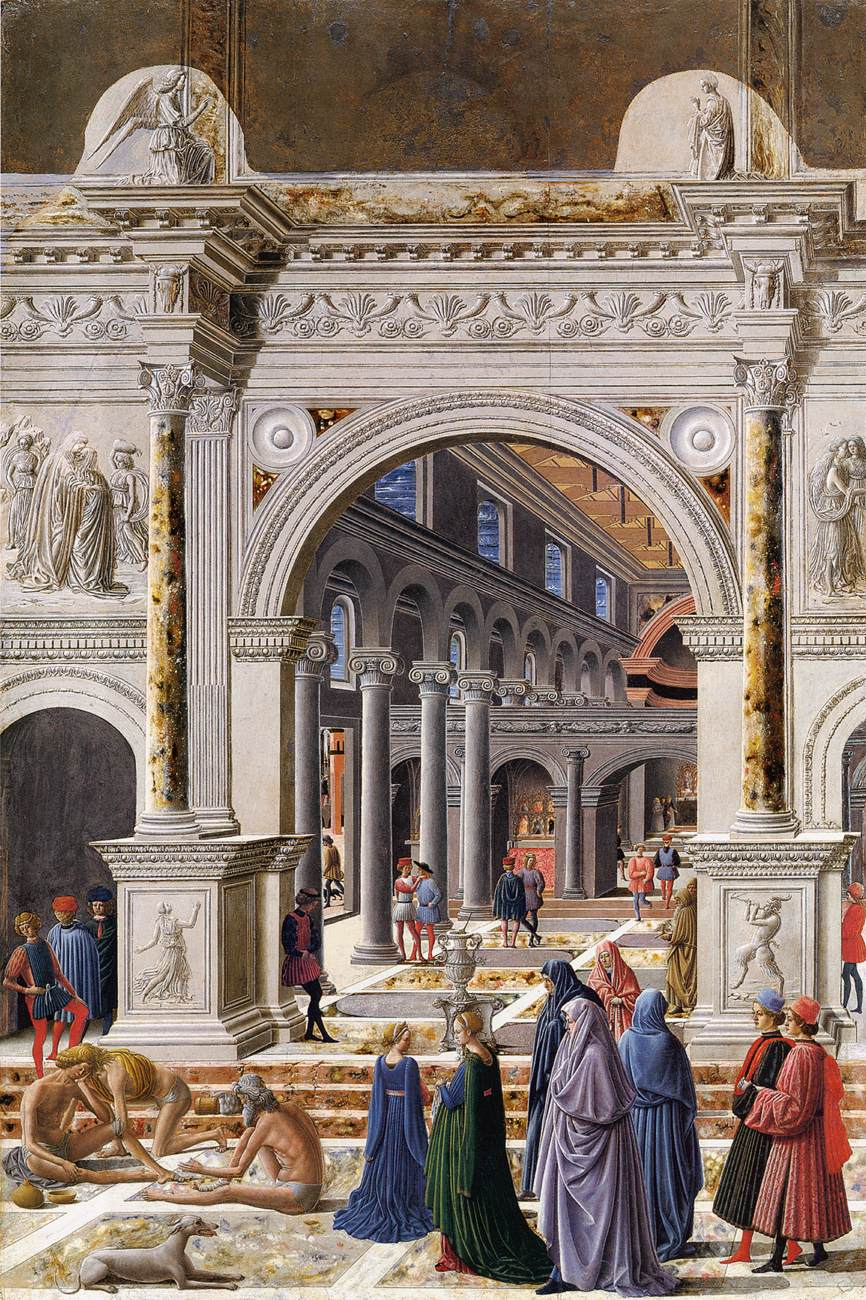
La présentation de la Vierge au Temple, Fra Carnevale, Museum of Fine Arts de Boston.
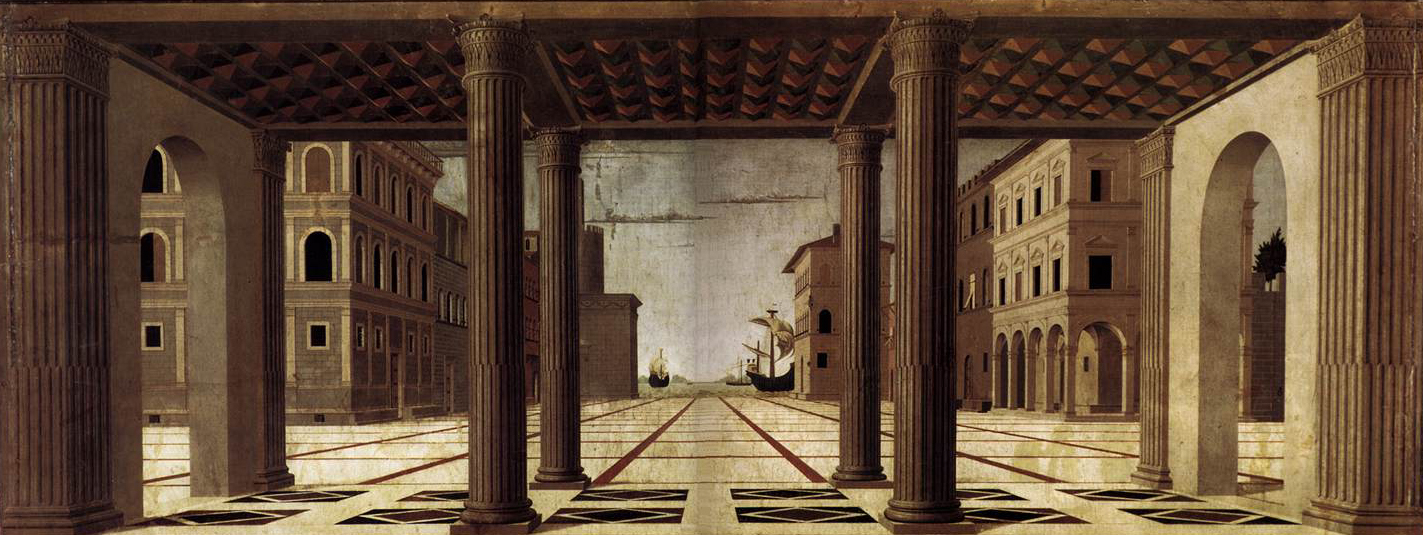
Veduta, Francesco di Giorgio Martini, Gemäldegalerie de Berlin.
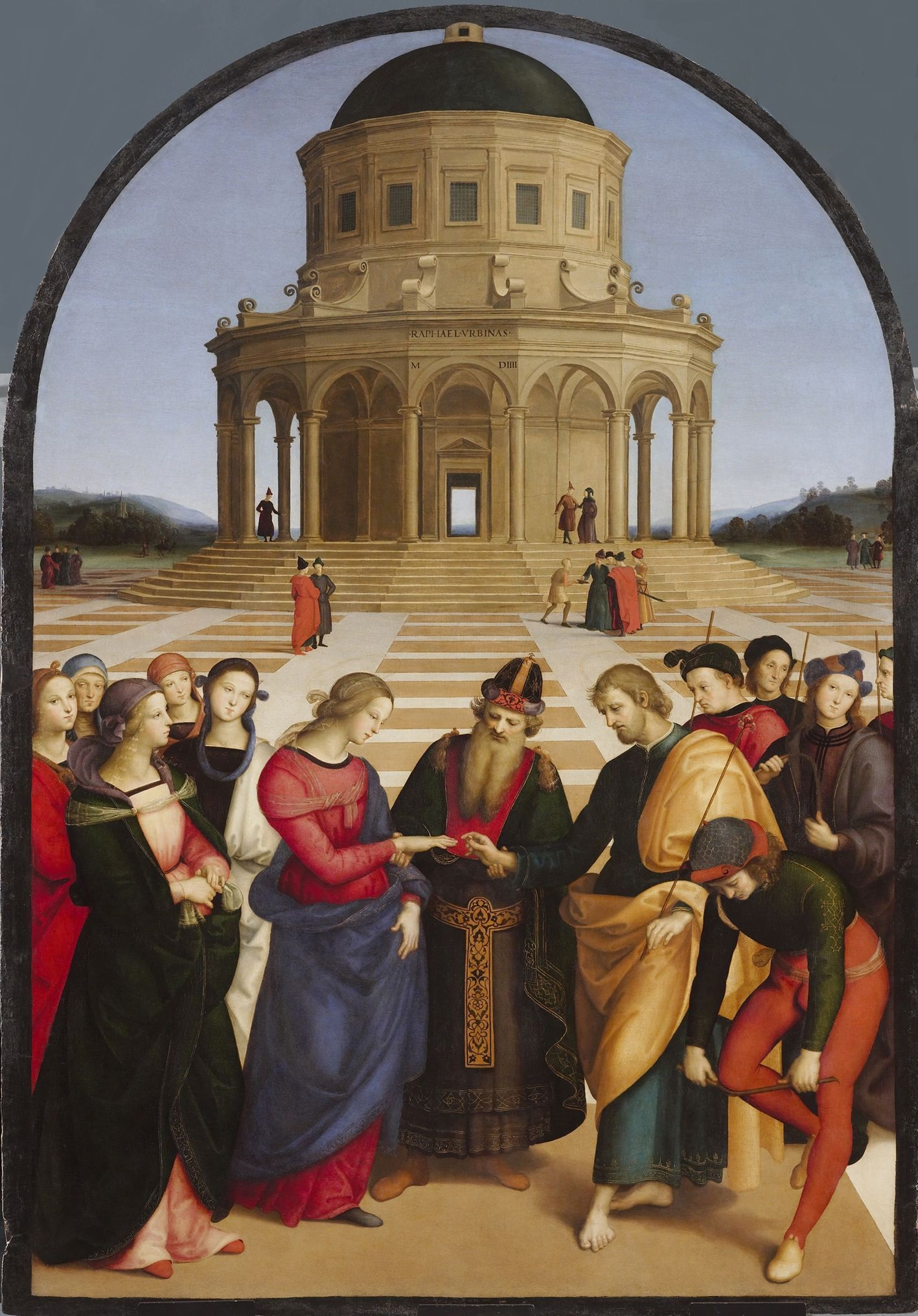
La Mariage de la Vierge, Raphaël, Pinacothèque Brera de Milan.
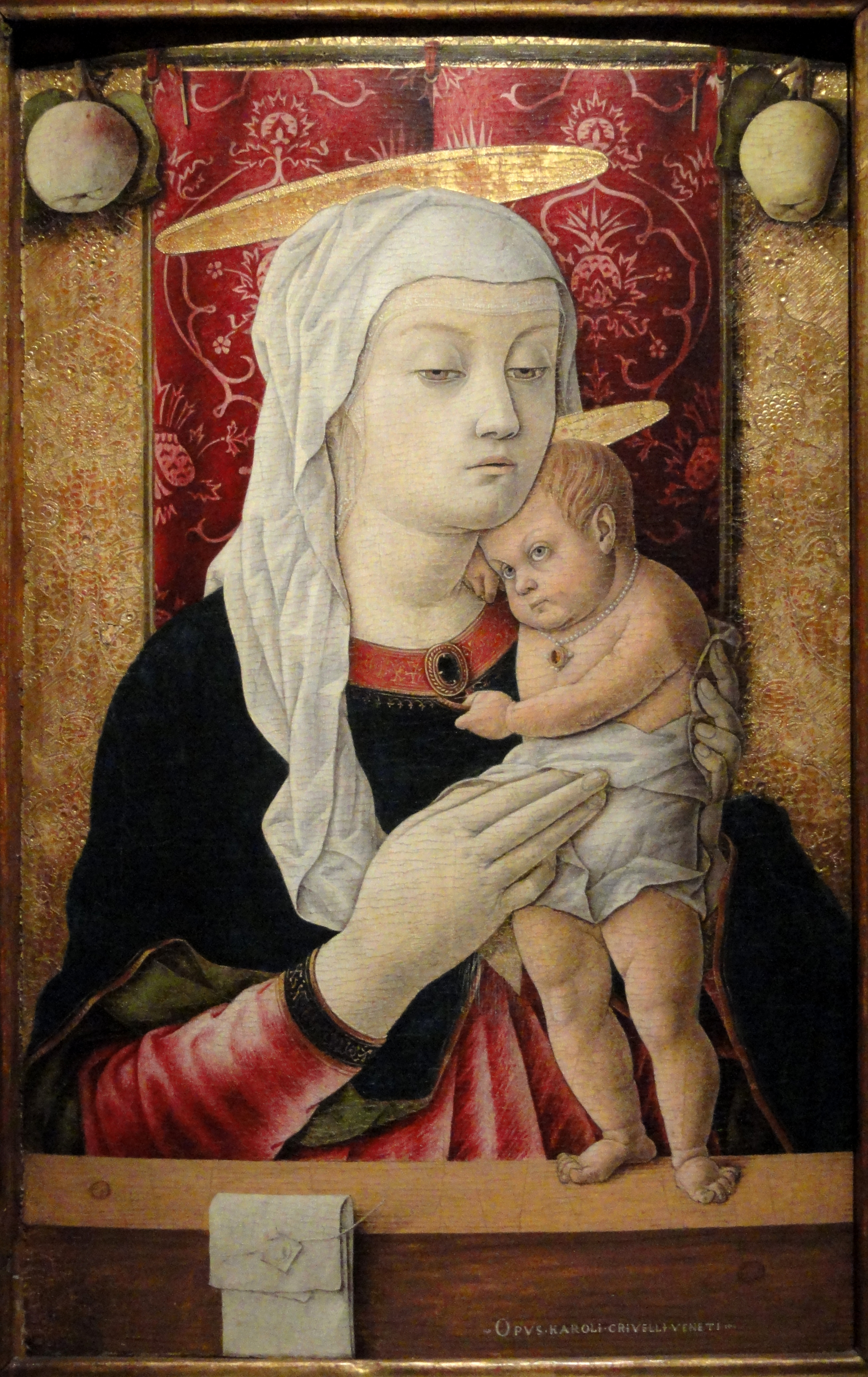
Madone Huldschinsky de Carlo Crivelli, Musée d'Art de San Diego (Californie).
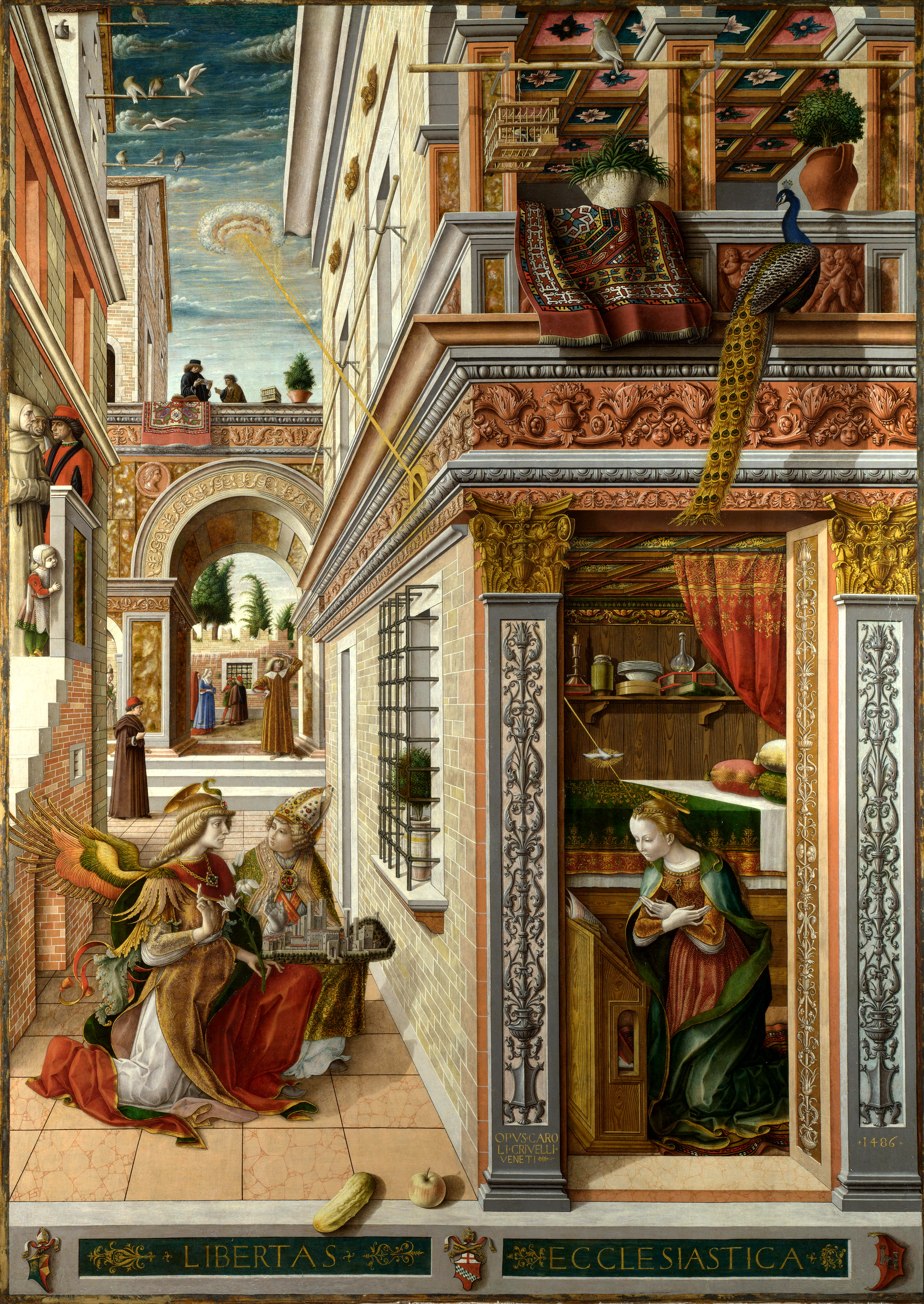
l'Annonciation d’Ascoli, Carlo Crivelli, National Gallery de Londres.
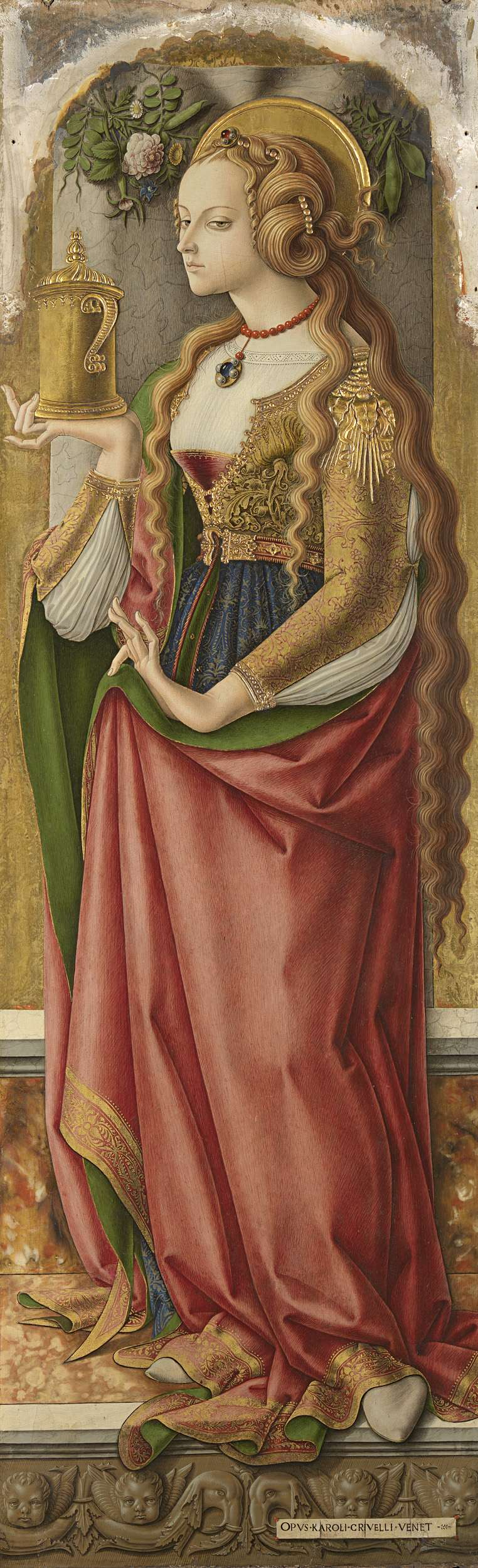
Sainte Marie Madeleine, Carlo Crivelli, Rijksmuseum d'Amsterdam.
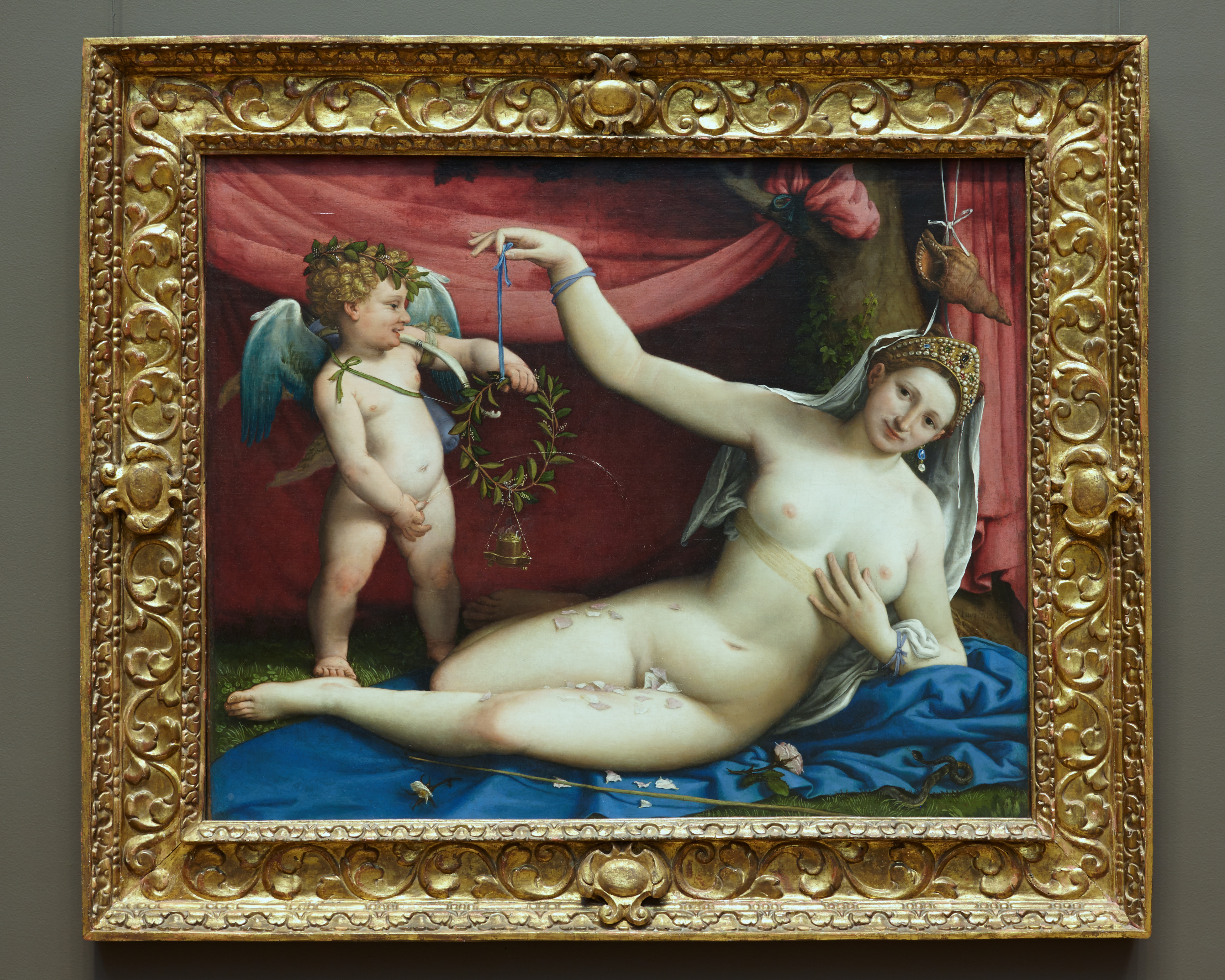
Vénus et Cupidon de Lorenzo Lotto Lorenzo Lotto, (après 1540), Metropolitan Museum of Art de New York.
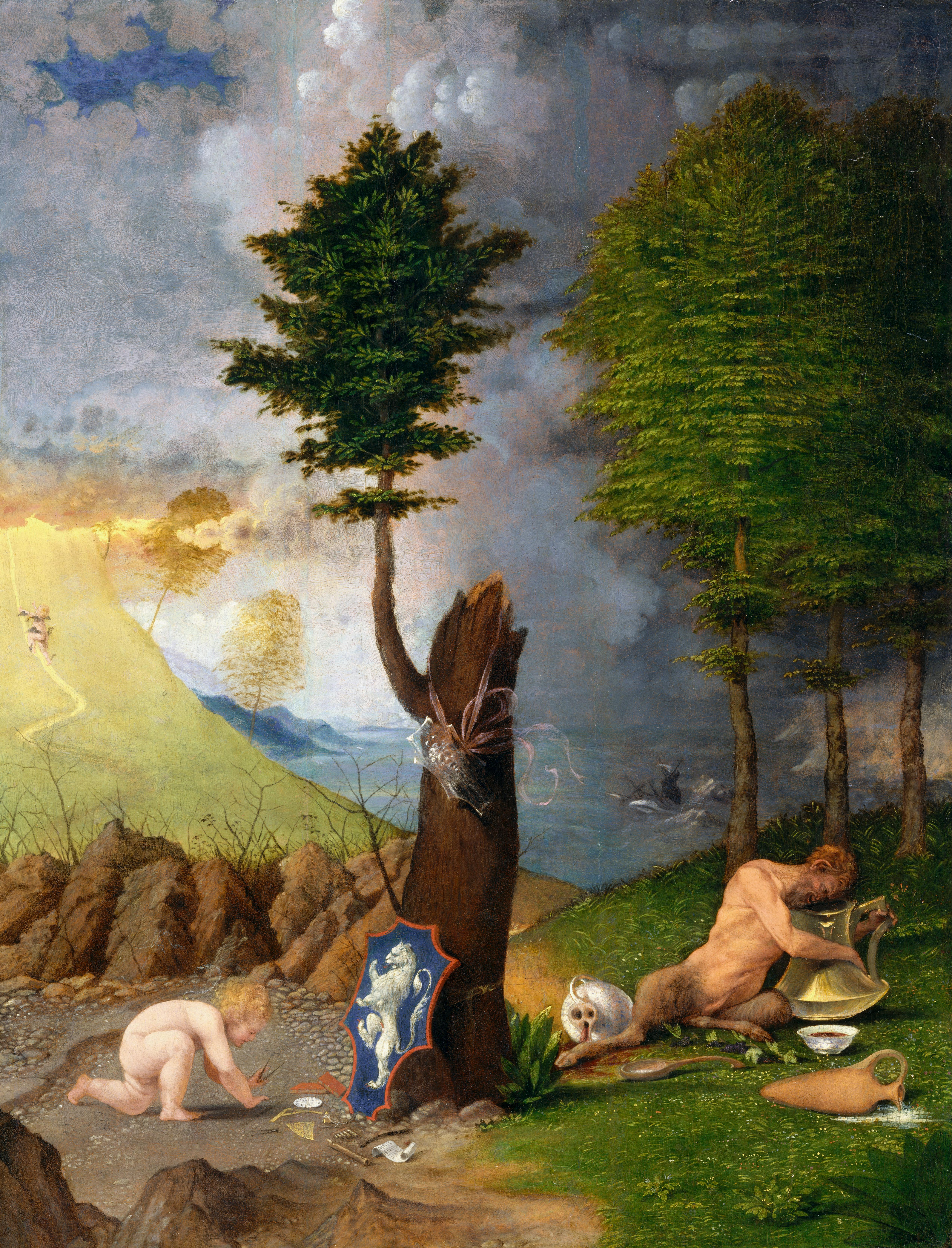
Allégorie du Vice et de la Vertu, Lorenzo Lotto 1505, National Gallery of Art de Washington.
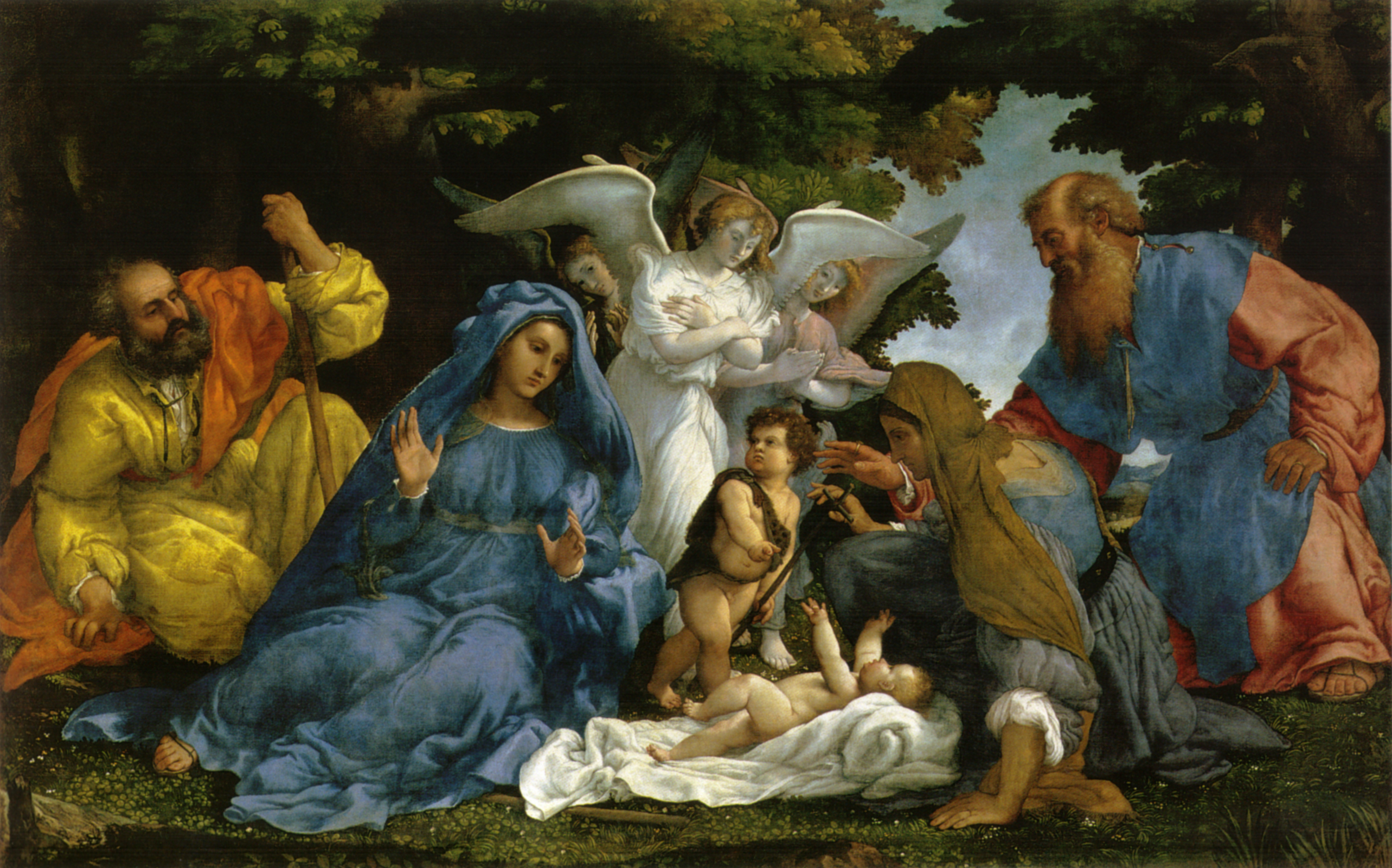
La sainte Famille, Lorenzo Lotto, dans la salle des États du Musée du Louvre. Paris.
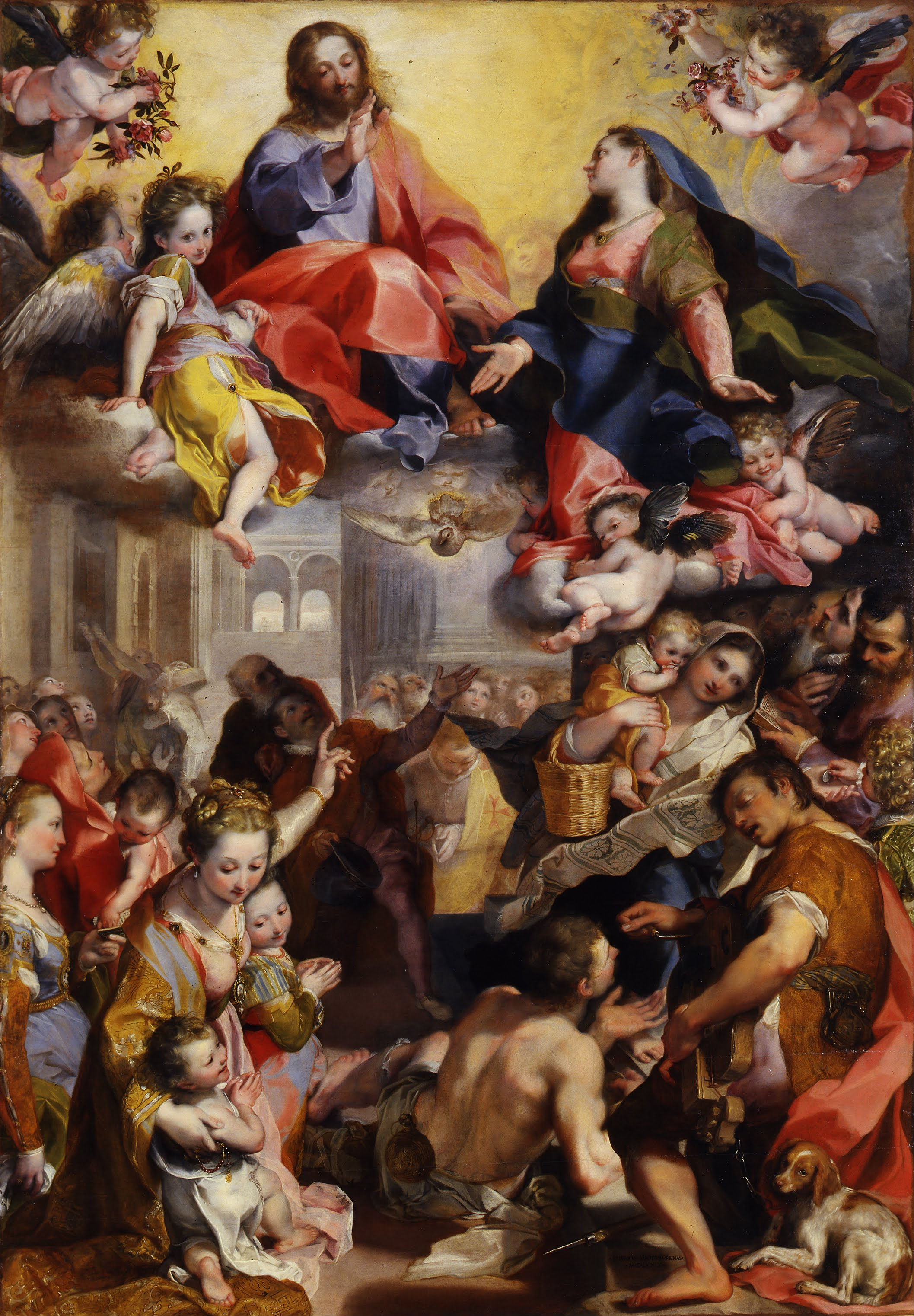
Madone du Peuple de Federico Barocci, 1575/79, conservée aux Offices de Florence.
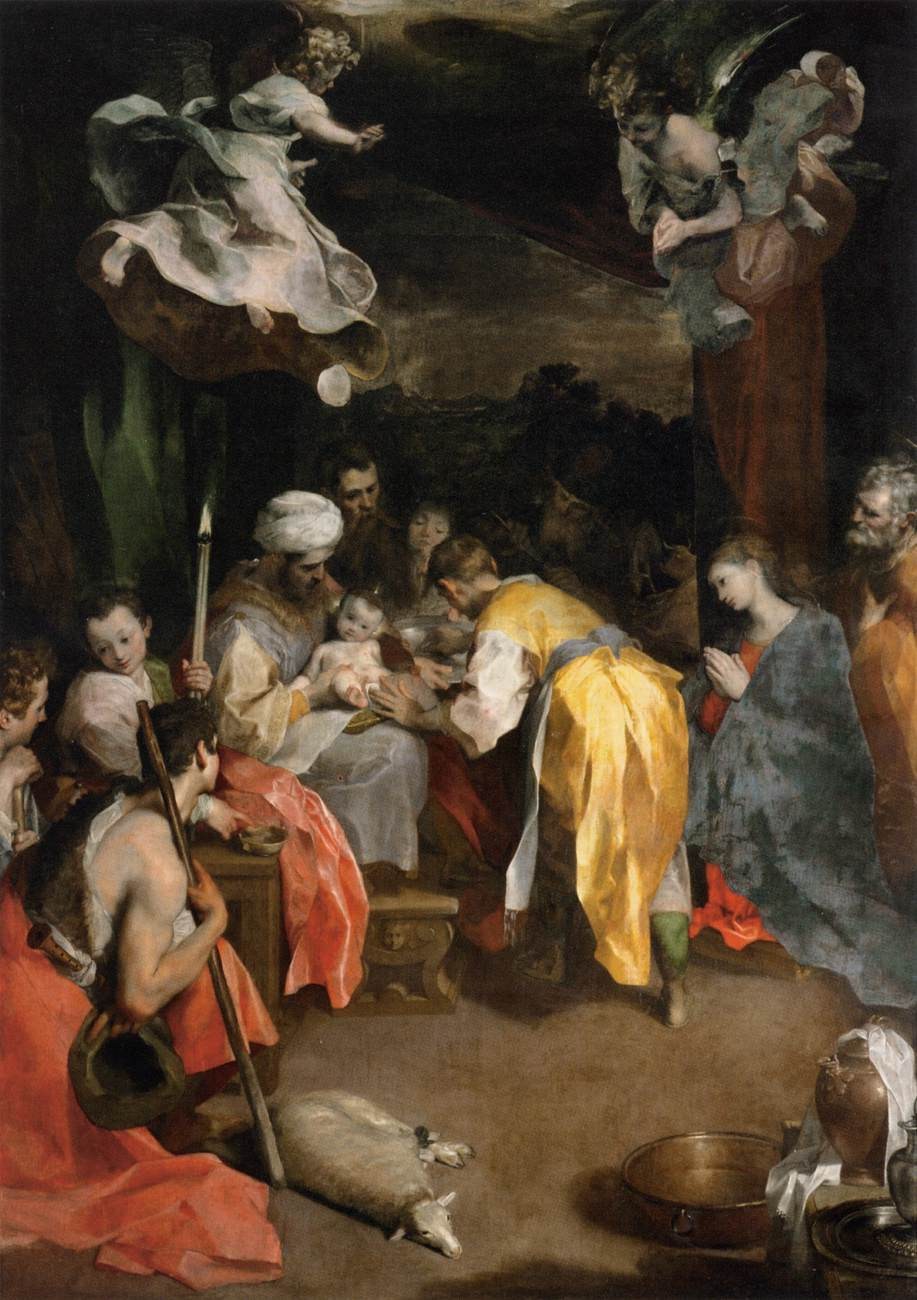
La circoncision de Federico Barocci, 1590, Musée du Louvre, Paris
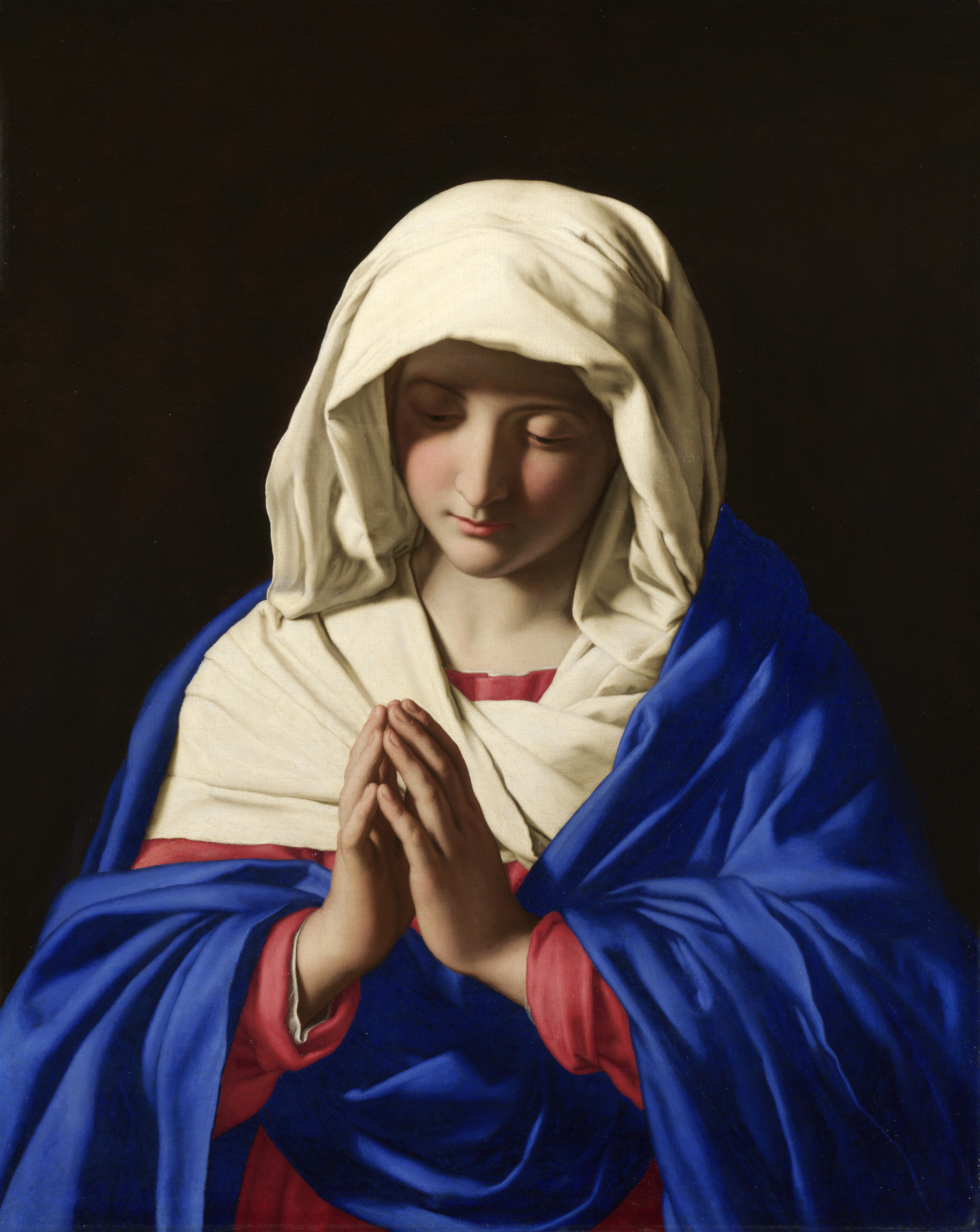
Vierge Marie de Sassoferrato, National Gallery de Londres
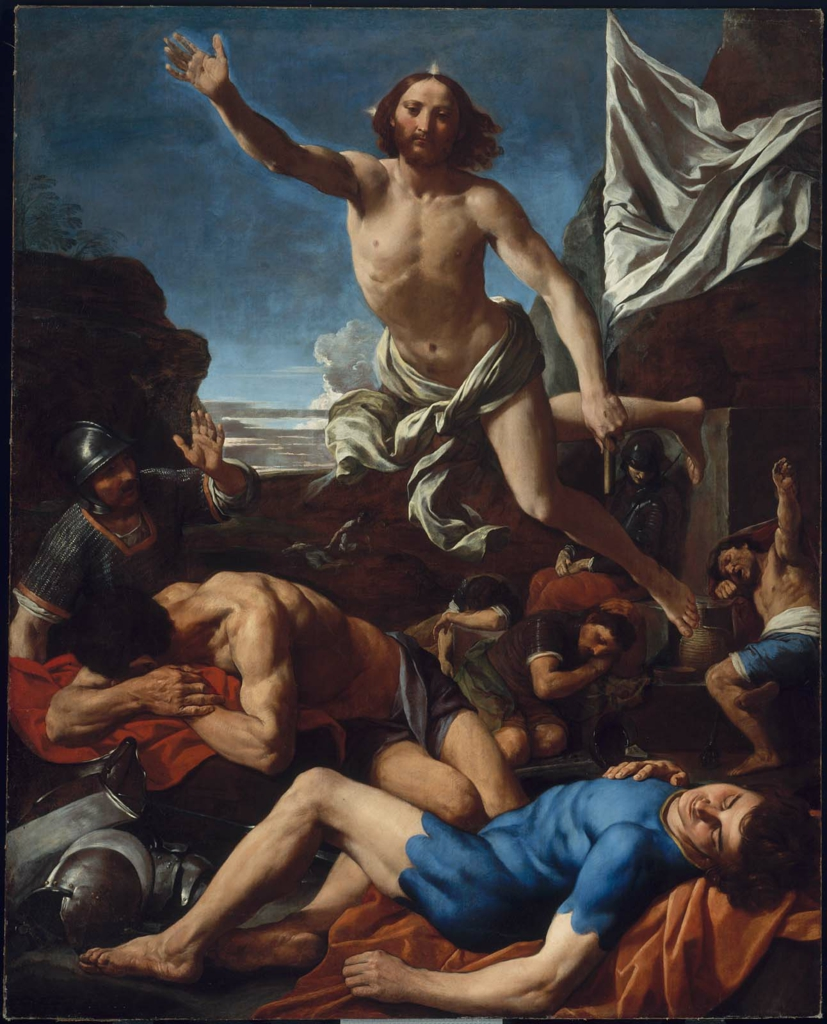
La résurrection de Simone Cantarini pour le Duomo d’Urbino, Boston (Usa)

##### Peintres, musiciens et autres personnalités ayant œuvré à l’essor culturel de la région
Appartenant jadis aux États pontificaux, Les Marches portent également les traces du travail de célèbres peintres tels que Piero della Francesca, Paolo Uccello, Guido Reni, Lorenzo Lotto († Loreto), le Titien, Guercino, Orazzio Gentileschi, Carlo et Vittorio Crivelli, Luca Signorelli, Melozzo de Forlì, Pinturicchio, Palma le jeune, Antonio Solario, Justus van Gent, Giovanni Bellini, Giuliano da Maiano, Giuliano da Sangallo, Antonio da Sangallo le Jeune, Marino di Marco Cedrino, Pietro da Rimini, Claudio Ridolfi, Andrea Boscoli, Cristoforo Roncalli, Pietro Alemanno, Eusebio da san Giorgio, Bernardino di Mariotto

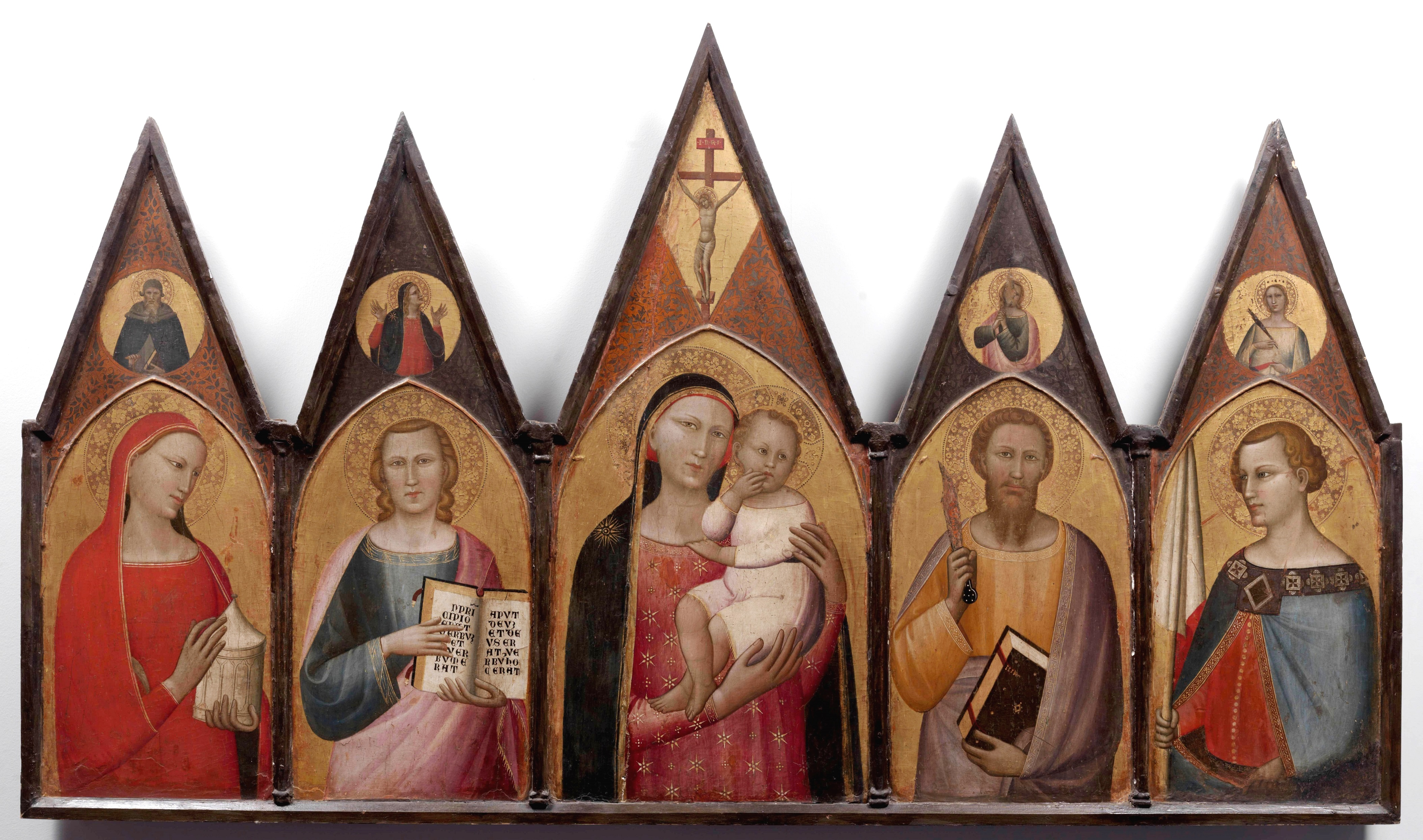
Polyptyque de la Madone et des Saints, 1348 env. Allegretto Nuzi, Fabriano.

##### Architecture
Outre Fabriano, ville membre du réseau des 116 villes créatives mondiales de l’UNESCO, et Urbino inscrite au patrimoine mondial de l’humanité, la petite région des Marches compte 28 châteaux, 38 théâtres dont le fameux sferisterio de Macerata, 26 cités ceintes de remparts ou forteresse zoomorphes réalisées par des architectes renaissants de renom, citons Antonio da Sangallo le Jeune, Giuliano da Maiano, Luciano Laurana ou Francesco di Giorgio Martini (un des maîtres de Léonard de Vinci), mais aussi plus de 90 musées, 46 abbayes, 183 sanctuaires et plusieurs milliers d’églises. (Cf. l'article Églises dans les Marches)

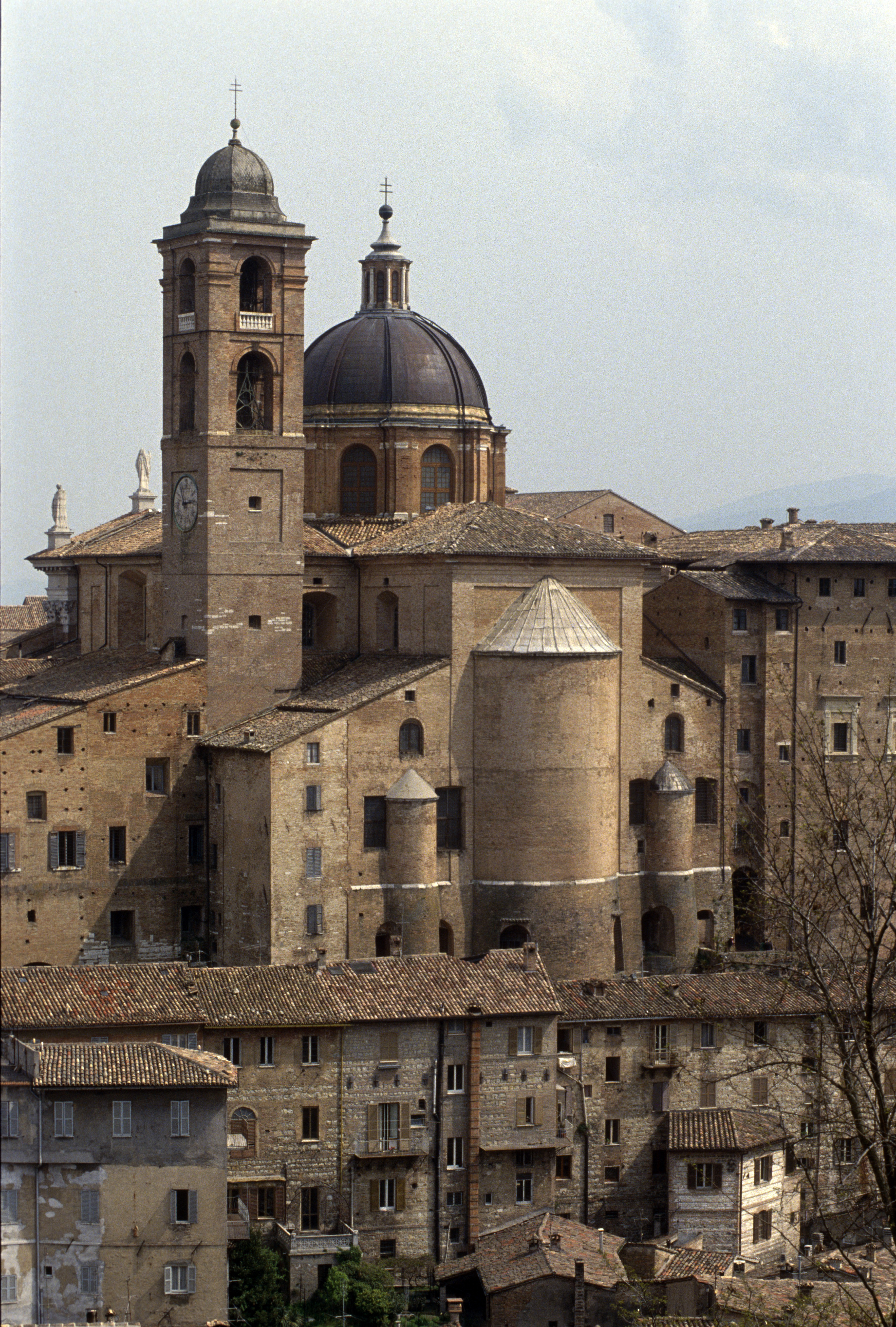
Urbino.
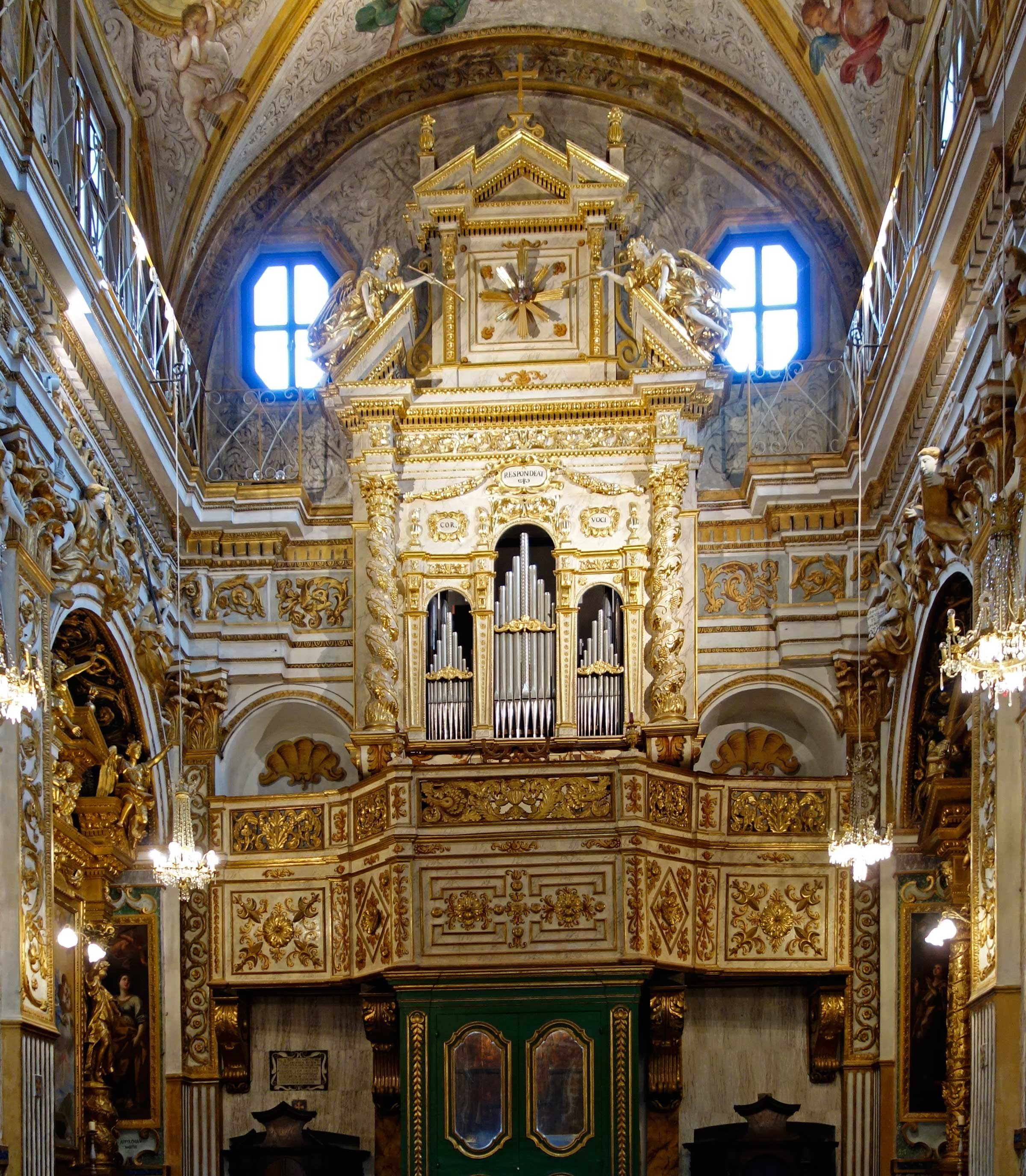
Église Sainte-Lucie, Serra San Quirico.
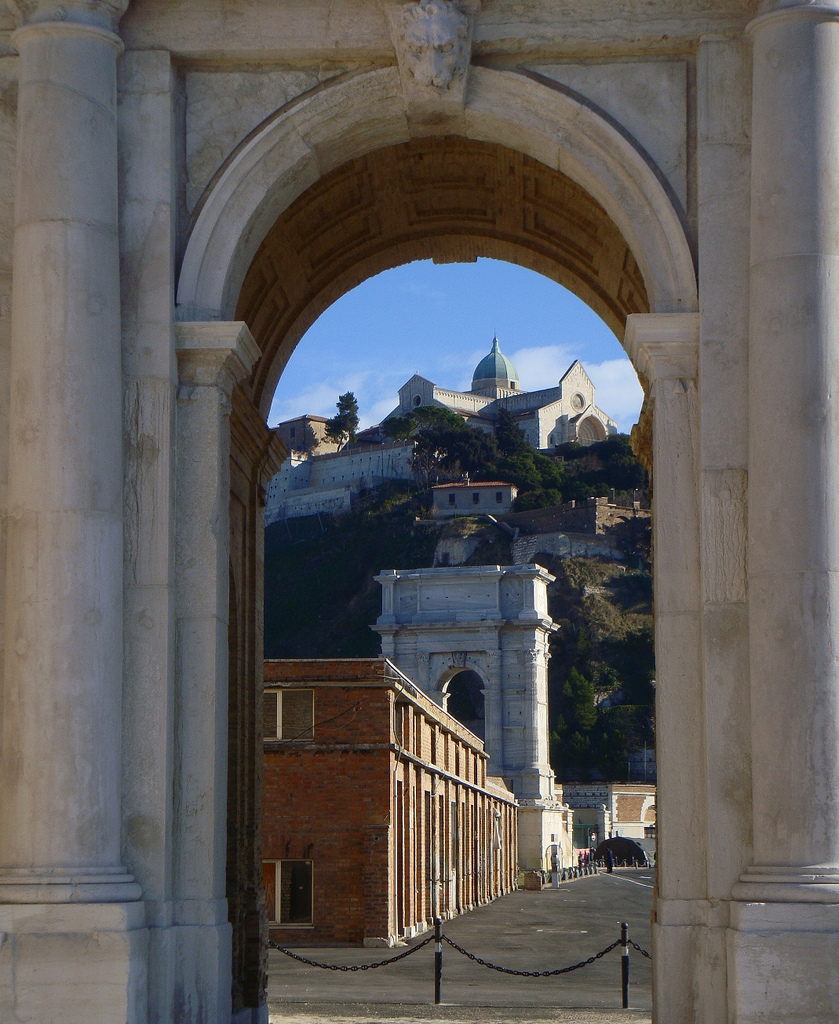
La cathédrale Saint-Cyriaque à travers l’arc de Trajan à Ancône.
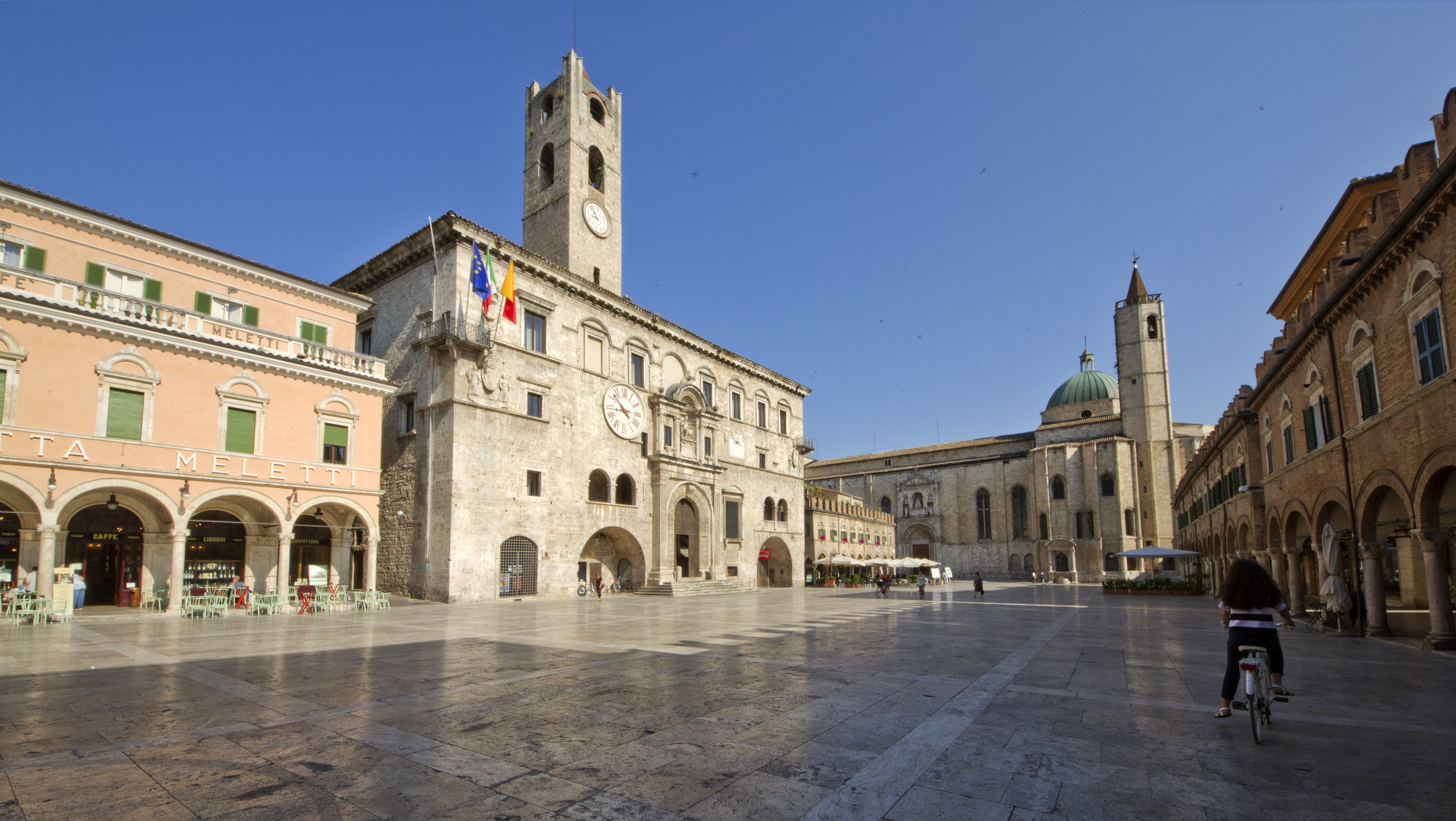
Ascoli Piceno.
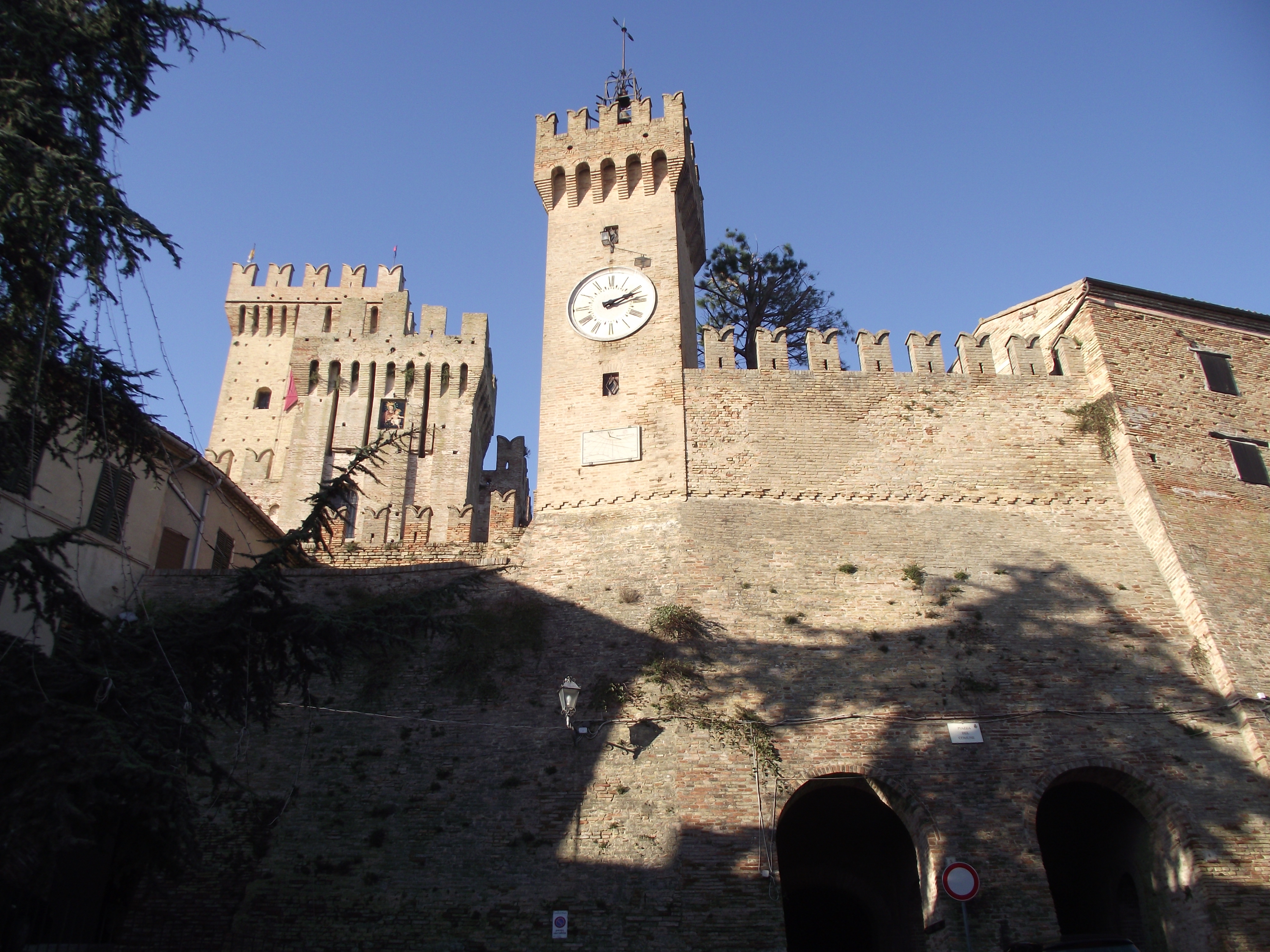
Remparts de la ville d'Offagna.
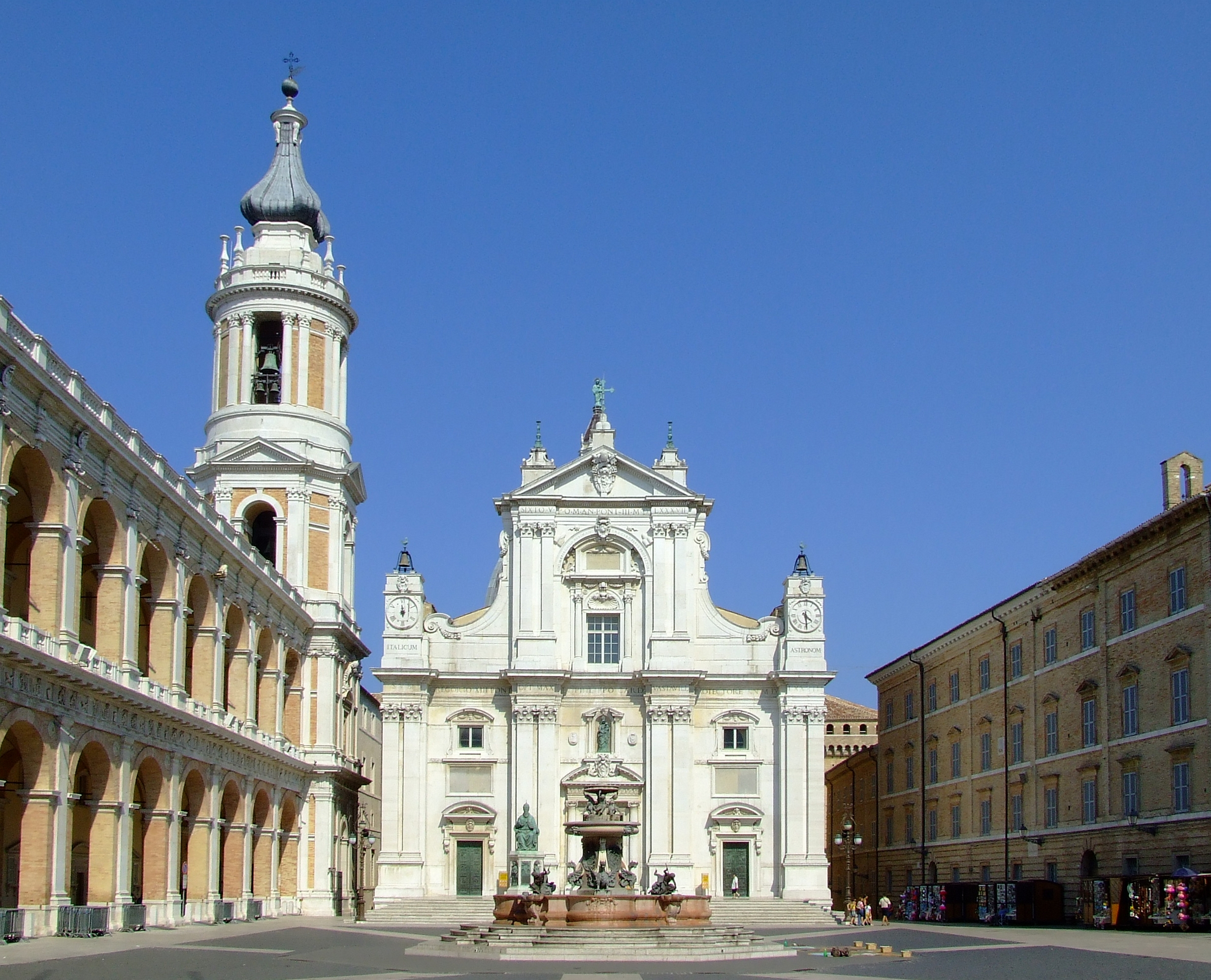
Notre-Dame de Lorette.
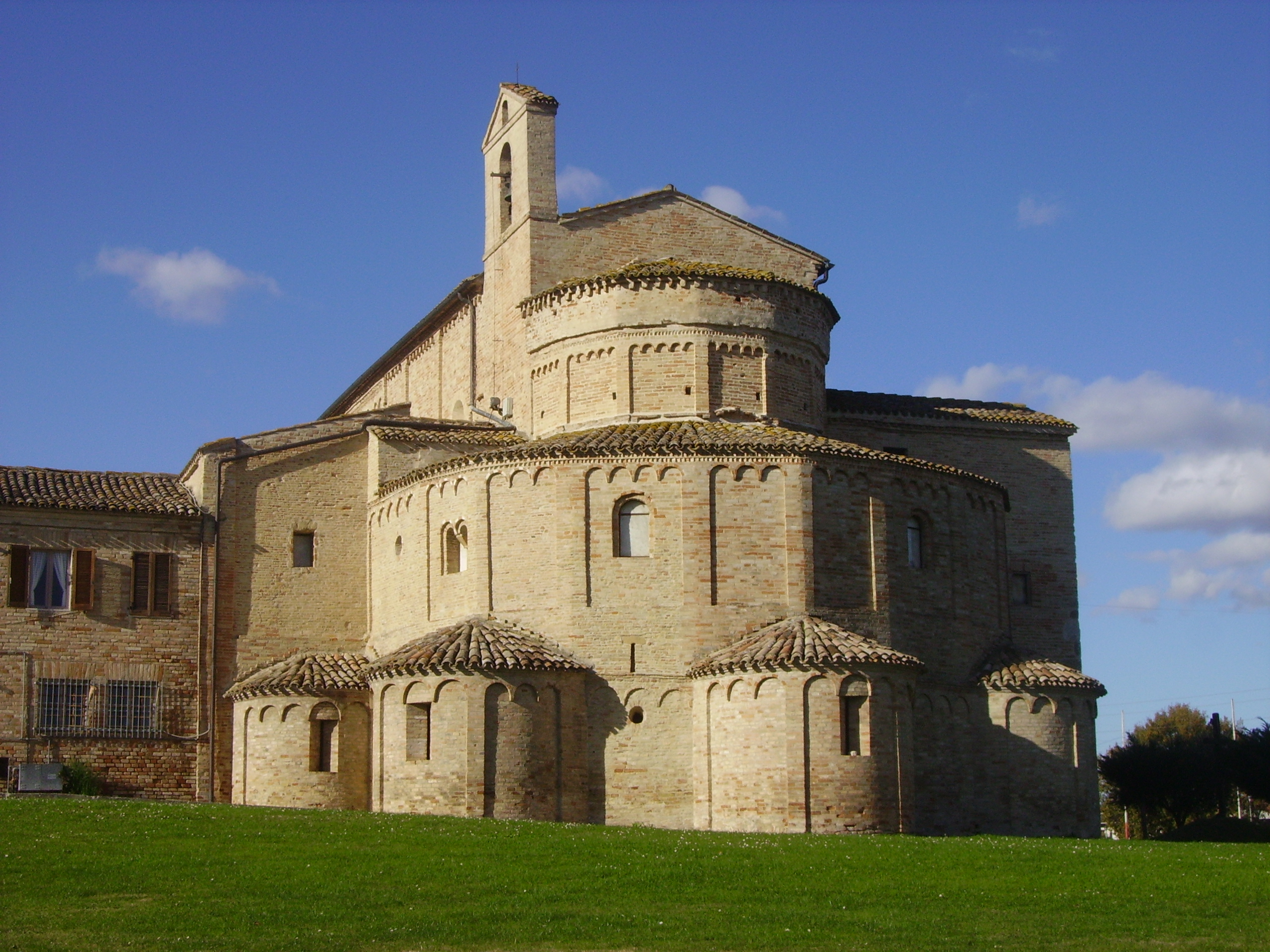
Abbaye de Santa Maria a Pie' di Chienti.
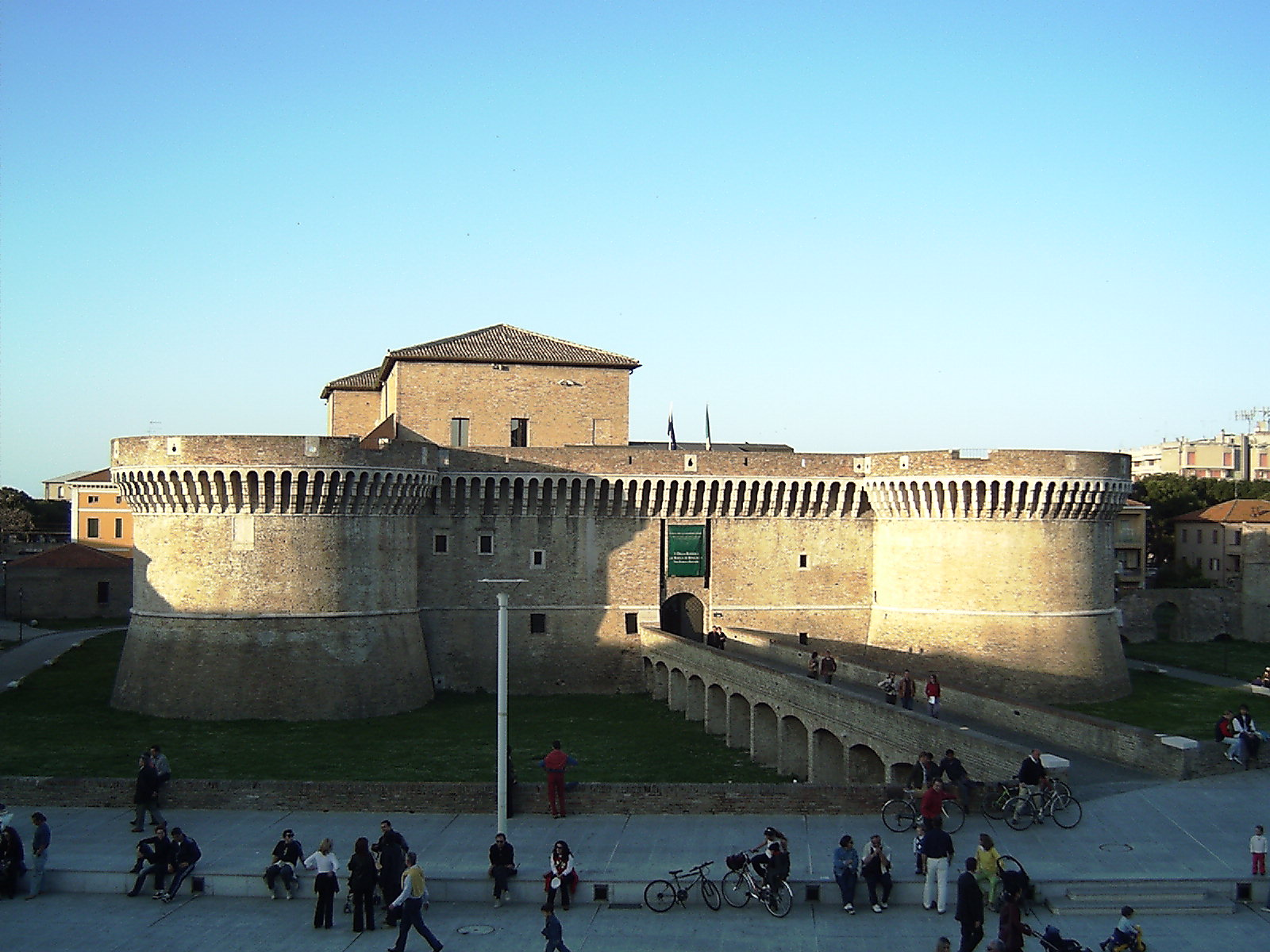
La forteresse Rocca Roveresca à Senigallia.
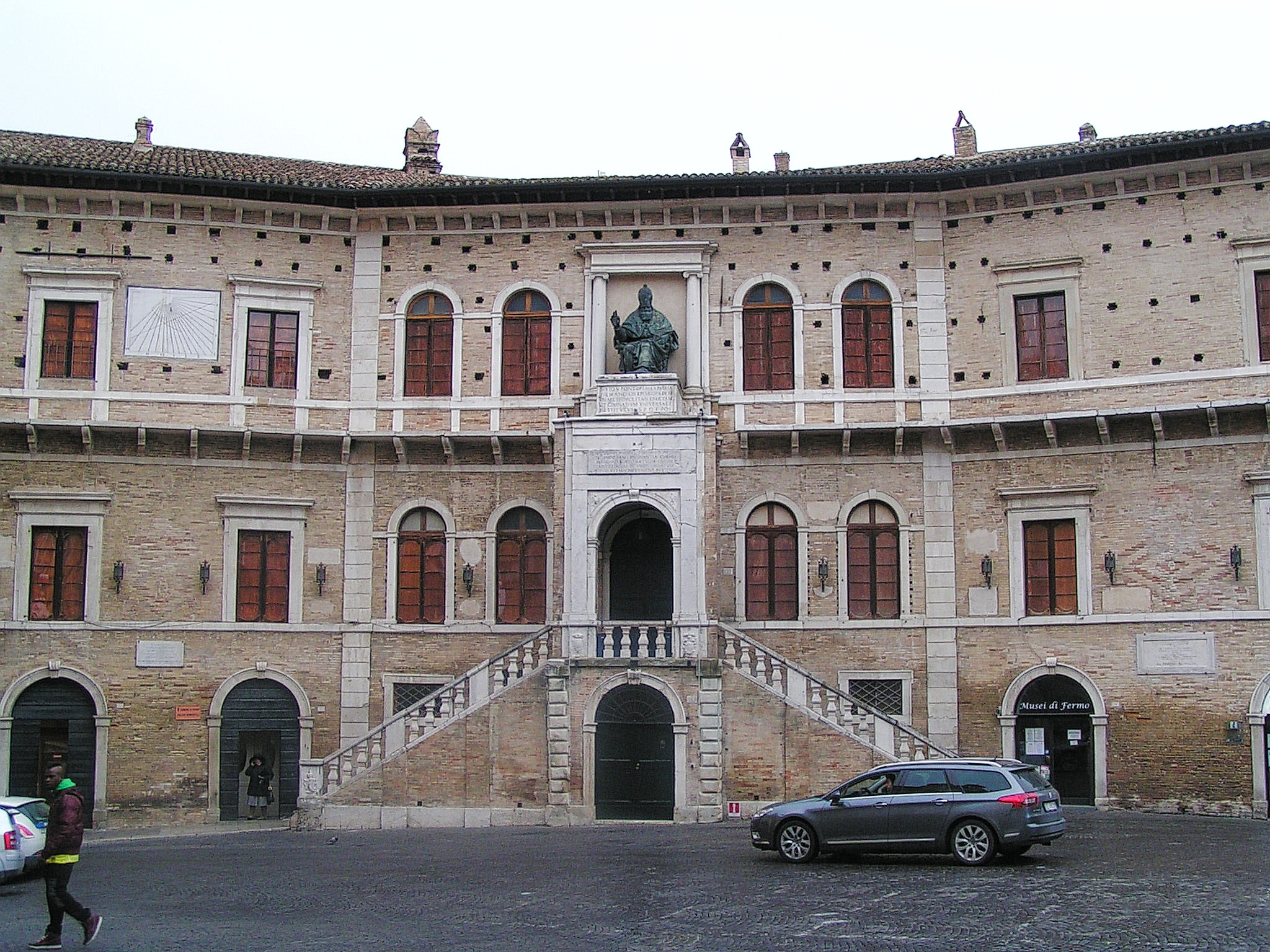
Palais dit des Priori, Fermo.
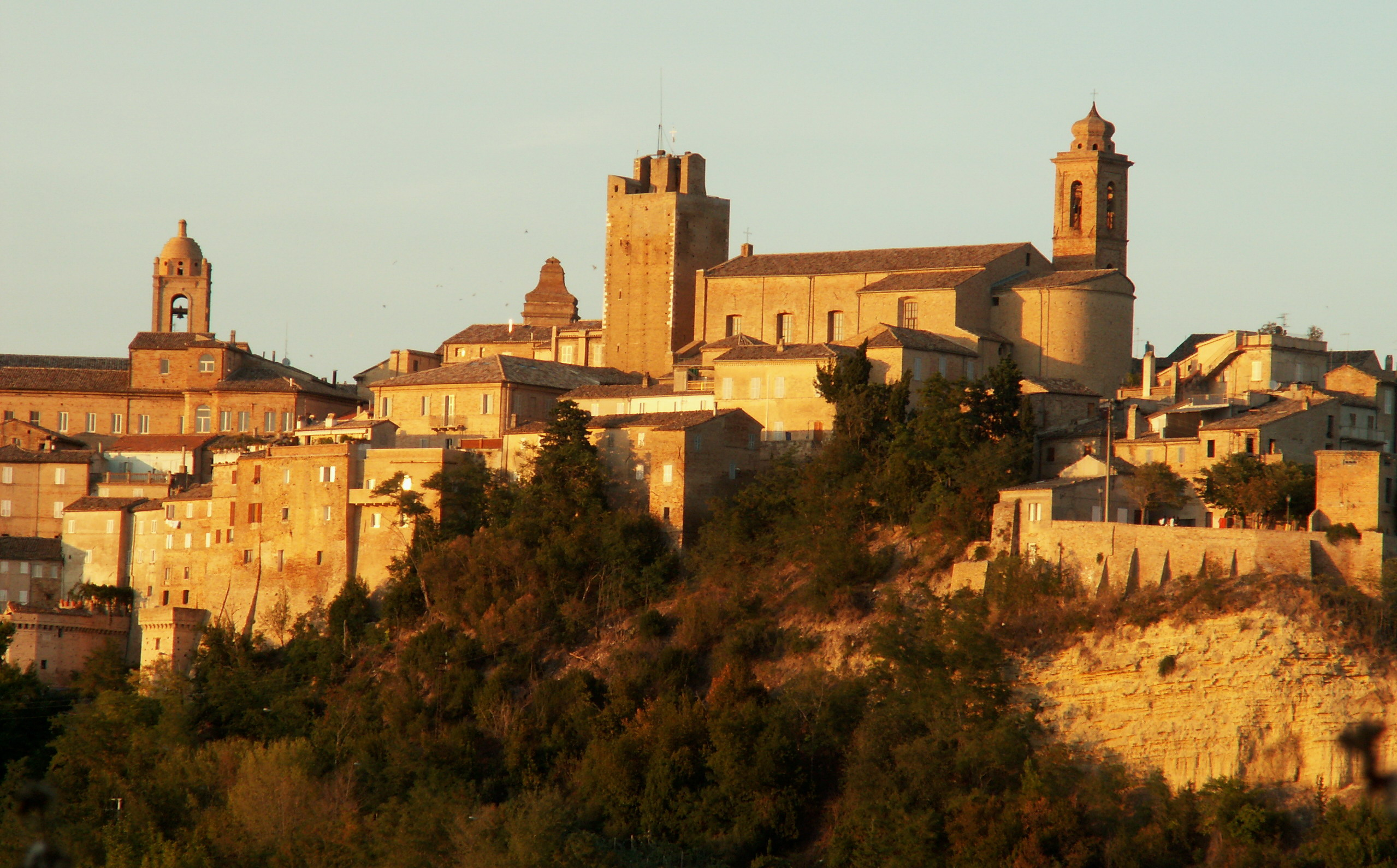
Centre historique de sant’Elpidio a Mare.
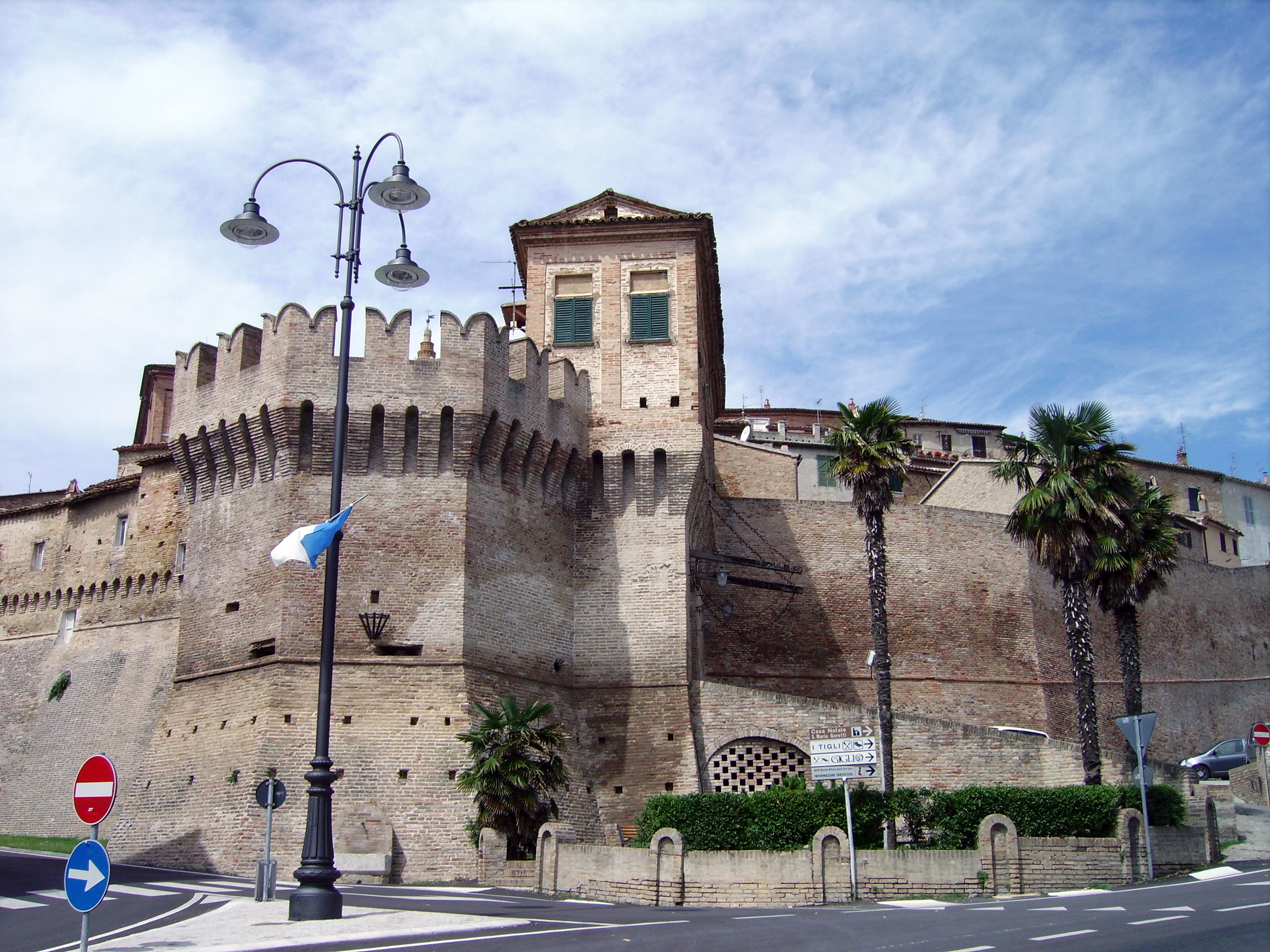
Partie des 912 mètres de remparts de la ville de Corinaldo.
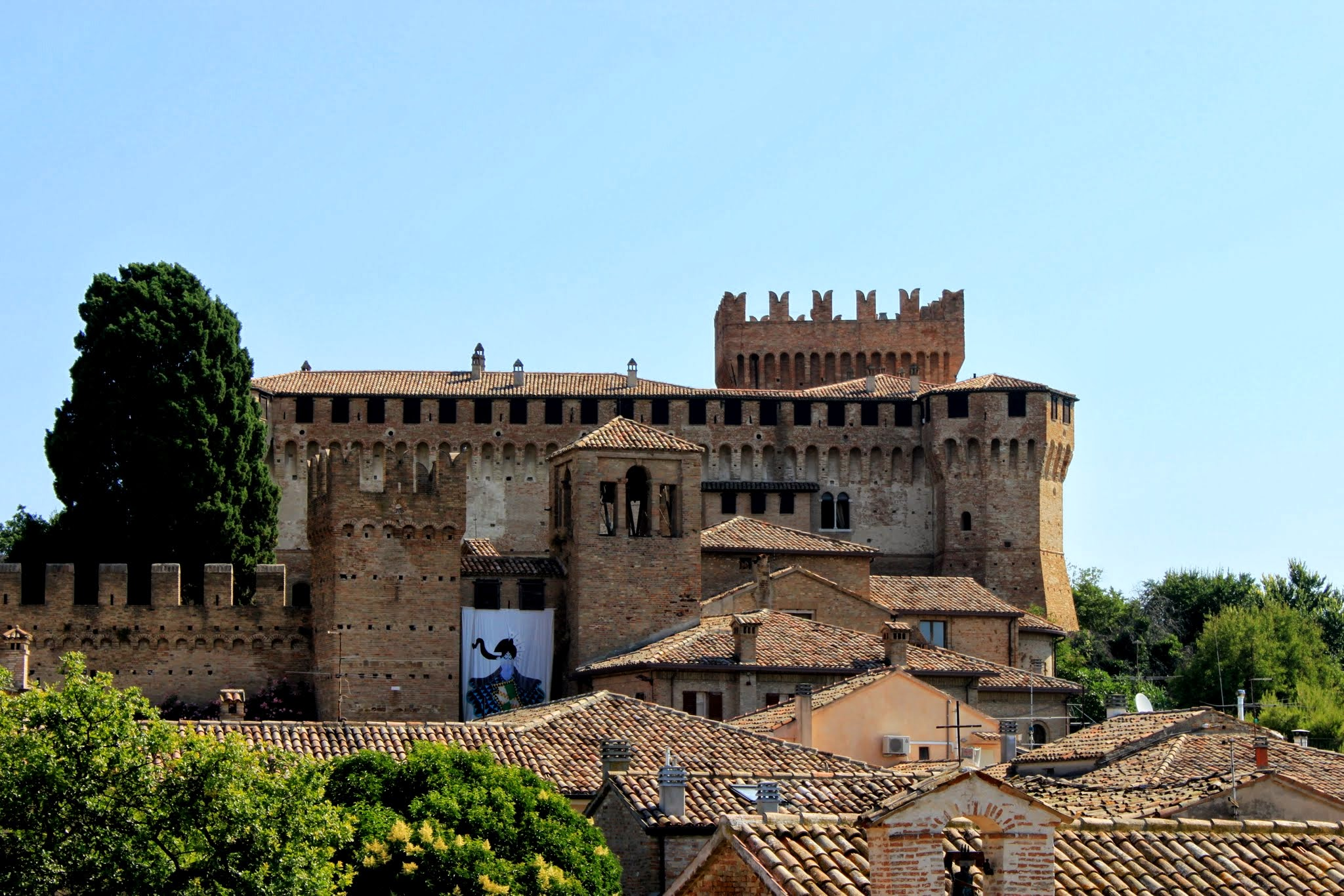
Château de Gradara.
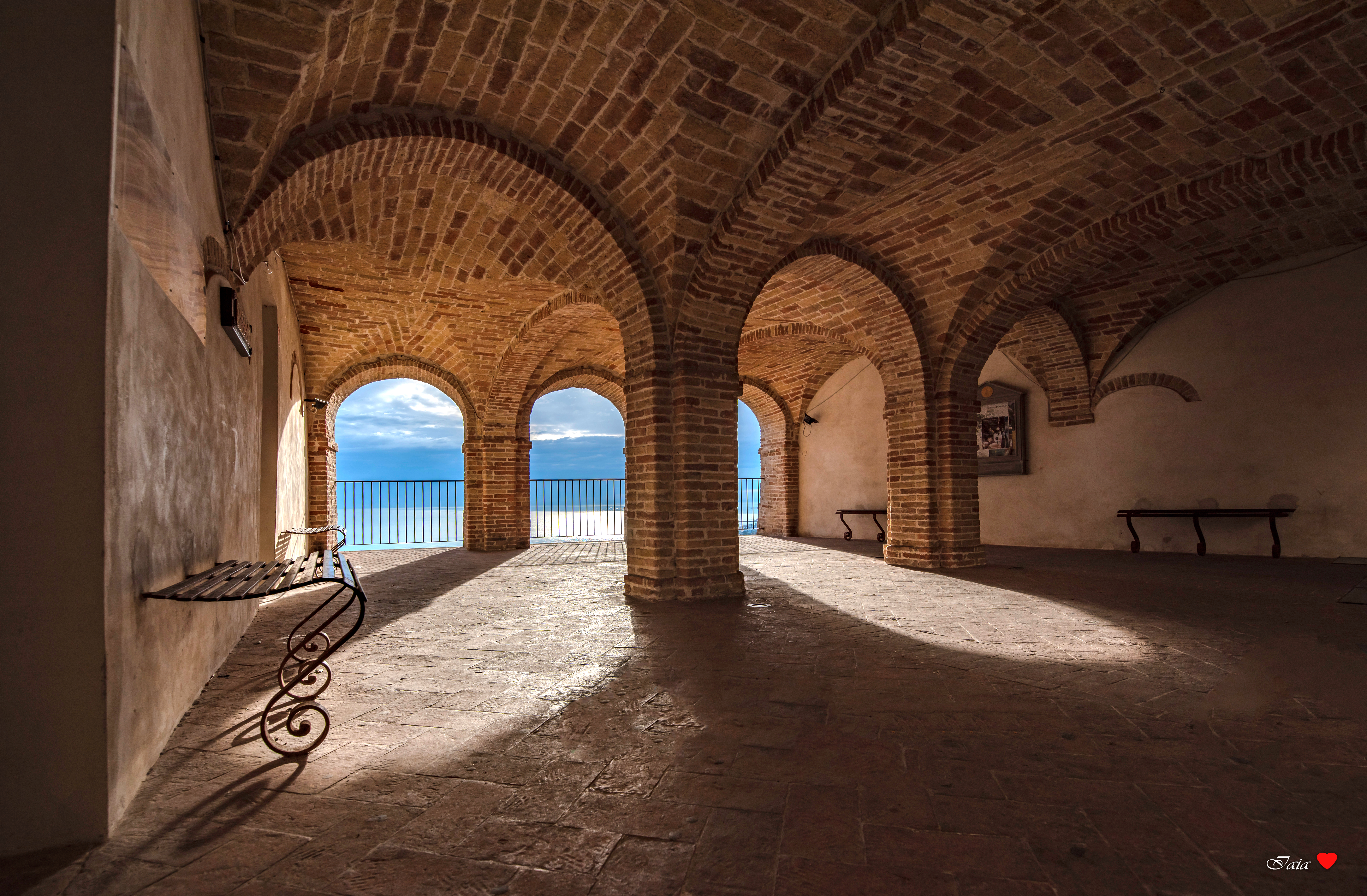
Vue sur la mer depuis le Logge de Grottammare.
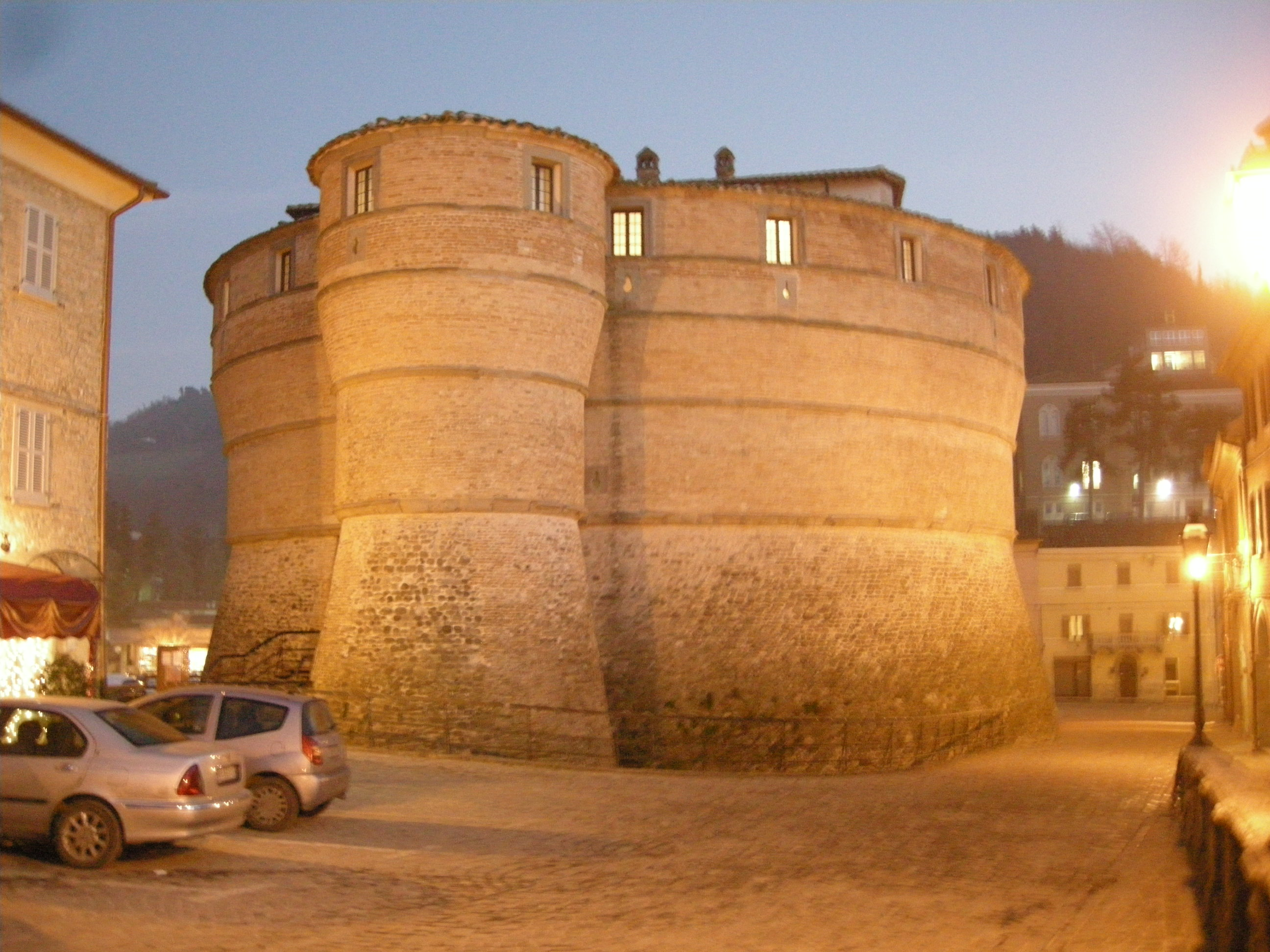
Forteresse de Sassocorvaro de Francesco di Giorgio Martini
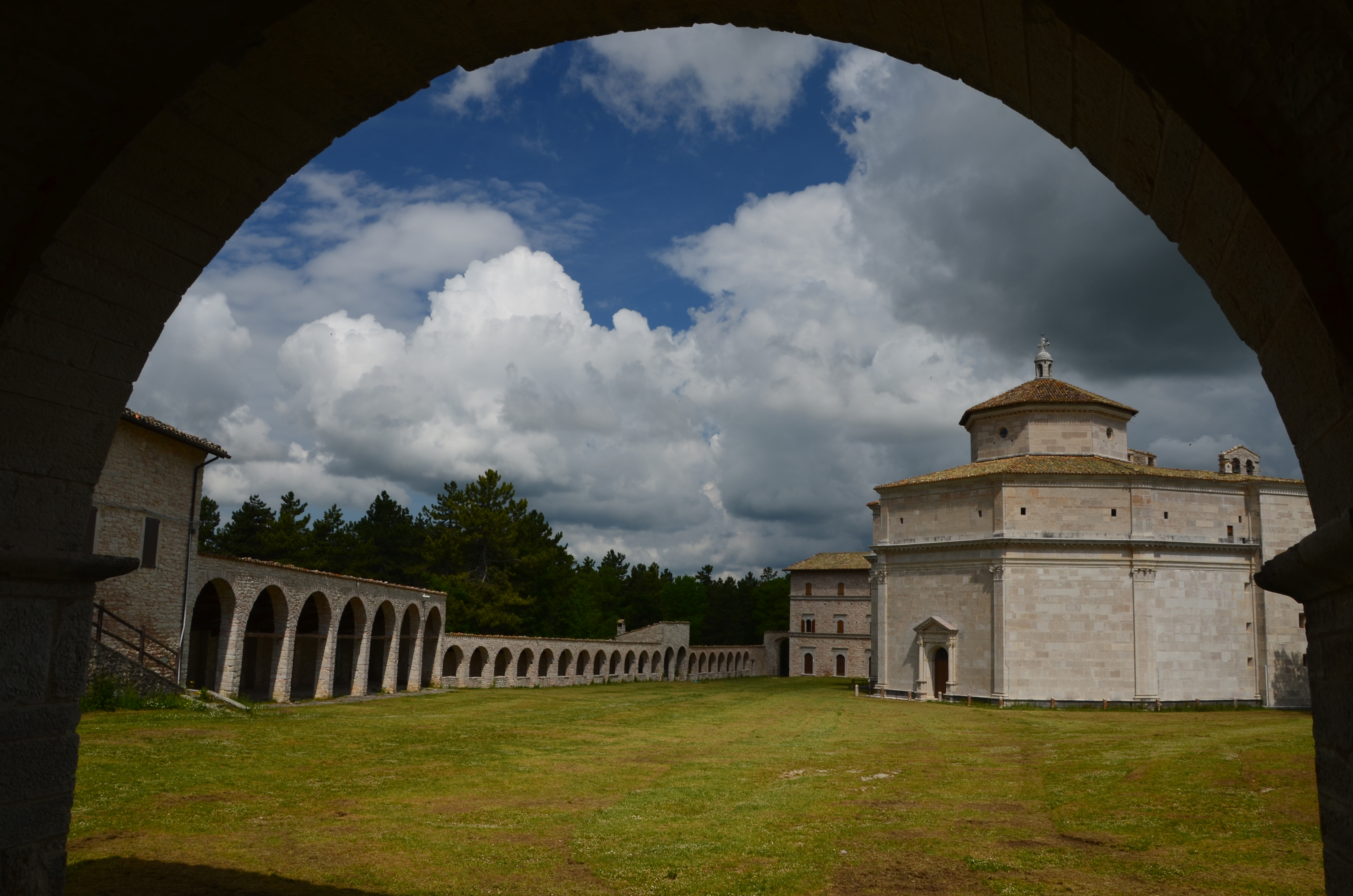
Sanctuaire de Macereto

###### Les Marches, pôle de la majolique européenne à la Renaissance
Les majoliques d'Urbino et Casteldurante (actuelle Urbania) sont probablement les Majoliques les plus inventives de tous les temps. Déployant des trésors de sophistications ornementales, des thèmes mythologiques, religieux ou grivois, le savoir-faire des Marches a été exporté par la suite en France et aux Pays-Bas.

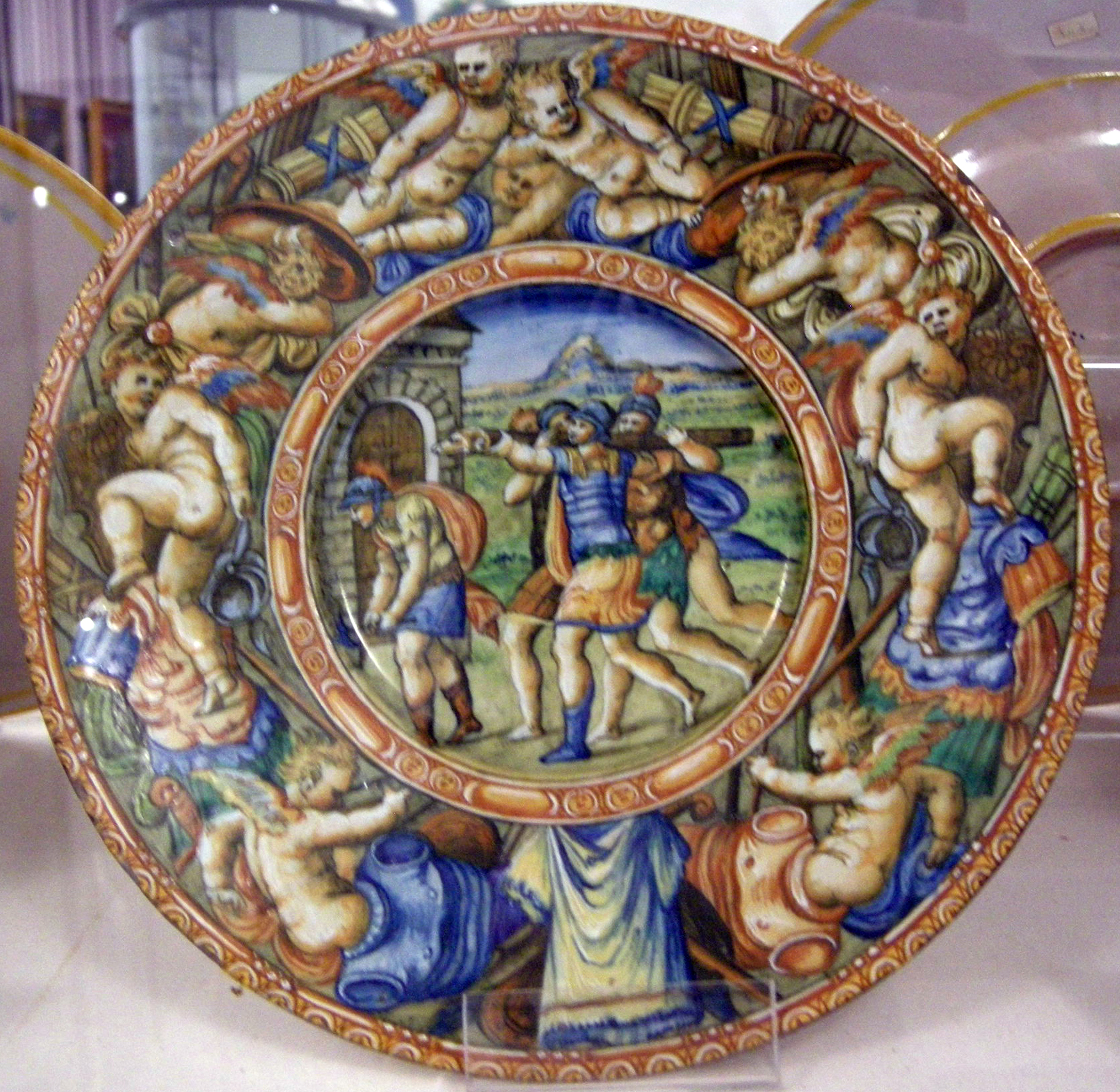
Prise de Troie, atelier des Fontana, Urbino, 1550.
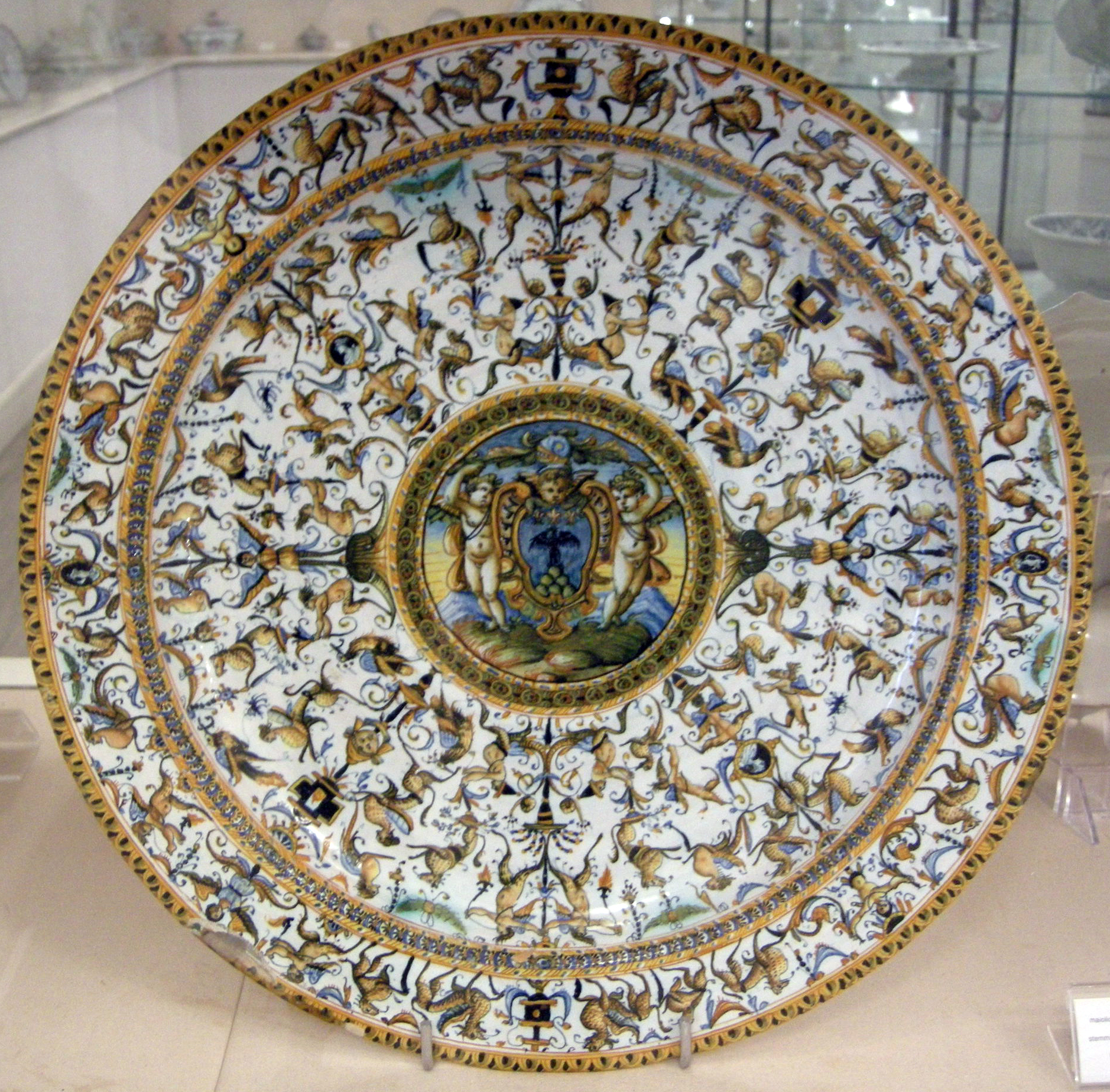
Plat avec blason d’un vétérinaire d’Urbino, XVIe siècle.
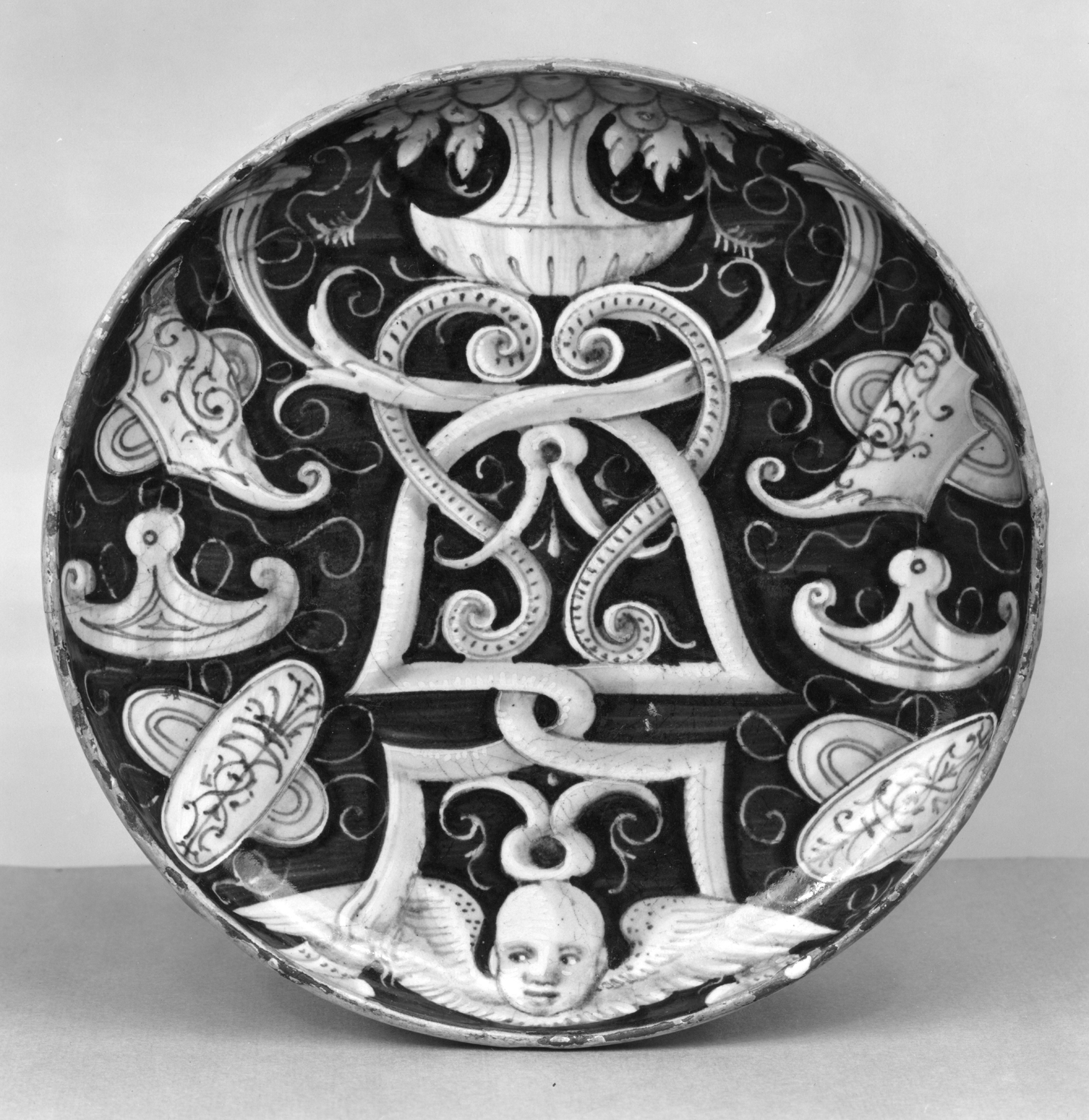
Plat à dessin ornemental, anonyme, Casteldurante, 1530.
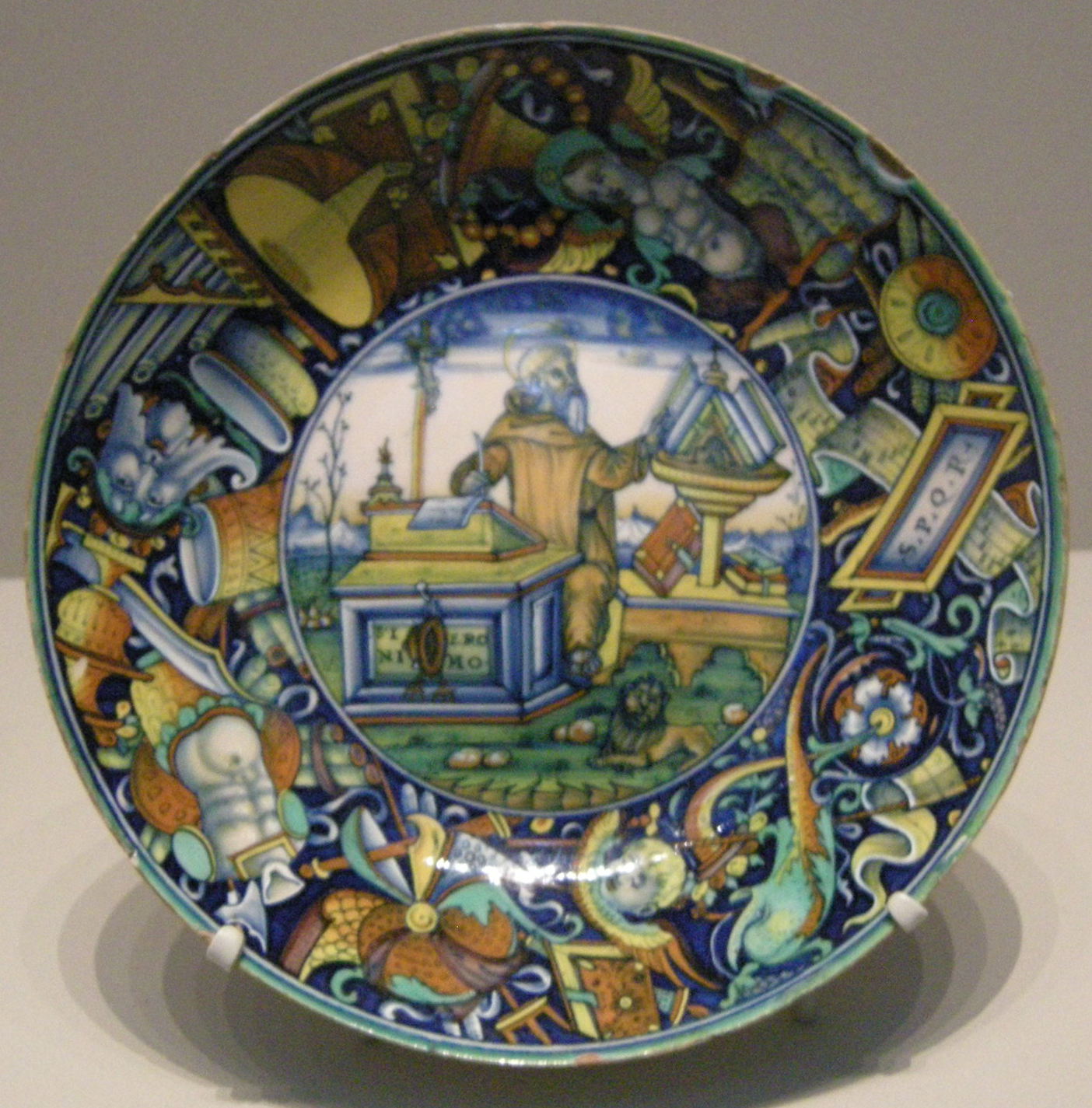
Plat avec saint Jérôme, Urbino
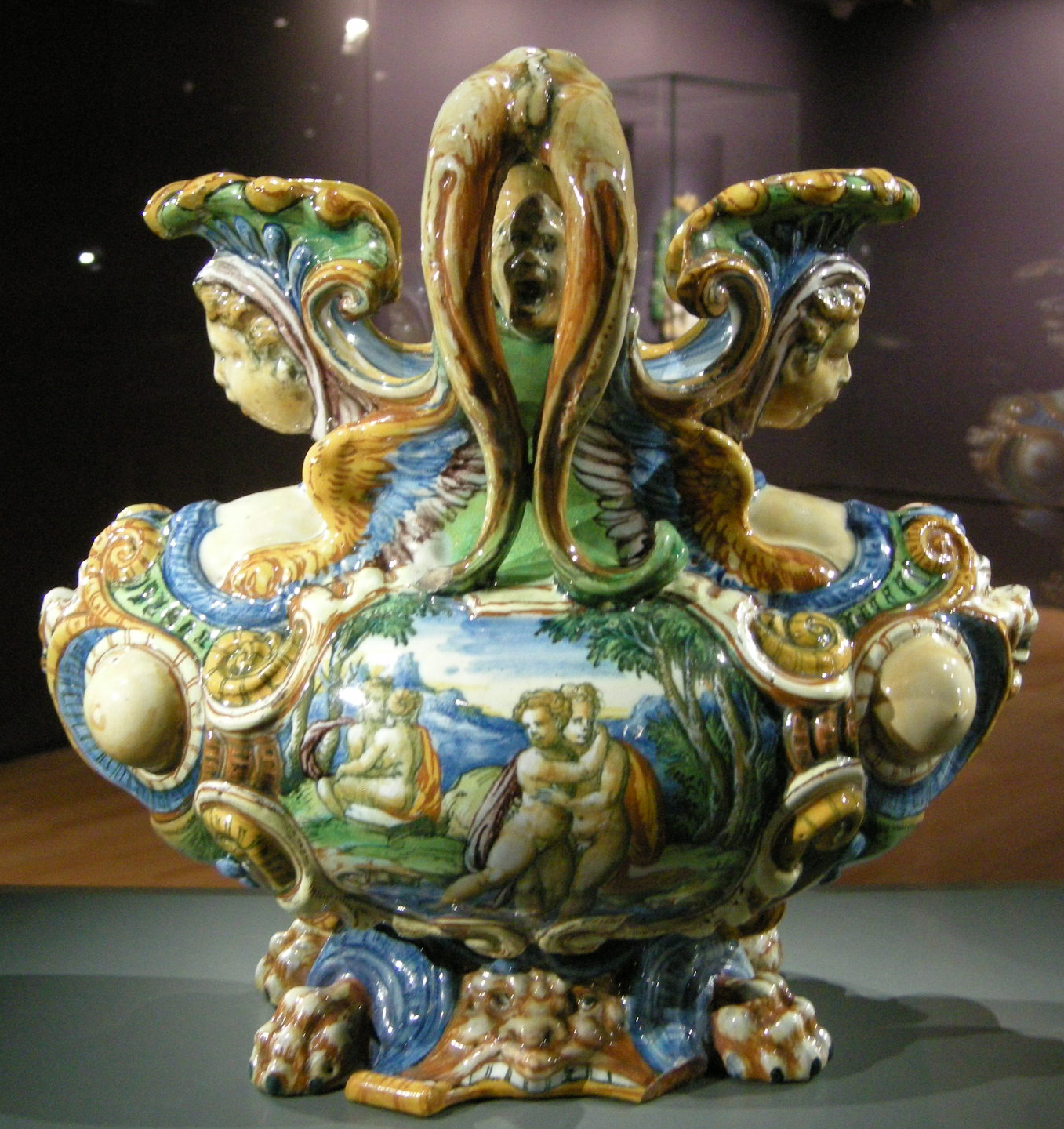
Vase de Daphné et Apollon, Atelier Fontana, Urbino, env. 1565.
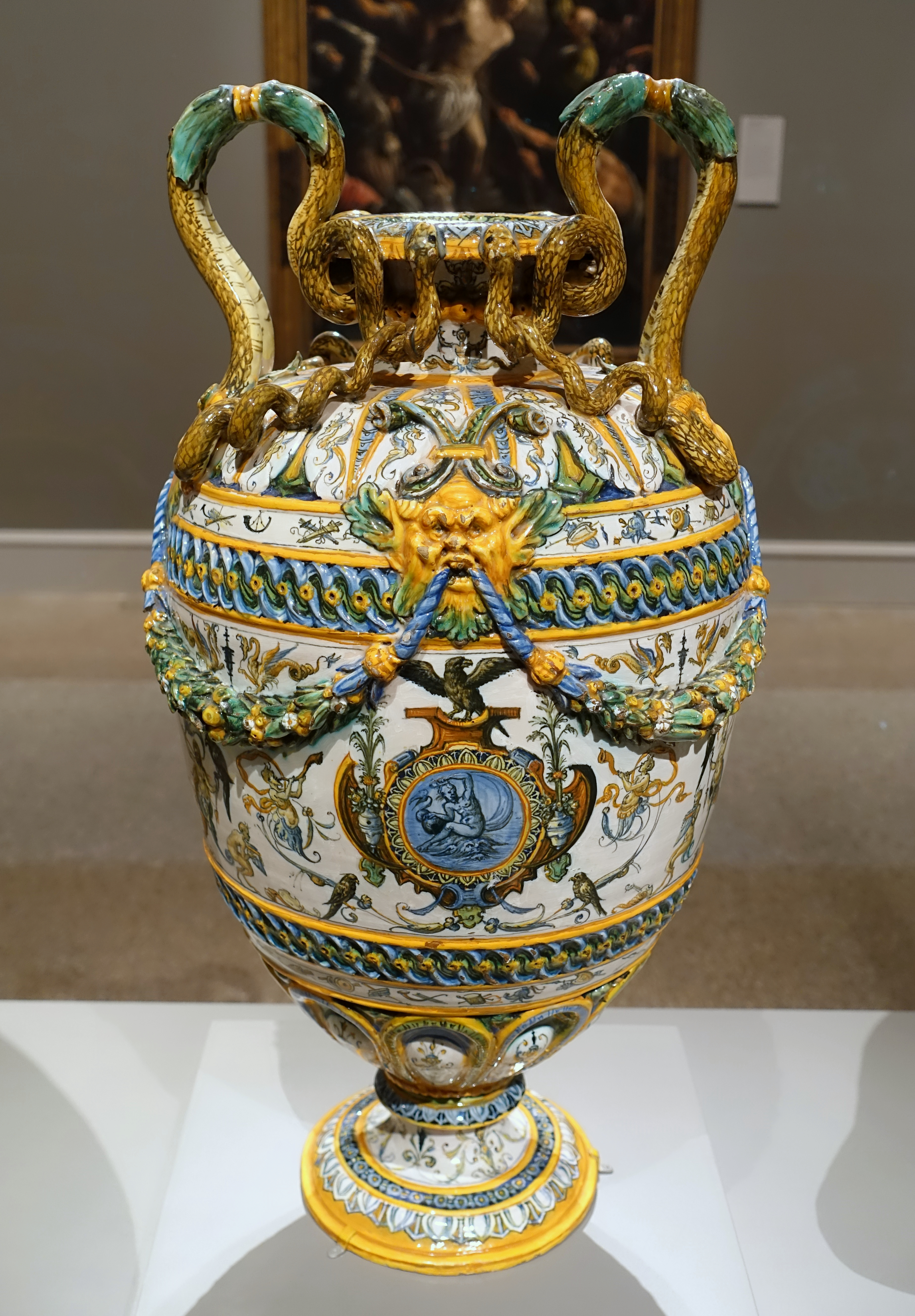
Vase d’Antonio Patanazzi d'Urbino 1570-1580, Wadsworth Atheneum.
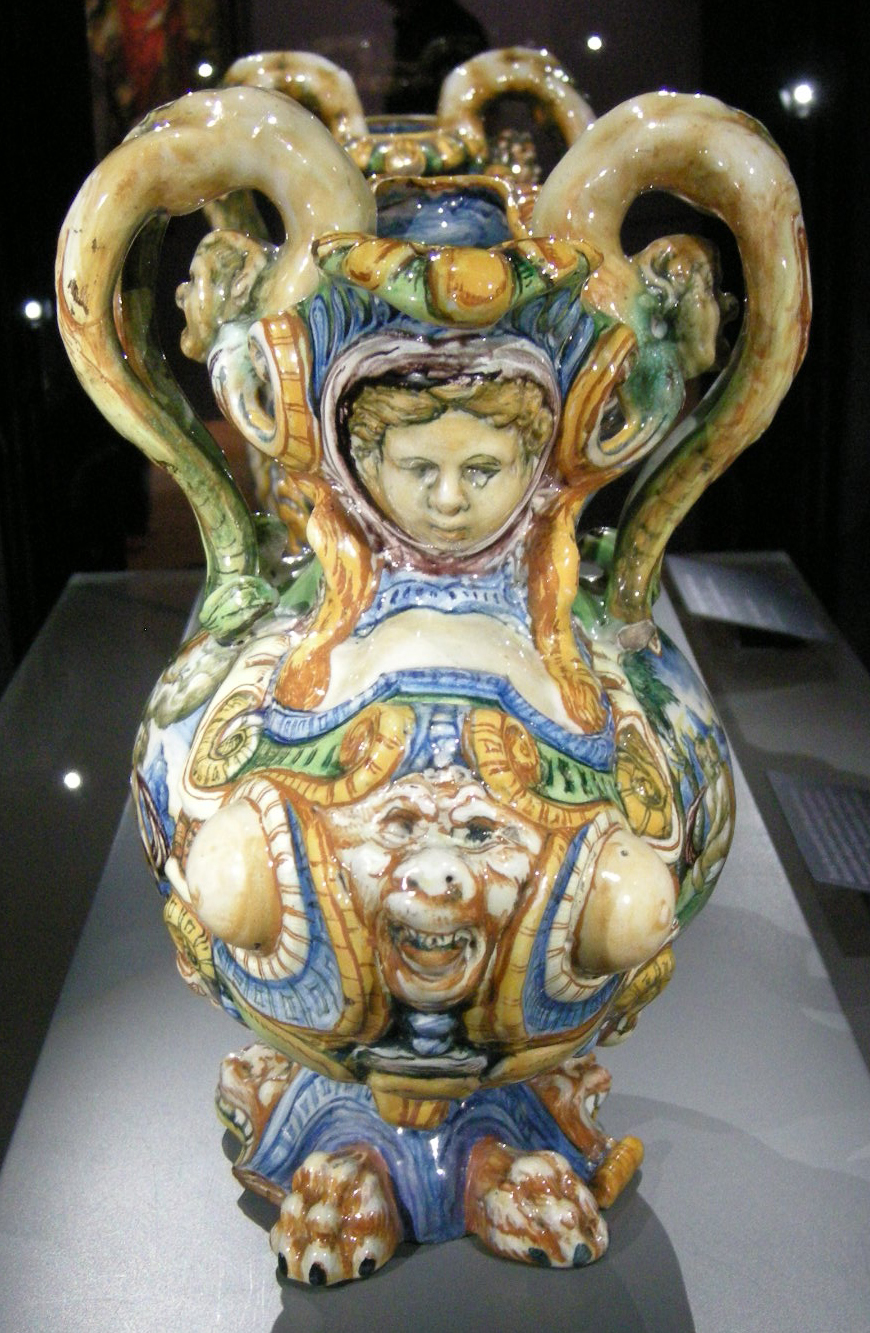
Autre vue du vase de Daphné et Apollon.
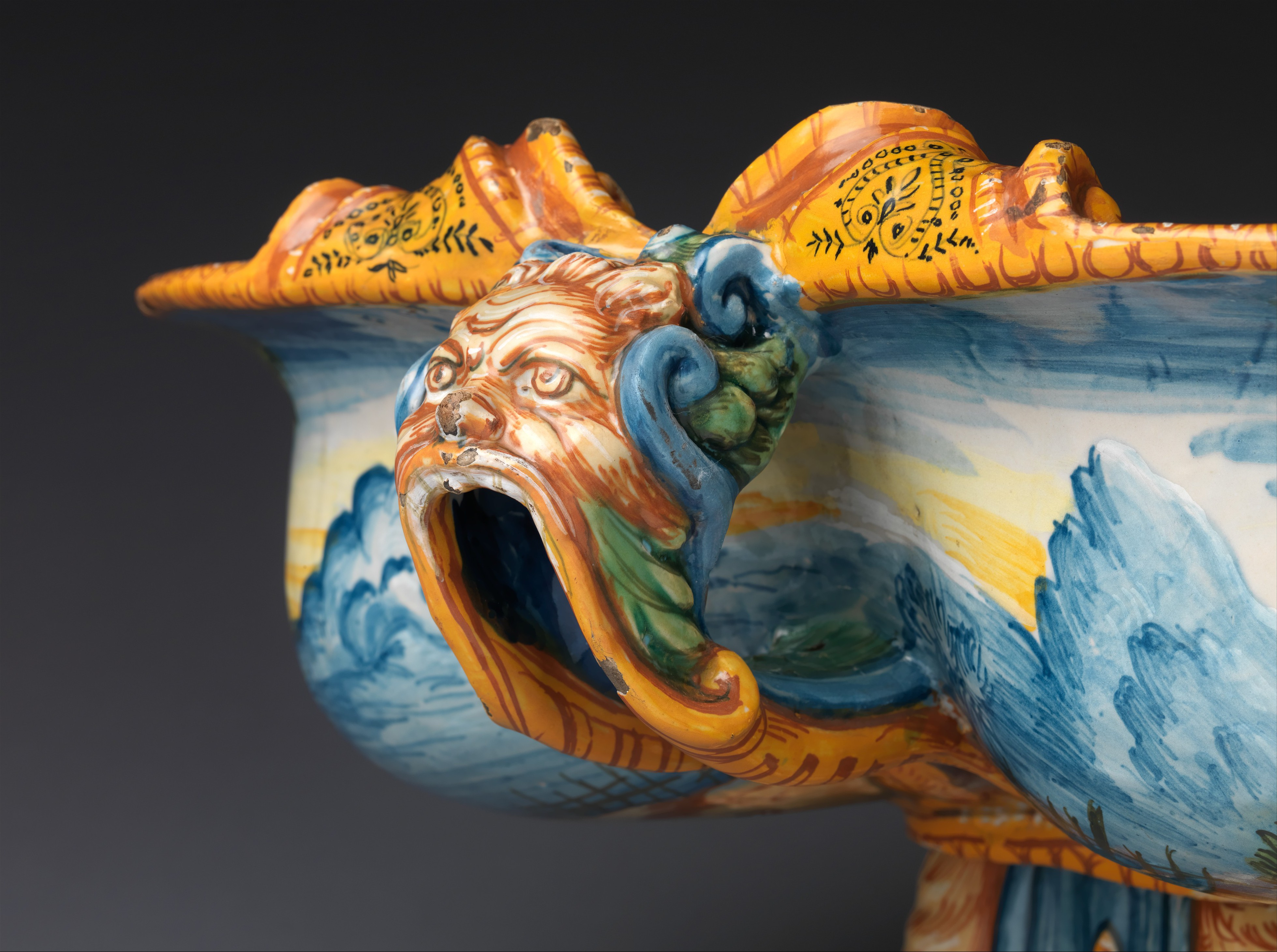
coupe à vin avec triomphe de Bacchus, Met Museum de New York

## Monuments et patrimoine

### Principaux Musées

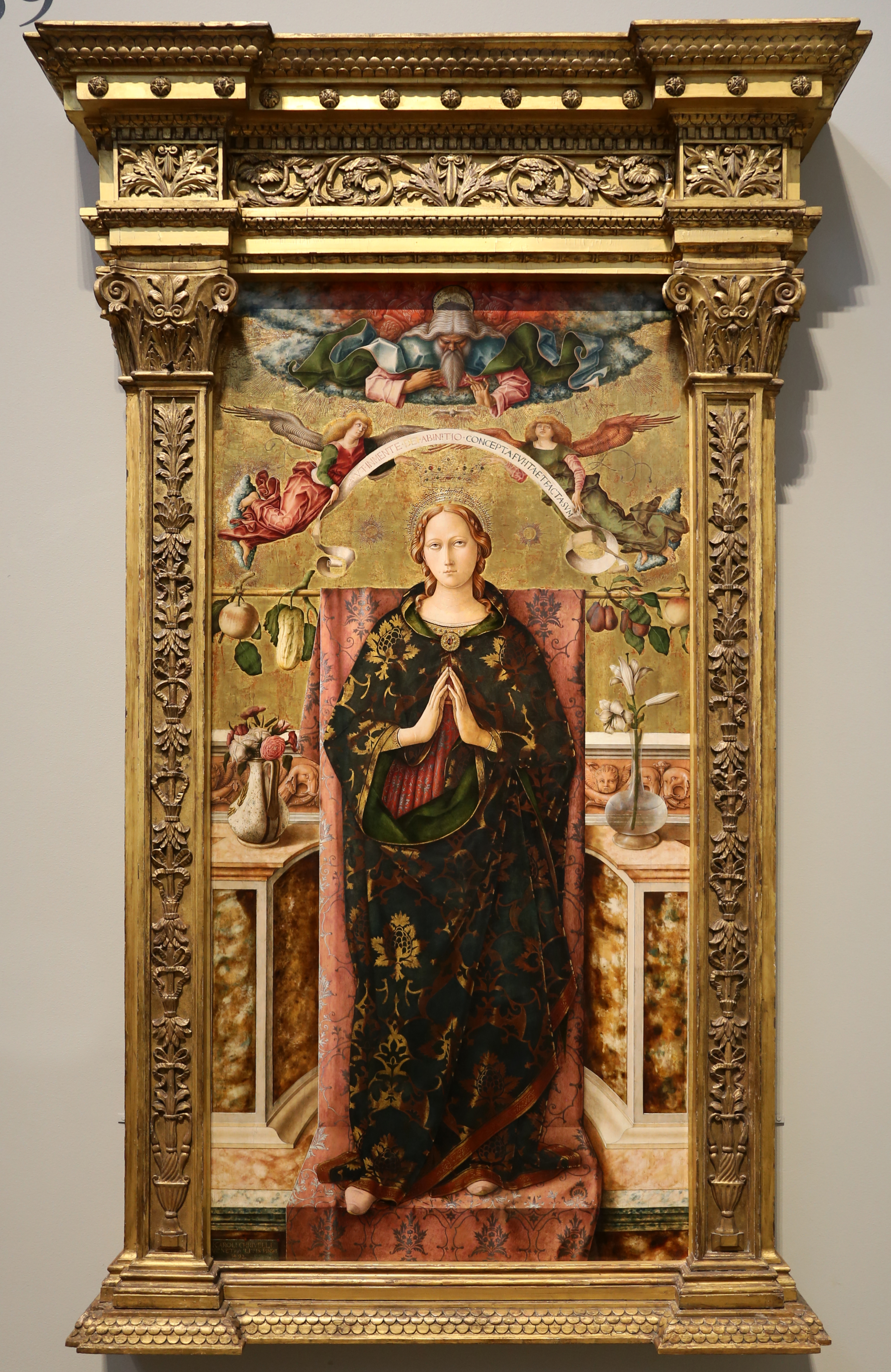
Carlo Crivelli, Immaculée conception, 1492, Pergola en province de Pesaro-Urbino.

- La Galerie nationale des Marches dans le Palazzo Ducale d'Urbino, comprenant des œuvres de Raphaël, Piero della Francesca, Paolo Uccello, Giovanni Santi, Titien, Melozzo da Forli, Paolo Uccello, des primitifs flamands et le fameux Studiolo de Frédéric III de Montefeltro tout de marqueterie en trompe-l’oeil recouvert. Le parcours muséal rend bien compte que les Marches sont le berceau de la Renaissance géométrique.
- La Pinacothèque Civique Francesco Podesti à Ancône comprenant des œuvres de Lorenzo Lotto, Sebastiano del Piombo, Titien, Crivelli, il Guercino, Vanvitelli, Piranesi, Olivuccio da Ciccarellio…
- Le Musée archéologique national des Marches à Ancône dans le palais Ferretti. Section préhistorique comprenant des objets du Paleolithique à l’âge du Bronze, Section Protohistorique, sur la vie quotidienne des picéniens, Section grecque, Section Romaine et Section Médiévale.
- La Pinacothèque Civique et Galerie contemporaine de Jesi comprenant un nombre important d'œuvres de Lorenzo Lotto, mais aussi de Giovanni Battista Salvi, Cristoforo Roncalli,  Nicola di Maestro Antonio d'Ancona, Pietro Paolo Agabito...
- La Pinacothèque Civique Bruno Molajoli à Ascoli Piceno comprenant un grand nombre de primitifs italiens des XIIIe et XIVe siècles dont Allegretto Nuzi, Puccio di Simone, mais aussi du XVe siècle, Antonio da Fabriano, Bicci di Lorenzo, Ottaviano Nelli, du XVIIe siècle avec Orazio Gentileschi jusqu’au XXe siècle avec Giacomo Balla, Giovanni Boldini, Alberto Burri, Giorgio De Chirico, Piero Manzoni, Arnaldo Pomodoro, Enrico Castellani
- Le Musée Civique Villa Colloredo Mels de Recanati comprenant notamment le monumental et fascinant polyptyque de Lorenzo Lotto et l'Annonciation au chat du même Lorenzo Lotto analysée jadis par Daniel Arasse[19].
- La Pinacothèque du Palais Apostolique de Loreto et la Salle du Trésor convoitée lors des guerres d’Italie par Napoléon Bonaparte.
- Le musée Cinéma et Pinceau de Montecosaro[20]
- Musée civique du Palazzo Mosca de Pesaro
- Église et musée de San Francesco à Mercatello sul Metauro
- Musée diocésain de Jesi / Musée diocésain de Fabriano / Musée diocésain d’Ancône / Musée diocésain Albani de Urbino / Musée diocésain de Osimo / Musée civique diocésain de Visso / Musée Piersanti de Matelica…

### Fresques d'Ars Sacra
Nombreux sont les édifices religieux à conserver des fresques médiévales et renaissantes. Concernant les sites de première importance, citons :
- Oratorio de di San Giovanni Battista, di Sant'Antonio Abate e di San Giacomo Apostolo, fresques des frères Jacopo et Lorenzo Salimbeni à Urbino.
- La Grande Chapelle de la basilique San Nicola à Tolentino, fresques de l’Histoire de la Vie du Christ et Fresques de la Vie de Saint Nicolas de Tolentino de Giuliano et Pietro da Rimini.
- Sacristie de la Cura, fresques de Luca Signorelli, basilique de la Sainte Maison de Lorette.
- Sacristie de San Marco, fresques de Melozzo da Forli, basilique de la Sainte Maison de Lorette.
- Pour un recensement plus exhaustif, nous renvoyons à la page Églises dans les Marches.
- Pour un recensement plus complet, nous renvoyons au lien externe I Luoghi del Silenzio[21]

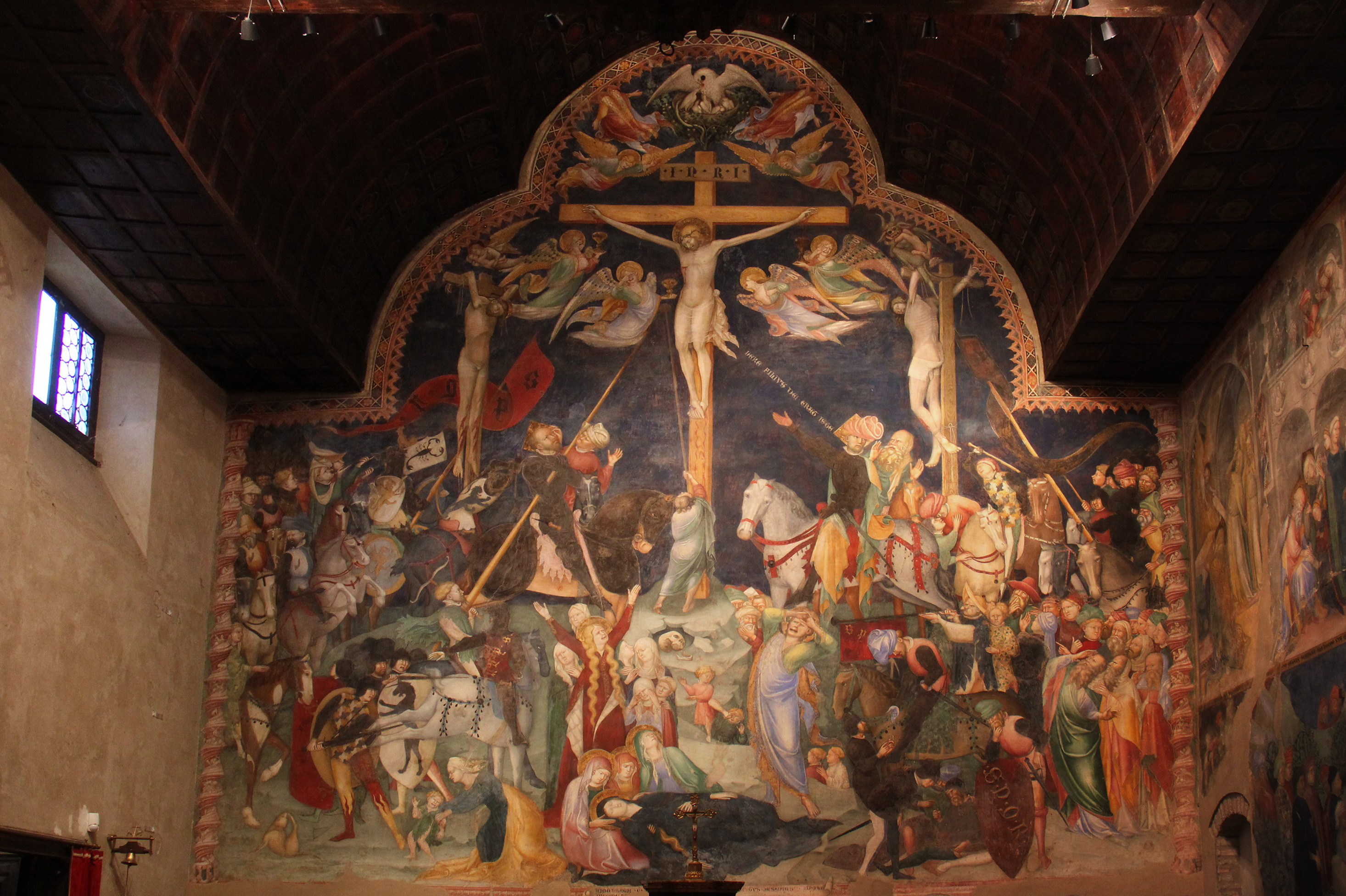
Oratoire San Giovanni à Urbino.
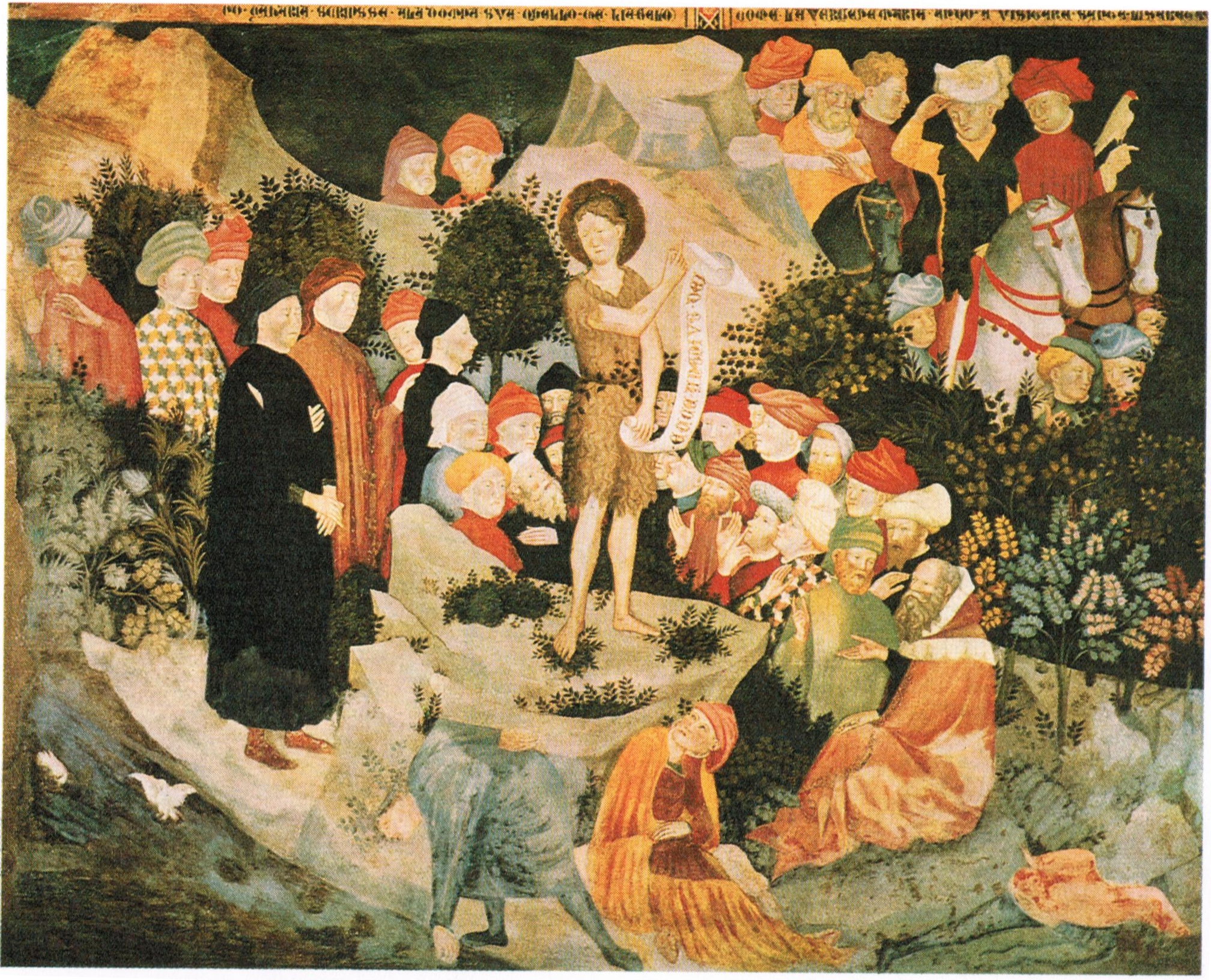
Détail de la fresque de l'oratoire San Giovanni à Urbino.
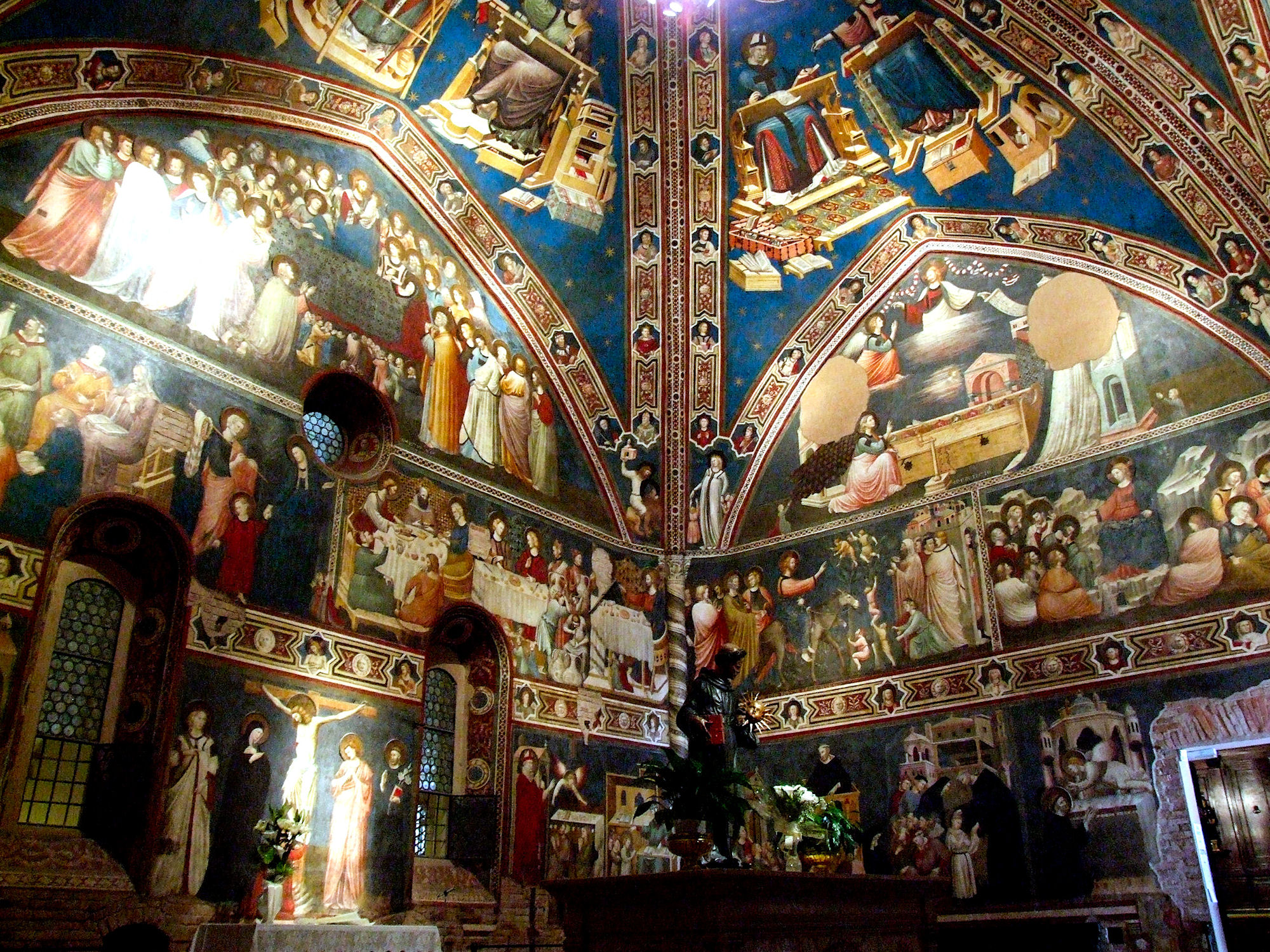
Grande Chapelle de la basilique San Nicola de Tolentino.
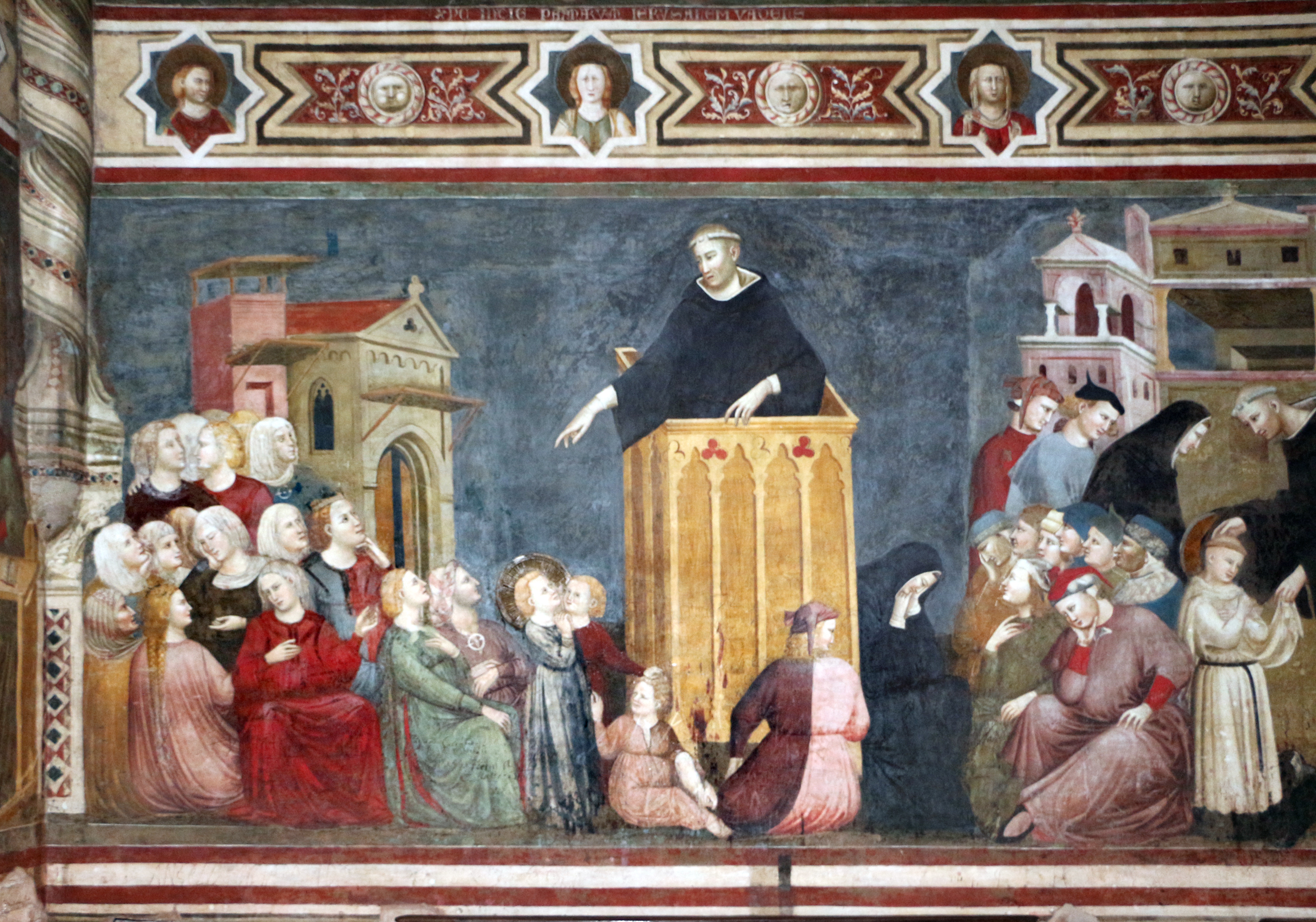
Détail de la fresque de la Grande Chapelle de San Nicola à Tolentino.

- Prédelle du Miracle de l’hostie profanée de Paolo Uccello à Urbino

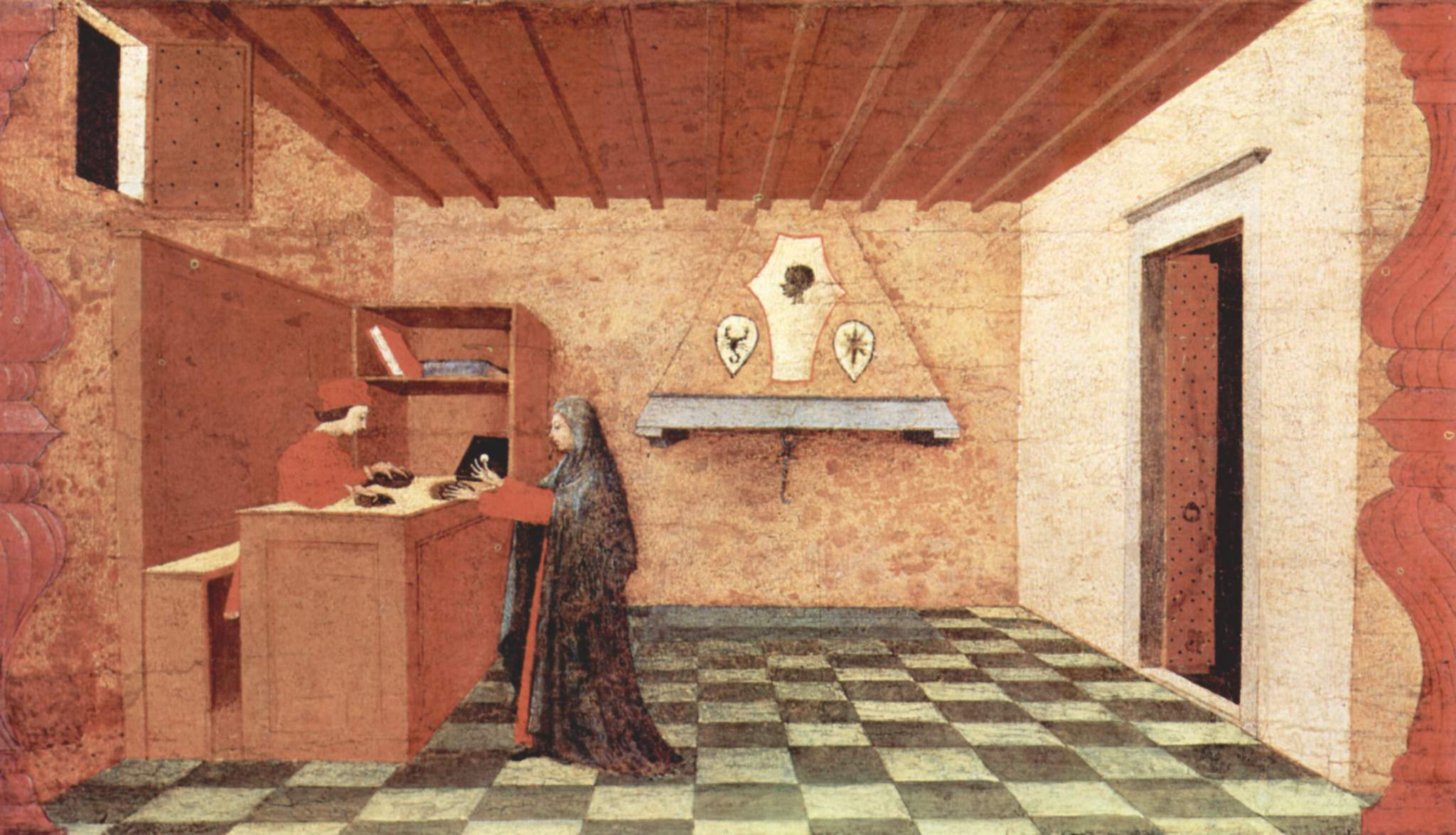
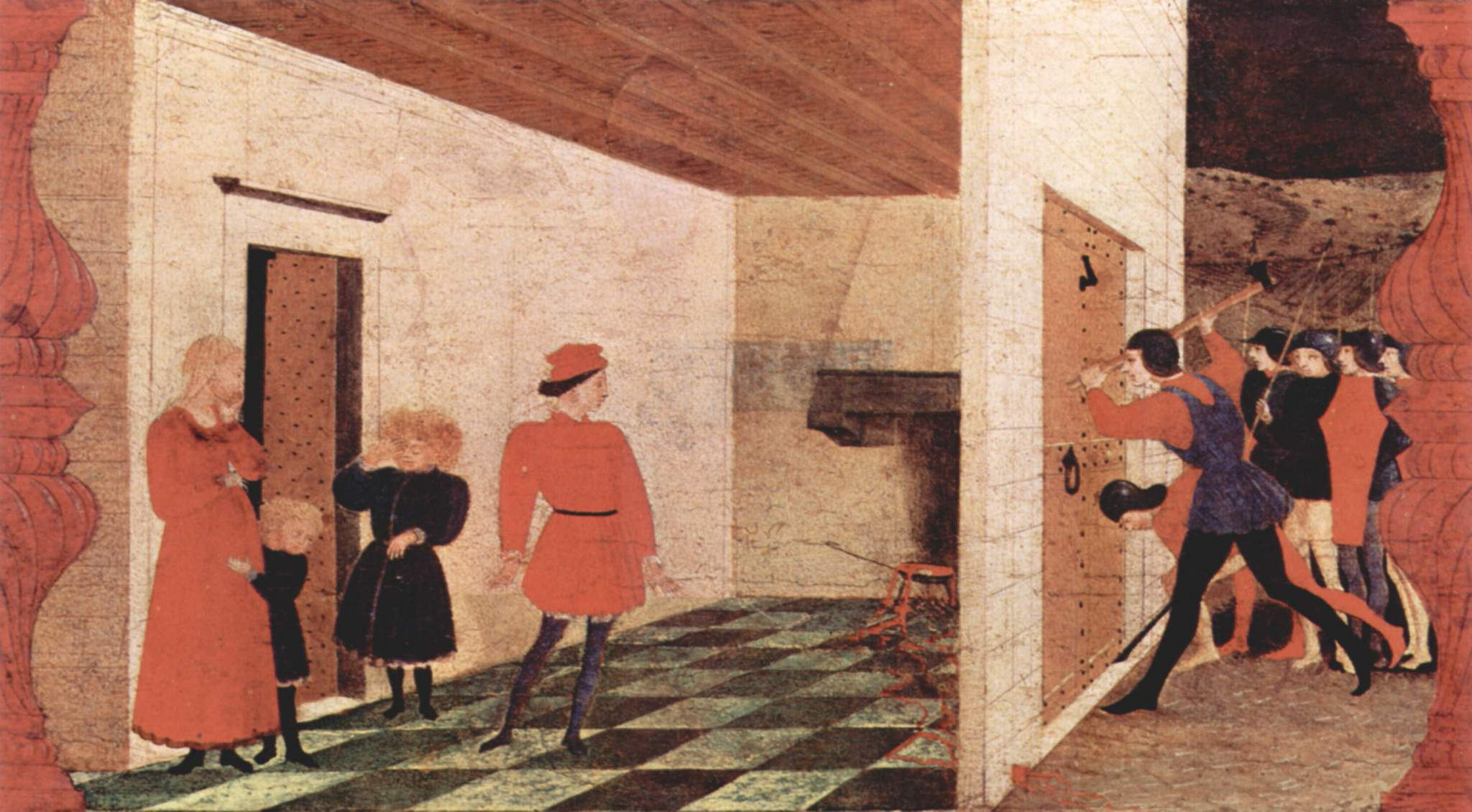
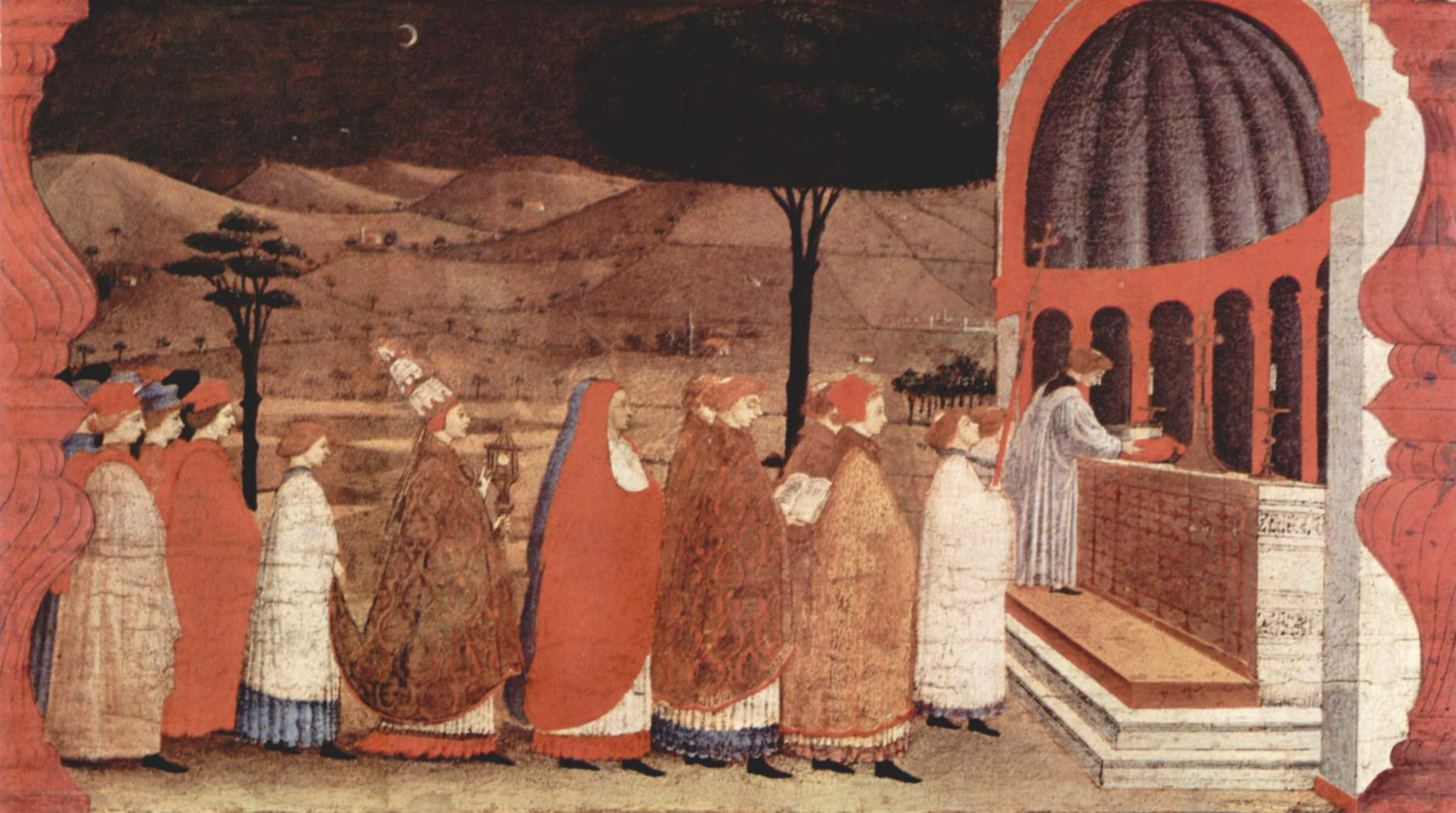
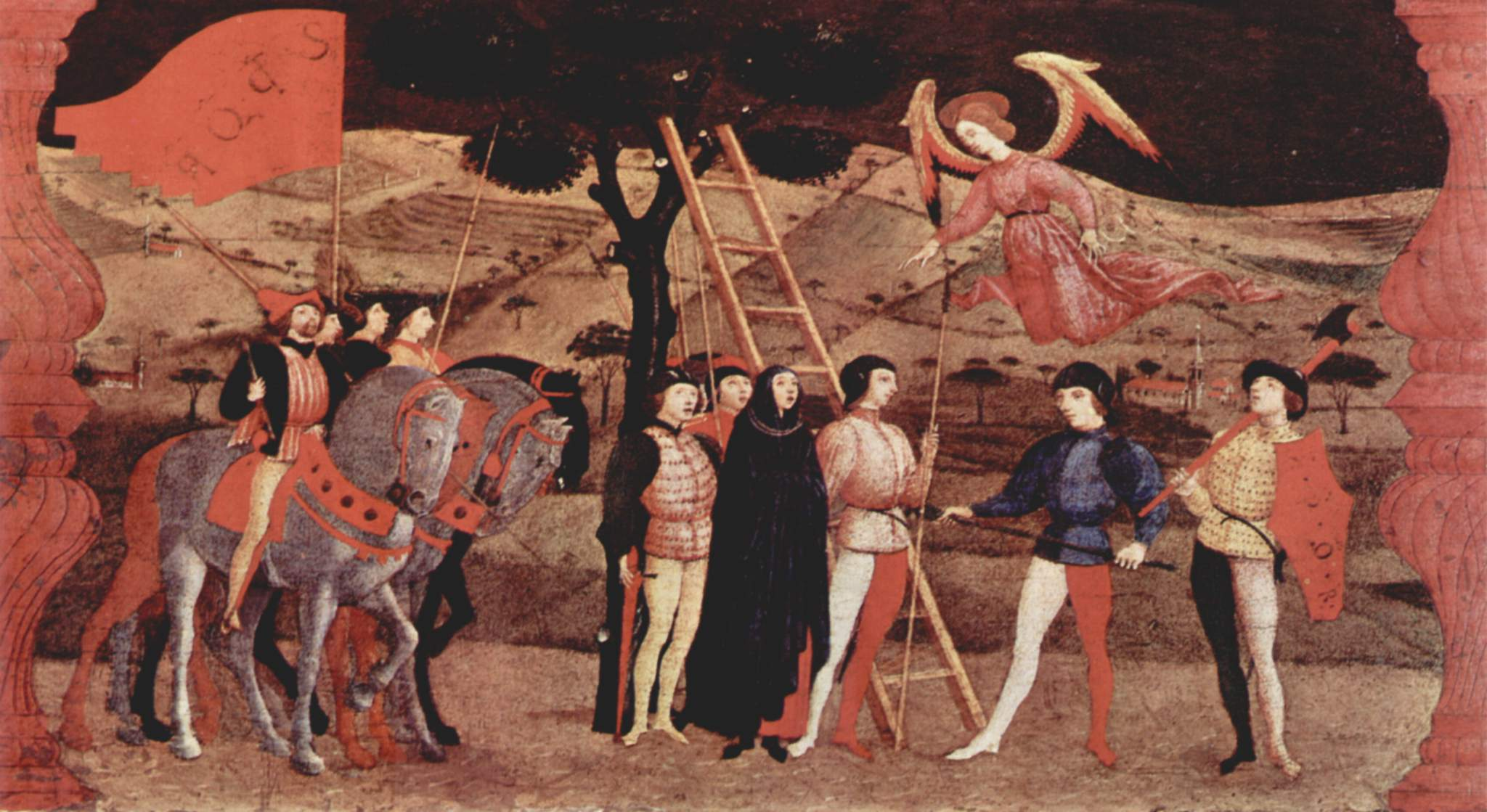
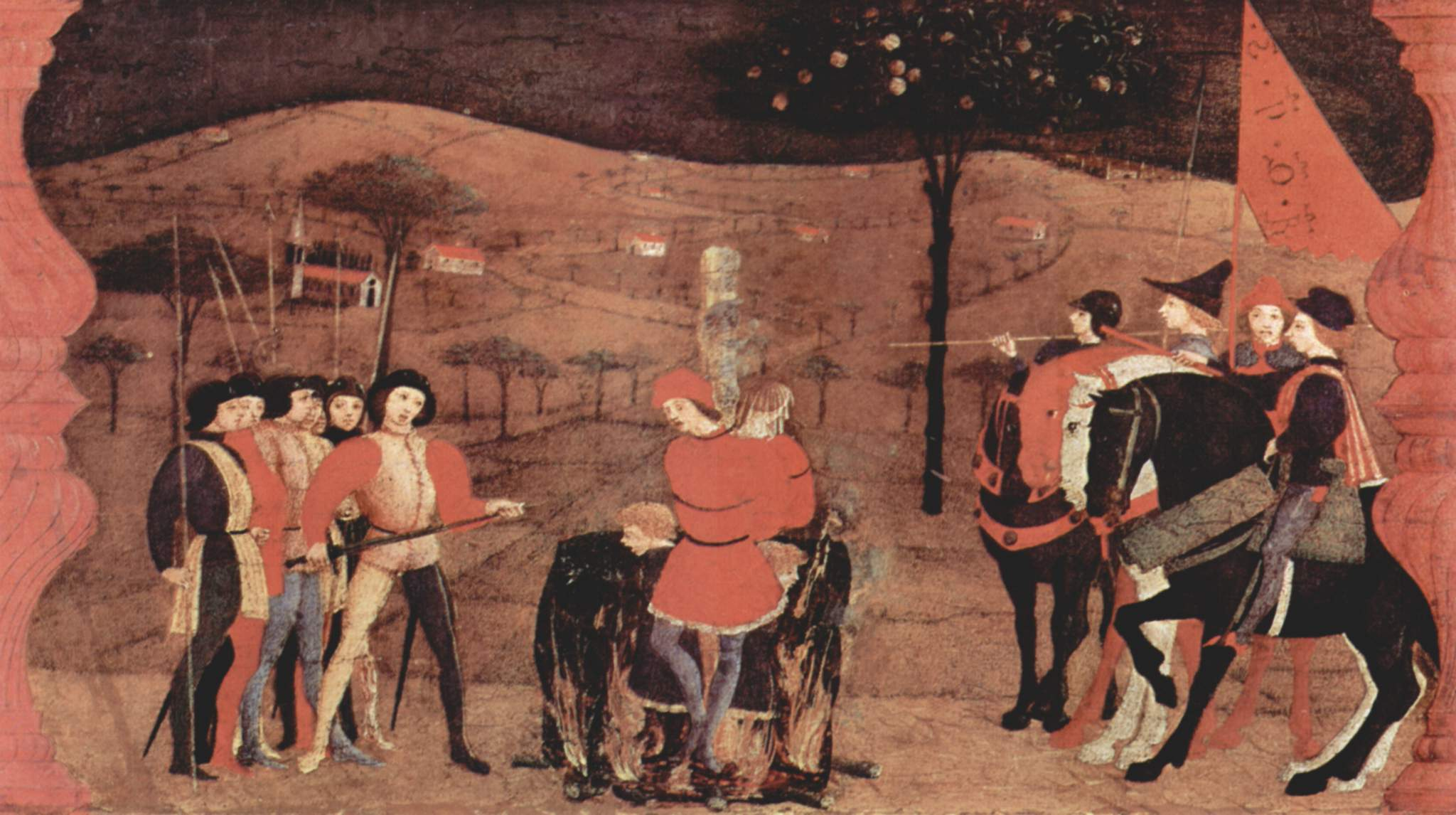
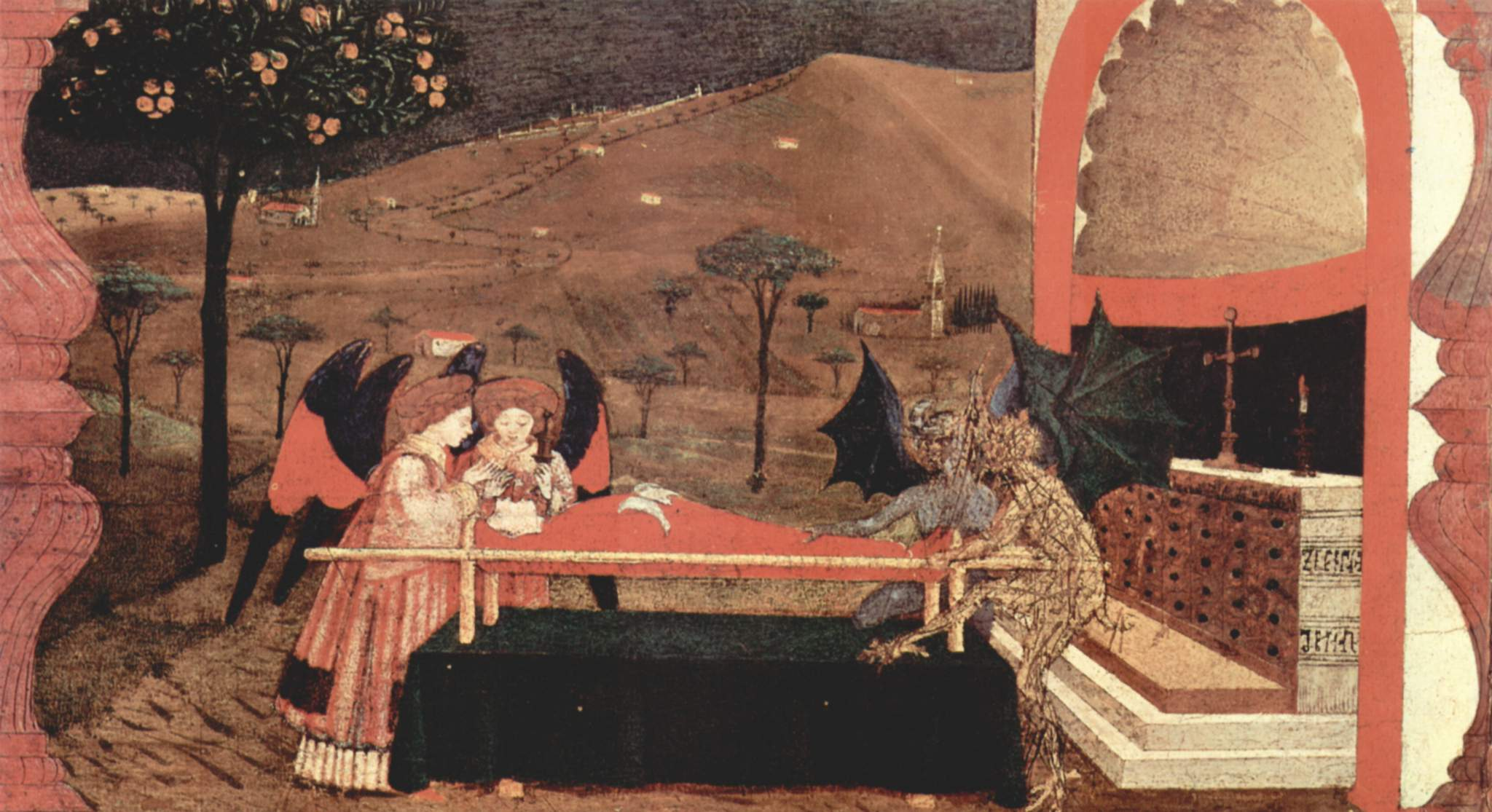

### Lorenzo Lotto et les Marches

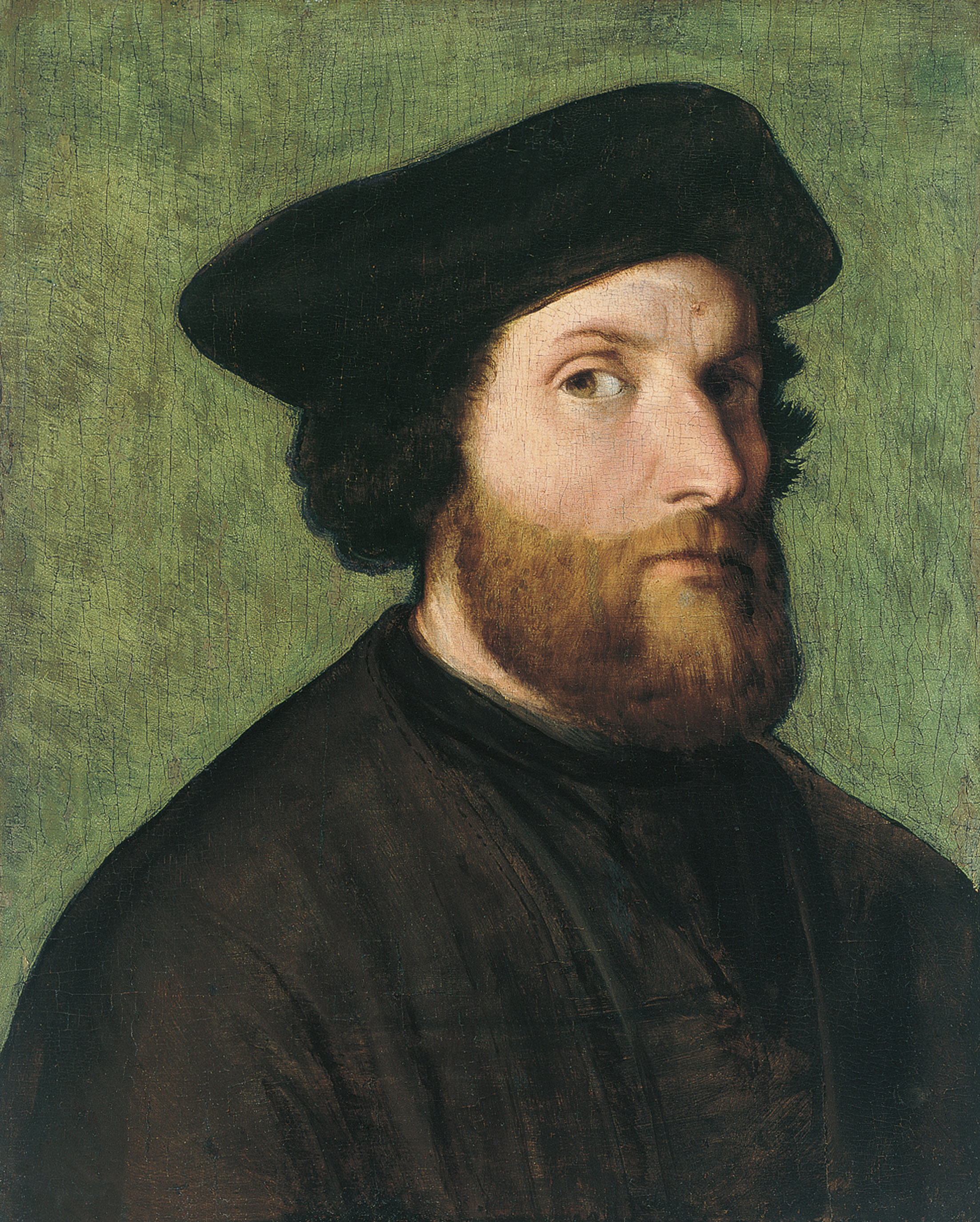
Lorenzo Lotto par lui-même.

L’on trouve, disséminée sur tout le territoire des Marches, des œuvres majeures de la maturité du grand peintre vénitien de la Renaissance Lorenzo Lotto. Cela constitue d'ailleurs l'itinéraire privilégié de certains amateurs d’art pour en parcourir autrement la région : 
- l’Assomption de la Vierge dans l’église San Francesco alle Scale d'Ancône
- la Madone de Lorette entourée de saints à la Pinacothèque d’Ancône
- le Retable de Sainte Lucie à Jesi (1532)
- La Mise au Tombeau à Jesi
- le saint Christophe avec saint Roch et saint Sébastien dans la basilique de Lorette pour le Jubilé ou dans le Palais apostolique hors période festive.
- La présentation au Temple dans le palais apostolique de Lorette
- Le Baptême du Christ (entre 1544 et 1550) dans le palais apostolique de Lorette
- Le Sacrifice de Melchisedech, 1545-1550, dans le palais apostolique de Lorette
- le monumental Polyptyque de San Domenico (1506) à Recanati
- L’Annonciation au chat (1535) à Recanati
- Le Saint Vincent Ferrier toujours à Recanati
- La Transfiguration encore à Recanati
- le Grand Retable de la Madone du Rosaire à la Pinacothèque de Cingoli
- le grand retable de la Crucifixion (1534) à Monte San Giusto

### Principaux Sites Archéologiques romains et Vestiges Antiques
- Le département romain du Musée archéologique national des Marches
- Amphithéâtre romain et Basilique paléochrétienne d’Ancône
- Le tunnel romain des gorges du Furlo.
- Musée archéologique national de Urbisaglia et parc archéologique de Urbs Salvia
- L'impressionnante citerne romaine de Fermo  40 av. J.-C.
- L'Ipogée (ou tombe secrète) de  Piagge
- Le site archéologique de Helvia Ricina près de Macerata
- L'Area archeologica di Potentia  à Porto Recanati
- Le site archéologique de Sentinum
- Les salles archéologiques du Palais Pianetti de Jesi
- Le site archéologique de Suasa senonum
- Le site archéologique de Septempeda
- Le parc archéologique Falerio Picenus
- Le site d'Ostra antica
- Les vestiges de la Via Salaria Gallica
- Bronzes dorés de Cartoceto di Pergola
- les vestiges de la Via Flaminia
- L'Arc de Trajan d'Ancône
- L’Arc d’Auguste (Fanum)
- La Globe de Matelica (exemplaire unique d’Horloge solaire grecque de forme sphérique)
- Les restes du Pantheum et le Sarcophage de San Catervo à Tolentino
- L’aire archéologique de la via dell’Abbondanza à Pesaro
- L’aire archéologique et Antiquarium de  Colombarone Pesaro
- Pont et Restes des thermes romains de l'ancienne Mansio romaine d'Acquasanta Terme
- La Domus del Mito, villa romaine sur le territoire de la commune de Sant'Angelo in Vado[22]

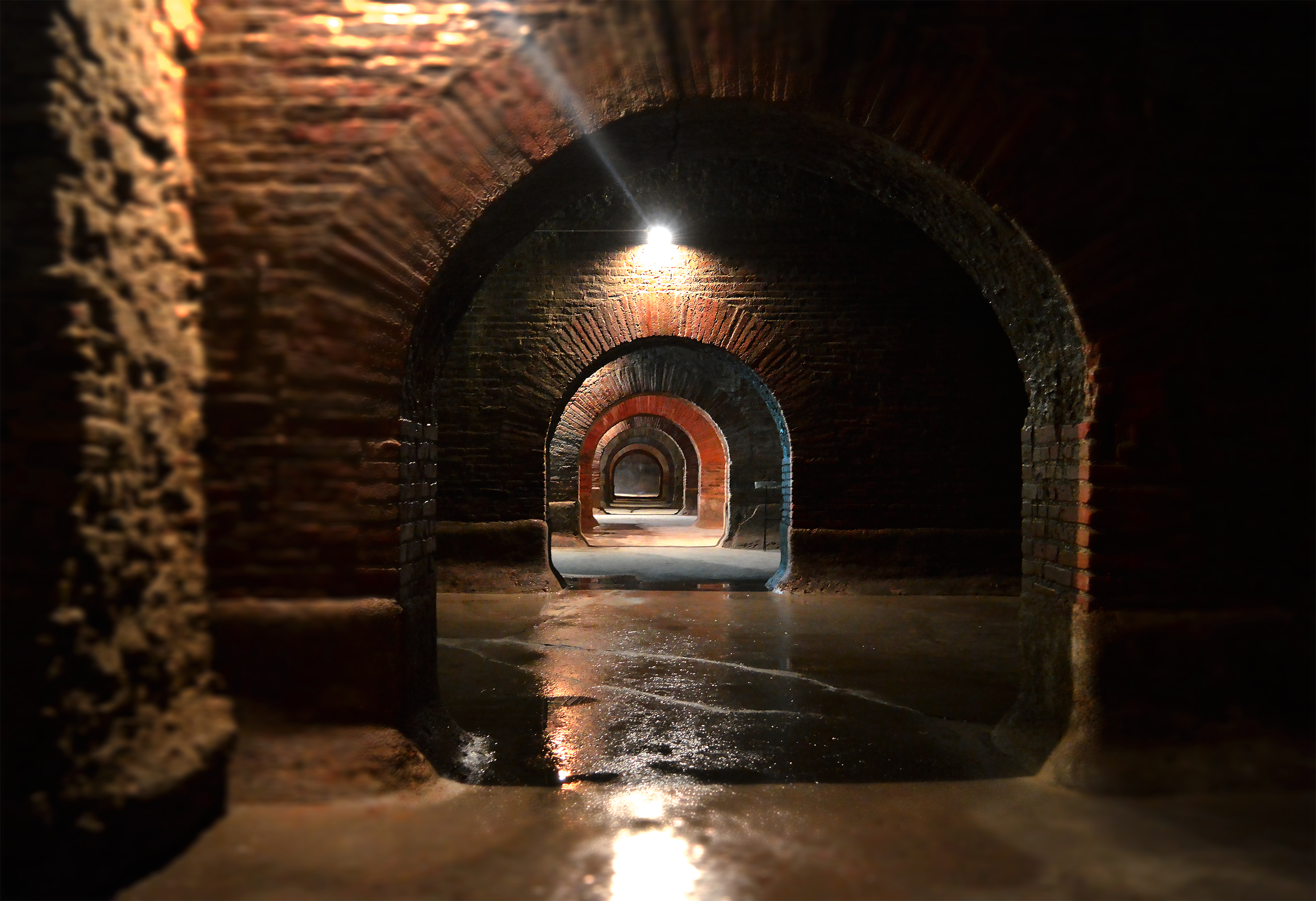
Grande citerne romaine de Fermo.
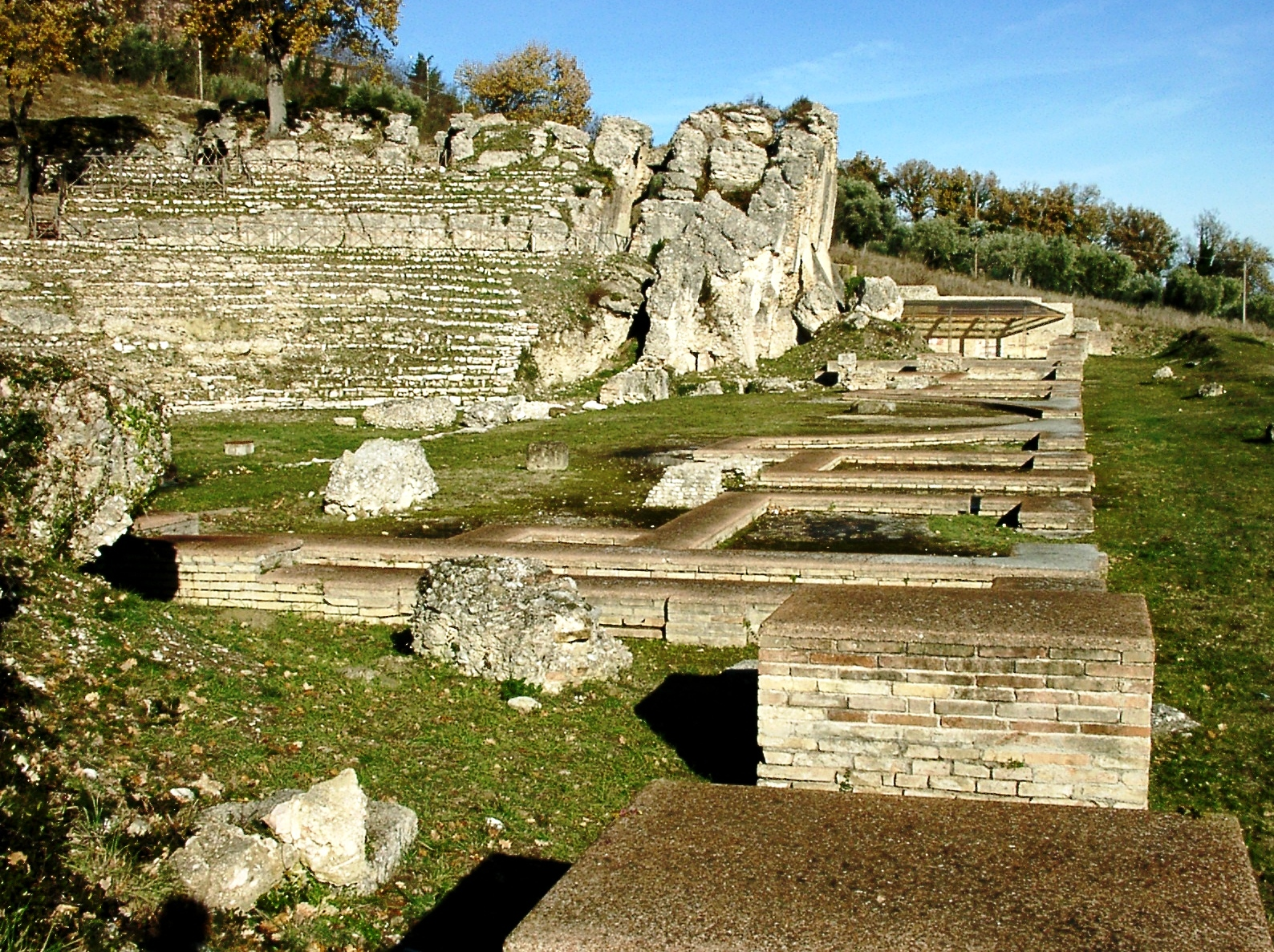
Théâtre romain d’Urbs Salvia. (Urbisaglia)
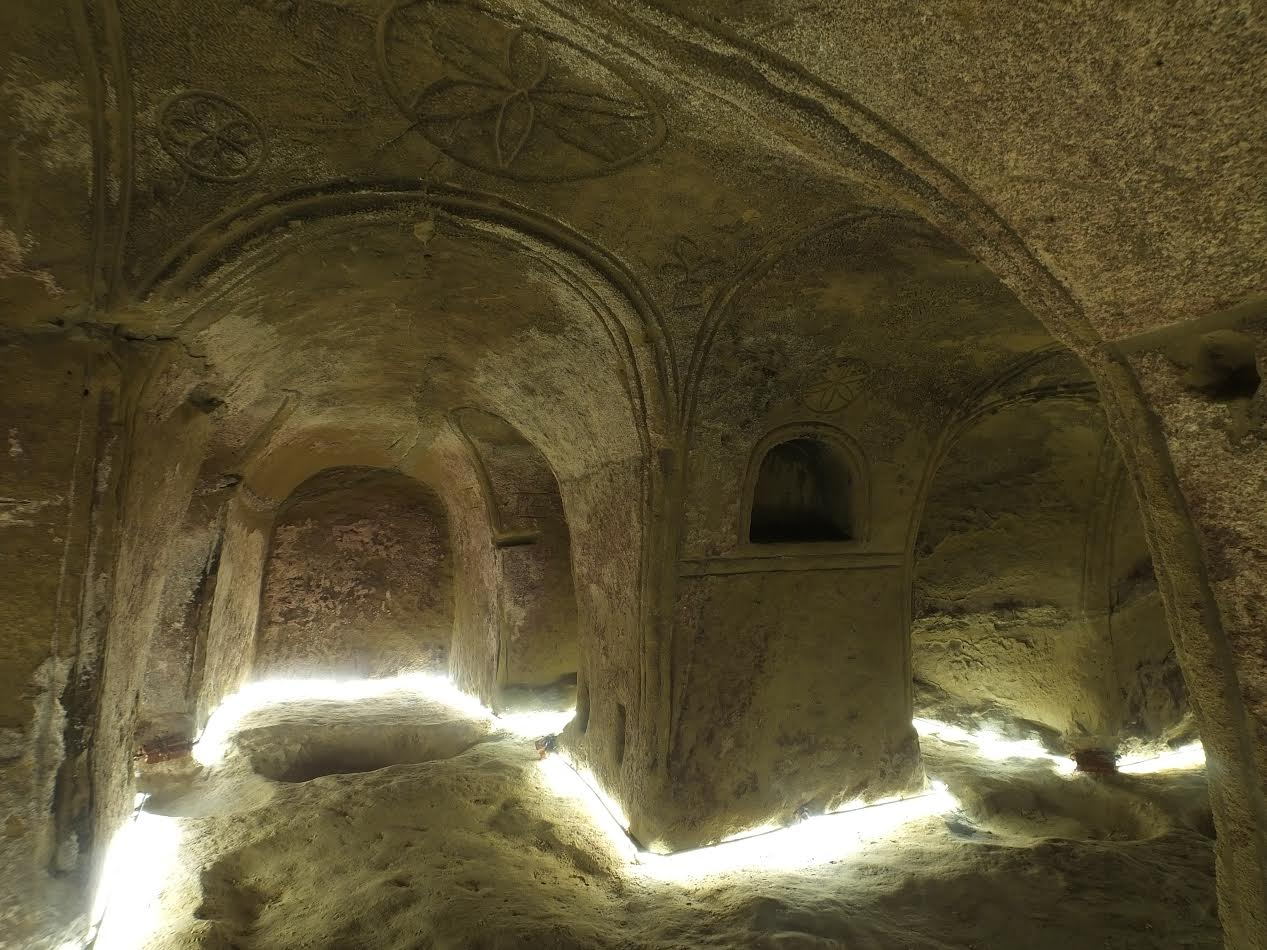
l’Ipogée de Piagge.
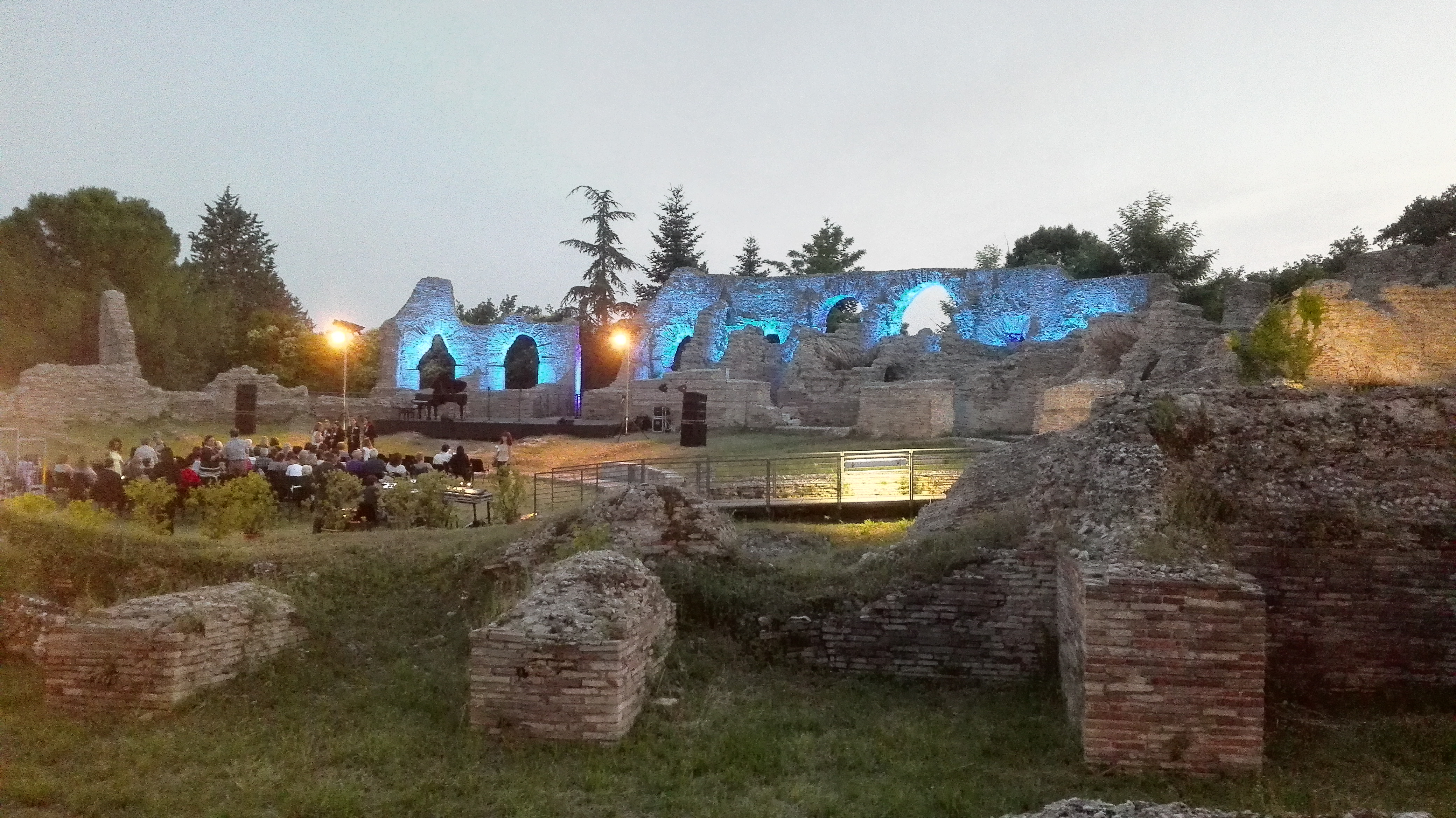
Théâtre romain de Helvia Ricina.
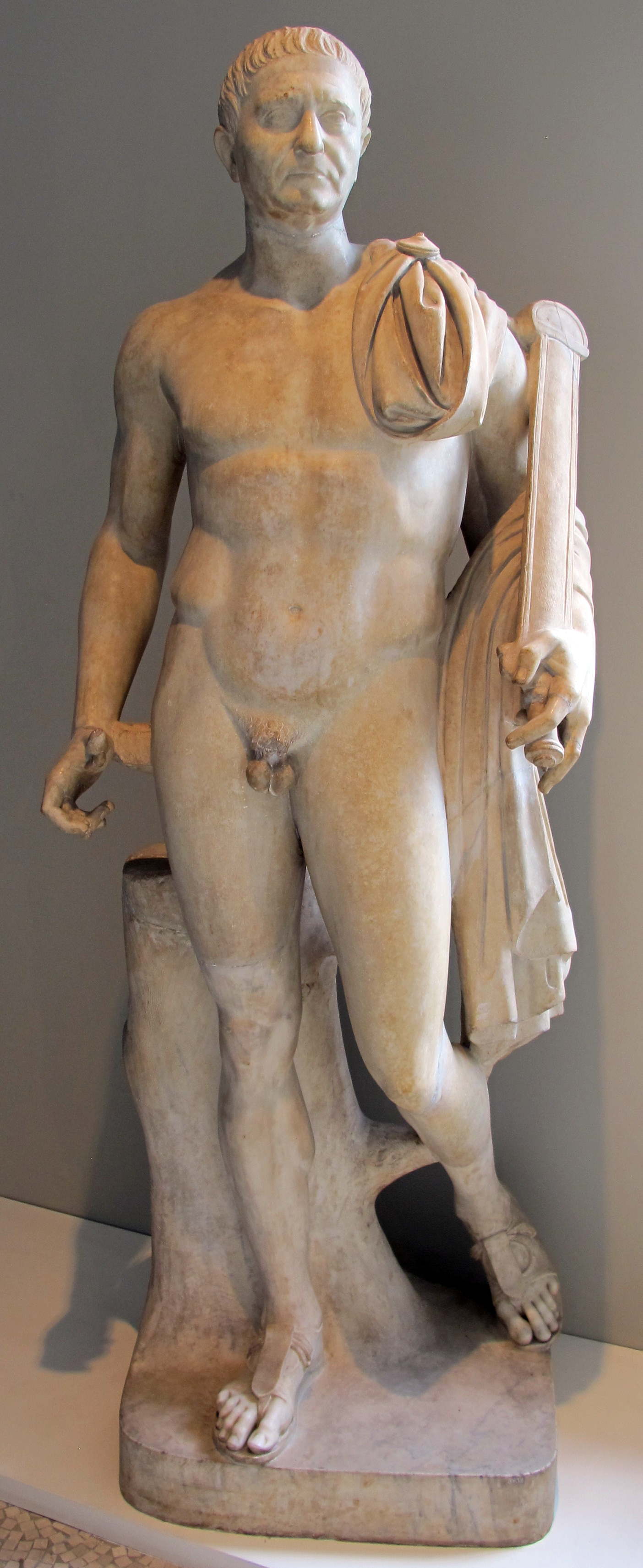
Statue de Ostra Antica exposée à Genève.
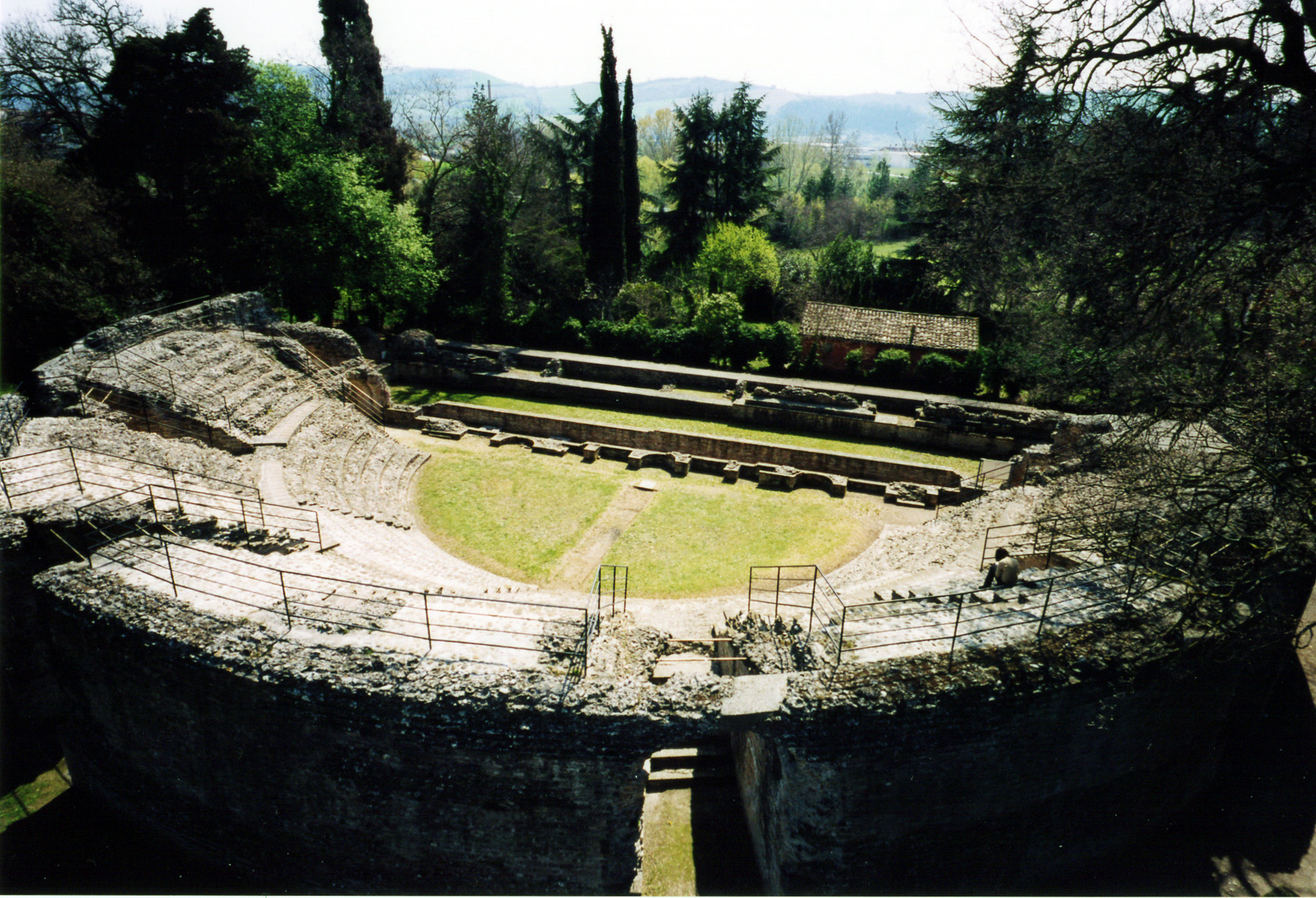
Théâtre de Falerio Picenus.
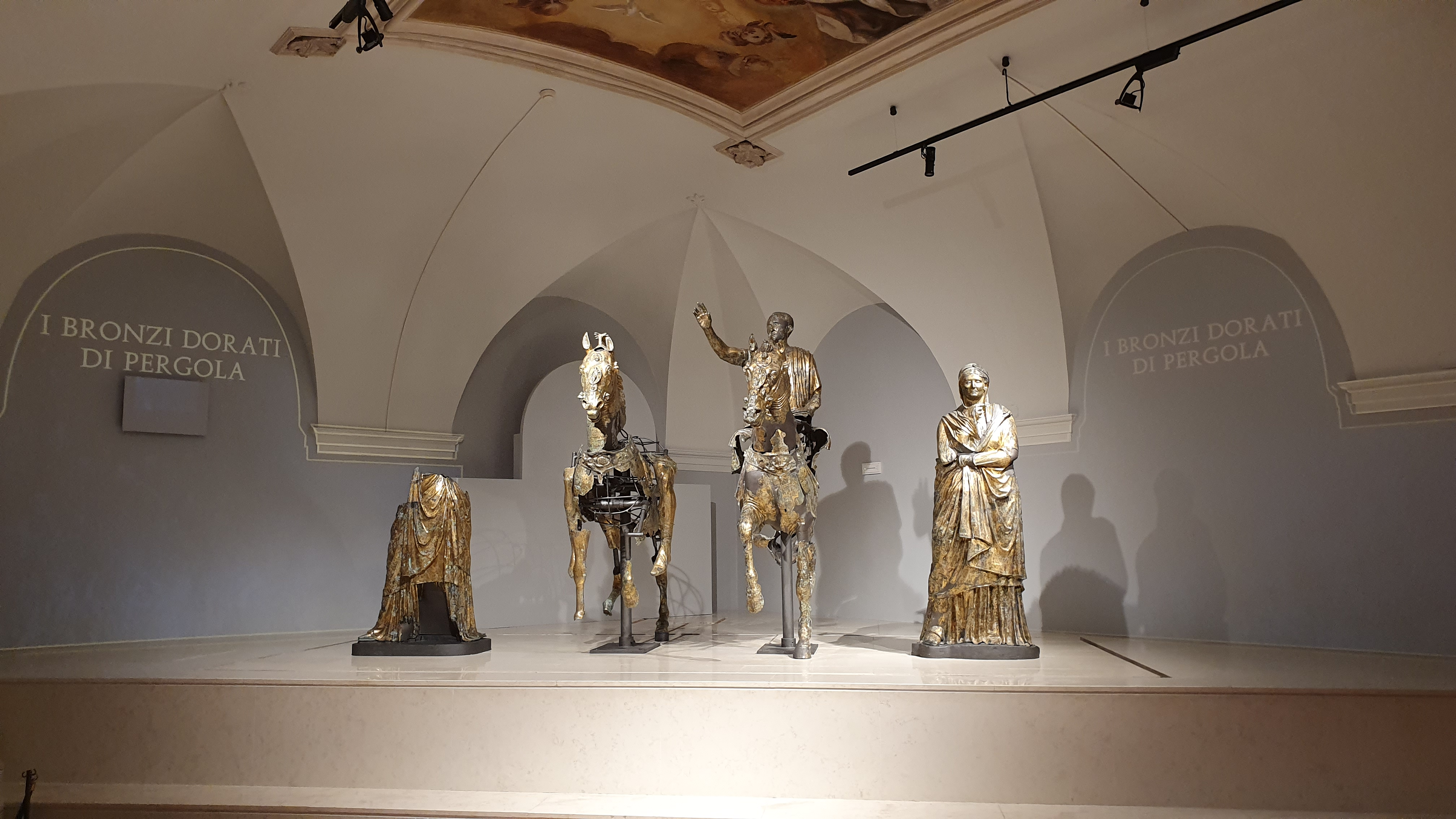
Bronzes dorés de Cartoceto de Pergola.
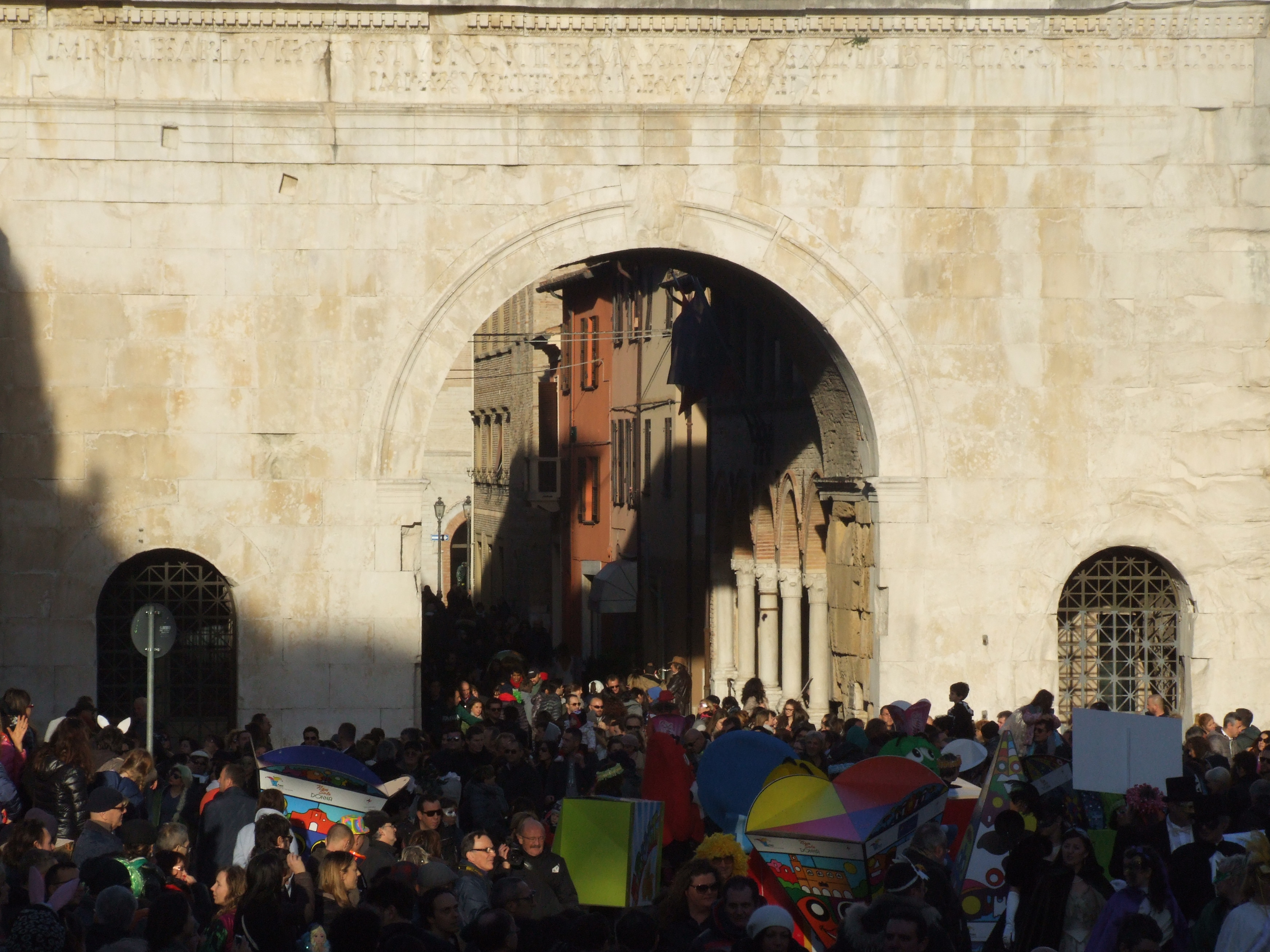
Arc d'Auguste de Fanum (Fano).
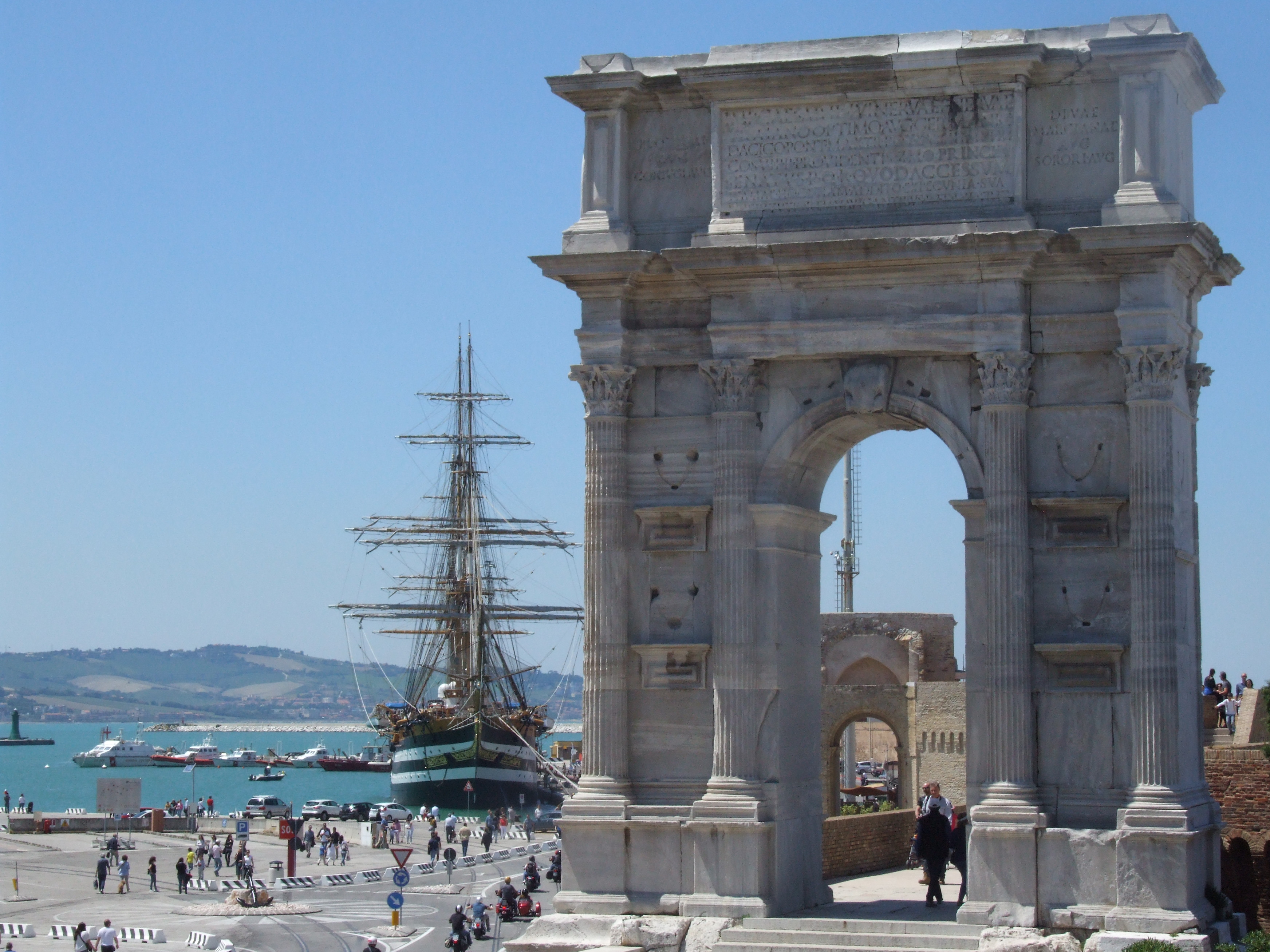
Arc de Trajan à Ancône.
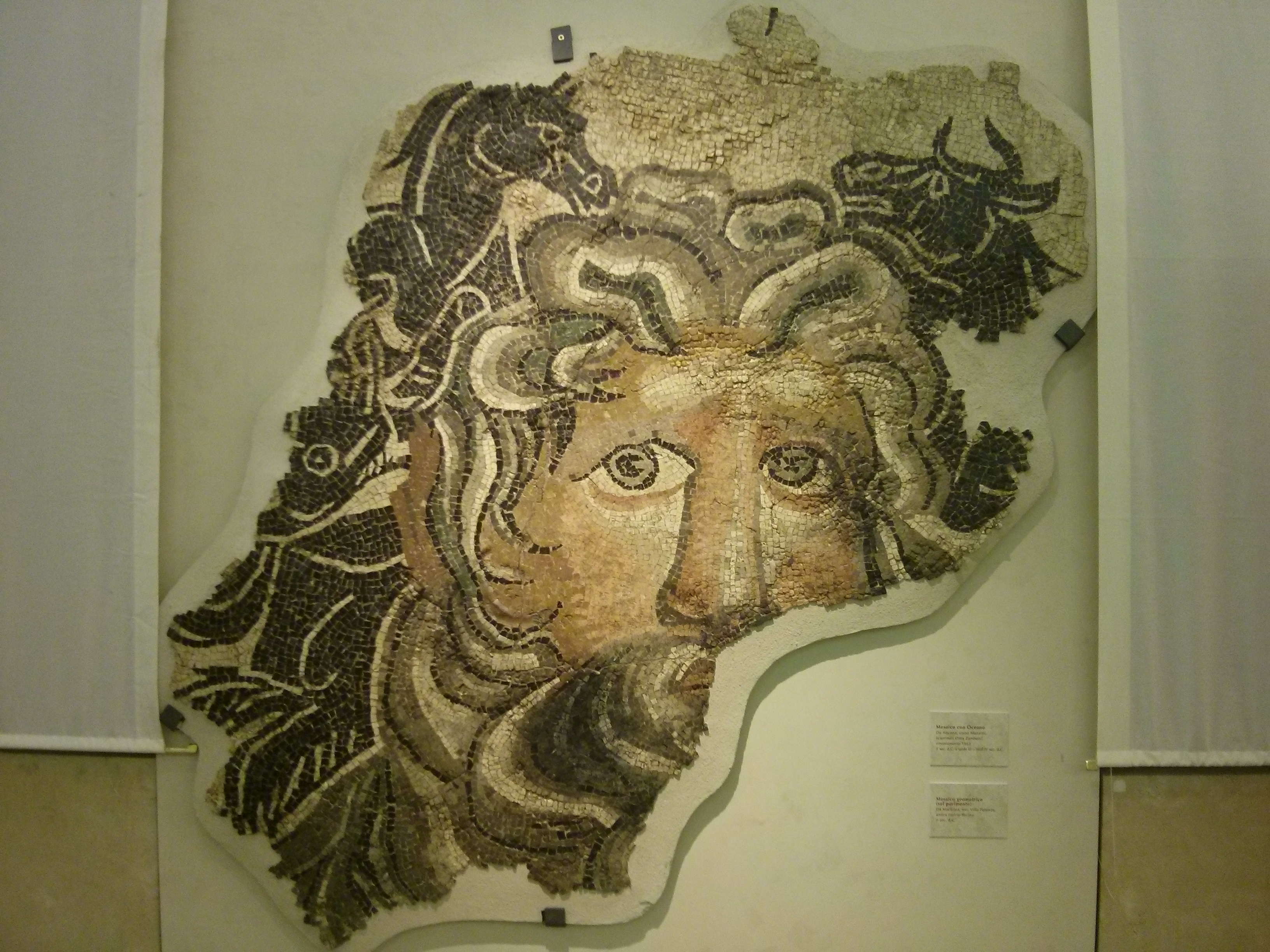
Mosaïque d’Océanos de l’Ancône grecque au musée archéologique d'Ancône

- Région du Fleuve Metaure, les Marches ont été le théâtre de la Bataille du Metaure dans l’actuelle province de Pesaro-Urbino (voir également lieux de la bataille du Metaure).

## Les Communes
Les communes principales, capitales des provinces sont au nombre de six (avec Pesaro/Urbino) : Ancône, Ascoli Piceno, Fermo, Macerata, Pesaro et Urbino.

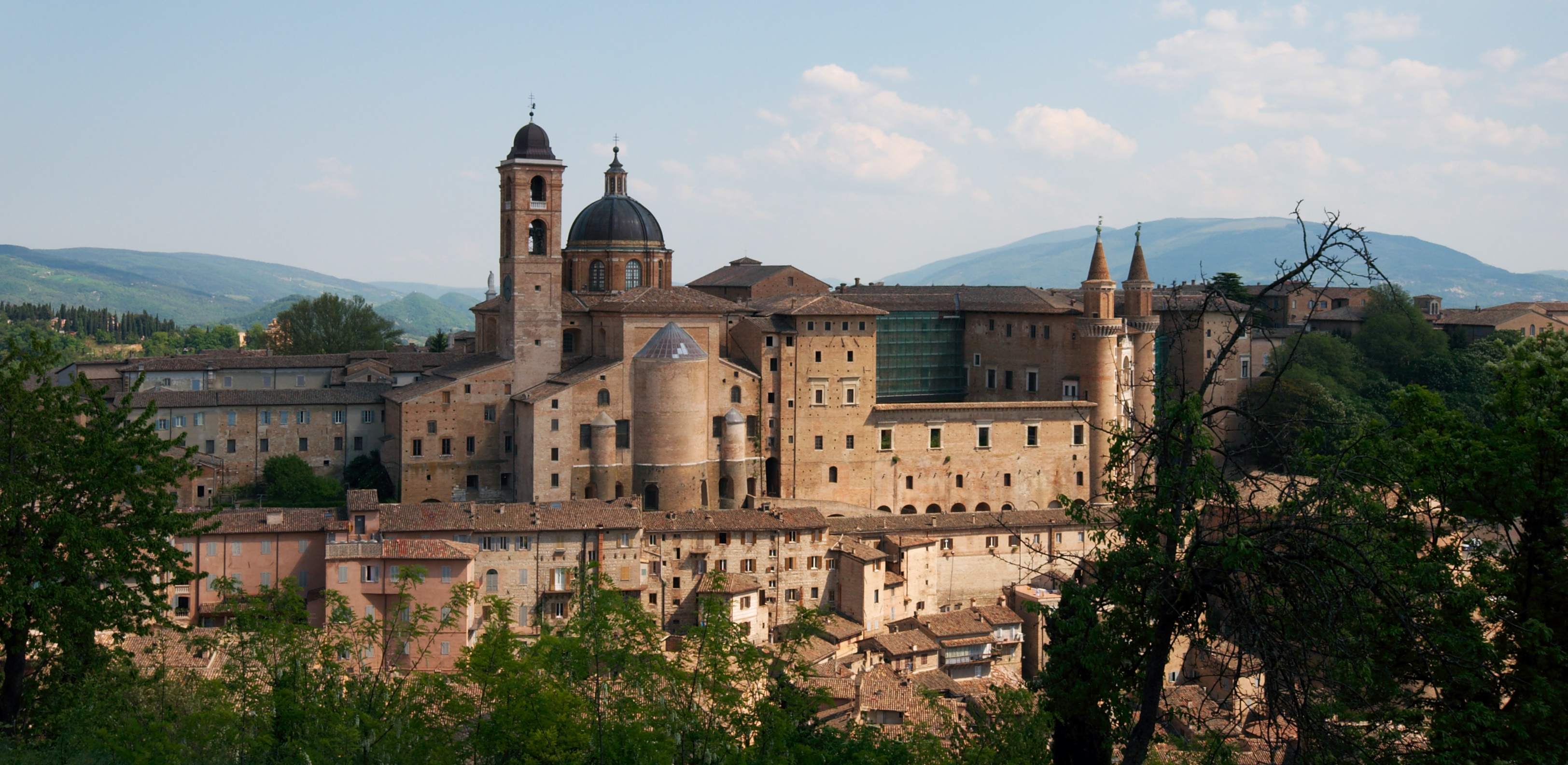
Urbino.
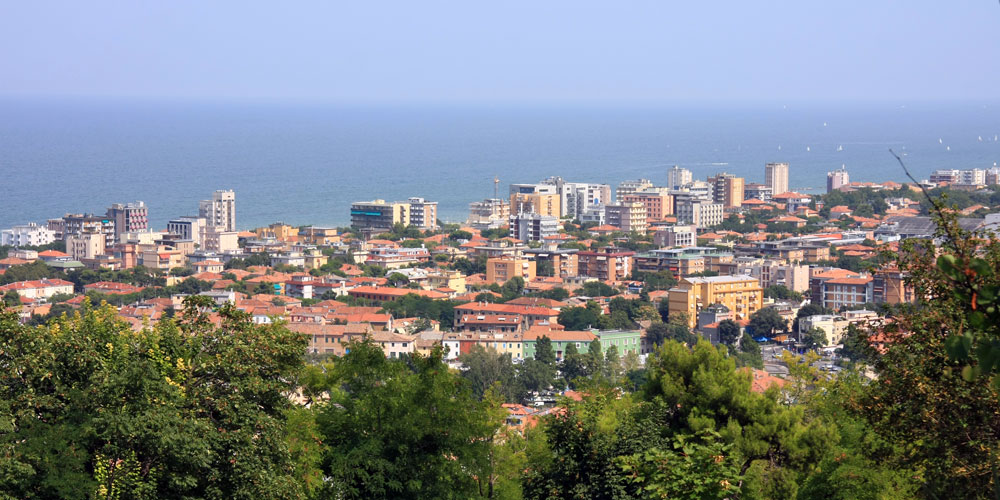
Pesaro.
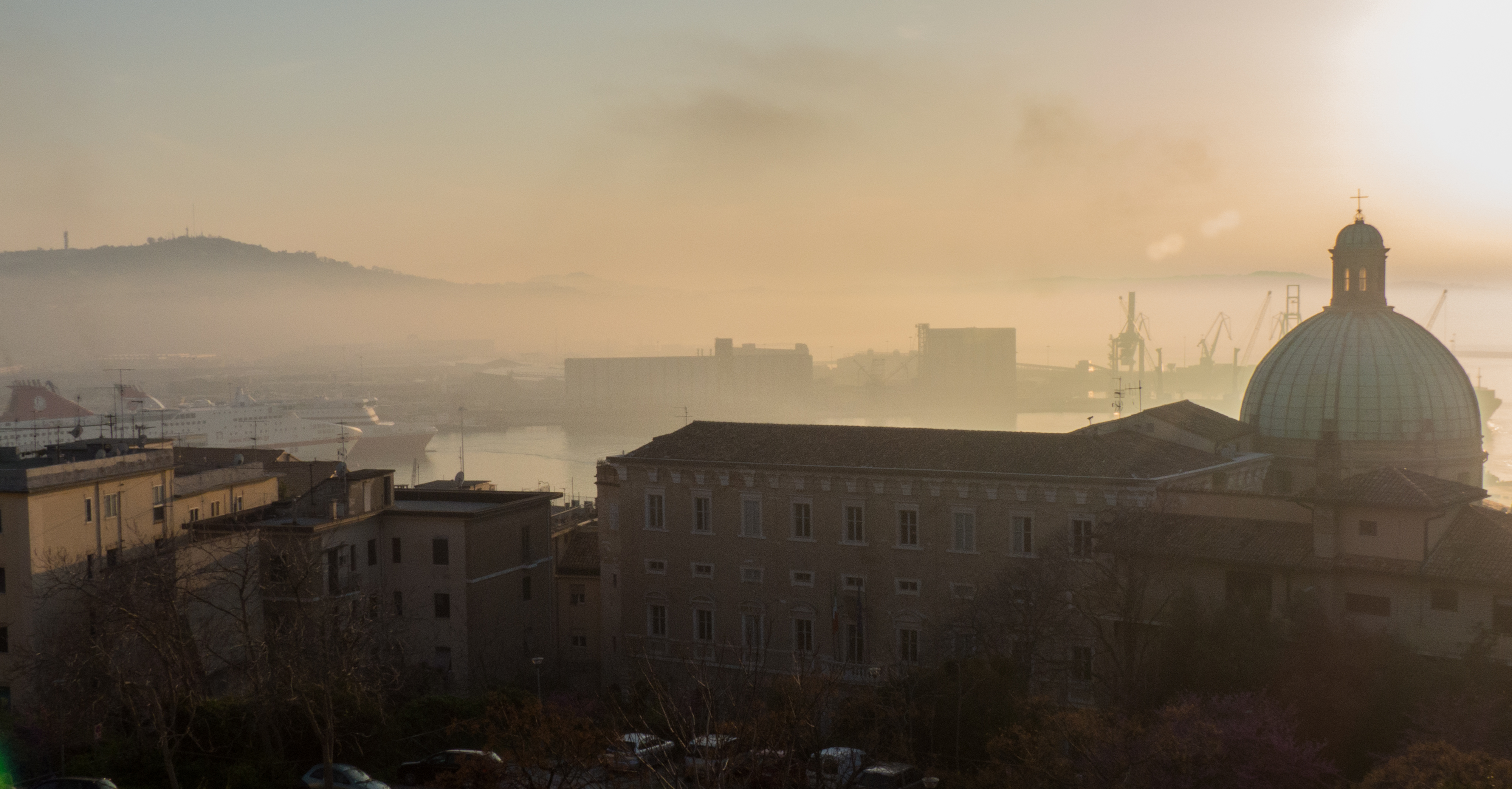
Ancona.
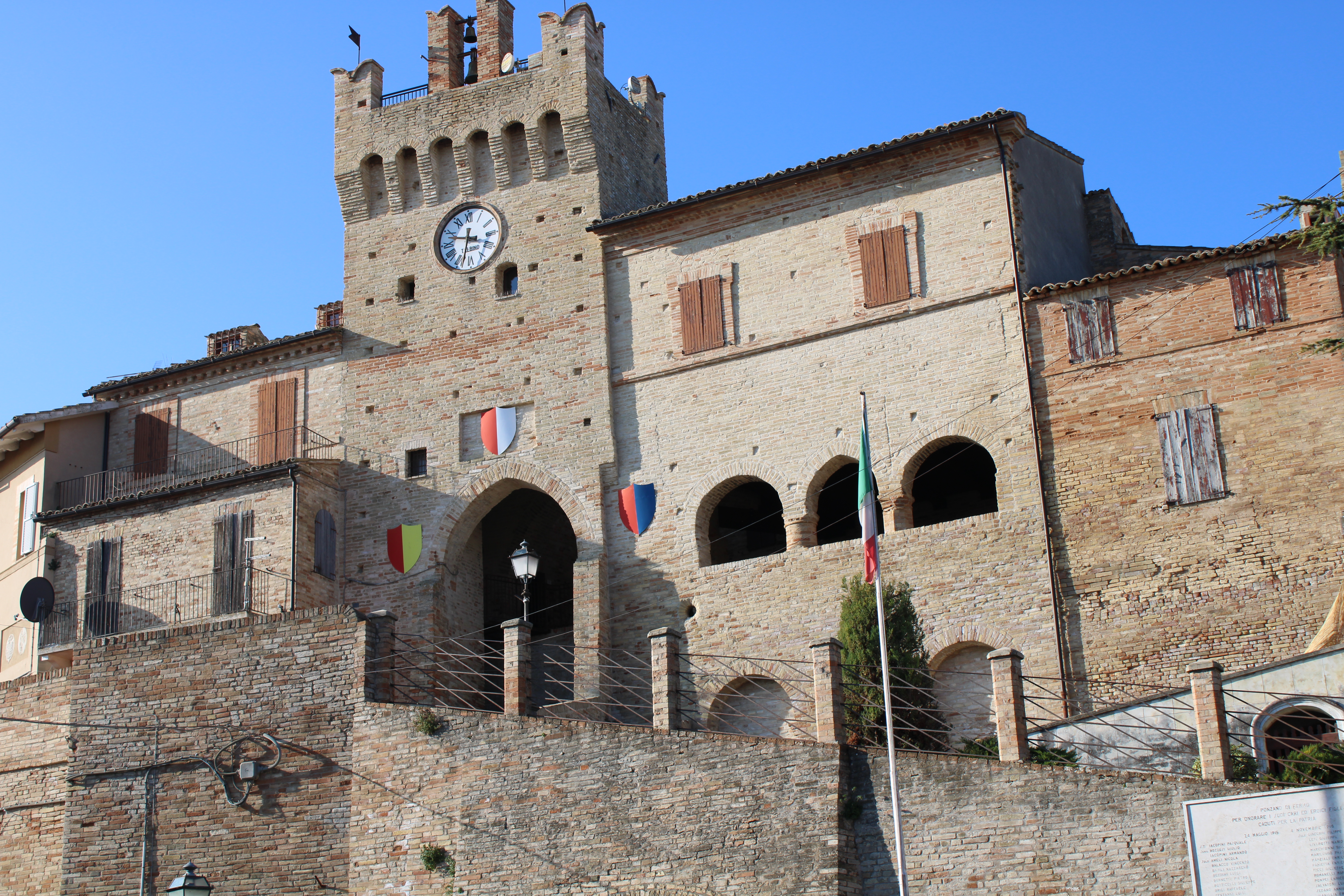
Fermo.
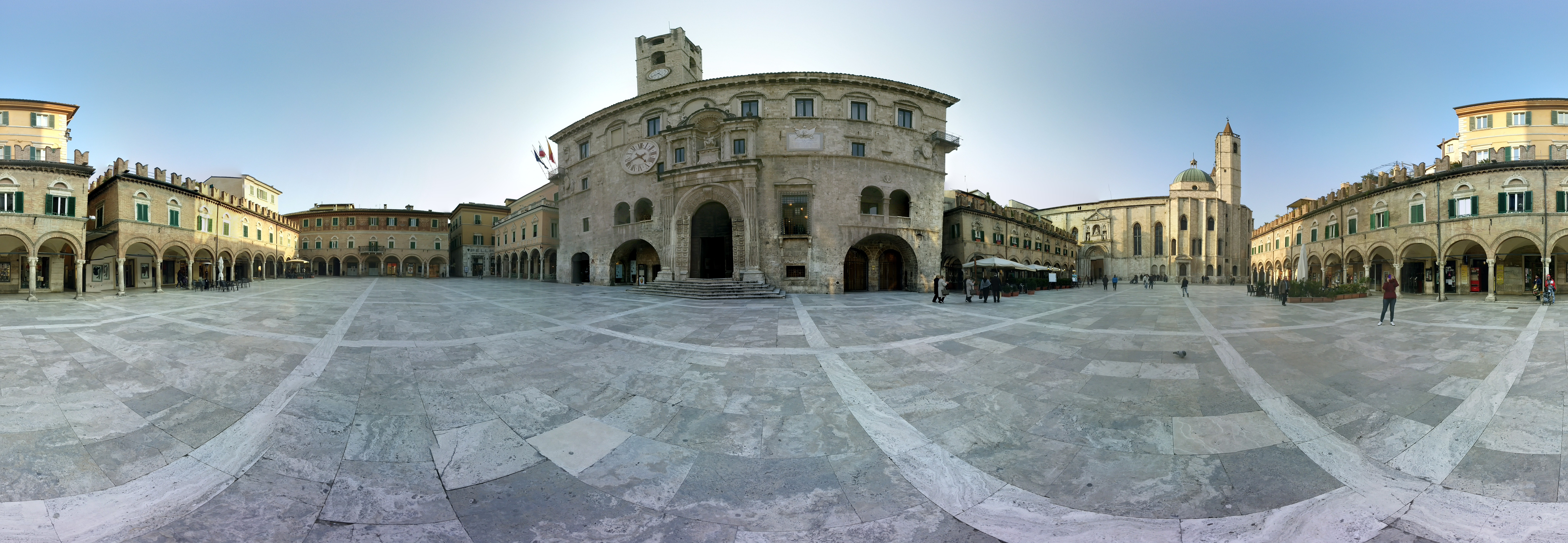
Ascoli Piceno.

### Villes d'art
- Arcevia
- Camerino
- Fabriano
- Fano
- Fossombrone
- Jesi
- Loreto
- Offida
- Osimo
- Recanati
- Ripatransone
- San Severino Marche
- Senigallia
- Tolentino
- Urbania

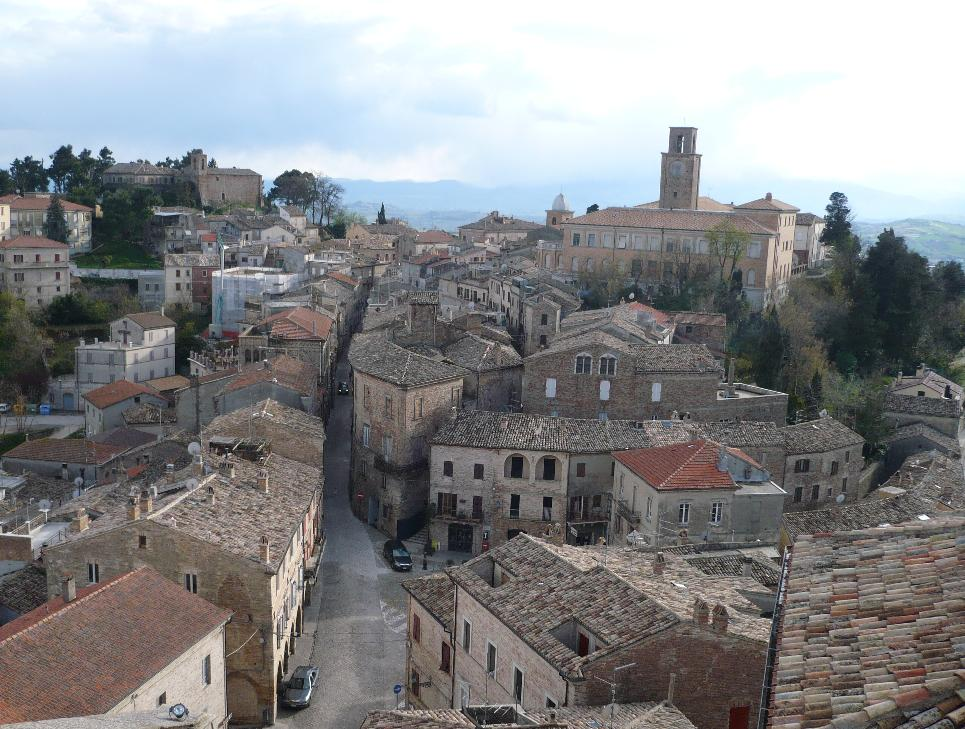
Ripatransone aussi appelée le Belvédère du Picenum.
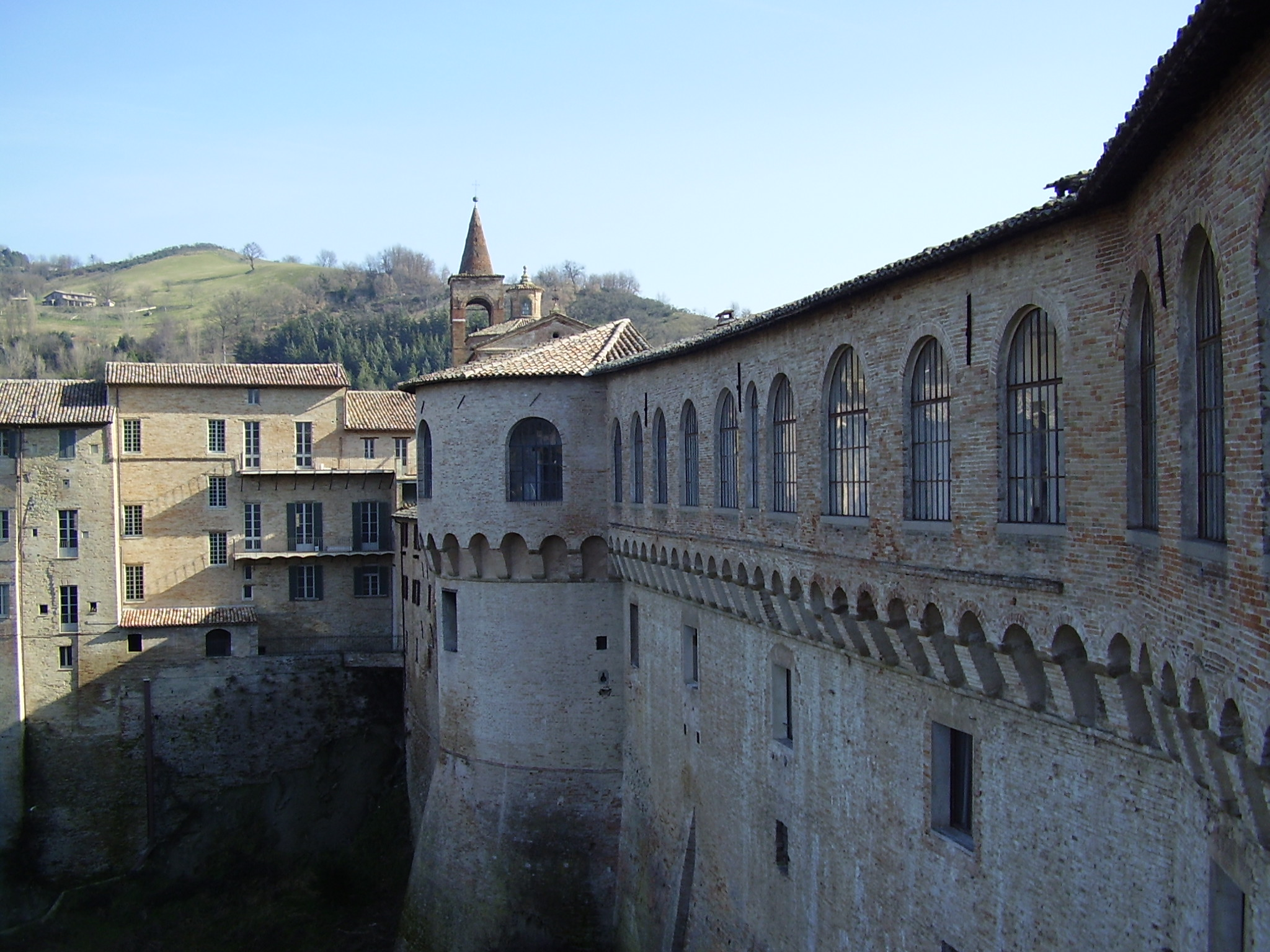
Urbania, Ville médiévale et une des capitales renaissantes de la Majolique (céramique).
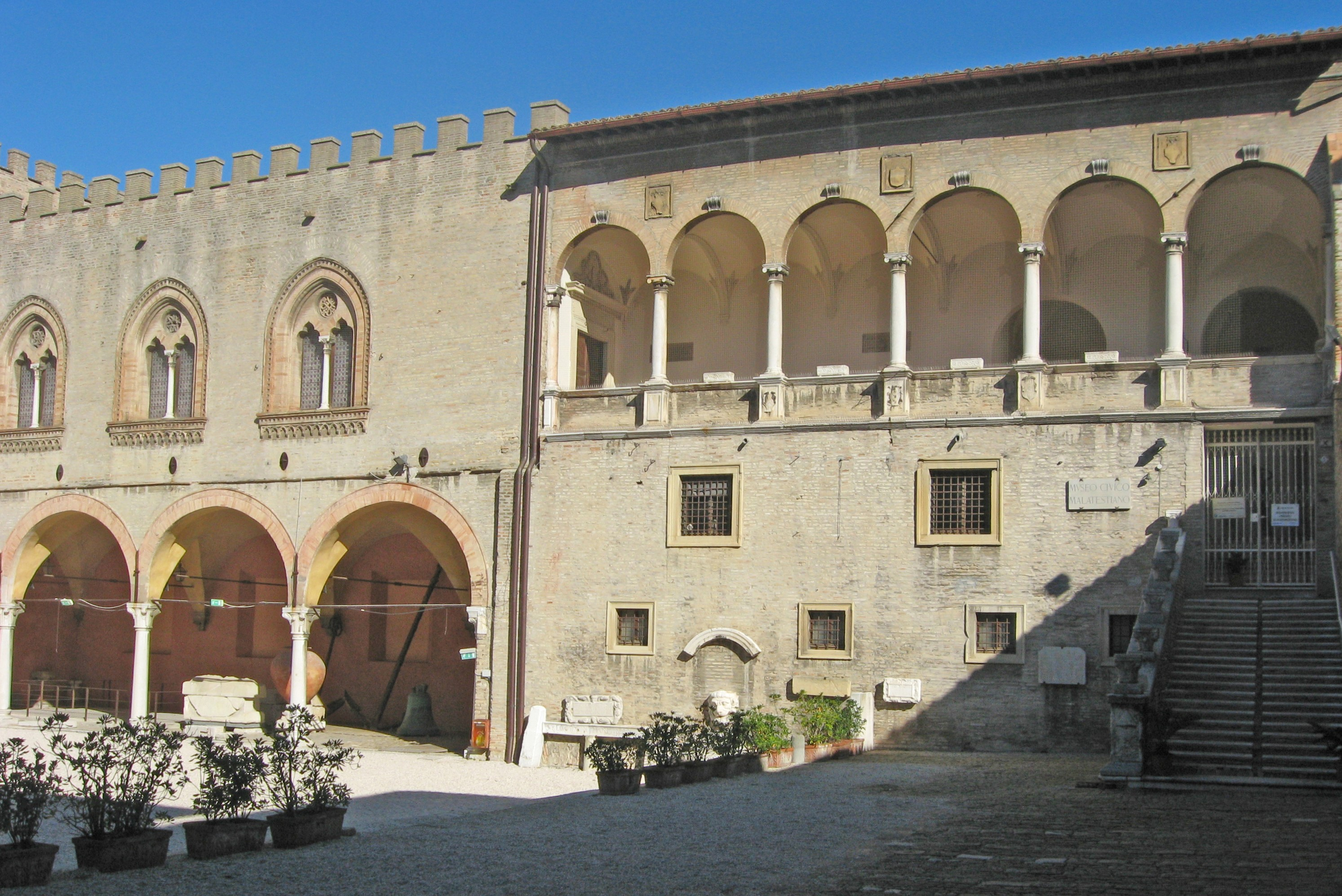
La Ville Romaine, Médiévale et Renaissante de Fano.
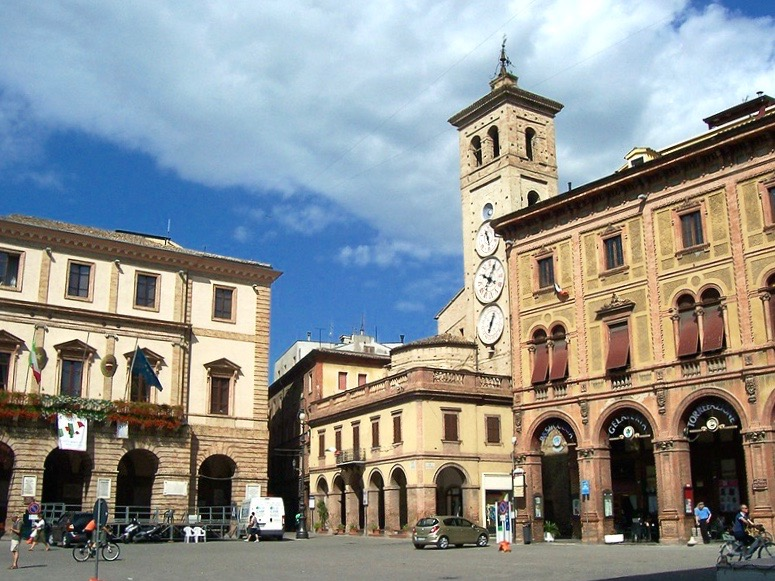
Tolentino, Ville historique du Traité napoléonien et des fresques médiévales du couvent saint Nicolas.

### Plus beaux villages d’Italie

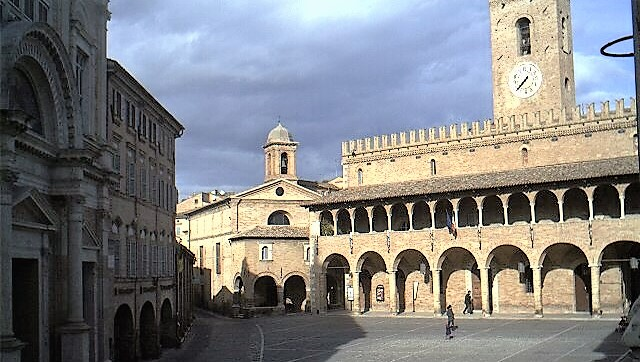
Offida.
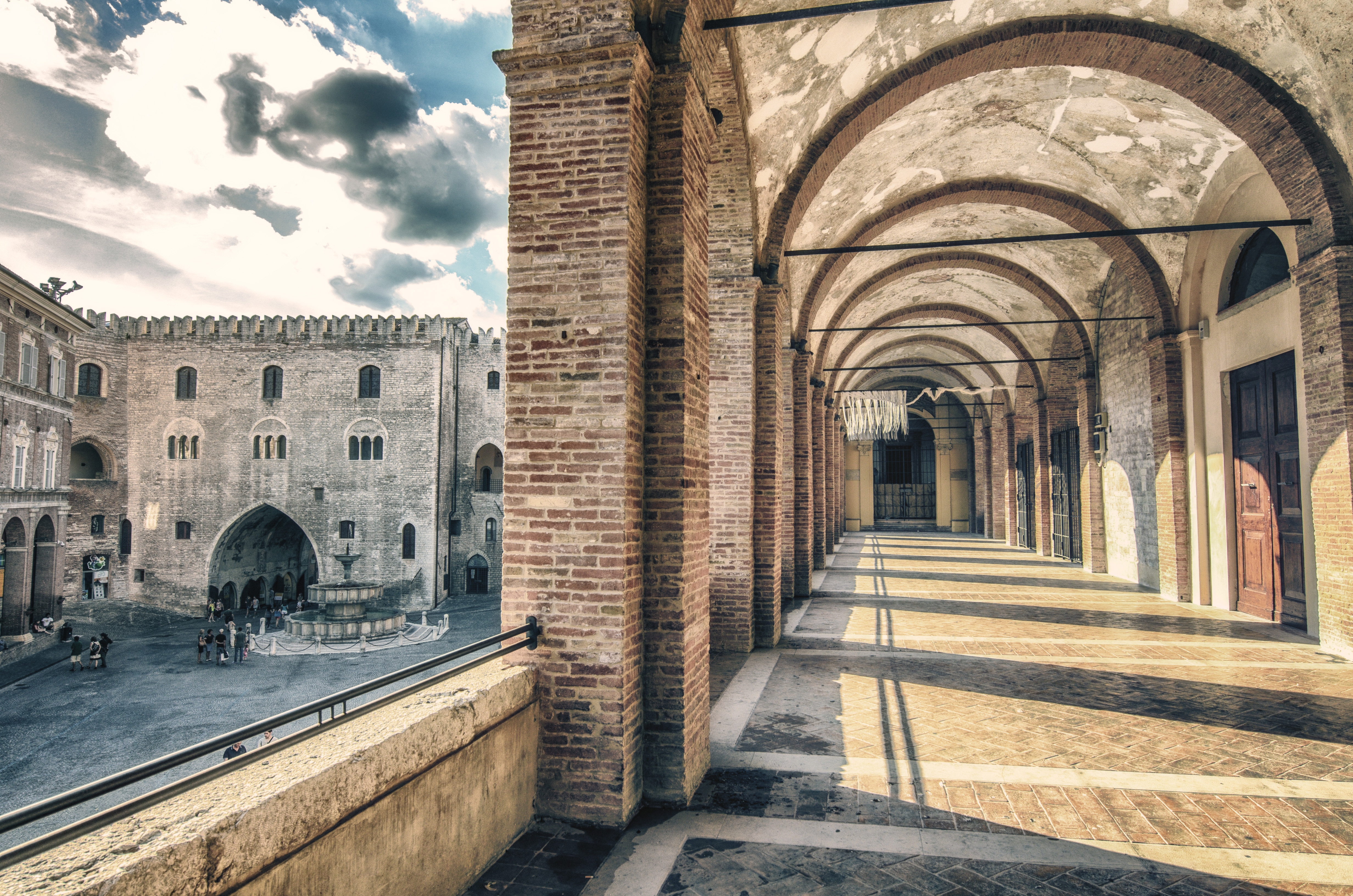
Fabriano.
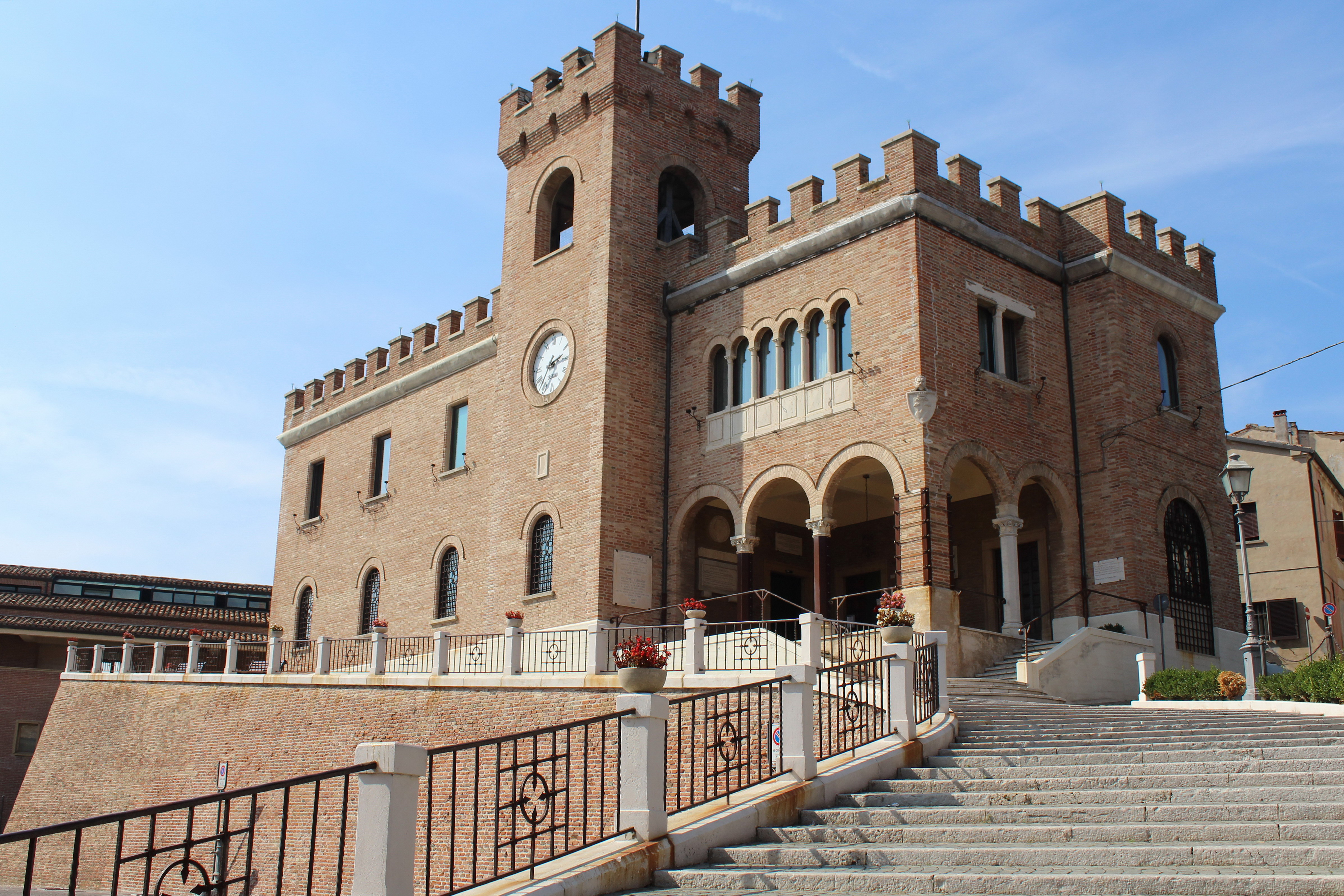
Mondolfo.
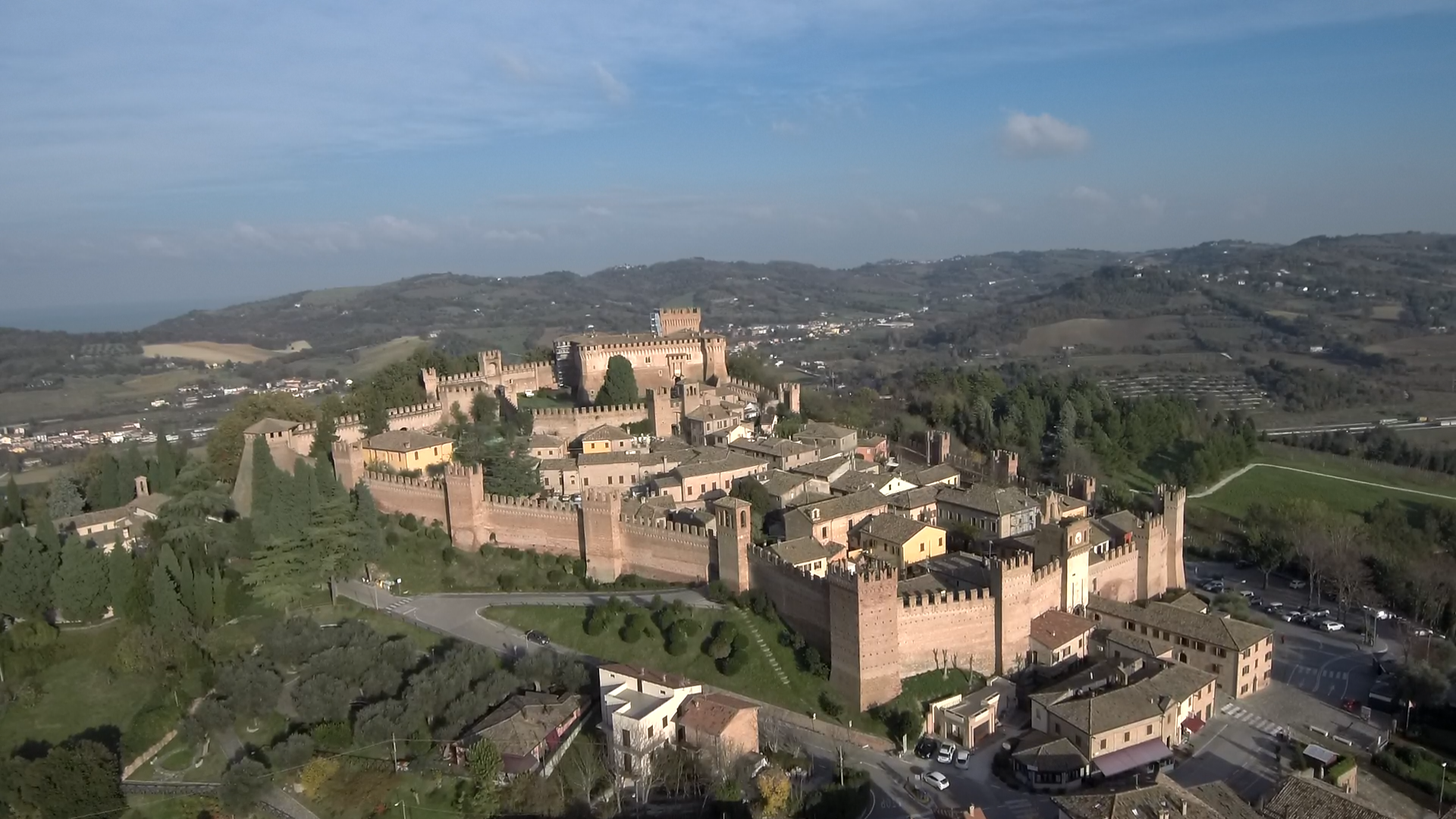
Gradara.

- Cingoli
- Corinaldo
- Esanatoglia
- Frontino
- Gradara
- Grottammare
- Macerata Feltria
- Matelica
- Mercatello sul Metauro
- Mondavio
- Mondolfo
- Monte Grimano
- Montecassiano
- Montecosaro
- Montefiore dell'Aso
- Montelupone
- Moresco
- Morro d'Alba
- Offagna
- Offida
- Pergola
- San Ginesio
- Sarnano
- Sassoferrato
- Servigliano
- Treia
- Visso

- Offida.
- Fabriano.
- Mondolfo.
- Gradara.

### Villes fortifiées
- Arcevia
- Belforte del Chienti
- Camerino
- Corinaldo
- Corridonia
- Gradara
- Jesi
- Loreto
- Macerata
- Montecassiano
- Montecosaro
- Montegranaro
- Montecarotto
- Montefortino
- Moresco
- Morro d'Alba
- Osimo
- Serra San Quirico
- San Ginesio
- Urbino

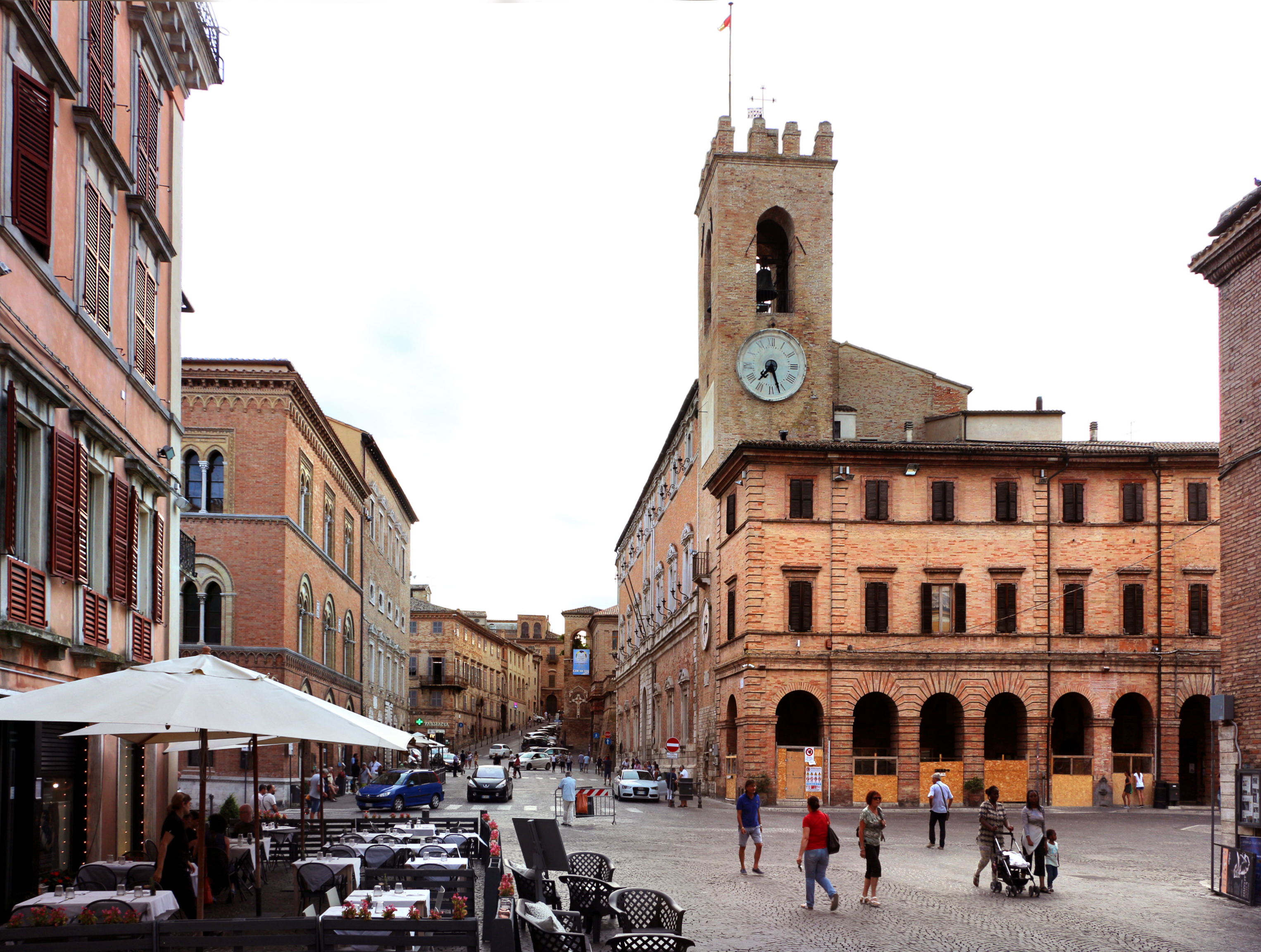
La Ville toute en montée d'Osimo surplombée par son jardin botanique avec sa vue panoramique exceptionnelle.
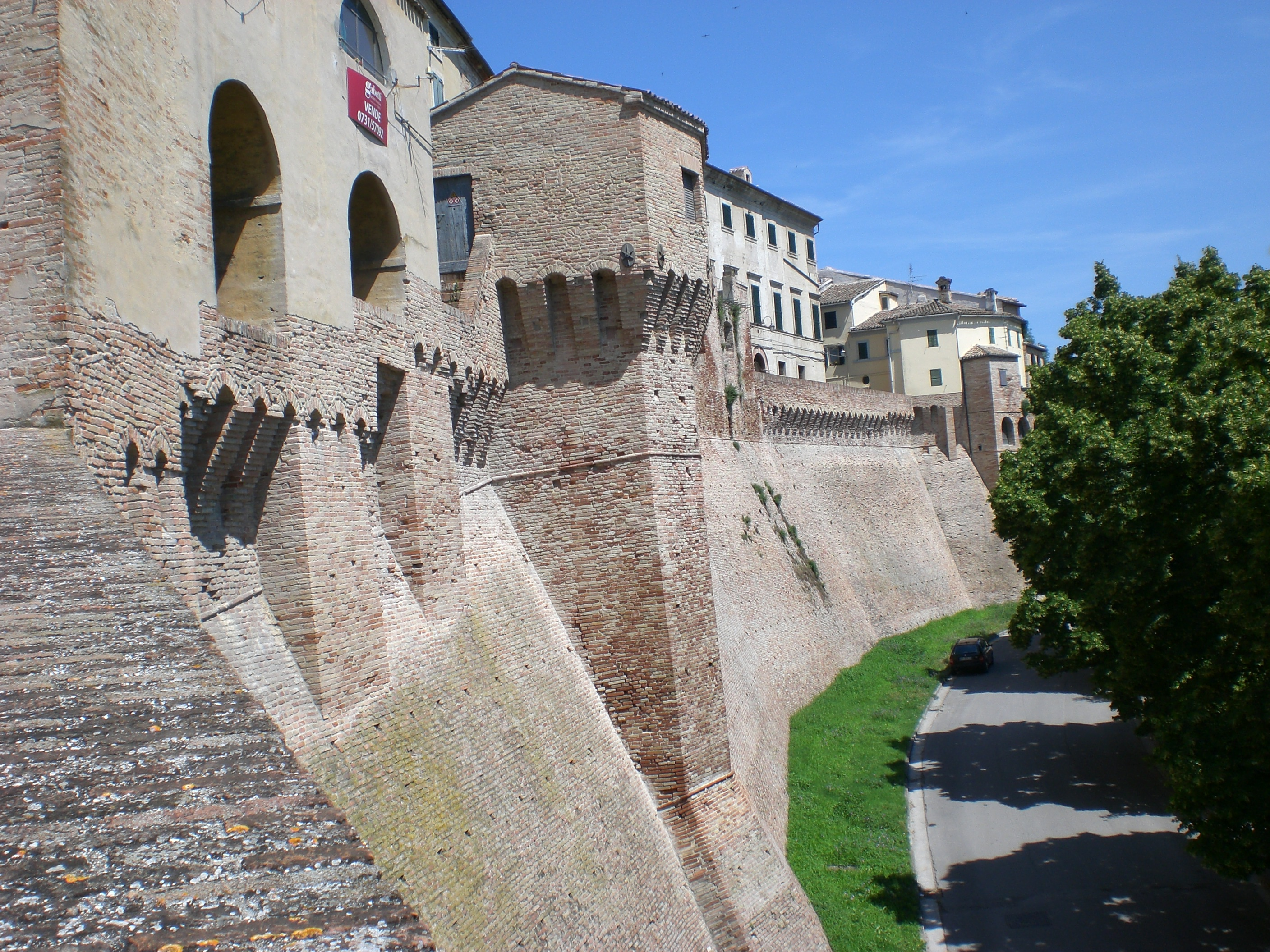
Jesi, ville d’Art et ville natale de Frédéric II et de Pergolèse.
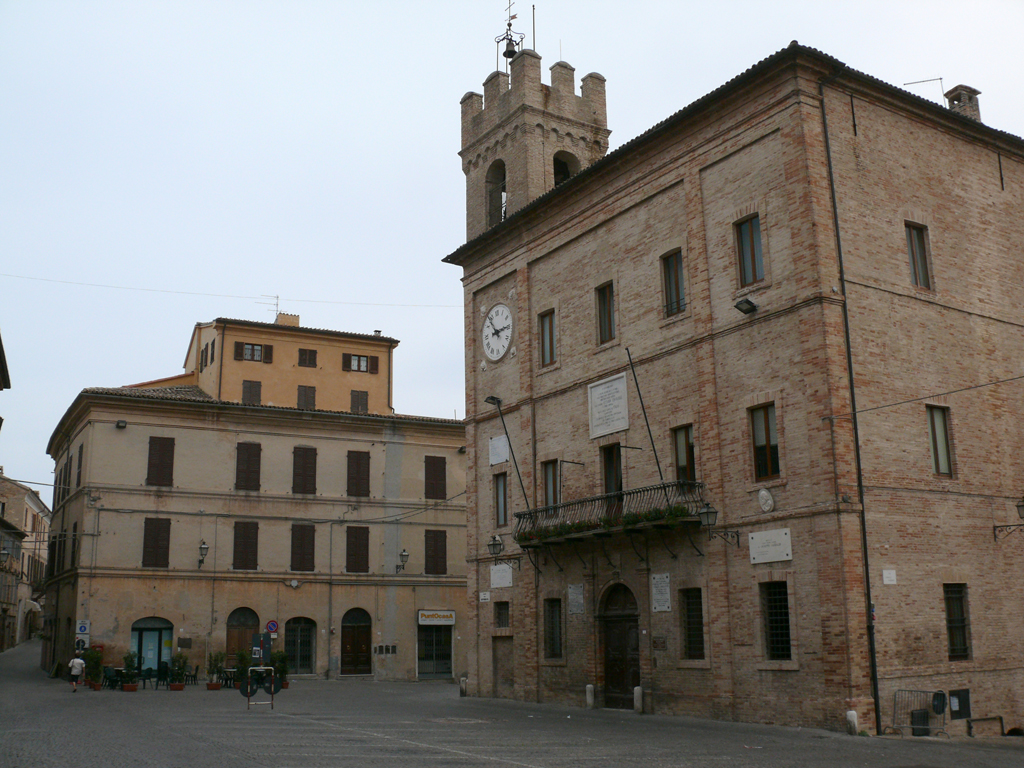
Castelfidardo, Ville de la célèbre Bataille de Castelfidardo et capitale de l’accordéon.
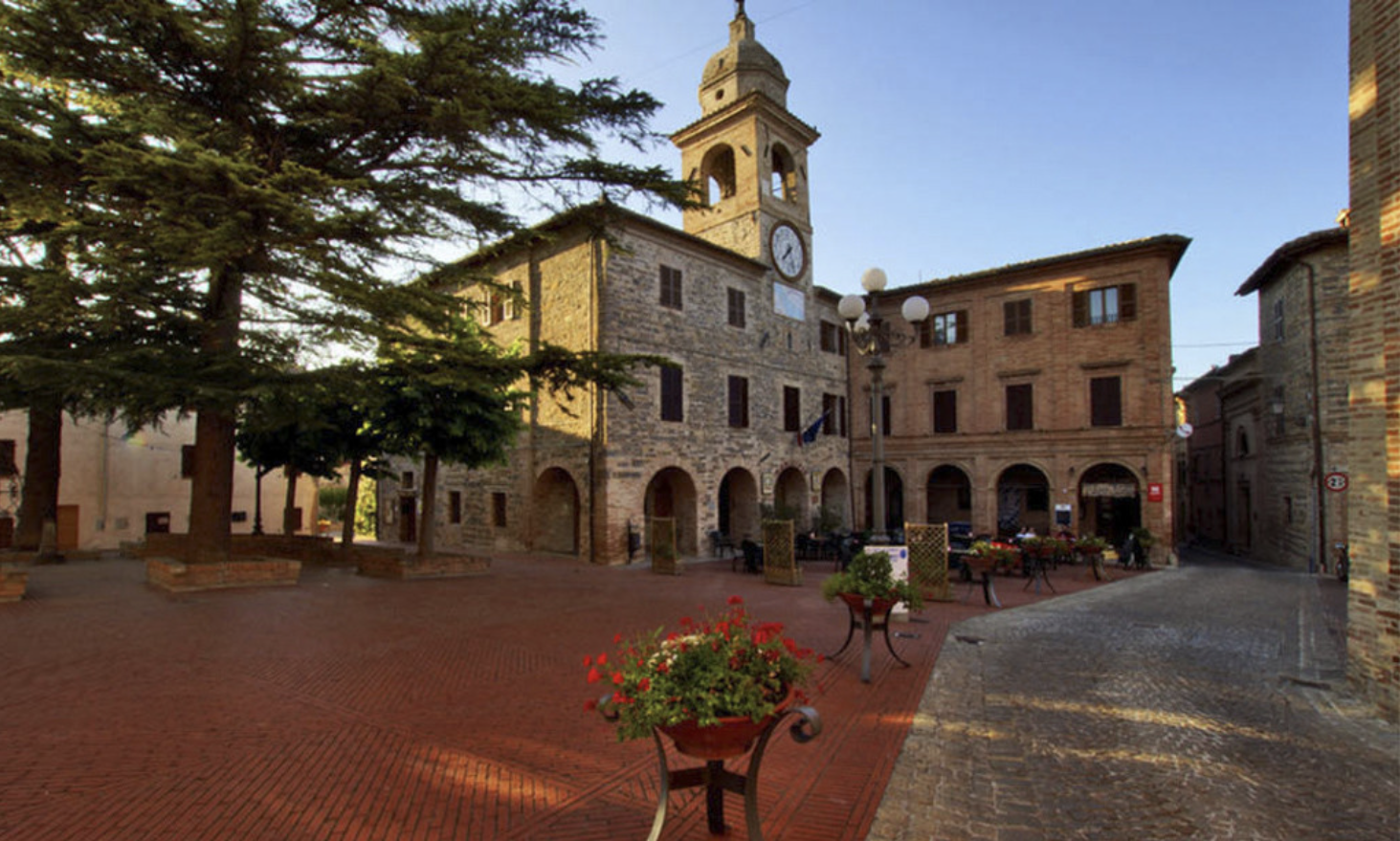
Belforte del Chienti

### Autres villes et villages d'intérêt
- Cagli pour les restes du complexe fortifié de Francesco di Giorgio Martini.
- Camerano (à ne pas confondre avec Camerino, dans la province de Macerata), pour sa ville souterraine.
- Monte San Giusto pour les admirateurs de Lorenzo Lotto, et son retable de la Crucifixion en l’église Santa Maria della Pietà in Telusiano.
- Sant'Elpidio A Mare pour sa tour du XIIIe siècle et la monumentale Mostra d'Altare baroque en l'honneur de la Madone de Lorette en l'église Sant'Elpidio Abate.
- Sassocorvaro pour la Forteresse zoomorphe du même Francesco di Giorgio Martini.

### Villas
- Villa Imperiale à Pesaro (édifice de la Renaissance qui a été construit entre les xve et xvie siècles sur un projet de Gerolamo Genga)
- Villa Ruggeri à Pesaro. (villa de style art nouveau de Giuseppe Brega)
- Villa Caprile, (autrefois connue sous le nom de Villa Mosca) est un palais rural baroque situé sur la route de Caprile, à l'extérieur de la Porte Rimini, à la périphérie de Pesaro, dans la région des Marches, en Italie.
- Villa Buonaccorsi à Potenza Picena (villa du XVIIIe siècle construite à partir d'un édifice du XVe siècle par un des premiers collaborateurs de Luigi Vanvitelli)

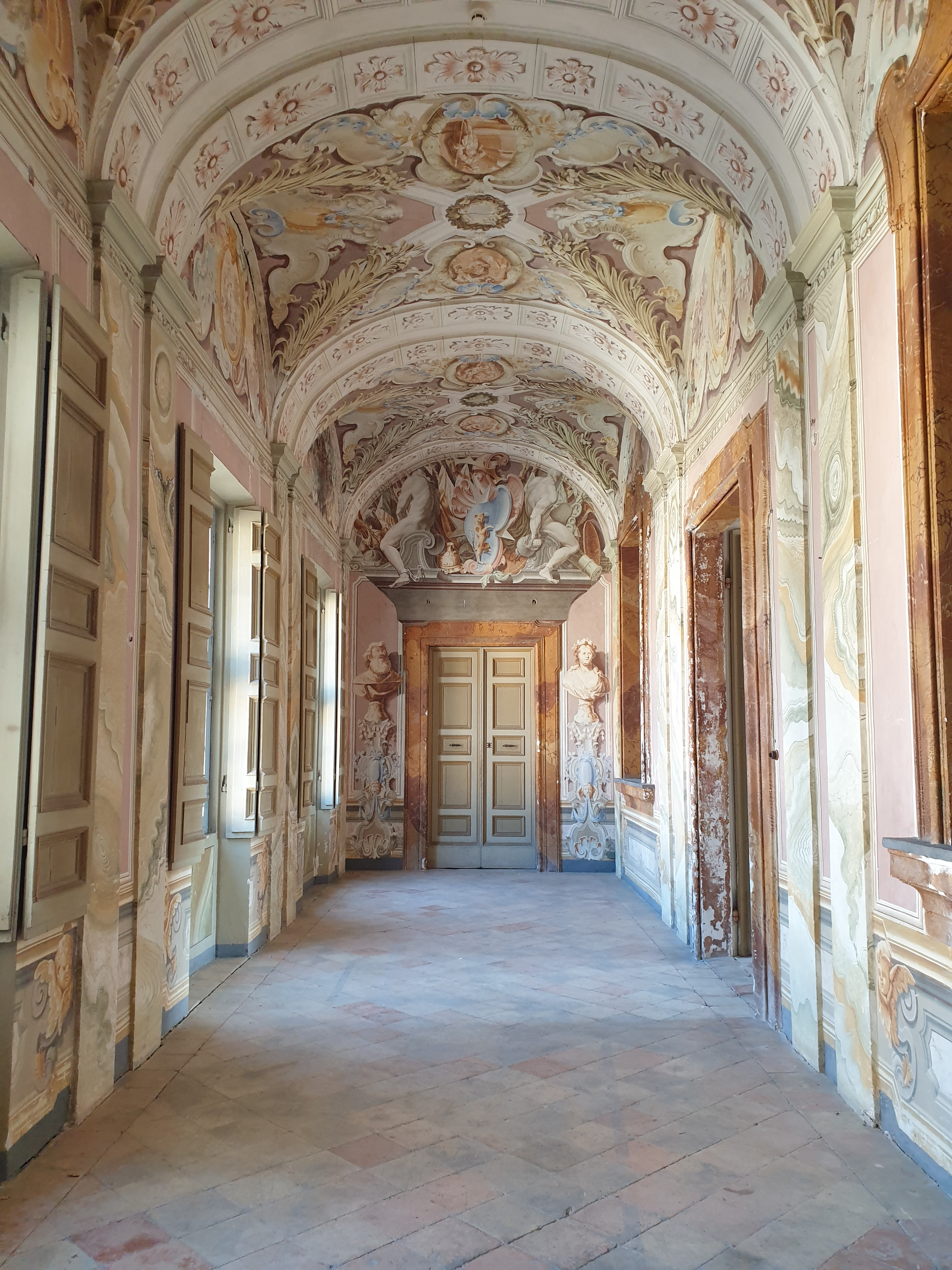
Loggia peinte de la Villa Buonaccorsi
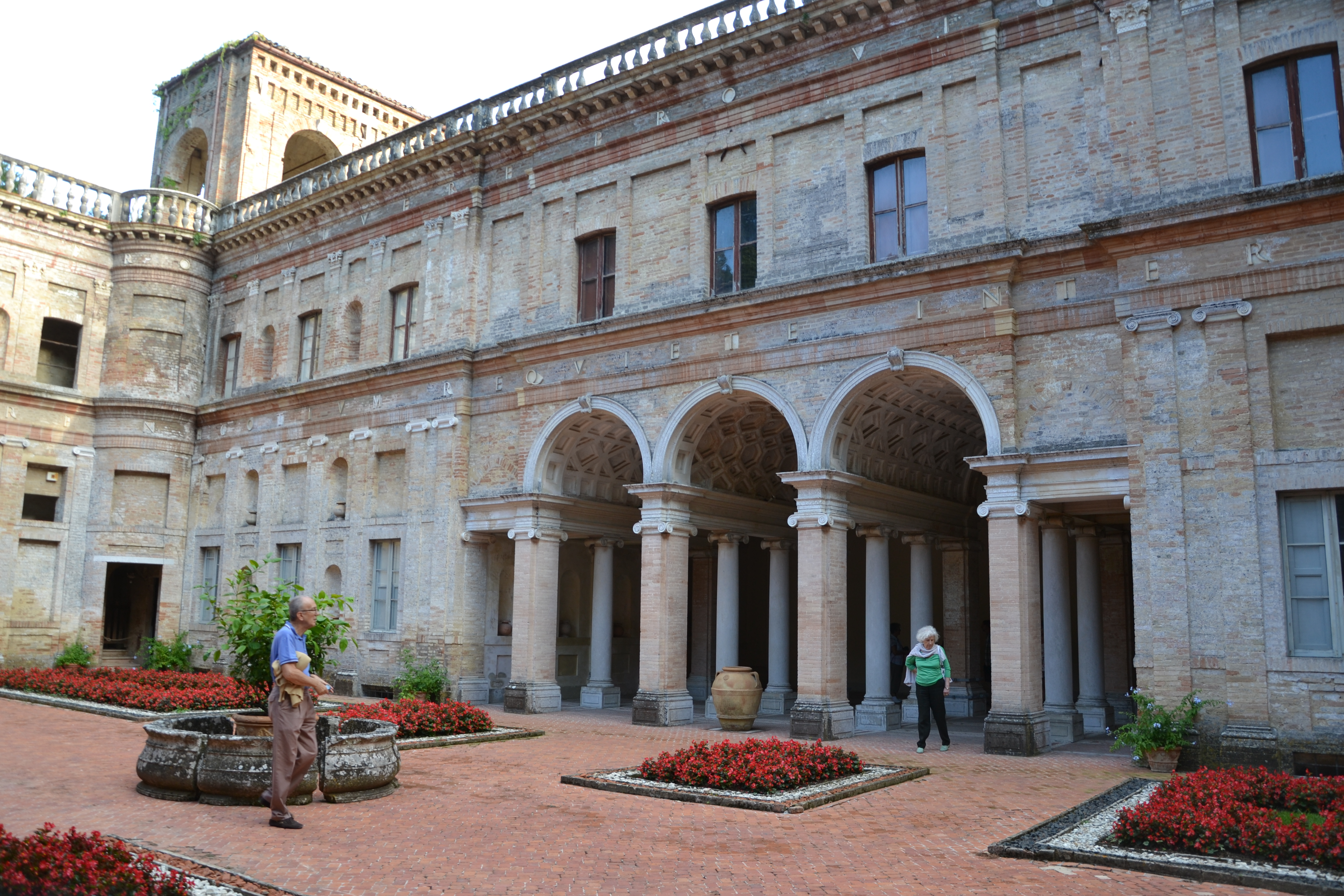
Villa Imperiale de Pesaro
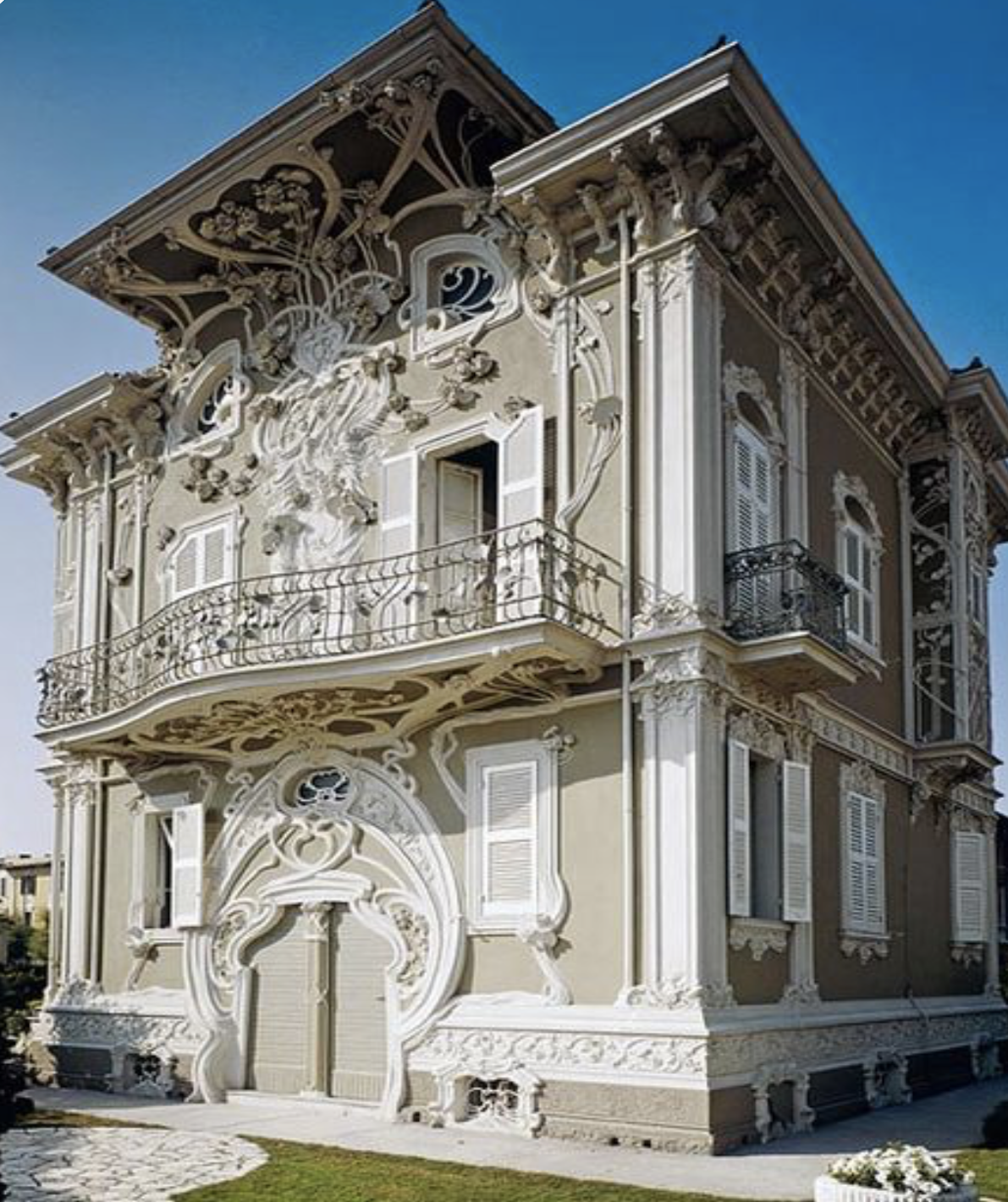
Villa Ruggeri de Giovanni Brega (1902)

## Tourisme
Les Marches comportent 180 km de côtes, de nombreuses plages, 26 localités en bord de mer Adriatique, le port maritime d'Ancône et neuf ports de plaisance ; une chaîne montagneuse aux nombreux sommets supérieurs à 2 000 m, 35 pistes de ski réparties sur quatre stations, 500 places et plus de mille monuments significatifs ; une centaine de villes d'arts, 28 villages classés parmi les plus beaux Villages d'Italie par l’Association nationale italienne ANCI, des milliers d'églises, dont 200 romanes, et 163 sanctuaires, 34 sites archéologiques romains et médiévaux, 71 théâtres historiques ; la plus grande densité, en Italie, de musées et de pinacothèques (265 sur 265 communes), 315 bibliothèques qui gardent plus de quatre millions de livres ainsi que de nombreuses aires protégées dont 2 parcs nationaux, 4 réserves naturelles et 15 forêts domaniales.

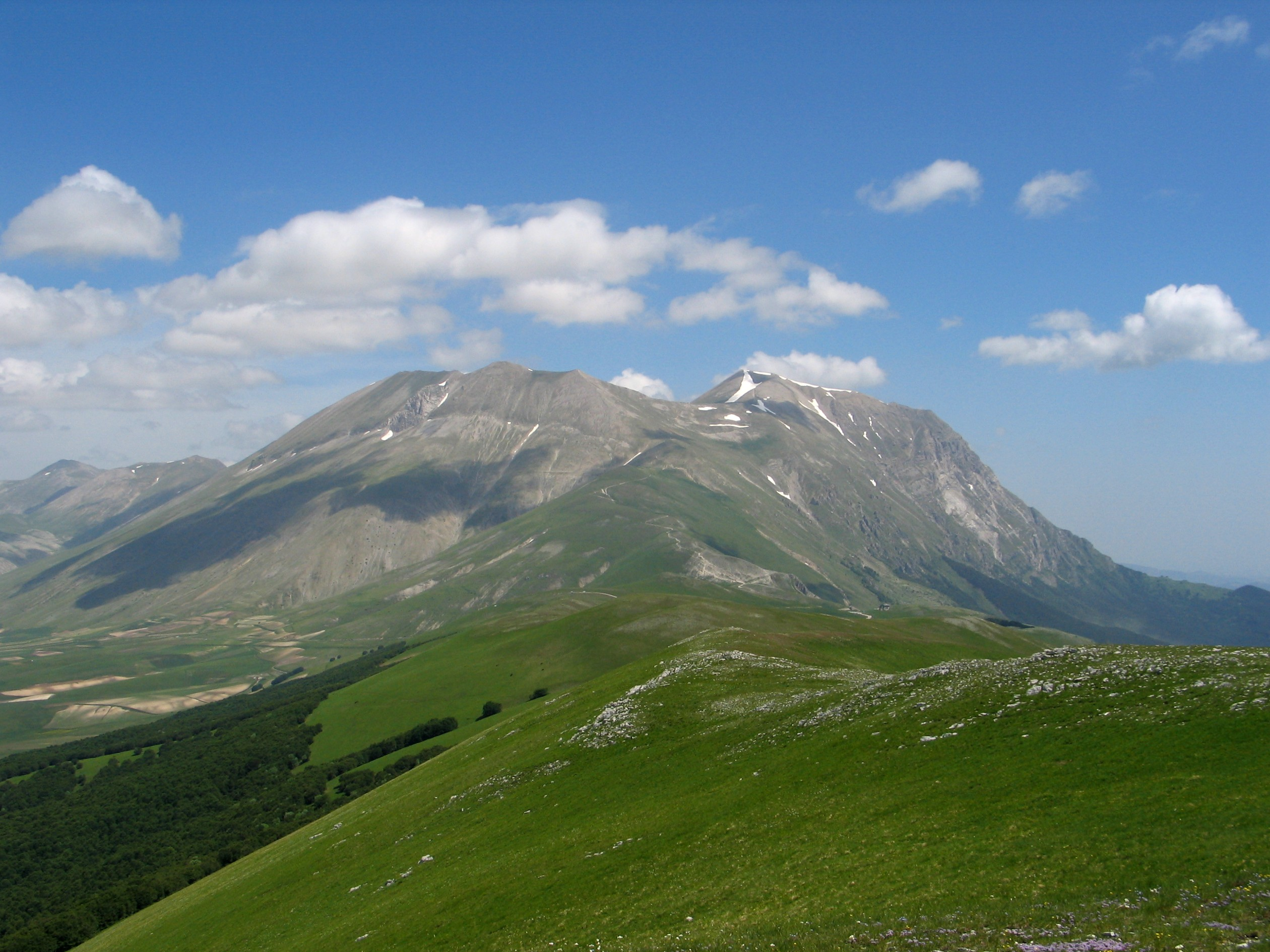
Mont Vecteur - 2 476 mètres.
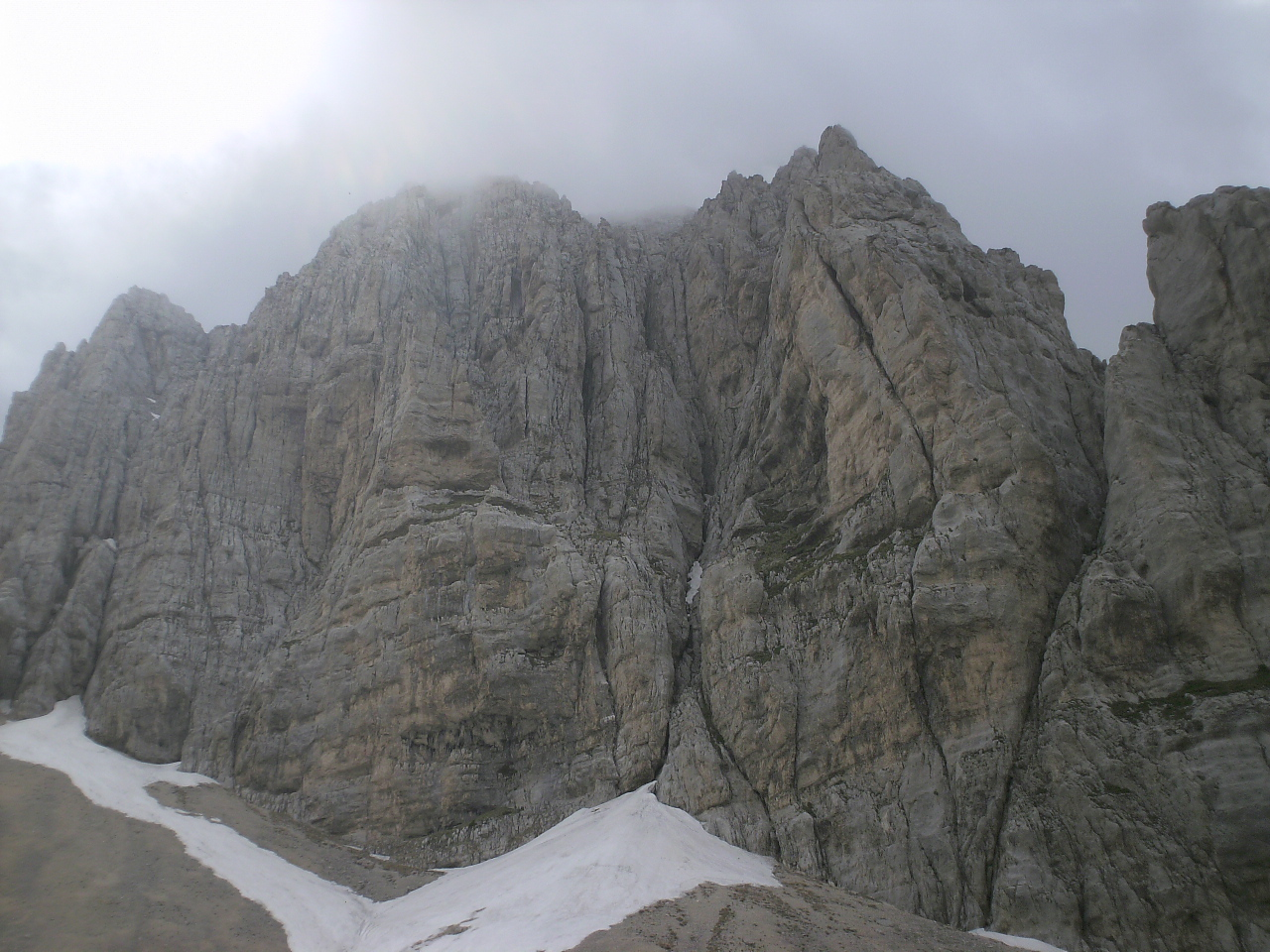
Le pic du diable du mont Vecteur.
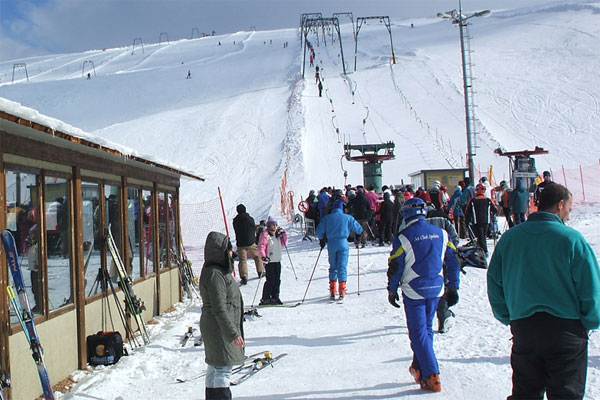
Ski à Monte Prata.
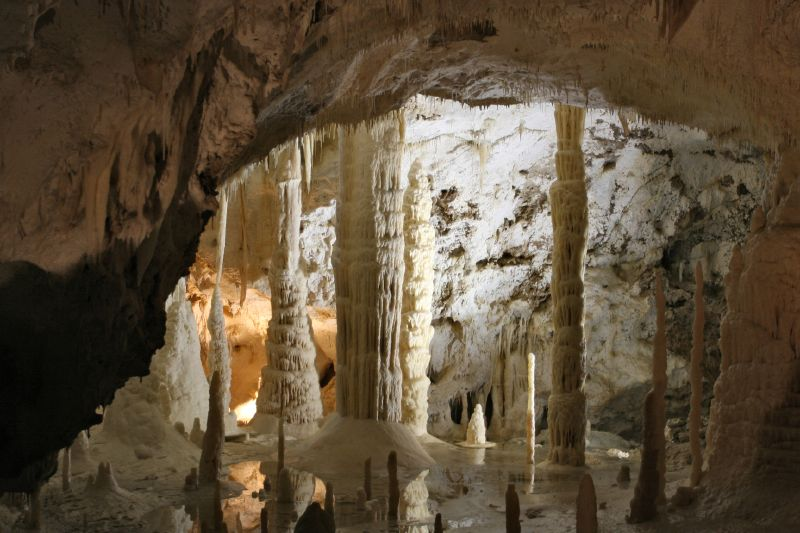
Grottes de Frasassi.
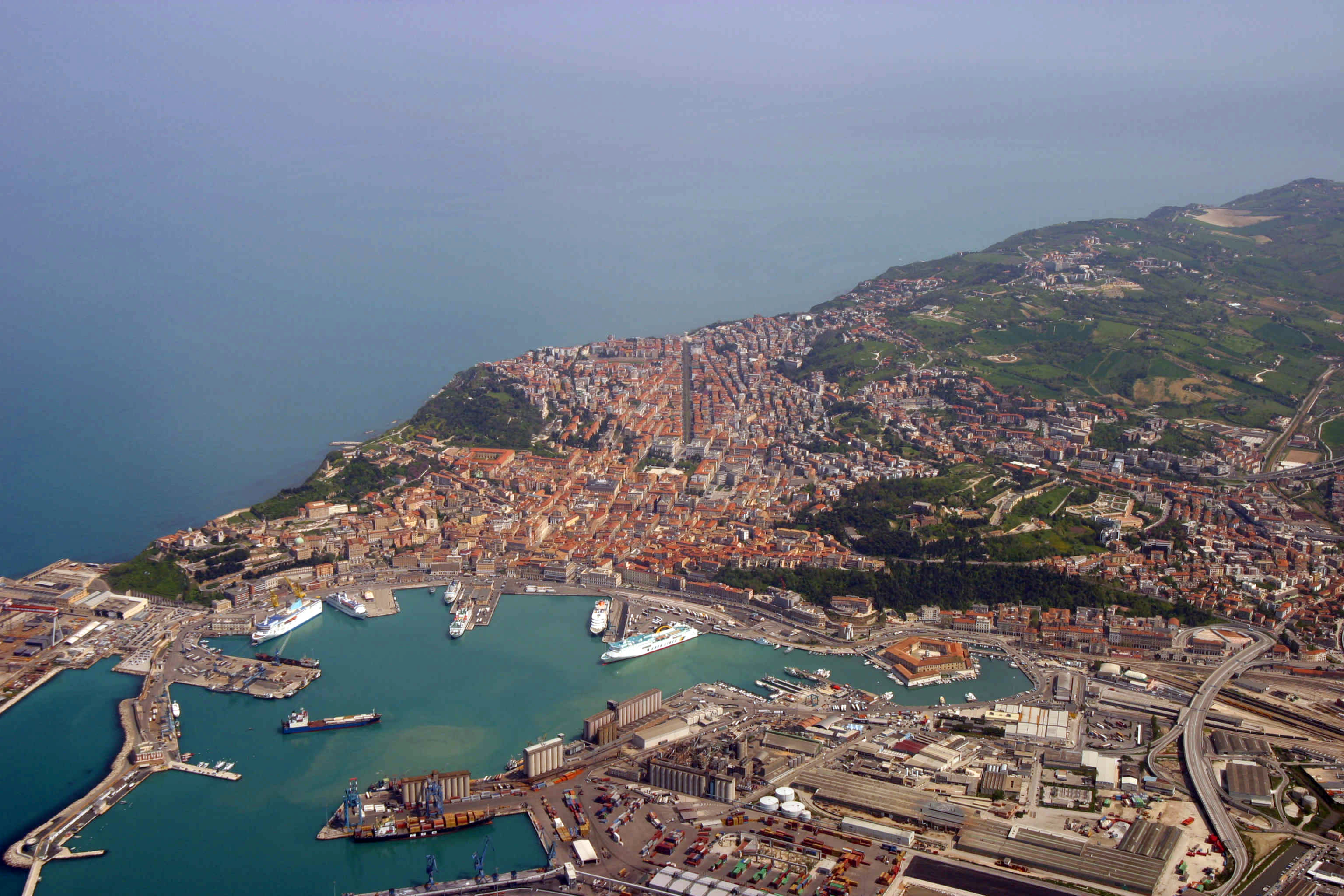
Port d'Ancône.
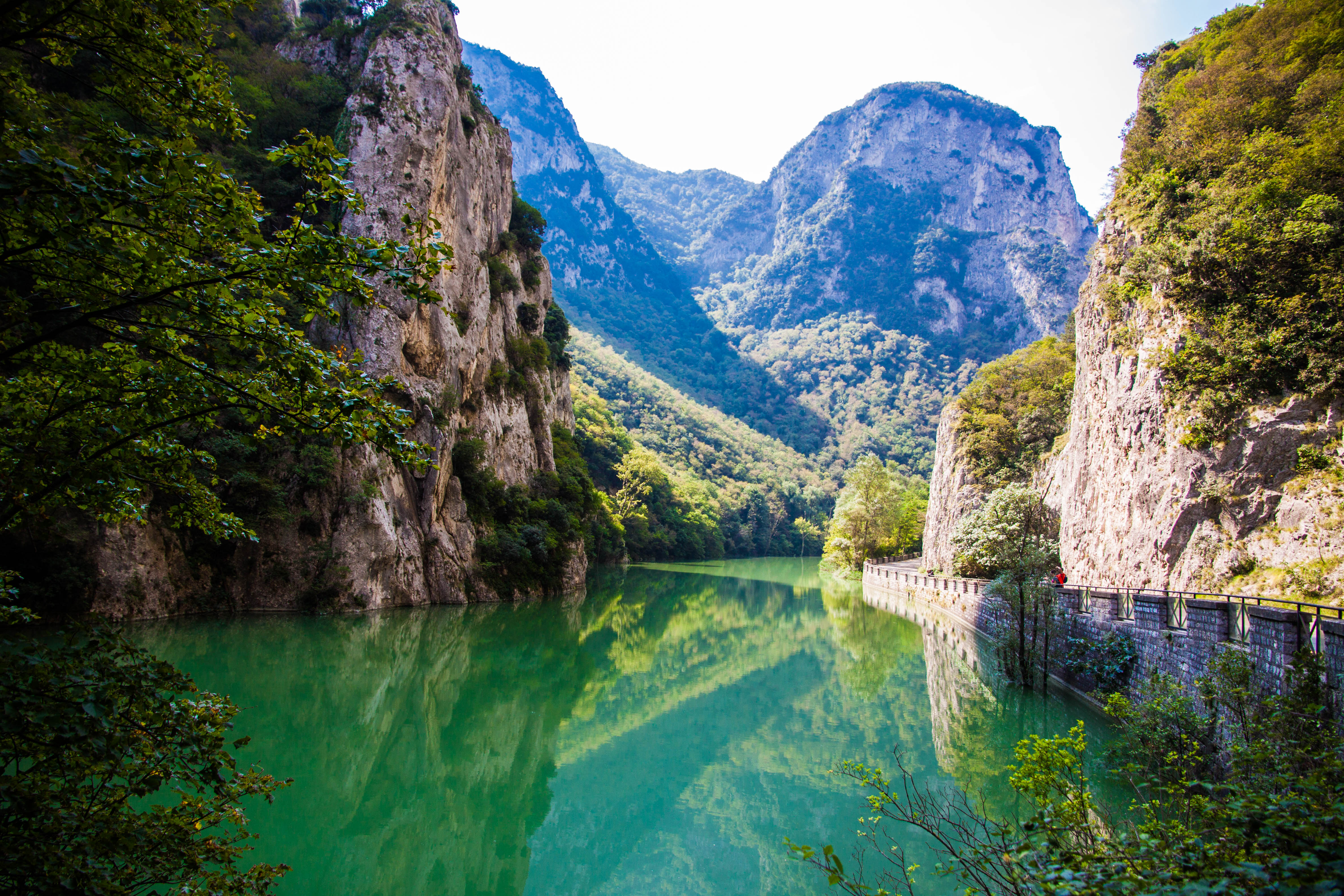
Gorges du Furlo et son Tunnel d'époque romaine.
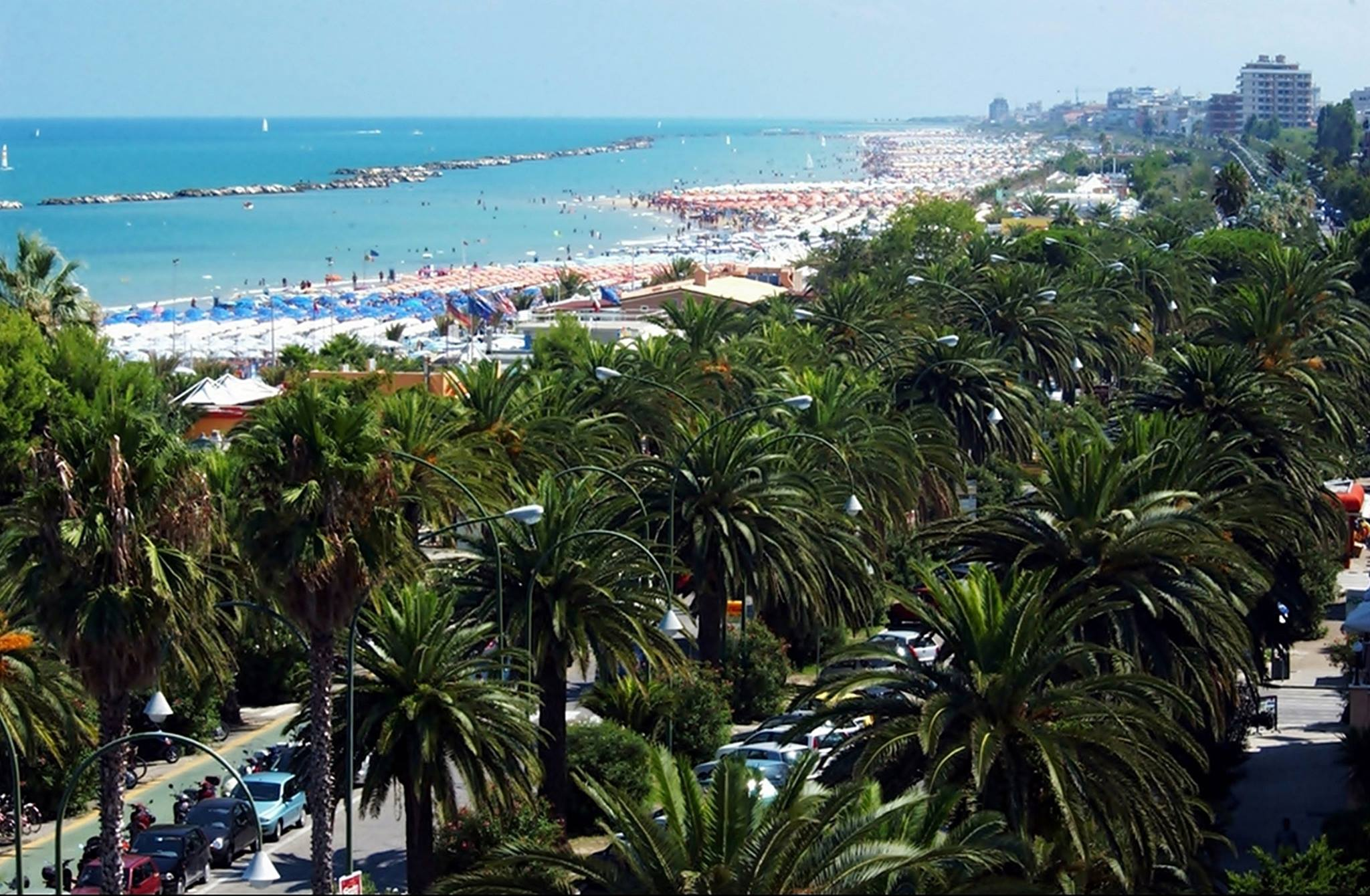
Front de mer de San Benedetto del Tronto.
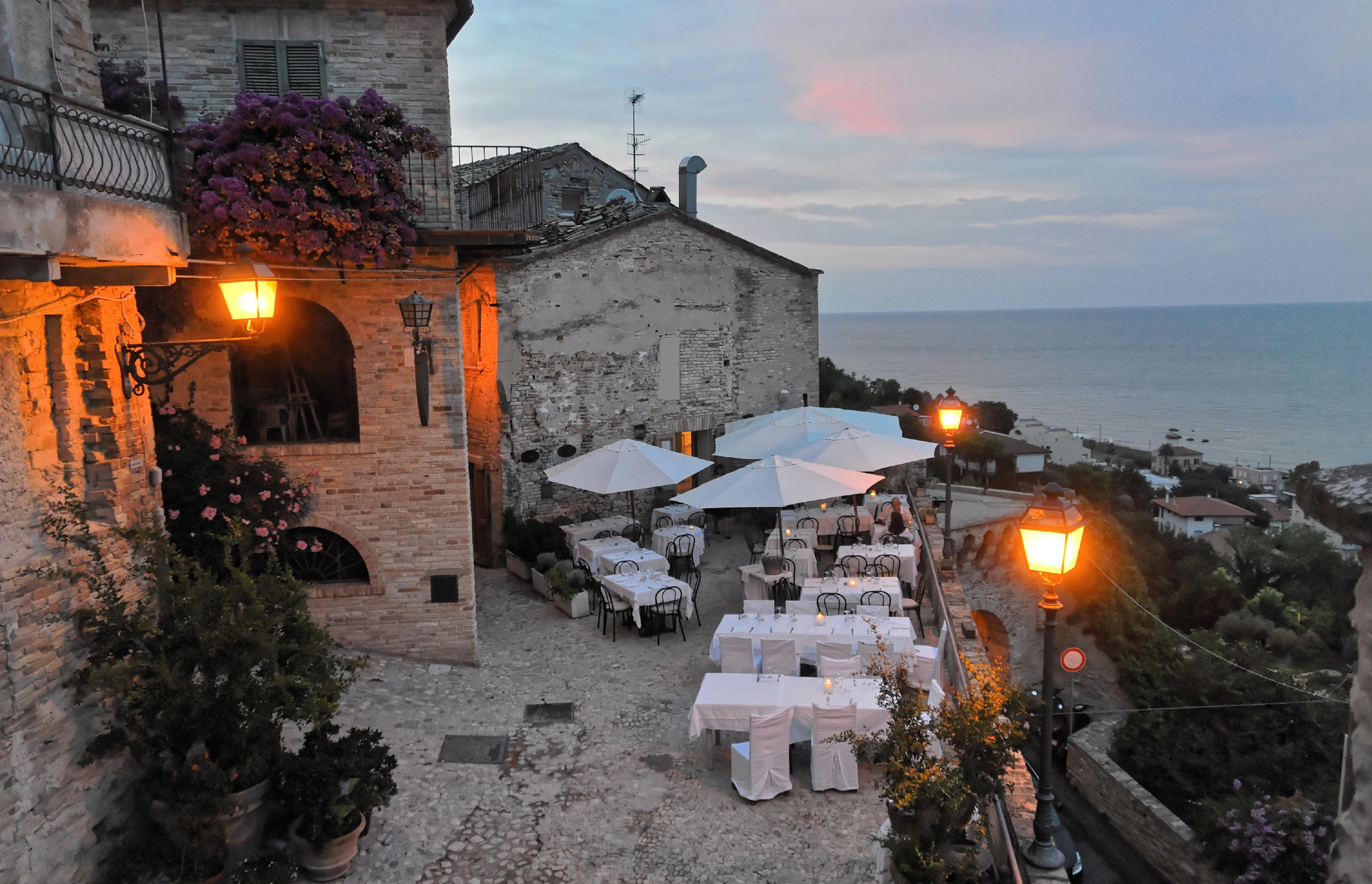
Grottammare, ville du pape Sixte V.
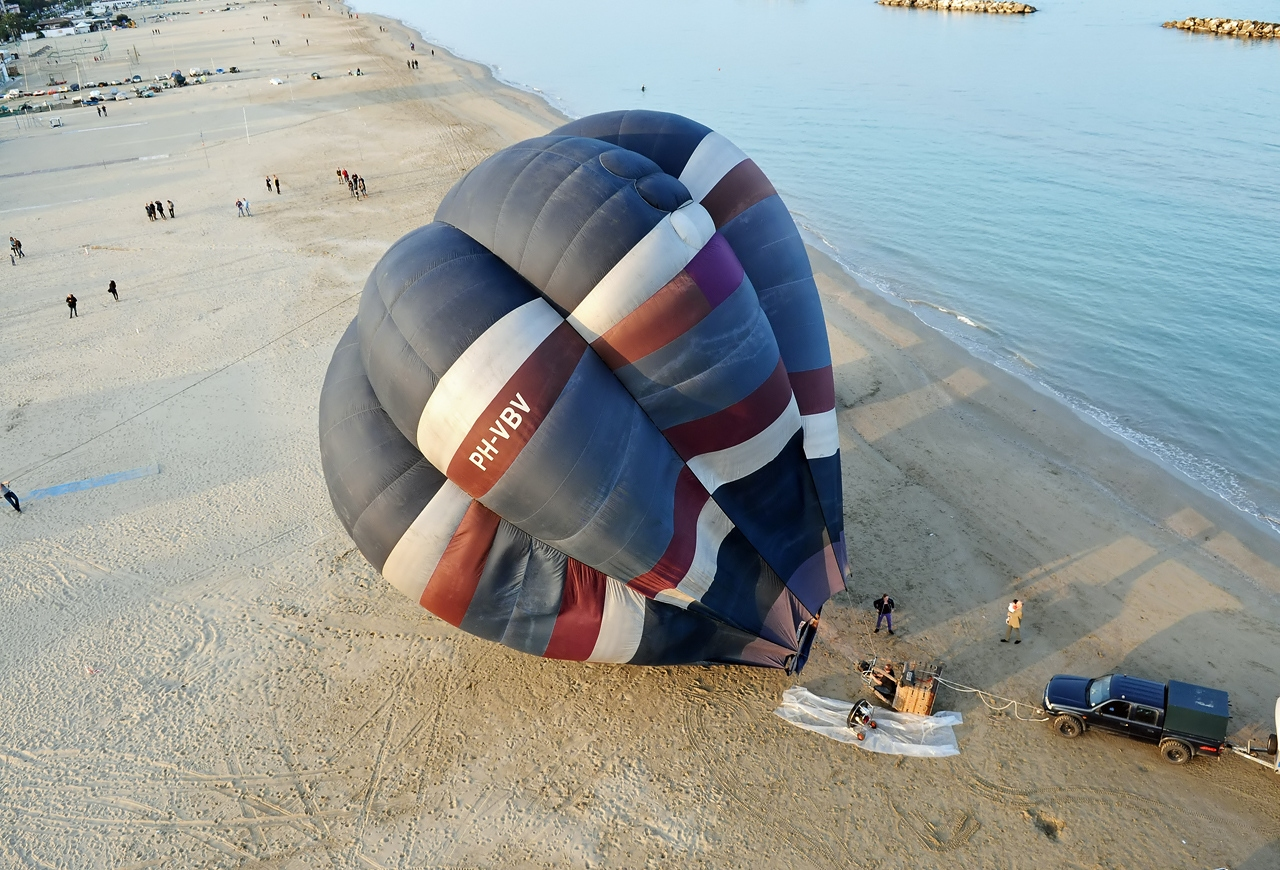
Montgolfière, Porto San Giorgio.
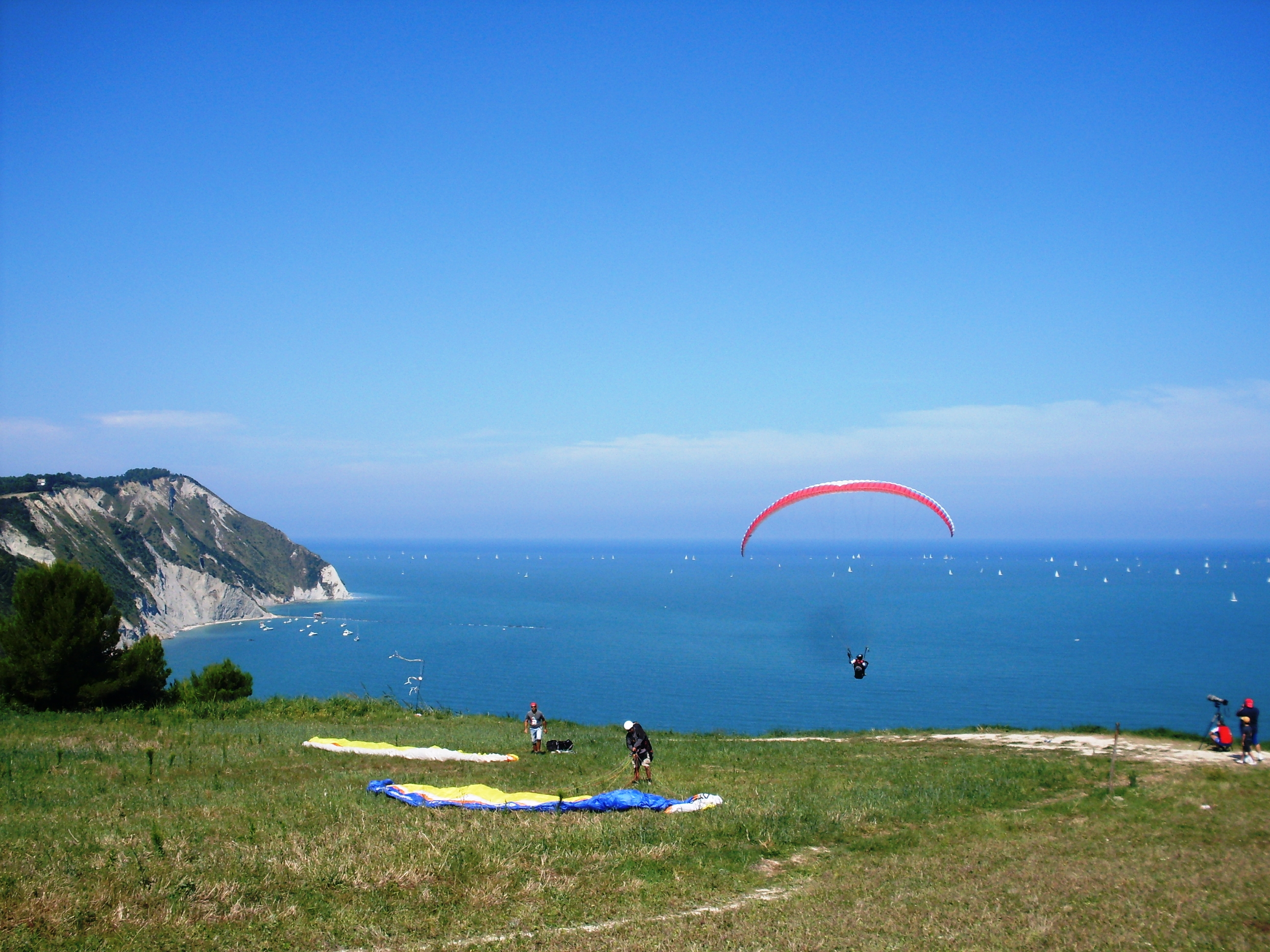
Parapente à Portonovo.

## Festivals, événements culturels
L'année des Marches est ponctuée par un grand nombre de fêtes religieuses, médiévales, de foires locales culturelles et culinaires. Pratiquement chaque commune de la région possède son Palio, l’épreuve-phare de ces journées de fêtes se décline sous une forme spécifique pour chacune des villes de la région, lui conférant son identité-propre. Par exemple : La corsa del Drappo à Lorette est une course de côte pour chevaux, le Palio san Giovanni à Porto Recanati est une épreuve consistant à parcourir la Ville en portant un plateau rempli de poissons, le Palio storico dell'oca de Cagli est une course médiévales d’oies domestiques, le Palio delle Botti à Montefiore dell'Aso consiste à monter un tonneau de vin en haut de la ville, le quartier vainqueur remporte le droit de boire les tonneaux des adversaires : autant de Palii, donc, que de communes.

### Événements remarquables
- Fano Jazz by the Sea, festival international de Jazz à Fano en juillet;
- Macerata Opera Festival, festival annuel d'art lyrique dans le Sferisterio de Macerata en juillet et août;
- Summer Jamboree, festival international de musique et de culture américaine des années 1940 et 1950 à Senigallia qui a lieu chaque été ;
- Rossini Opera Festival de Pesaro, ville natale de Rossini ;
- Pergolesi-Spontini Festival[23] de Jesi, ville natale de Pergolèse ;
- La Cinematica d’Ancône[24], festival de cinéma ;
- Quintana d'Ascoli Piceno, fêtes médiévales ;
- Le Carnaval de Fano[25].

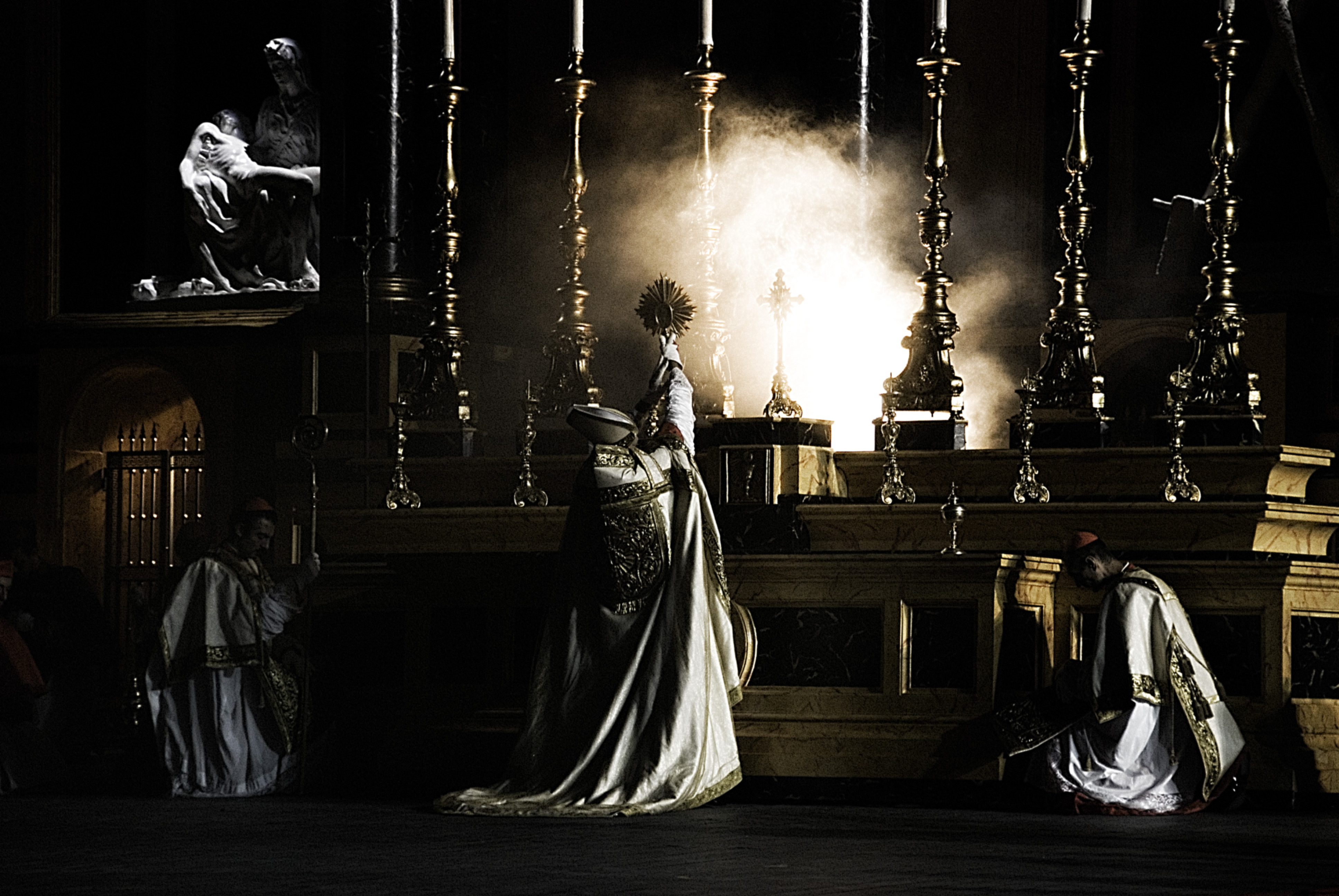
La Tosca de Giacomo Puccini au Sferisterio de Macerata.
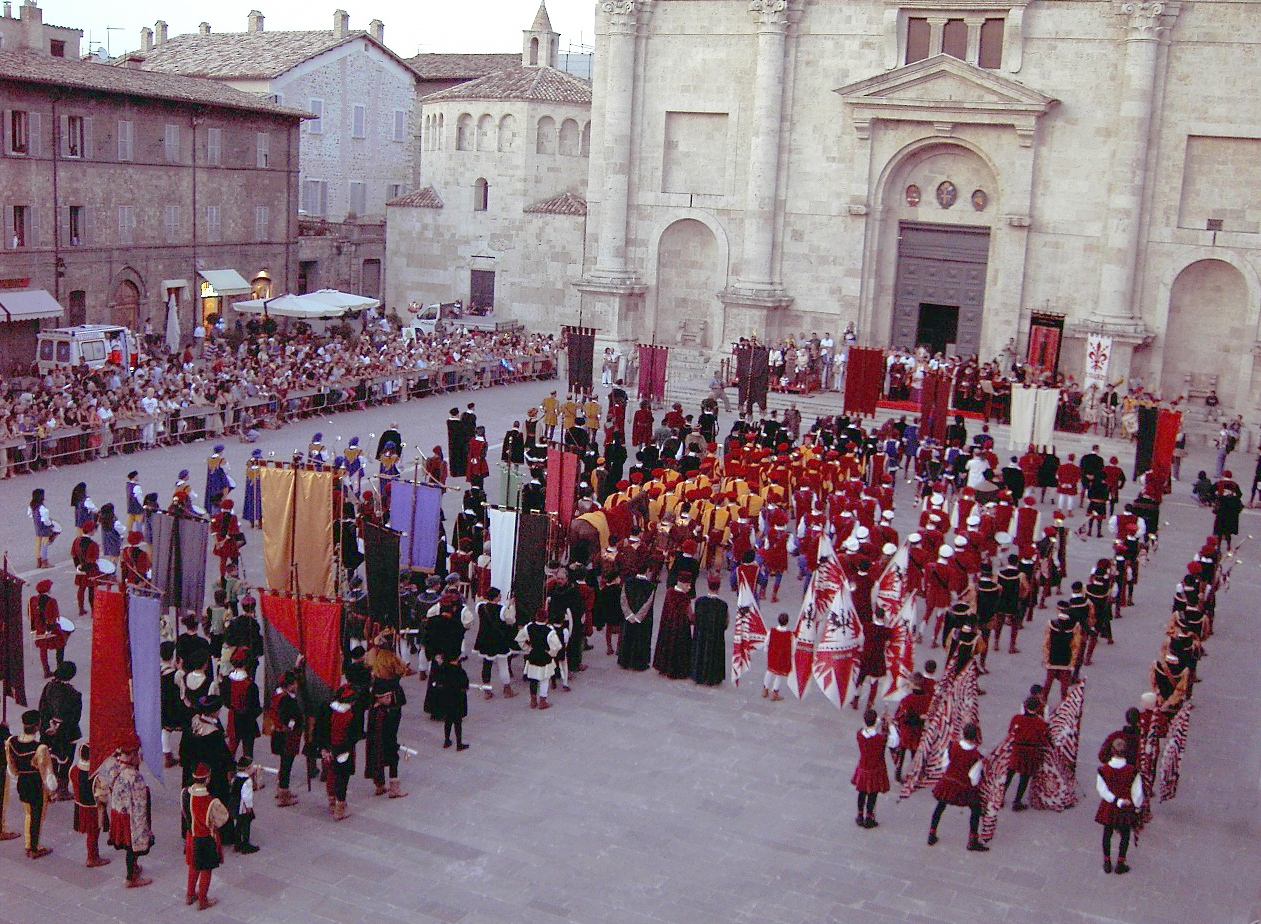
Cérémonie de la Quintana à Ascoli Piceno.
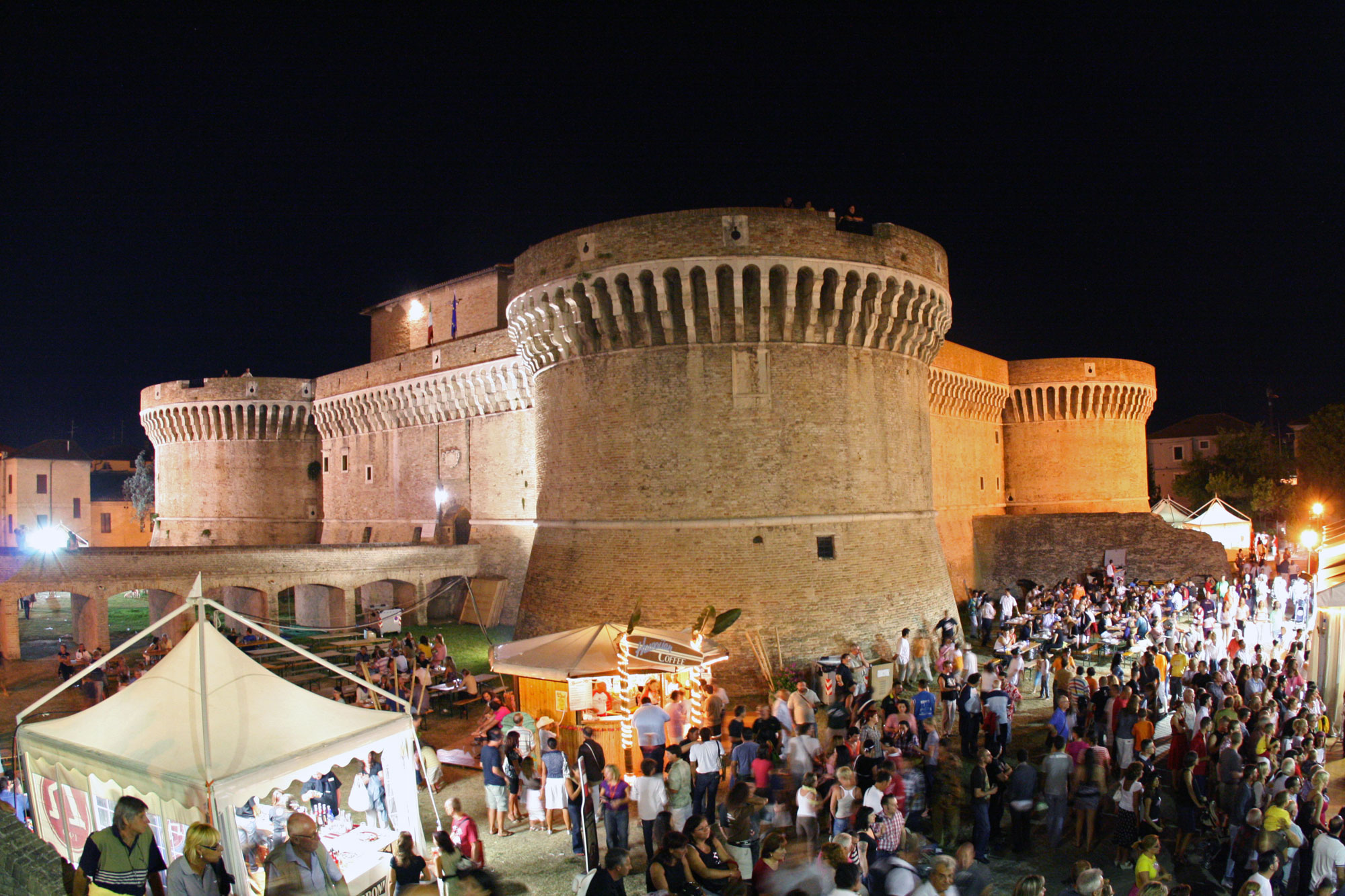
Summer Jamboree aux abords de la forteresse roveresque de Senigallia.
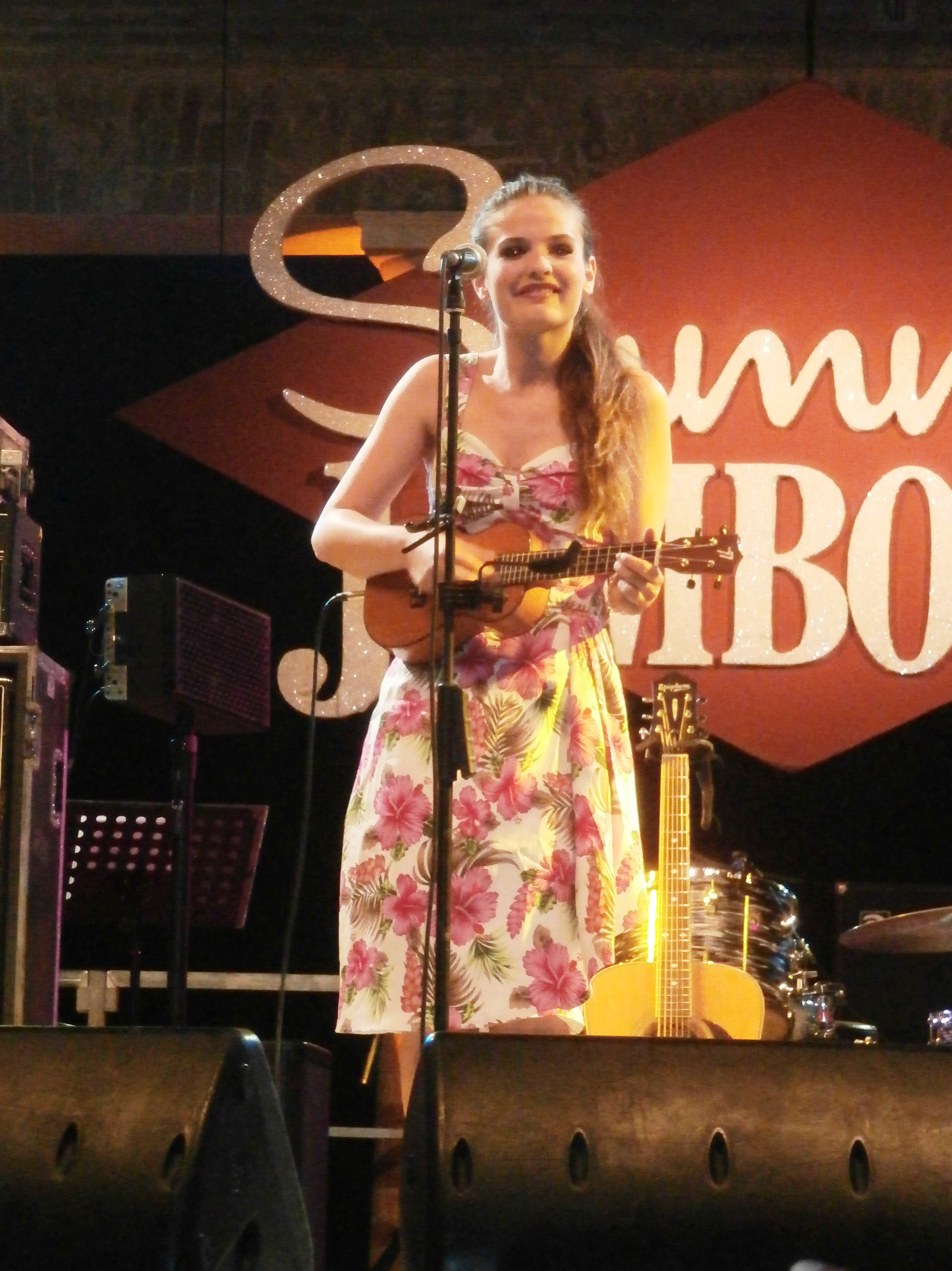
Violetta au Summer Jamboree.
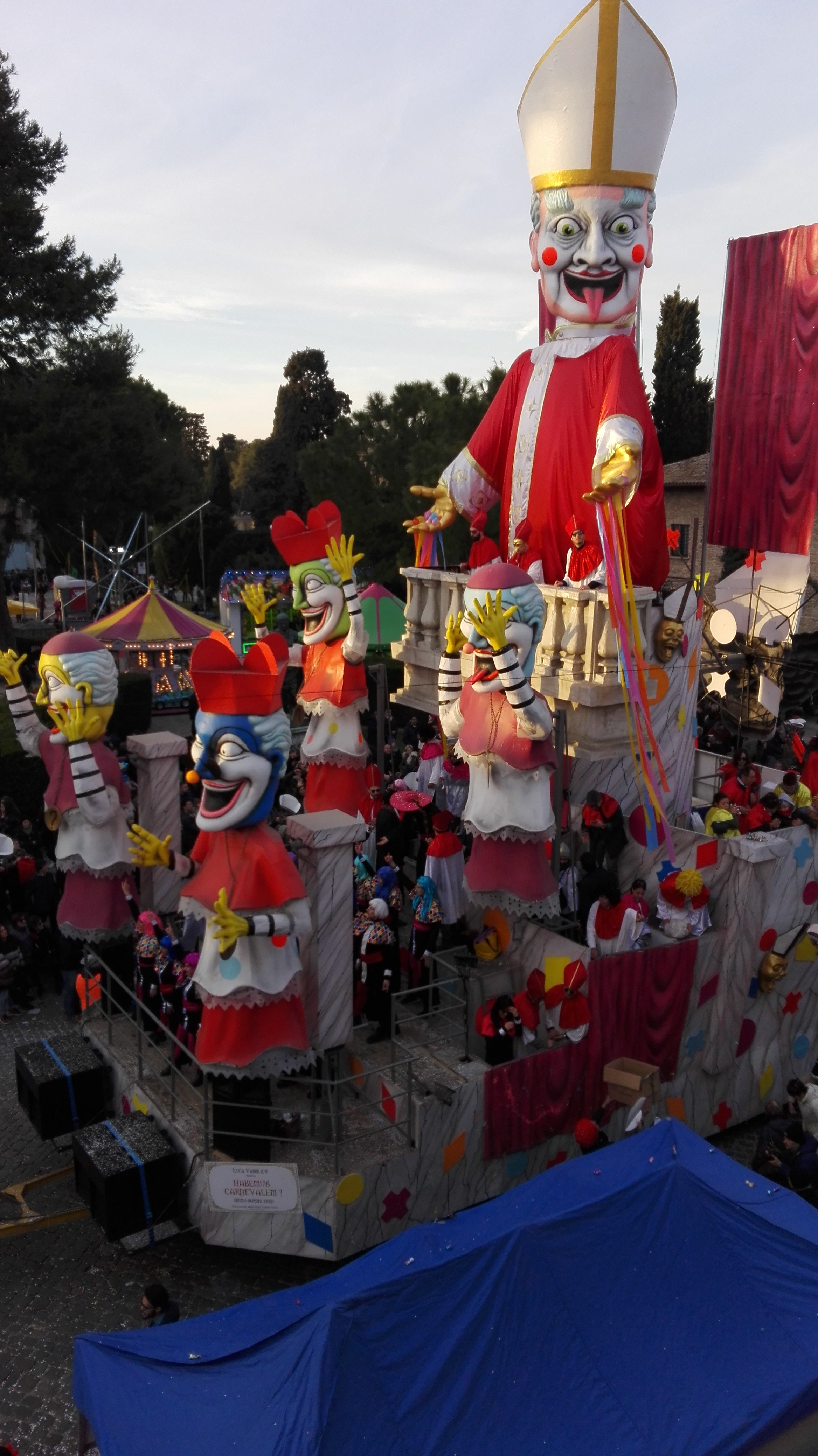
Carnaval de Fano.

### Calendrier des festivités régionales
- en février, se déroulent le carnaval historique d'Offida et celui de Fano ;
- en avril, le Palio de la Grenouille à Fermignano ;
- en mai, le Palio de San Floriano di Jesi, le Palio di Maltignano, la Course de l’épée de Camerino, la Bataille de Tolentino ;
- en juin, le Carnaval historique de Fossombrone, le Palio de San Giovanni de Porto Recanati, le Palio de San Giovanni Battista de Fabriano, L'Armée de Pentecôte de Monterubbiano, Mogliano 1744 à Mogliano ;
- en juillet, les fêtes de La Comtesse del Pozzo della Polenta à Corinaldo, les fêtes de La Comtesse della Crescia d'Offagna, le Palio delle botti de Montefiore dell’Aso, la course des tours du Palio des Châteaux de San Severino, le siège du Château de Gradara, le Palio del somaro de Mercatello sul Metauro, La cacciata à Mondolfo, le Palio de l'œuf de Monte Cerignone, La fête des Noces de Camilla d'Aragon à Novilara près de Pesaro, le Palio dei conti Oliva de Piandimeleto, la Fano des Césars, le Palio dei Terzieri à Montecassiano ;
- en août, la foire de la Vernaccia de Serrapetrona, le Palio du Duc d'Acquaviva Picena, Les fêtes de la Comtesse dello Stivale à Filottrano, le Palio des clochers de Castello di Precicchie, la foire de la Quintana de Ascoli, L’installation du Podestat de Castel di Lama, le Templaria Festival de Castignano, les jours d'Azzolino de Grottazzolina, La Cavalcata dell'Assunta de Fermo, les fêtes de la Comtesse del Secchio à Sant'Elpidio a Mare, le Tournoi Chevaleresque de Servigliano, la foire du château de Caldarola, Cingoli 1844 à Cingoli, le Palio de San Ginesio, La Disfida del Bracciale de Treia, les fêtes de la Comtesse des Cents Ducats de Montecosaro ; en septembre Matilica Municipium Romanum de Matelica, les fêtes de La Comtesse della Margutta à Corridonia ;
- en septembre, la Cacciata di Mondolfo, Le Juttènizie di Grottammare, Artemigrante festival circassien de Macerata, Palio della Rocca a Serra Sant’Abbondio, Lu Vurgu fa Cantina à Francavilla d’ete, La fête de saint Joseph de Cupertino à Osimo, la procession des forteresses à Piobbico, le grand-prix des bicyclettes du XVIIIe siècle à Fermignano, la Corsa del Drappo (Palio de Lorette) ;
- en octobre, l’Overtime Festival de Macerata, la Fiera dell’usato de Macerata, le salon du modélisme d'Italie centrale de Macerata, le notte degli sprevengoli de Ostra, la Fête des sorcières de Corinaldo, Journée nationale du Trekking urbain dans différentes communes, l’Automne sur la place de Pesaro, l’Enchantement d’Automne de Morrovalle, la foire Saint-Martin de Grottammare et sa course des cornus.
- en novembre et décembre, les Chandelles de Candelara (Pesaro), Château de Noël à Gradara, et Fêtes et Marchés de Noël en différents endroits de la région.

## Religion
- La Marche d'Ancône est la région la plus citée des Fioretti de saint François d'Assise, et les villes d'Ancône, de Recanati, de Sirolo, de Mogliano, de Massa fermana, de Fermo, de Marro, de Trave Bonanti, de Camerino, de Falerone, de Muccia, de Monte San Vicino ou de San Severino Marche sont citées soit comme lieux de provenance des compagnons de saint François, soit comme lieu d'implantation de ses couvents[26].

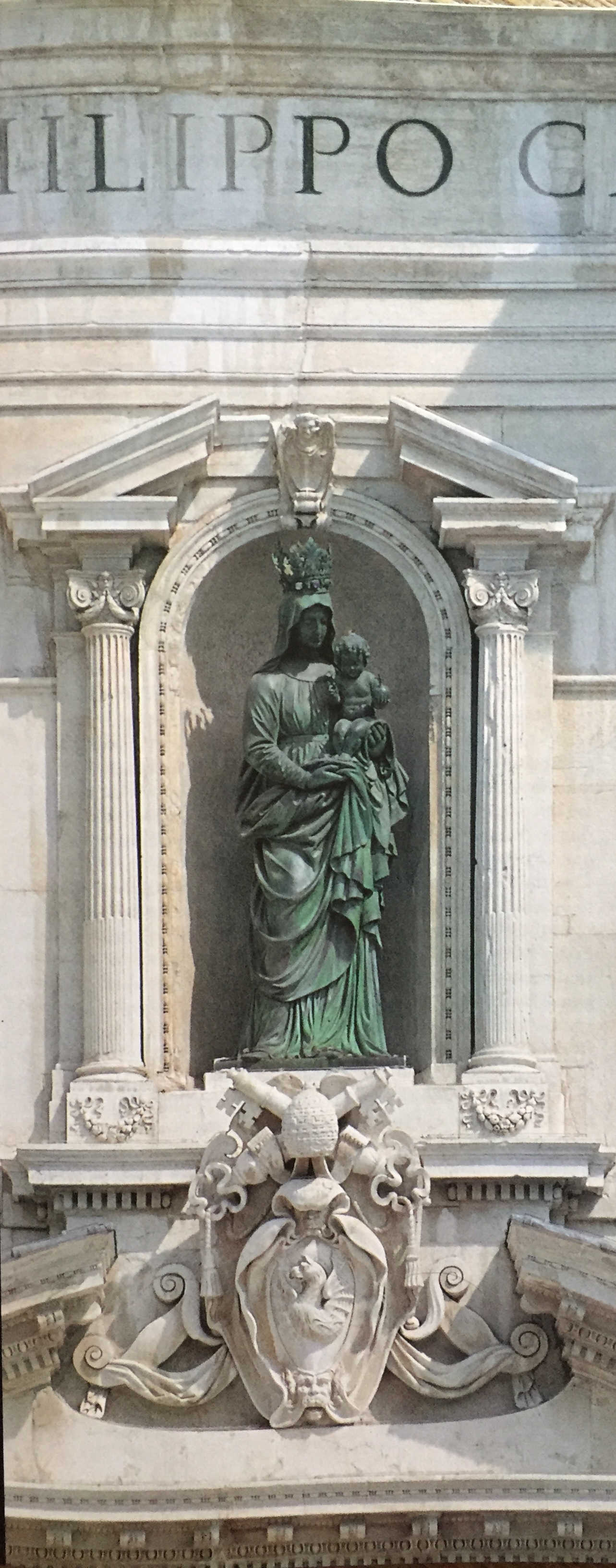
Statue de la Madone sur la façade de la basilique de la Santa Casa.

- Santa Casa de LoretoStatue de la Madone sur la façade de la basilique de la Santa Casa.Le cœur religieux non seulement des Marches mais de l'Europe entière fut, durant trois siècles, le sanctuaire de Loreto, lieu originel du culte lié à la Sainte Maison de Lorette, dont les murs, rapportés de Terre sainte, ont été témoins de l'Annonciation, et où l'on vénérait, depuis le Moyen Âge jusqu’en 1797, les saintes Reliques de la Vierge Marie.

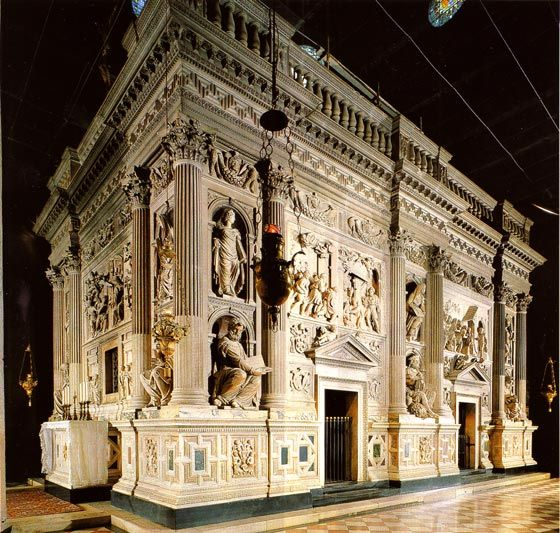
Santa Casa de Loreto

Parmi les personnalités liées au culte marial de Lorette figurent le philosophe humaniste et théologien Érasme qui composa une messe « à succès » en l'honneur de la Madone de Lorette, Wolfgang Amadeus Mozart composa, après avoir séjourné à Lorette, ses Litaniae Lauretanae. Montaigne, qui y laissa un ex-voto assista au miracle de Michel Marteau. René Descartes s'y rendit également en pèlerinage en 1623 en action de grâce pour le songe qu'il rapporte dans ses Olympiques, et qui est à l'origine de sa Mathesis universalis.
Citons également Chateaubriand dont la femme fit à genou l'ascension de la scala santa. Lorette fut pendant plus d'un siècle le lieu du pèlerinage le plus important de la chrétienté en Occident. Il provoqua ainsi l'afflux de pèlerins de toute l'Europe, de nombreux personnages y adressèrent leurs prières (Anne d'Autriche, les marins de Christophe Colomb rescapés d'une tempête en 1493 dont est encore visible un ex-voto), des rois et reines ainsi que de grands aristocrates y envoyèrent des procureurs (émissaires chargés de faire le pèlerinage à leur place). Plus inattendu, le Marquis de Sade y séjourna.
- La fête de la Madone de Lorette a lieu tous les 12 décembre depuis le XVIe siècle.
- Dernièrement, les 1er et 2 septembre 2007, le pape Benoît XVI s'est rendu à Lorette[30] pour vivre la fête de la foi avec les jeunes de la ville (3). Il y est revenu le 4 octobre 2012, renouvelant ainsi le pèlerinage que Jean XXIII y avait effectué 50 ans auparavant, à quelques jours de l'ouverture du concile Vatican II (4). Le 25 mars 2019, ce fut le pape François à se rendre à Lorette[31].
- Le 16 juin 2019, le pape François visitera les zones touchées par les tremblements de terre du diocèse de Camerino et san Severino Marche[32],[33].
- La région des Marches compte également 183 sanctuaires et plusieurs milliers d’églises. Parmi les édifices religieux les plus remarquables, voir : Les églises de la Région des Marches.
- Le deuxième lieu de pèlerinage après Rome n'est plus Lorette mais désormais la ville de saint François d’Assise et sainte Claire dans l'Ombrie qui se trouve à moins de quarante kilomètres de la frontière de la Région des Marches.
- Frère Matthieu de Baschi (Matteo da Bascio) fonde l'ordre des frères mineurs capucins au couvent de Montefiorentino dans la province Pesaro-Urbino en 1525 en demandant au pape Clément VII (Jules de Médicis) par l'intermédiaire de la duchesse de Camerino (nièce du pape) une dispense orale pour porter l'habit qu'il vit en songe porté par saint François d'Assise, et prêcher d'une manière itinérante selon la règle franciscaine. La plupart des capucins résidaient à l'origine entre la Marche d'Ancône et l'Ombrie, dans cette frontière régionale où le souvenir des premiers compagnons de saint François d'Assise et celui des Spirituels se perpétue encore aujourd’hui.
- Le Pape Innocent XI fut gouverneur du Picenum et de Macerata

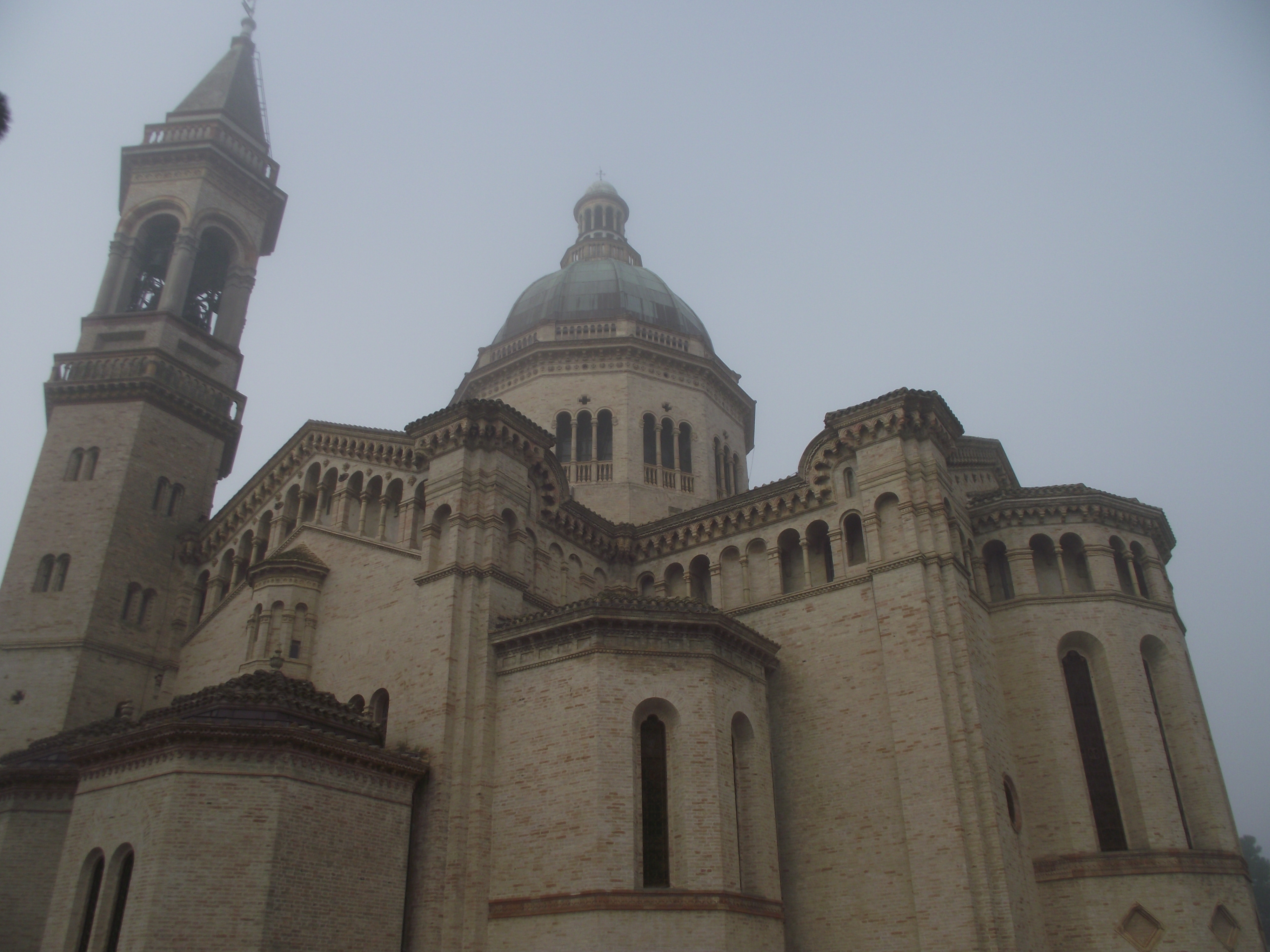
Sanctuaire de Campocavallo.
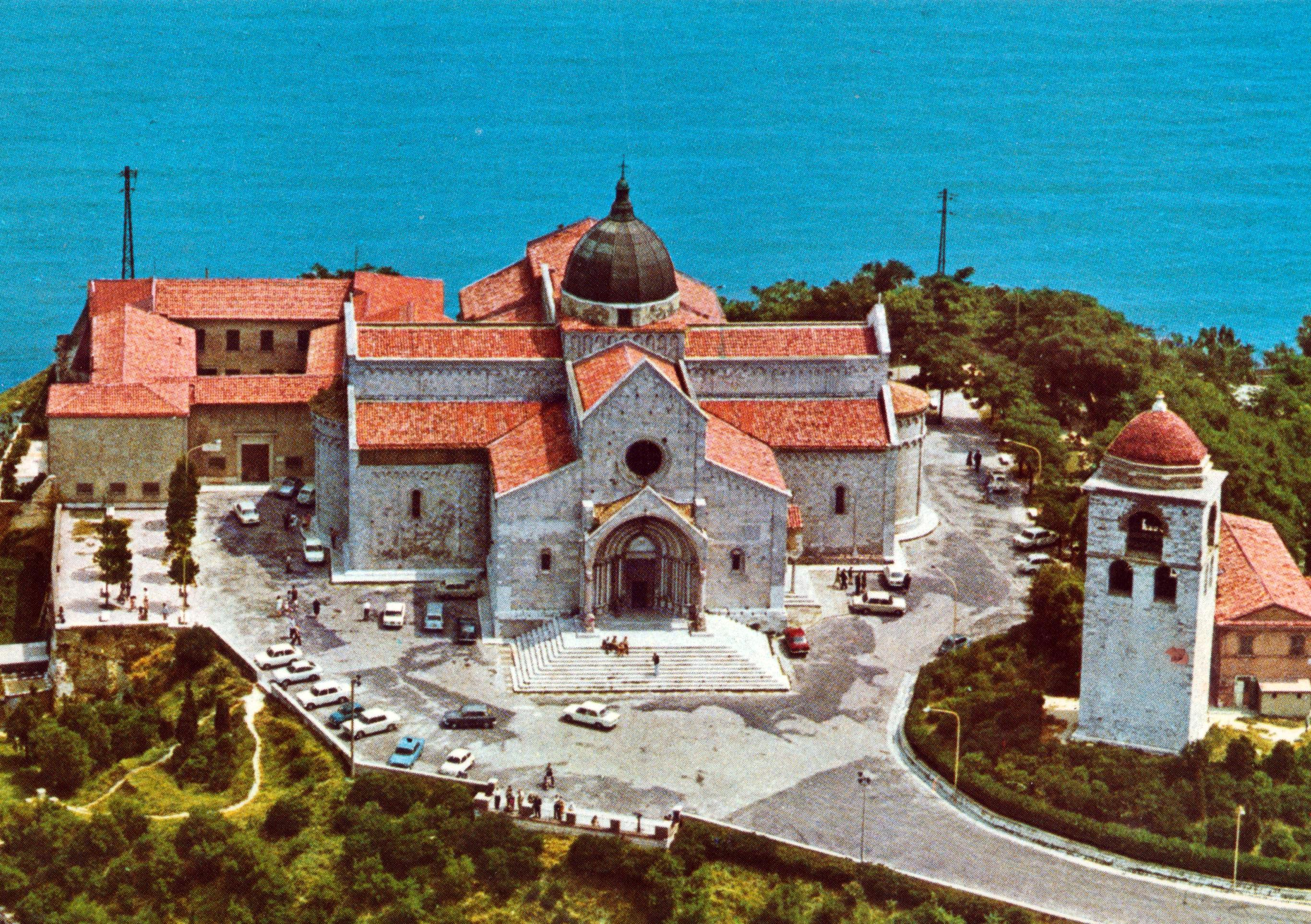
Le dôme de la cathédrale Saint-Cyriaque à Ancône (1960).
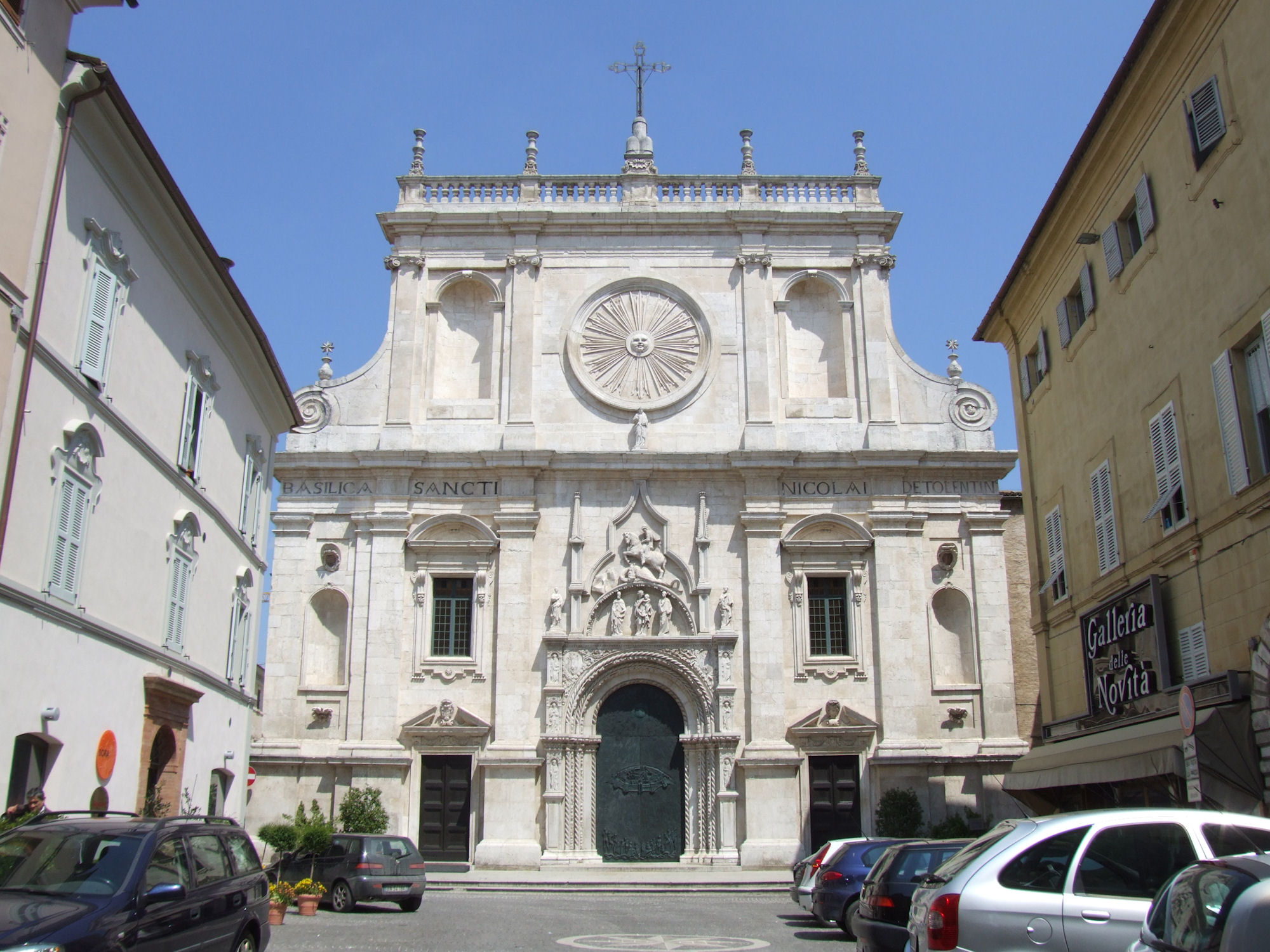
Basilique Saint-Nicolas de Tolentino avec les Fresques de la Grande Chapelle des XIVe et XVe siècles.
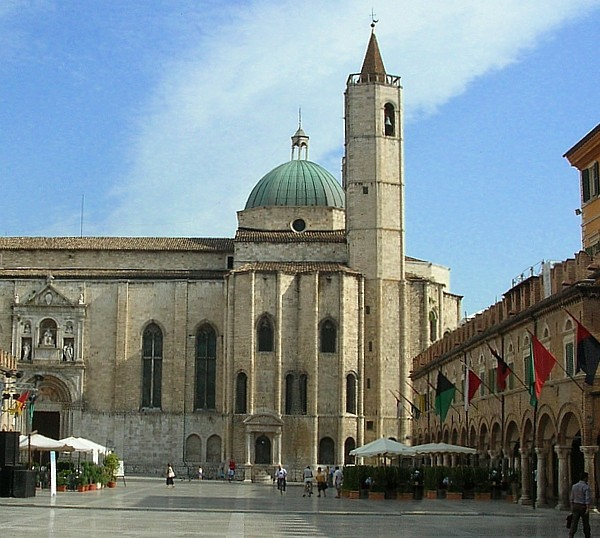
Église Saint-François d'Ascoli Piceno.
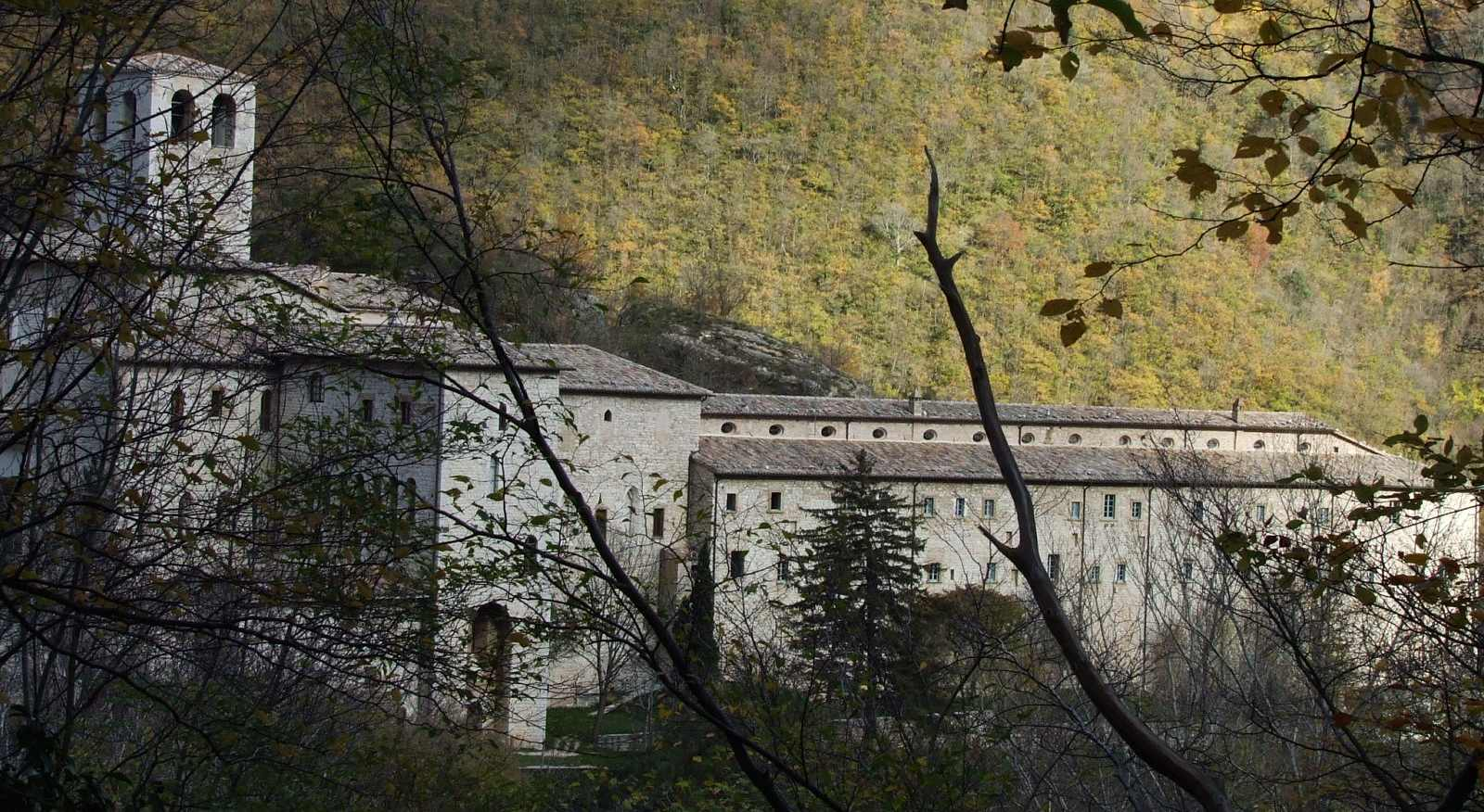
Monastère de Fonte Avellana (ermitage Sainte-Croix).
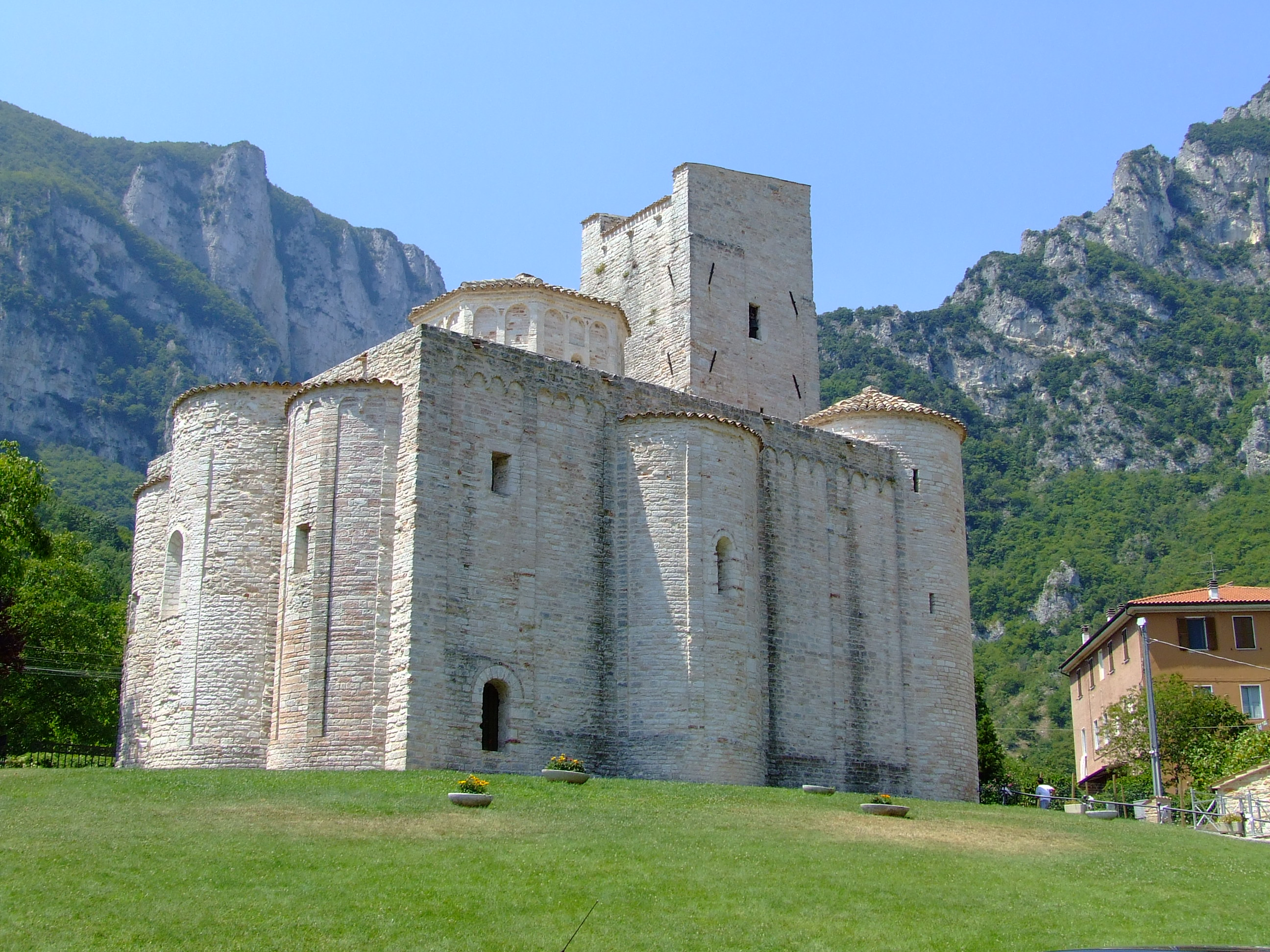
Abbaye de San Vittore alle Chiuse.
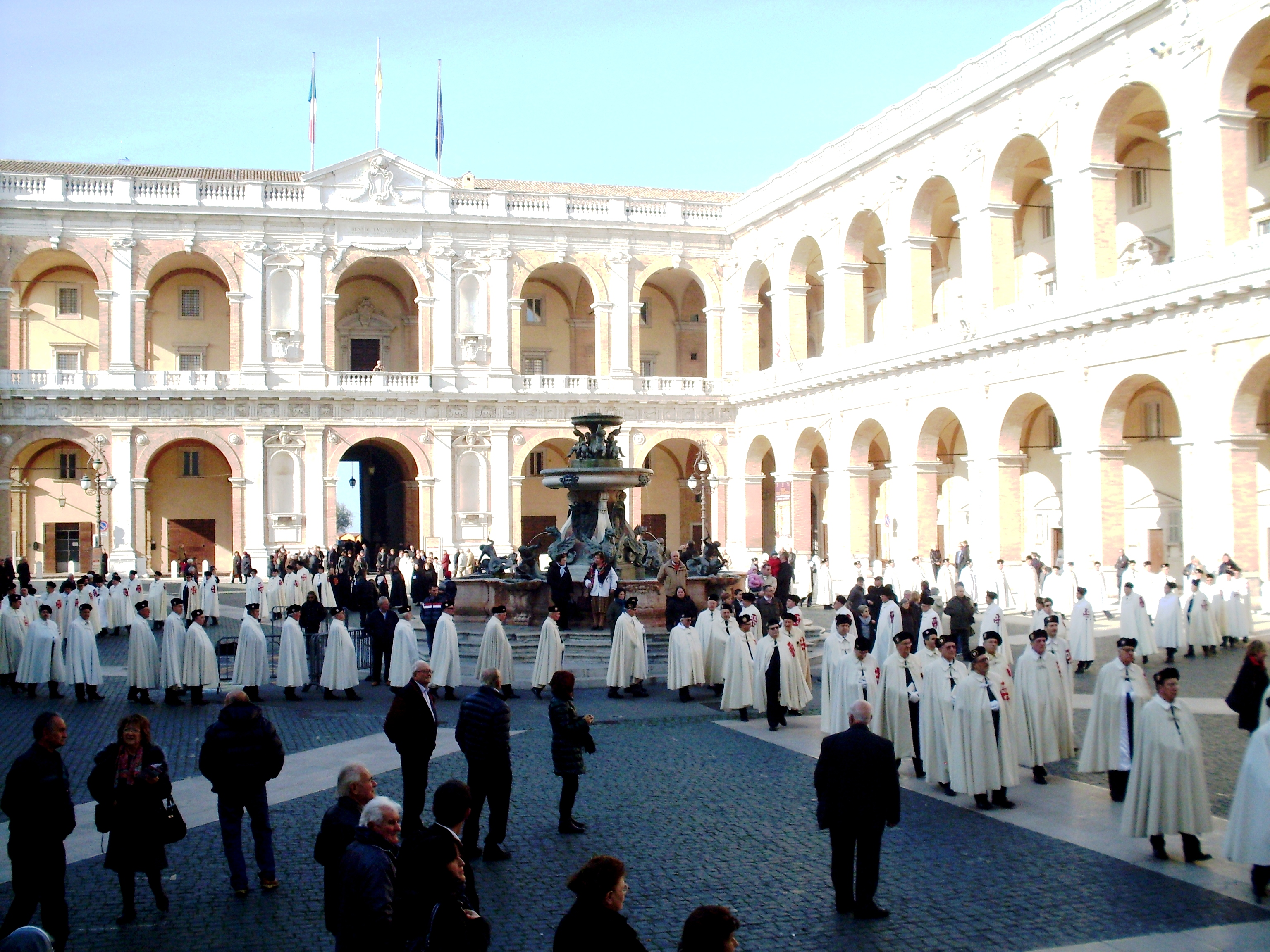
Cavaliers du saint sépulcre de Jérusalem à Loreto.
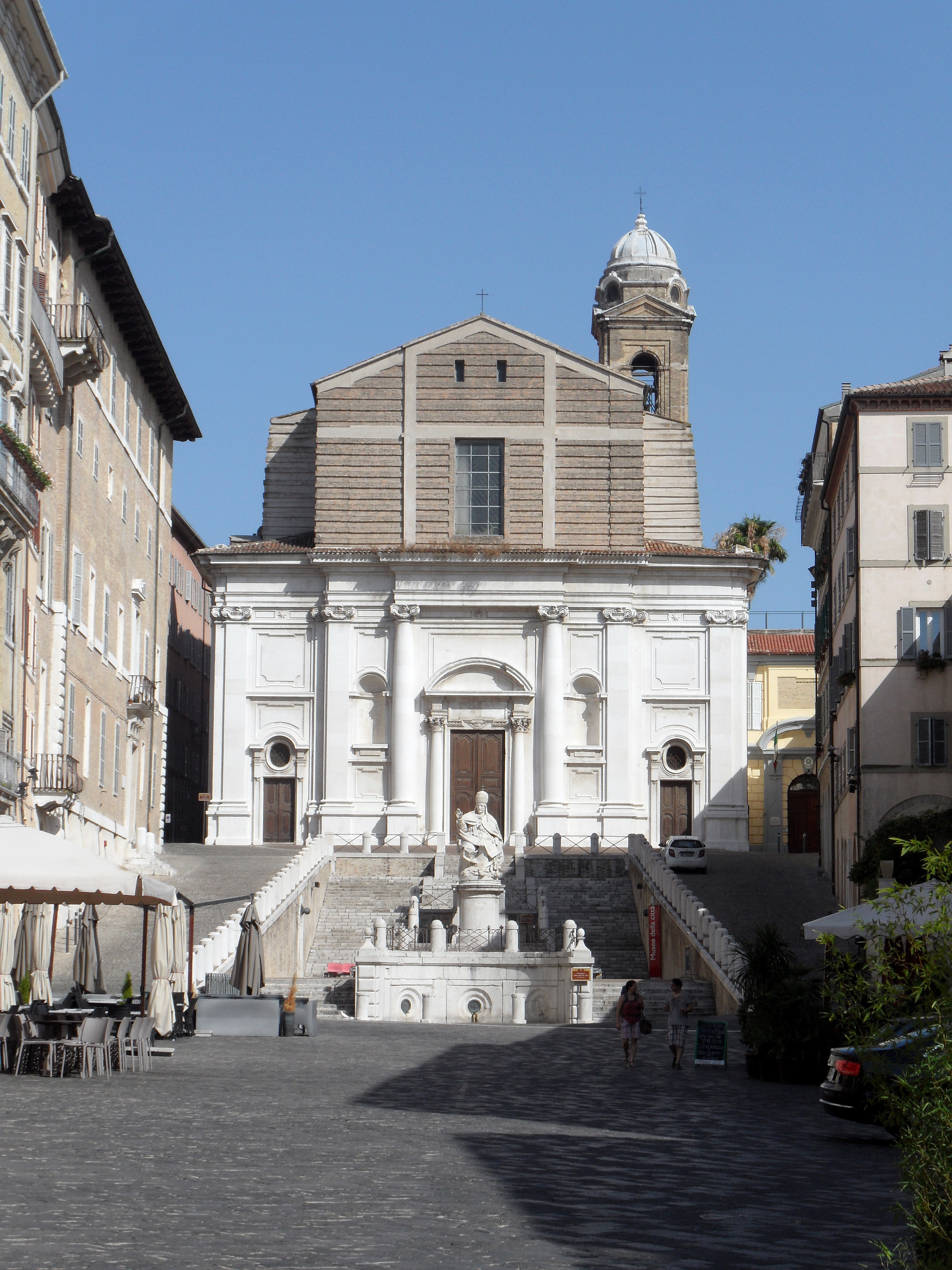
Église Saint-Dominique d'Ancône.
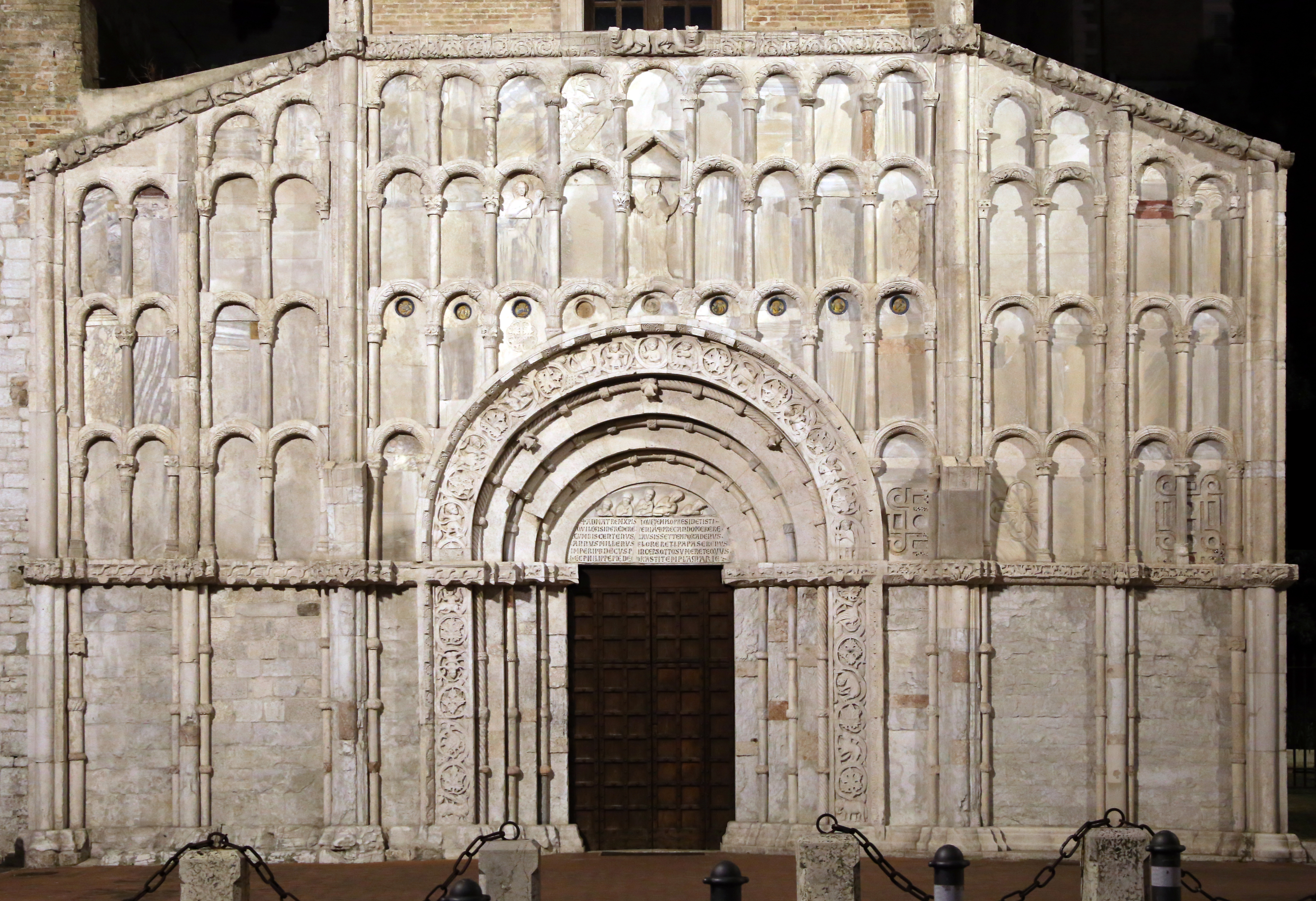
Église Sainte-Marie-de-la-Place, Ancône.
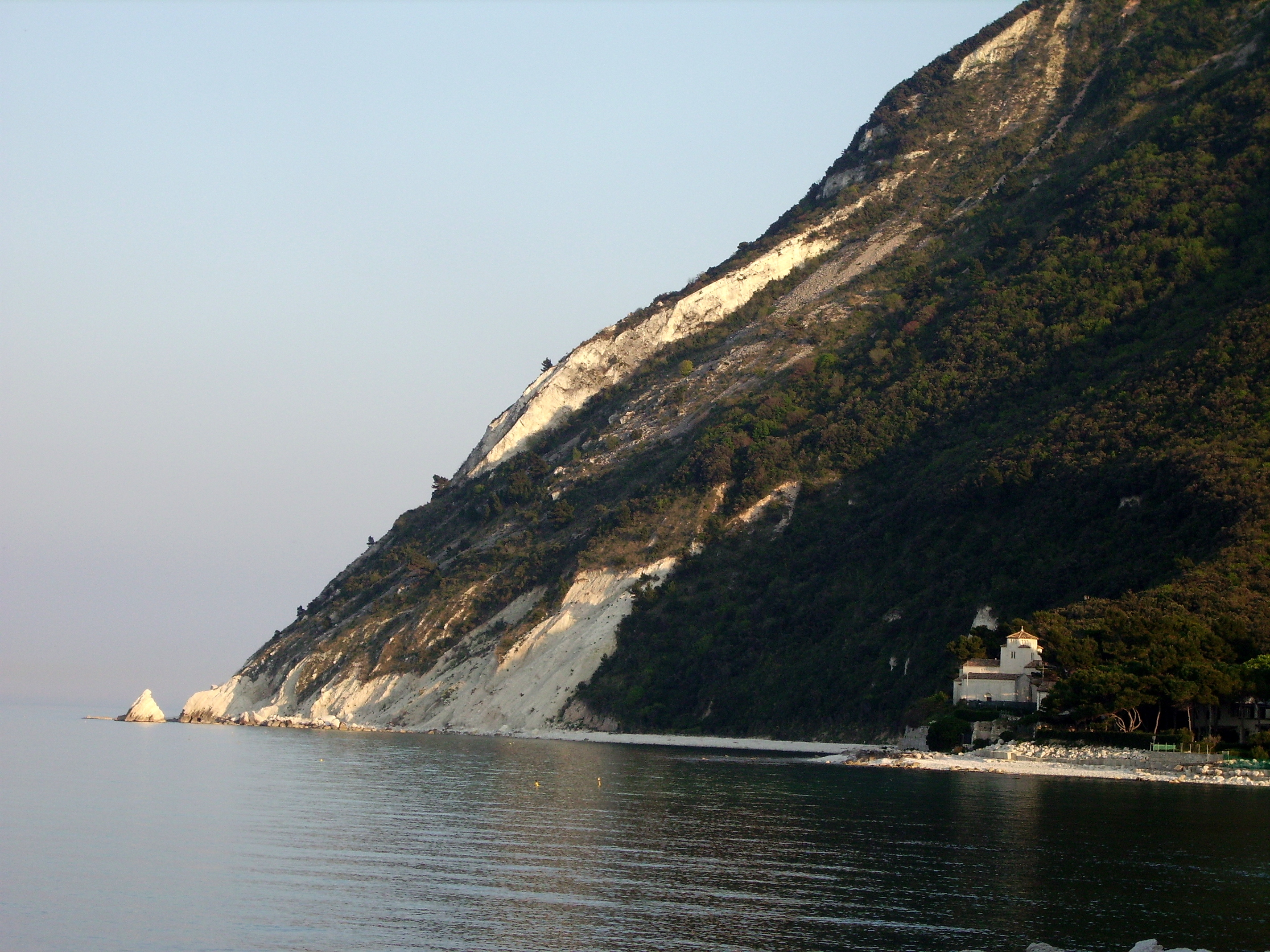
Église Sainte-Marie-de-Portonovo au pied du mont Conero.
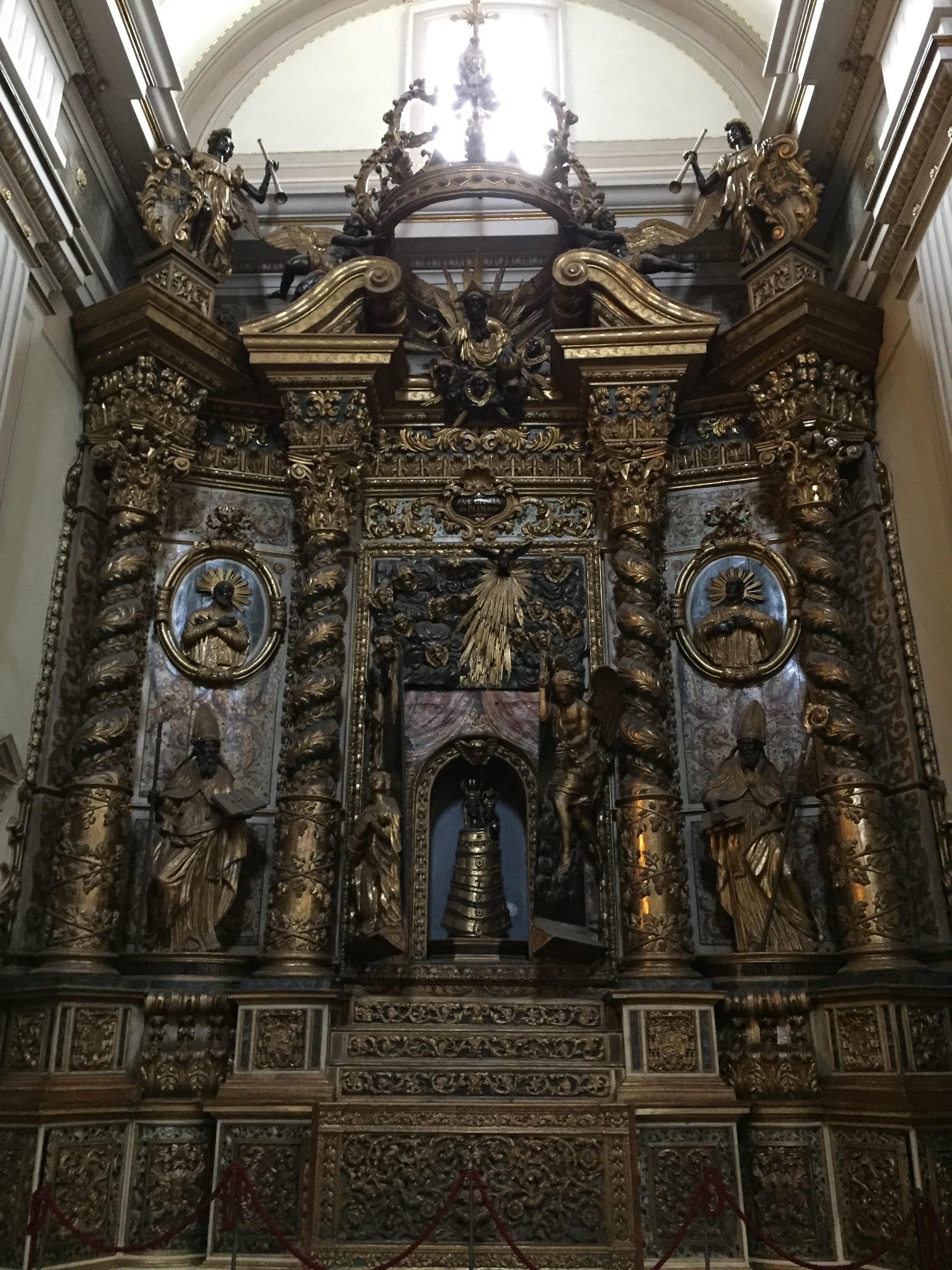
L'une des plus grandes Mostra d'Altare baroque du littoral en l'église de Sant'Elpidio Abate à Sant'Elpidio a Mare.
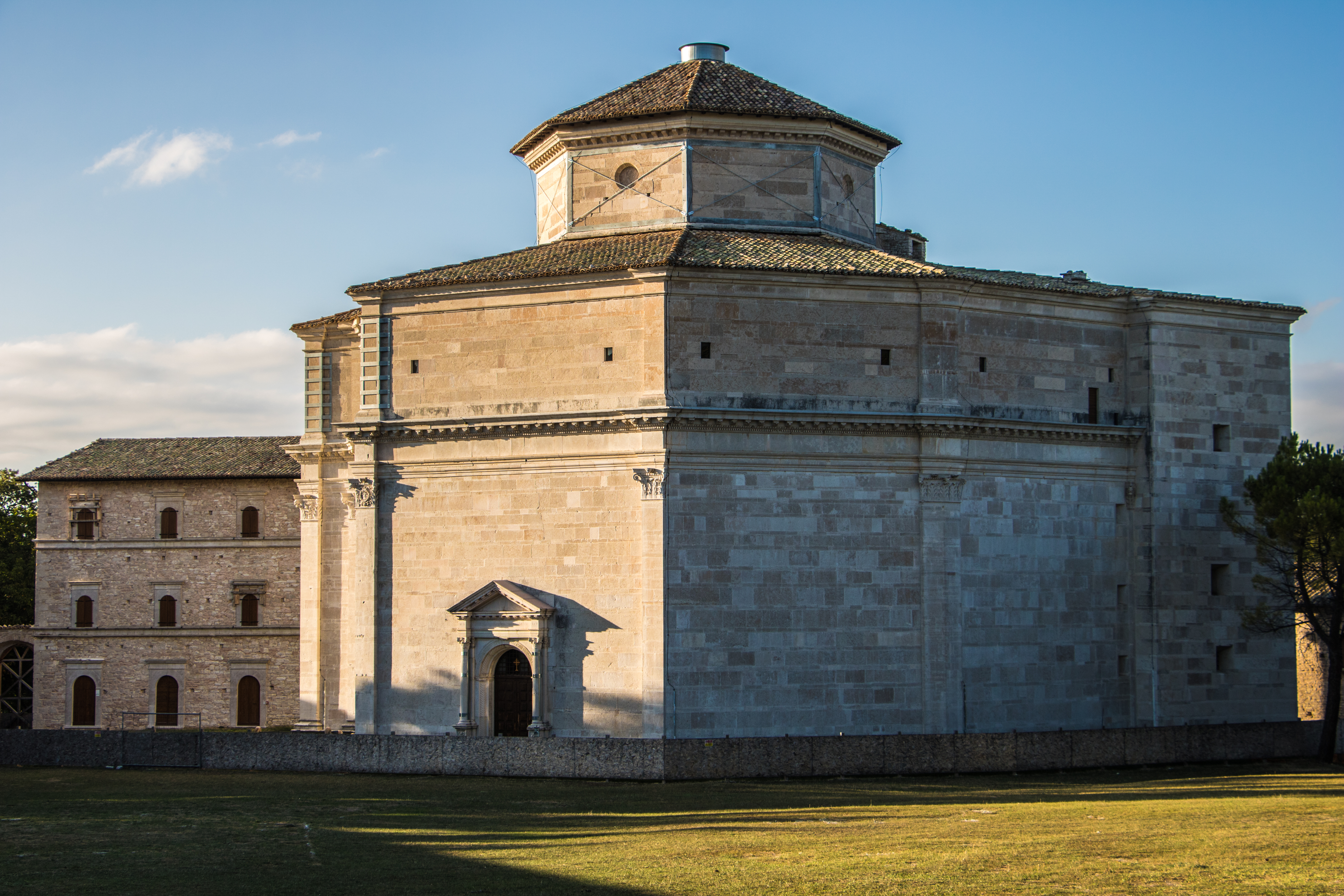
Sanctuaire bramantesque de Macereto dans la province de Macerata.

## Quelques proverbes en dialecte des Marches
- Chi ha i dent, ‘en c’ha ‘l pan; chi ha ‘l sacc, ‘en c’ha ‘l gran. (Qui a des dents n’a pas de pain, qui a un sac n'a pas de grain.)
- Co li denti mia ce magna più lu dentista che io. (Avec mes propres dents, le dentiste mange plus que moi.)
- Sci nasci purittu, morì anchi straccu. (L’on naît pauvre et en plus on meurt fatigué.)
- La vita è comme ‘na cipolla: più la sfoglj più te fa piagne. (La vie est comme un oignon, plus nous l’épluchons, plus nous pleurons.)
- Quanno parlà li quatrì, la veretà la fa zitti. (Quand l’argent parle, la vérité se tait.)
- Cassa da mortu, vestitu che nun fa ‘na piega. (Le cercueil est l’unique habit qui ne fait pas de pli.)
- Ne sa più un cojó a casa sua che cento saputi a casa d’ardri. (En sait plus un couillon en sa propre maison que cent savants en celles des autres).
- 'Gni cend'anni de storia, mille vergogne e 'na gloria. (Tous les cent ans d’histoire, mille hontes font une Gloire.)